# Genealogia general dels Capets
Aquesta és la genealogia general del Capets incloent-hi només les branques legítimes:
- Dinastia Valois[1]
  - branca d'Orleans
    - branca d'Angulema

  - branca d'Anjou
  - branca de Berry
  - branca de Borgonya-Valois
    - branca de Borgonya-Brabant
    - branca de Borgonya-Nevers

  - branca d'Alençon
- els Évreux-Navarra[2]
- els Borbons
  - branca dels comtes de Montpensier
  - branca dels comtes de la Marche
    - branca dels comtes de Vendôme
      - dinastia de Borbó
        - branca dels reis d'Espanya
          - branca dels reis de les Sicílies
          - branca dels ducs de Parma

        - branca d'Orleans

      - branca dels prínceps de Condé
      - branca dels senyors de Carency
      - branca dels ducs de Montpensier
- els Artois
- els Anjou-Sicília
  - branca d'Anjou-Hongria
  - branca d'Anjou-Nàpols
  - branca d'Anjou-Tàrent
  - branca d'Anjou-Durazzo
- els Dreux
  - branca de Beu
    - branca de Bossart

  - branca de Bretanya
    - branca de Machecoul
- els Courtenay
  - branca de Champigneules
    - branca de la Ferté Loupière
    - branca d'Autry

  - branca de Tanlay
- els Vermandois
- els Borgonya
  - branca de Montagu
  - branca del Delfinat
  - branca de Portugal

## Arbre genealògic
```
Lambert (
Landbertus
)
│
│
├─>Landrada
│ X Sigramn
│ └─>Sant Chrodegand
│ 
└─>Robert I, comte de Hesbaye i potser de Worms, mort abans 764.
│
├─>Ingramn
│ │
│ └─ > 
Ermengarda
 (778 † 818)
│ X 
Lluís le Pieux

│
├─>Cancor, comte
│
└─>Turimbert (vers 740,†després de 770), comte de Hesbaye.
│
└─ > 
Robert II
, comte de Hesbaye.
│
└─ > 
Robert III
 (mort el 834), comte de Worms i d'Oberrheingau.
X Waldrade, germana d'
Eudes d'Orleans

│
├─ > 
Robert el Fort
 (mort el 866), marquès de Nèustria.
│ │
│ ├─ > 
Eudes
, 
comte de París
, després rei dels Francs (mort el 
898
)
│ │ X Teodrada
│ │ │
│ │ └──> Guiu
│ │
│ └─ > 
Robert I
, marquès de 
Nèustria
 després rei des Francs (mort el 
923
)
│ X 1) Ne
│ X 2) Beatriu de Vermandois
│ │
│ ├1>Adela 
│ │ X 
Herbert II de Vermandois

│ │
│ ├2 > 
Emma
 (894 -934)
│ │ X 
Raül de Borgonya
, duc de Borgonya, rei des Francs
│ │

│ └2 > 
Hug el Gran
 (898 -956), duc dels Francs
│ X 1) Ne del Maine
│ X 2) 
Eadhild de Wessex

│ X 3) Hedwigis de Saxònia
│ │
│ ├3 > 
Beatriu

│ │ X 
Frederic I de Lorena

│ │
│ ├3 > 
Hug Capet
 (941-996), rei des Francs
│ │ x 
Adelaida d'Aquitània

│ │ │
│ │ ├─>Hedwigis (969-després de 1013)
│ │ │ x 1) 
Renyer IV d'Hainaut

│ │ │ x 2) Hug III comte de Dasbourg
│ │ │
│ │ ├─ > 
Gisela de França
 (970-1000)
│ │ │ x 
Hug I
, 
comte de Ponthieu

│ │ │
│ │ ├─ > 
Robert II de França
 (972-1031), rei dels Francs
│ │ │ x 1) 
Rozala d'Itàlia

│ │ │ x 2) 
Berta de Borgonya

│ │ │ x 3) 
Constança d'Arle

│ │ │ │
│ │ │ ├2>un infant nascut mort (999-999)
│ │ │ │ 
│ │ │ ├3 > 
Alix de França
 (1003-després de 1063)
│ │ │ │ x 
Renald I de Nevers

│ │ │ │
│ │ │ ├3>Hug II (1007-1026), rei des Francs associat
│ │ │ │
│ │ │ ├─ > 
Enric I de França
 (1008-1060), rei des Francs
│ │ │ │ x 
Anna de Kíev

│ │ │ │ │
│ │ │ │ ├─ > 
Felip I de França
 (1053-1108), rei des Francs
│ │ │ │ │ x 1) Berta de Holanda
│ │ │ │ │ x 2) Bertrada de Montfort
│ │ │ │ │ │
│ │ │ │ │ ├1 > 
Constança de França
, filla de Felip I (1078-1125)
│ │ │ │ │ │ x 1) 
Hug I de Xampanya
, després de 
Bohemon I d'Antioquia
.
│ │ │ │ │ │
│ │ │ │ │ ├1 > 
Lluís VI de França
 (1081-1137)
│ │ │ │ │ │ x 
Adela de Savoia
 (vers 1100-1154) 
│ │ │ │ │ │ │
│ │ │ │ │ │ ├─ > 
Felip de França
 (1116-1131), rei de França associat
│ │ │ │ │ │ │
│ │ │ │ │ │ ├─ > 
Lluís VII de França
 (1120-1180)
│ │ │ │ │ │ │ x 1) 
Eleonor d'Aquitània

│ │ │ │ │ │ │ x 2) 
Constança de Castella
 (vers 1136-1160)
│ │ │ │ │ │ │ x 3) 
Adela de Xampanya

│ │ │ │ │ │ │ │
│ │ │ │ │ │ │ ├1 > 
Maria de França i d'Aquitània
 (1145-1198)
│ │ │ │ │ │ │ │ x 
Enric I de Xampanya

│ │ │ │ │ │ │ │
│ │ │ │ │ │ │ ├1 > 
Alix de França
 (1150-1195)
│ │ │ │ │ │ │ │ x 
Tibald V de Blois

│ │ │ │ │ │ │ │
│ │ │ │ │ │ │ ├2 > 
Margarida de França
 (1158-1197)
│ │ │ │ │ │ │ │ x 1) Enric Court-Mantel d'Anglaterra
│ │ │ │ │ │ │ │ x 2) 
Bela III
 d'Hongria
│ │ │ │ │ │ │ │
│ │ │ │ │ │ │ ├2 > 
Adela de França
 (1160-1221)
│ │ │ │ │ │ │ │ x 
Guillem II de Ponthieu

│ │ │ │ │ │ │ │
│ │ │ │ │ │ │ ├3 > 
Felip II de França
 (1165-1223)
│ │ │ │ │ │ │ │ x 1) 
Isabel d'Hainaut

│ │ │ │ │ │ │ │ x 2) 
Ingeburga de Dinamarca

│ │ │ │ │ │ │ │ x 3) 
Agnès de Merània

│ │ │ │ │ │ │ │ │
│ │ │ │ │ │ │ │ ├─ > 
Lluís VIII de França
 (1187-1226)
│ │ │ │ │ │ │ │ │ x 
Blanca de Castella i d'Anglaterra

│ │ │ │ │ │ │ │ │ │
│ │ │ │ │ │ │ │ │ ├─>una filla (1205-1206)
│ │ │ │ │ │ │ │ │ │
│ │ │ │ │ │ │ │ │ ├─>una filla (1207-1208)
│ │ │ │ │ │ │ │ │ │
│ │ │ │ │ │ │ │ │ ├─>Felip (1209-1218)
│ │ │ │ │ │ │ │ │ │
│ │ │ │ │ │ │ │ │ ├─>una filla (1213-1215)
│ │ │ │ │ │ │ │ │ │
│ │ │ │ │ │ │ │ │ ├─ > 
Lluís IX de França
 (1215-1270)
│ │ │ │ │ │ │ │ │ │ x 
Margarida de Provença

│ │ │ │ │ │ │ │ │ │ │
│ │ │ │ │ │ │ │ │ │ ├─>Blanca (1240-1243)
│ │ │ │ │ │ │ │ │ │ │
│ │ │ │ │ │ │ │ │ │ ├─>Isabel (1241-1271)
│ │ │ │ │ │ │ │ │ │ │ x 
Tibald II de Navarra

│ │ │ │ │ │ │ │ │ │ │
│ │ │ │ │ │ │ │ │ │ ├─>Lluís (1243-avers 1259)
│ │ │ │ │ │ │ │ │ │ │
│ │ │ │ │ │ │ │ │ │ ├─ > 
Felip III de França
 (1245-1285)
│ │ │ │ │ │ │ │ │ │ │ x 1) 
Isabel d'Aragó
 (1247-1271) 
│ │ │ │ │ │ │ │ │ │ │ x 2) 
Maria de Brabant
 (1254-1321) 
│ │ │ │ │ │ │ │ │ │ │ │
│ │ │ │ │ │ │ │ │ │ │ ├1>Lluís (1265-1276)
│ │ │ │ │ │ │ │ │ │ │ │
│ │ │ │ │ │ │ │ │ │ │ ├1 > 
Felip IV de França
 (1268-1314)
│ │ │ │ │ │ │ │ │ │ │ │ x 
Joana I de Navarra

│ │ │ │ │ │ │ │ │ │ │ │ │
│ │ │ │ │ │ │ │ │ │ │ │ ├─>Margarida (1288-1310)
│ │ │ │ │ │ │ │ │ │ │ │ │
│ │ │ │ │ │ │ │ │ │ │ │ ├─ > 
Lluís X de França
 (1289-1316)
│ │ │ │ │ │ │ │ │ │ │ │ │ x 1) 
Margarida de Borgonya
 (1290-1315) 
│ │ │ │ │ │ │ │ │ │ │ │ │ x 2) 
Clemènciade Hongria

│ │ │ │ │ │ │ │ │ │ │ │ │ │
│ │ │ │ │ │ │ │ │ │ │ │ │ ├1 > 
Joana II de Navarra
 (1311-1349)
│ │ │ │ │ │ │ │ │ │ │ │ │ │ x 
Felip III de Navarra

│ │ │ │ │ │ │ │ │ │ │ │ │ │
│ │ │ │ │ │ │ │ │ │ │ │ │ └2 > 
Joan I de França
 (1316-1316)
│ │ │ │ │ │ │ │ │ │ │ │ │
│ │ │ │ │ │ │ │ │ │ │ │ ├─>Blanca (1290-1294)
│ │ │ │ │ │ │ │ │ │ │ │ │
│ │ │ │ │ │ │ │ │ │ │ │ ├─ > 
Felip V de França
 (1291-1322)
│ │ │ │ │ │ │ │ │ │ │ │ │ x 
Joana II de Borgonya

│ │ │ │ │ │ │ │ │ │ │ │ │ │
│ │ │ │ │ │ │ │ │ │ │ │ │ ├─ > 
Joana III de Borgonya
 (1308-1347)
│ │ │ │ │ │ │ │ │ │ │ │ │ │ x 
Eudes IV de Borgonya

│ │ │ │ │ │ │ │ │ │ │ │ │ │
│ │ │ │ │ │ │ │ │ │ │ │ │ ├─ > 
Margarida de França
 (1310-1382)
│ │ │ │ │ │ │ │ │ │ │ │ │ │ x 
Lluís I de Flandes

│ │ │ │ │ │ │ │ │ │ │ │ │ │
│ │ │ │ │ │ │ │ │ │ │ │ │ ├─>Blanca (1314-1358), monja
│ │ │ │ │ │ │ │ │ │ │ │ │ │
│ │ │ │ │ │ │ │ │ │ │ │ │ ├─>Felip (1313-1321)
│ │ │ │ │ │ │ │ │ │ │ │ │ │
│ │ │ │ │ │ │ │ │ │ │ │ │ └─>Lluís (1315-1316)
│ │ │ │ │ │ │ │ │ │ │ │ │
│ │ │ │ │ │ │ │ │ │ │ │ ├─ > 
Isabel de França
 (1292-1358)
│ │ │ │ │ │ │ │ │ │ │ │ │ x 
Eduard II d'Anglaterra

│ │ │ │ │ │ │ │ │ │ │ │ │
│ │ │ │ │ │ │ │ │ │ │ │ ├─ > 
Carles IV de França
 (1295-1328)
│ │ │ │ │ │ │ │ │ │ │ │ │ x 1) 
Blanca de Borgonya
 (vers 1296-1326)
│ │ │ │ │ │ │ │ │ │ │ │ │ x 2) 
Maria de Luxemburg

│ │ │ │ │ │ │ │ │ │ │ │ │ x 3) 
Joana d'Évreux

│ │ │ │ │ │ │ │ │ │ │ │ │ │
│ │ │ │ │ │ │ │ │ │ │ │ │ ├1>Felip (1314-1322)
│ │ │ │ │ │ │ │ │ │ │ │ │ │
│ │ │ │ │ │ │ │ │ │ │ │ │ ├1>Joana (1315-1321)
│ │ │ │ │ │ │ │ │ │ │ │ │ │
│ │ │ │ │ │ │ │ │ │ │ │ │ ├2>Lluís (1324-1324)
│ │ │ │ │ │ │ │ │ │ │ │ │ │
│ │ │ │ │ │ │ │ │ │ │ │ │ ├3>Joana (1326-1327)
│ │ │ │ │ │ │ │ │ │ │ │ │ │
│ │ │ │ │ │ │ │ │ │ │ │ │ ├3>Maria (1327-1341)
│ │ │ │ │ │ │ │ │ │ │ │ │ │
│ │ │ │ │ │ │ │ │ │ │ │ │ └3>Blanca (1328-1292)
│ │ │ │ │ │ │ │ │ │ │ │ │ x 
Felip I d'Orleans

│ │ │ │ │ │ │ │ │ │ │ │ │
│ │ │ │ │ │ │ │ │ │ │ │ └─>Robert (1297-1308)
│ │ │ │ │ │ │ │ │ │ │ │
│ │ │ │ │ │ │ │ │ │ │ ├1>Robert (1269-jove)
│ │ │ │ │ │ │ │ │ │ │ │
│ │ │ │ │ │ │ │ │ │ │ │

 
Inici de la branca de Valois
 
(
Final de la branca
)

│ │ │ │ │ │ │ │ │ │ │ ├1 > 
Carles de Valois
 (1270-1325)
│ │ │ │ │ │ │ │ │ │ │ │ x 1) 
Margarida d'Anjou
 (1273-1299)
│ │ │ │ │ │ │ │ │ │ │ │ x 2) 
Caterina de Courtenay

│ │ │ │ │ │ │ │ │ │ │ │ x 3) 
Mafalda de Saint-Pol

│ │ │ │ │ │ │ │ │ │ │ │ │
│ │ │ │ │ │ │ │ │ │ │ │ ├1>Isabel (1292-1309) 
│ │ │ │ │ │ │ │ │ │ │ │ │ x 
Joan III de Bretanya

│ │ │ │ │ │ │ │ │ │ │ │ │
│ │ │ │ │ │ │ │ │ │ │ │ ├1 > 
Felip VI de França
 (1293-1350)
│ │ │ │ │ │ │ │ │ │ │ │ │ x 1) 
Joana de Borgonya i de França
 (vers 1293-1349)
│ │ │ │ │ │ │ │ │ │ │ │ │ x 2) 
Blanca d'Evreux
 (1333-1398)
│ │ │ │ │ │ │ │ │ │ │ │ │ │
│ │ │ │ │ │ │ │ │ │ │ │ │ ├1>Felipa (1315-1316) 
│ │ │ │ │ │ │ │ │ │ │ │ │ │
│ │ │ │ │ │ │ │ │ │ │ │ │ ├1>Joana (1317-1320)
│ │ │ │ │ │ │ │ │ │ │ │ │ │
│ │ │ │ │ │ │ │ │ │ │ │ │ ├1 > 
Joan II de França
 (1319-1364)
│ │ │ │ │ │ │ │ │ │ │ │ │ │ x 1) 
Bona de Luxemburg

│ │ │ │ │ │ │ │ │ │ │ │ │ │ x 2) Joana d'Alvèrnia 
│ │ │ │ │ │ │ │ │ │ │ │ │ │ │
│ │ │ │ │ │ │ │ │ │ │ │ │ │ ├1>Blanca (1336-1336)
│ │ │ │ │ │ │ │ │ │ │ │ │ │ │
│ │ │ │ │ │ │ │ │ │ │ │ │ │ ├1 > 
Carles V de França
 (1337-1380)
│ │ │ │ │ │ │ │ │ │ │ │ │ │ │ x 
Joana de Borbó
 (1337-1378) 
│ │ │ │ │ │ │ │ │ │ │ │ │ │ │ │
│ │ │ │ │ │ │ │ │ │ │ │ │ │ │ ├─>Joana (1357-1380)
│ │ │ │ │ │ │ │ │ │ │ │ │ │ │ │
│ │ │ │ │ │ │ │ │ │ │ │ │ │ │ ├─>Joan (1359-1364) 
│ │ │ │ │ │ │ │ │ │ │ │ │ │ │ │
│ │ │ │ │ │ │ │ │ │ │ │ │ │ │ ├─>Bona (1360-1360)
│ │ │ │ │ │ │ │ │ │ │ │ │ │ │ │
│ │ │ │ │ │ │ │ │ │ │ │ │ │ │ ├─>Joan (1366-1366)
│ │ │ │ │ │ │ │ │ │ │ │ │ │ │ │
│ │ │ │ │ │ │ │ │ │ │ │ │ │ │ ├─ > 
Carles VI de França
 (1366-1422)
│ │ │ │ │ │ │ │ │ │ │ │ │ │ │ │ x Isabel de Baviera
│ │ │ │ │ │ │ │ │ │ │ │ │ │ │ │ │
│ │ │ │ │ │ │ │ │ │ │ │ │ │ │ │ ├─>Carles (1386-1386) 
│ │ │ │ │ │ │ │ │ │ │ │ │ │ │ │ │
│ │ │ │ │ │ │ │ │ │ │ │ │ │ │ │ ├─>Joana (1388-1390)
│ │ │ │ │ │ │ │ │ │ │ │ │ │ │ │ │
│ │ │ │ │ │ │ │ │ │ │ │ │ │ │ │ ├─ > 
Isabel de França
 (1389-1409) 
│ │ │ │ │ │ │ │ │ │ │ │ │ │ │ │ │ x 1) 
Ricard II d'Anglaterra

│ │ │ │ │ │ │ │ │ │ │ │ │ │ │ │ │ x 2) 
Carles I d'Orleans

│ │ │ │ │ │ │ │ │ │ │ │ │ │ │ │ │
│ │ │ │ │ │ │ │ │ │ │ │ │ │ │ │ ├─>Joana (1391-1433) 
│ │ │ │ │ │ │ │ │ │ │ │ │ │ │ │ │ x 
Joan VI de Bretanya

│ │ │ │ │ │ │ │ │ │ │ │ │ │ │ │ │
│ │ │ │ │ │ │ │ │ │ │ │ │ │ │ │ ├─>Carles (1392-1401) 
│ │ │ │ │ │ │ │ │ │ │ │ │ │ │ │ │
│ │ │ │ │ │ │ │ │ │ │ │ │ │ │ │ ├─>Maria (1393-1438) abadessa a Poissy
│ │ │ │ │ │ │ │ │ │ │ │ │ │ │ │ │
│ │ │ │ │ │ │ │ │ │ │ │ │ │ │ │ ├─>Miquela (1395-1422) 
│ │ │ │ │ │ │ │ │ │ │ │ │ │ │ │ │ x 
Felip III de Borgonya

│ │ │ │ │ │ │ │ │ │ │ │ │ │ │ │ │
│ │ │ │ │ │ │ │ │ │ │ │ │ │ │ │ ├─>Lluís (1397-1415)
│ │ │ │ │ │ │ │ │ │ │ │ │ │ │ │ │
│ │ │ │ │ │ │ │ │ │ │ │ │ │ │ │ ├─>Joan (1398-1417) 
│ │ │ │ │ │ │ │ │ │ │ │ │ │ │ │ │
│ │ │ │ │ │ │ │ │ │ │ │ │ │ │ │ ├─ > 
Caterina de Valois
 (1401-1437) 
│ │ │ │ │ │ │ │ │ │ │ │ │ │ │ │ │ X 
Enric V d'Anglaterra

│ │ │ │ │ │ │ │ │ │ │ │ │ │ │ │ │
│ │ │ │ │ │ │ │ │ │ │ │ │ │ │ │ ├─ > 
Carles VII de França
 (1403-1461)
│ │ │ │ │ │ │ │ │ │ │ │ │ │ │ │ │ x 
Maria d'Anjou

│ │ │ │ │ │ │ │ │ │ │ │ │ │ │ │ │ │
│ │ │ │ │ │ │ │ │ │ │ │ │ │ │ │ │ ├─ > 
Lluís XI de França
 (1423-1483)
│ │ │ │ │ │ │ │ │ │ │ │ │ │ │ │ │ │ x 1) 
Margarida d'Escòcia
 (1424-1445) 
│ │ │ │ │ │ │ │ │ │ │ │ │ │ │ │ │ │ x 2) 
Carlota de Savoia

│ │ │ │ │ │ │ │ │ │ │ │ │ │ │ │ │ │ │
│ │ │ │ │ │ │ │ │ │ │ │ │ │ │ │ │ │ ├─>Joaquim (1459-1459)
│ │ │ │ │ │ │ │ │ │ │ │ │ │ │ │ │ │ │
│ │ │ │ │ │ │ │ │ │ │ │ │ │ │ │ │ │ ├─>Lluïsa (1460-1460)
│ │ │ │ │ │ │ │ │ │ │ │ │ │ │ │ │ │ │
│ │ │ │ │ │ │ │ │ │ │ │ │ │ │ │ │ │ ├─ > 
Anna
 (1462-1522)
│ │ │ │ │ │ │ │ │ │ │ │ │ │ │ │ │ │ │ x 
Pere II de Beaujeu

│ │ │ │ │ │ │ │ │ │ │ │ │ │ │ │ │ │ │
│ │ │ │ │ │ │ │ │ │ │ │ │ │ │ │ │ │ ├─ > 
Santa Joana de Valois
 (1464-1505)
│ │ │ │ │ │ │ │ │ │ │ │ │ │ │ │ │ │ │ x 
Lluís XII de França

│ │ │ │ │ │ │ │ │ │ │ │ │ │ │ │ │ │ │
│ │ │ │ │ │ │ │ │ │ │ │ │ │ │ │ │ │ ├─>Lluís (1467-1467)
│ │ │ │ │ │ │ │ │ │ │ │ │ │ │ │ │ │ │
│ │ │ │ │ │ │ │ │ │ │ │ │ │ │ │ │ │ ├─ > 
Carles VIII de França
 (1470-1498)
│ │ │ │ │ │ │ │ │ │ │ │ │ │ │ │ │ │ │ x 
Anna de Bretanya

│ │ │ │ │ │ │ │ │ │ │ │ │ │ │ │ │ │ │ │
│ │ │ │ │ │ │ │ │ │ │ │ │ │ │ │ │ │ │ ├─>Carles Orland (1492-1495)
│ │ │ │ │ │ │ │ │ │ │ │ │ │ │ │ │ │ │ │
│ │ │ │ │ │ │ │ │ │ │ │ │ │ │ │ │ │ │ ├─>Carles (1496-1496)
│ │ │ │ │ │ │ │ │ │ │ │ │ │ │ │ │ │ │ │
│ │ │ │ │ │ │ │ │ │ │ │ │ │ │ │ │ │ │ ├─>Carles (1497-1498)
│ │ │ │ │ │ │ │ │ │ │ │ │ │ │ │ │ │ │ │
│ │ │ │ │ │ │ │ │ │ │ │ │ │ │ │ │ │ │ └─>Anna (1498-1498)
│ │ │ │ │ │ │ │ │ │ │ │ │ │ │ │ │ │ │
│ │ │ │ │ │ │ │ │ │ │ │ │ │ │ │ │ │ └─>Francesc (1473-1474)
│ │ │ │ │ │ │ │ │ │ │ │ │ │ │ │ │ │
│ │ │ │ │ │ │ │ │ │ │ │ │ │ │ │ │ ├─>Joan (1424-1425) 
│ │ │ │ │ │ │ │ │ │ │ │ │ │ │ │ │ │
│ │ │ │ │ │ │ │ │ │ │ │ │ │ │ │ │ ├─>Radegunda (1425-1444) 
│ │ │ │ │ │ │ │ │ │ │ │ │ │ │ │ │ │
│ │ │ │ │ │ │ │ │ │ │ │ │ │ │ │ │ ├─>Caterina (1428-1446) 
│ │ │ │ │ │ │ │ │ │ │ │ │ │ │ │ │ │ x 
Carles el Temerari

│ │ │ │ │ │ │ │ │ │ │ │ │ │ │ │ │ │
│ │ │ │ │ │ │ │ │ │ │ │ │ │ │ │ │ ├─>Jaume (1432-1437) 
│ │ │ │ │ │ │ │ │ │ │ │ │ │ │ │ │ │
│ │ │ │ │ │ │ │ │ │ │ │ │ │ │ │ │ ├─>Iolanda (1434-1478) 
│ │ │ │ │ │ │ │ │ │ │ │ │ │ │ │ │ │ x 
Amadeu IX de Savoia

│ │ │ │ │ │ │ │ │ │ │ │ │ │ │ │ │ │
│ │ │ │ │ │ │ │ │ │ │ │ │ │ │ │ │ ├─ > 
Joana de França
 (1435-1482) 
│ │ │ │ │ │ │ │ │ │ │ │ │ │ │ │ │ │ x 
Joan II de Borbó

│ │ │ │ │ │ │ │ │ │ │ │ │ │ │ │ │ │
│ │ │ │ │ │ │ │ │ │ │ │ │ │ │ │ │ ├─>Felipa (1436-1436) 
│ │ │ │ │ │ │ │ │ │ │ │ │ │ │ │ │ │
│ │ │ │ │ │ │ │ │ │ │ │ │ │ │ │ │ ├─>Margarida (1437-1438) 
│ │ │ │ │ │ │ │ │ │ │ │ │ │ │ │ │ │
│ │ │ │ │ │ │ │ │ │ │ │ │ │ │ │ │ ├─>Maria (1438-1439) 
│ │ │ │ │ │ │ │ │ │ │ │ │ │ │ │ │ │
│ │ │ │ │ │ │ │ │ │ │ │ │ │ │ │ │ ├─>Joana (1438-1446) 
│ │ │ │ │ │ │ │ │ │ │ │ │ │ │ │ │ │
│ │ │ │ │ │ │ │ │ │ │ │ │ │ │ │ │ ├─ > 
Magdalena de França
 (1443-1495) 
│ │ │ │ │ │ │ │ │ │ │ │ │ │ │ │ │ │ x 
Gastó de Foix
, príncep de Viana
│ │ │ │ │ │ │ │ │ │ │ │ │ │ │ │ │ │
│ │ │ │ │ │ │ │ │ │ │ │ │ │ │ │ │ └─ > 
Carles de França
 (1446-1472), duc de Berry, de Normandia, després de Guiuenne
│ │ │ │ │ │ │ │ │ │ │ │ │ │ │ │ │
│ │ │ │ │ │ │ │ │ │ │ │ │ │ │ │ └─>Felip (1407-1407) 
│ │ │ │ │ │ │ │ │ │ │ │ │ │ │ │
│ │ │ │ │ │ │ │ │ │ │ │ │ │ │ ├─>Maria (1370-1377)
│ │ │ │ │ │ │ │ │ │ │ │ │ │ │ │

Branca de Valois-Orleans

│ │ │ │ │ │ │ │ │ │ │ │ │ │ │ ├─ > 
Lluís
 (1372-1407), duc d'Orleans
│ │ │ │ │ │ │ │ │ │ │ │ │ │ │ │ x 
Valentina Visconti
 (1368-1408) 
│ │ │ │ │ │ │ │ │ │ │ │ │ │ │ │ │
│ │ │ │ │ │ │ │ │ │ │ │ │ │ │ │ ├─>una filla (1390-1390)
│ │ │ │ │ │ │ │ │ │ │ │ │ │ │ │ │
│ │ │ │ │ │ │ │ │ │ │ │ │ │ │ │ ├─ > 
Carles I d'Orleans
 (1391-1465)
│ │ │ │ │ │ │ │ │ │ │ │ │ │ │ │ │ x 1) Isabel de França
│ │ │ │ │ │ │ │ │ │ │ │ │ │ │ │ │ x 2) Bona d'Armanyac 
│ │ │ │ │ │ │ │ │ │ │ │ │ │ │ │ │ x 3) Maria de Clèveris
│ │ │ │ │ │ │ │ │ │ │ │ │ │ │ │ │ │
│ │ │ │ │ │ │ │ │ │ │ │ │ │ │ │ │ ├1>Joana (1409-1432)
│ │ │ │ │ │ │ │ │ │ │ │ │ │ │ │ │ │ x 
Joan II d'Alençon
 (Valois) 
│ │ │ │ │ │ │ │ │ │ │ │ │ │ │ │ │ │
│ │ │ │ │ │ │ │ │ │ │ │ │ │ │ │ │ ├3>Maria (1457-1493)
│ │ │ │ │ │ │ │ │ │ │ │ │ │ │ │ │ │ x Joan de Foix, comte d'Étampes
│ │ │ │ │ │ │ │ │ │ │ │ │ │ │ │ │ │
│ │ │ │ │ │ │ │ │ │ │ │ │ │ │ │ │ ├3 > 
Lluís XII de França
 (1462-1515)
│ │ │ │ │ │ │ │ │ │ │ │ │ │ │ │ │ │ x 1) 
Santa Joana de Valois
 (1464-1505)
│ │ │ │ │ │ │ │ │ │ │ │ │ │ │ │ │ │ x 2) 
Anna de Bretanya

│ │ │ │ │ │ │ │ │ │ │ │ │ │ │ │ │ │ x 2) 
Maria d'Anglaterra
 (1496-1533) 
│ │ │ │ │ │ │ │ │ │ │ │ │ │ │ │ │ │ │
│ │ │ │ │ │ │ │ │ │ │ │ │ │ │ │ │ │ ├2 > 
Claudi de França
 (1499-1524)
│ │ │ │ │ │ │ │ │ │ │ │ │ │ │ │ │ │ │ x 
Francesc I de França

│ │ │ │ │ │ │ │ │ │ │ │ │ │ │ │ │ │ │
│ │ │ │ │ │ │ │ │ │ │ │ │ │ │ │ │ │ ├2>un fill (1508-1508)
│ │ │ │ │ │ │ │ │ │ │ │ │ │ │ │ │ │ │
│ │ │ │ │ │ │ │ │ │ │ │ │ │ │ │ │ │ ├2>Renata (1509-1575)
│ │ │ │ │ │ │ │ │ │ │ │ │ │ │ │ │ │ │ x 
Hèrcules II d'Este

│ │ │ │ │ │ │ │ │ │ │ │ │ │ │ │ │ │ │
│ │ │ │ │ │ │ │ │ │ │ │ │ │ │ │ │ │ └2>un fill (1512-1512)
│ │ │ │ │ │ │ │ │ │ │ │ │ │ │ │ │ │
│ │ │ │ │ │ │ │ │ │ │ │ │ │ │ │ │ └3>Anna (1464-1491), abadessa de Fontrevault
│ │ │ │ │ │ │ │ │ │ │ │ │ │ │ │ │
│ │ │ │ │ │ │ │ │ │ │ │ │ │ │ │ ├─>un fill (1392-1395)
│ │ │ │ │ │ │ │ │ │ │ │ │ │ │ │ │
│ │ │ │ │ │ │ │ │ │ │ │ │ │ │ │ ├─>Joan-Felip (1393-1393)
│ │ │ │ │ │ │ │ │ │ │ │ │ │ │ │ │
│ │ │ │ │ │ │ │ │ │ │ │ │ │ │ │ ├─>Carles (1394-1395)
│ │ │ │ │ │ │ │ │ │ │ │ │ │ │ │ │
│ │ │ │ │ │ │ │ │ │ │ │ │ │ │ │ ├─>Felip (1396-1420), comte de Vertus
│ │ │ │ │ │ │ │ │ │ │ │ │ │ │ │ │
│ │ │ │ │ │ │ │ │ │ │ │ │ │ │ │ ├─>Lluís (1398-1400)
│ │ │ │ │ │ │ │ │ │ │ │ │ │ │ │ │

Branca de Valois-Angulema

│ │ │ │ │ │ │ │ │ │ │ │ │ │ │ │ ├─ > 
Joan I d'Angulema
 (1400-1467), comte d'Angulema
│ │ │ │ │ │ │ │ │ │ │ │ │ │ │ │ │ x Margarida de Rohan
│ │ │ │ │ │ │ │ │ │ │ │ │ │ │ │ │ │
│ │ │ │ │ │ │ │ │ │ │ │ │ │ │ │ │ ├─>Lluís (1455-1458)
│ │ │ │ │ │ │ │ │ │ │ │ │ │ │ │ │ │
│ │ │ │ │ │ │ │ │ │ │ │ │ │ │ │ │ ├─ > 
Carles d'Orleans (1459-1496)

│ │ │ │ │ │ │ │ │ │ │ │ │ │ │ │ │ │ │
│ │ │ │ │ │ │ │ │ │ │ │ │ │ │ │ │ │ ├─ > 
Margarida de França
 (1492-1549) 
│ │ │ │ │ │ │ │ │ │ │ │ │ │ │ │ │ │ │ x 1) 
Carles IV d'Alençon

│ │ │ │ │ │ │ │ │ │ │ │ │ │ │ │ │ │ │ x 2) 
Enric II de Navarra

│ │ │ │ │ │ │ │ │ │ │ │ │ │ │ │ │ │ │
│ │ │ │ │ │ │ │ │ │ │ │ │ │ │ │ │ │ └─ > 
Francesc I de França
 (1494-1549)
│ │ │ │ │ │ │ │ │ │ │ │ │ │ │ │ │ │ x 1) 
Claudi de França
 (1499-1524) 
│ │ │ │ │ │ │ │ │ │ │ │ │ │ │ │ │ │ x 2) 
Eleonor d'Habsburg

│ │ │ │ │ │ │ │ │ │ │ │ │ │ │ │ │ │ │
│ │ │ │ │ │ │ │ │ │ │ │ │ │ │ │ │ │ ├1>Lluïsa (1515-1518)
│ │ │ │ │ │ │ │ │ │ │ │ │ │ │ │ │ │ │
│ │ │ │ │ │ │ │ │ │ │ │ │ │ │ │ │ │ ├1>Carlota (1516-1524)
│ │ │ │ │ │ │ │ │ │ │ │ │ │ │ │ │ │ │
│ │ │ │ │ │ │ │ │ │ │ │ │ │ │ │ │ │ ├1>Francesc (1518-1536), delfí 
│ │ │ │ │ │ │ │ │ │ │ │ │ │ │ │ │ │ │
│ │ │ │ │ │ │ │ │ │ │ │ │ │ │ │ │ │ ├1 > 
Enric II de França
 (1519-1559)
│ │ │ │ │ │ │ │ │ │ │ │ │ │ │ │ │ │ │ x 
Caterina de Mèdici

│ │ │ │ │ │ │ │ │ │ │ │ │ │ │ │ │ │ │ │
│ │ │ │ │ │ │ │ │ │ │ │ │ │ │ │ │ │ │ ├─ > 
Francesc II de França
 (1544-1560)
│ │ │ │ │ │ │ │ │ │ │ │ │ │ │ │ │ │ │ │ x 
Maria I d'Escòcia

│ │ │ │ │ │ │ │ │ │ │ │ │ │ │ │ │ │ │ │
│ │ │ │ │ │ │ │ │ │ │ │ │ │ │ │ │ │ │ ├─>Elisabet (1545-1568)
│ │ │ │ │ │ │ │ │ │ │ │ │ │ │ │ │ │ │ │ x 
Felip II d'Espanya

│ │ │ │ │ │ │ │ │ │ │ │ │ │ │ │ │ │ │ │
│ │ │ │ │ │ │ │ │ │ │ │ │ │ │ │ │ │ │ ├─ > 
Claudi de França
 (1547- 1575) 
│ │ │ │ │ │ │ │ │ │ │ │ │ │ │ │ │ │ │ │ x 
Carles III de Lorena

│ │ │ │ │ │ │ │ │ │ │ │ │ │ │ │ │ │ │ │
│ │ │ │ │ │ │ │ │ │ │ │ │ │ │ │ │ │ │ ├─ > 
Lluís III d'Orleans
 (1549-1550)
│ │ │ │ │ │ │ │ │ │ │ │ │ │ │ │ │ │ │ │
│ │ │ │ │ │ │ │ │ │ │ │ │ │ │ │ │ │ │ ├─ > 
Carles IX de França
 (1550-1574)
│ │ │ │ │ │ │ │ │ │ │ │ │ │ │ │ │ │ │ │ x Elisabet d'Àustria 
│ │ │ │ │ │ │ │ │ │ │ │ │ │ │ │ │ │ │ │ │
│ │ │ │ │ │ │ │ │ │ │ │ │ │ │ │ │ │ │ │ └─>Maria Elisabet (1572-1578)
│ │ │ │ │ │ │ │ │ │ │ │ │ │ │ │ │ │ │ │
│ │ │ │ │ │ │ │ │ │ │ │ │ │ │ │ │ │ │ ├─ > 
Enric III de França
 (1551-1589)
│ │ │ │ │ │ │ │ │ │ │ │ │ │ │ │ │ │ │ │ x Lluïsa de Lorena
│ │ │ │ │ │ │ │ │ │ │ │ │ │ │ │ │ │ │ │
│ │ │ │ │ │ │ │ │ │ │ │ │ │ │ │ │ │ │ ├─ > 
Margarida de França
 (1553-1615)
│ │ │ │ │ │ │ │ │ │ │ │ │ │ │ │ │ │ │ │ x 
Enric IV de França

│ │ │ │ │ │ │ │ │ │ │ │ │ │ │ │ │ │ │ │
│ │ │ │ │ │ │ │ │ │ │ │ │ │ │ │ │ │ │ ├─>Hèrcules (1555-1584), duc d'Anjou
│ │ │ │ │ │ │ │ │ │ │ │ │ │ │ │ │ │ │ │
│ │ │ │ │ │ │ │ │ │ │ │ │ │ │ │ │ │ │ ├─>Victòria (1556-1556)
│ │ │ │ │ │ │ │ │ │ │ │ │ │ │ │ │ │ │ │
│ │ │ │ │ │ │ │ │ │ │ │ │ │ │ │ │ │ │ └─>Joana (1556-1556)
│ │ │ │ │ │ │ │ │ │ │ │ │ │ │ │ │ │ │
│ │ │ │ │ │ │ │ │ │ │ │ │ │ │ │ │ │ ├1>Magdalena (1520-1537)
│ │ │ │ │ │ │ │ │ │ │ │ │ │ │ │ │ │ │ x 
Jaume V d'Escòcia

│ │ │ │ │ │ │ │ │ │ │ │ │ │ │ │ │ │ │
│ │ │ │ │ │ │ │ │ │ │ │ │ │ │ │ │ │ ├1>Carles (1522-1545), duc d'Angulema i d'Orleans
│ │ │ │ │ │ │ │ │ │ │ │ │ │ │ │ │ │ │
│ │ │ │ │ │ │ │ │ │ │ │ │ │ │ │ │ │ ├1>Margarida (1523-1574)
│ │ │ │ │ │ │ │ │ │ │ │ │ │ │ │ │ │ │ x 
Manel-Filibert de Savoia
 (1528-1580) 
│ │ │ │ │ │ │ │ │ │ │ │ │ │ │ │ │ │ │
│ │ │ │ │ │ │ │ │ │ │ │ │ │ │ │ │ │ └1>Felip (1524-1525)
│ │ │ │ │ │ │ │ │ │ │ │ │ │ │ │ │ │
│ │ │ │ │ │ │ │ │ │ │ │ │ │ │ │ │ └─>Joana (1462-1520)
│ │ │ │ │ │ │ │ │ │ │ │ │ │ │ │ │ x Carles Francesc de Coetivy
│ │ │ │ │ │ │ │ │ │ │ │ │ │ │ │ │
│ │ │ │ │ │ │ │ │ │ │ │ │ │ │ │ ├─>Maria (1401-1401)
│ │ │ │ │ │ │ │ │ │ │ │ │ │ │ │ │
│ │ │ │ │ │ │ │ │ │ │ │ │ │ │ │ └─>Margarida (1406-1466), comtessa de Vertus
│ │ │ │ │ │ │ │ │ │ │ │ │ │ │ │ x Ricard de Bretanya, comte d'Étampes
│ │ │ │ │ │ │ │ │ │ │ │ │ │ │ │
│ │ │ │ │ │ │ │ │ │ │ │ │ │ │ ├─>Isabel (1373-1378) 
│ │ │ │ │ │ │ │ │ │ │ │ │ │ │ │
│ │ │ │ │ │ │ │ │ │ │ │ │ │ │ └─>Caterina (1378-1388)
│ │ │ │ │ │ │ │ │ │ │ │ │ │ │ x Joan de Berry, comte de Montpensier
│ │ │ │ │ │ │ │ │ │ │ │ │ │ │
│ │ │ │ │ │ │ │ │ │ │ │ │ │ ├1>Caterina (1338-1338)
│ │ │ │ │ │ │ │ │ │ │ │ │ │ │

Branca de Valois-Anjou

│ │ │ │ │ │ │ │ │ │ │ │ │ │ ├1 > 
Lluís I de Nàpols
 (1339-1384), duc d'Anjou
│ │ │ │ │ │ │ │ │ │ │ │ │ │ │ x Maria de Blois-Châtillon
│ │ │ │ │ │ │ │ │ │ │ │ │ │ │ │
│ │ │ │ │ │ │ │ │ │ │ │ │ │ │ ├─>Maria (1370-)
│ │ │ │ │ │ │ │ │ │ │ │ │ │ │ │
│ │ │ │ │ │ │ │ │ │ │ │ │ │ │ ├─ > 
Lluís II d'Anjou
 (1377-1417), duc d'Anjou
│ │ │ │ │ │ │ │ │ │ │ │ │ │ │ │ x Iolanda d'Aragó 
│ │ │ │ │ │ │ │ │ │ │ │ │ │ │ │ │
│ │ │ │ │ │ │ │ │ │ │ │ │ │ │ │ ├─ > 
Lluís III d'Anjou
 (1403-1434), duc d'Anjou
│ │ │ │ │ │ │ │ │ │ │ │ │ │ │ │ │ x Margarida de Savoia
│ │ │ │ │ │ │ │ │ │ │ │ │ │ │ │ │
│ │ │ │ │ │ │ │ │ │ │ │ │ │ │ │ ├─ > 
Maria d'Anjou
 (1404-1463)
│ │ │ │ │ │ │ │ │ │ │ │ │ │ │ │ │ x 
Carles VII de França

│ │ │ │ │ │ │ │ │ │ │ │ │ │ │ │ │
│ │ │ │ │ │ │ │ │ │ │ │ │ │ │ │ ├─ > 
Renat
 (1409-1480)
│ │ │ │ │ │ │ │ │ │ │ │ │ │ │ │ │ x 1) Isabel de Lorena
│ │ │ │ │ │ │ │ │ │ │ │ │ │ │ │ │ x 2) Joana de Laval
│ │ │ │ │ │ │ │ │ │ │ │ │ │ │ │ │ │
│ │ │ │ │ │ │ │ │ │ │ │ │ │ │ │ │ ├─>Isabel
│ │ │ │ │ │ │ │ │ │ │ │ │ │ │ │ │ │
│ │ │ │ │ │ │ │ │ │ │ │ │ │ │ │ │ ├─ > 
Joan II de Lorena
 (1425-1470)
│ │ │ │ │ │ │ │ │ │ │ │ │ │ │ │ │ │ x Maria de Borbó
│ │ │ │ │ │ │ │ │ │ │ │ │ │ │ │ │ │ │
│ │ │ │ │ │ │ │ │ │ │ │ │ │ │ │ │ │ ├─>Isabel (1445-1446)
│ │ │ │ │ │ │ │ │ │ │ │ │ │ │ │ │ │ │
│ │ │ │ │ │ │ │ │ │ │ │ │ │ │ │ │ │ ├─>Renat (1446-1450)
│ │ │ │ │ │ │ │ │ │ │ │ │ │ │ │ │ │ │
│ │ │ │ │ │ │ │ │ │ │ │ │ │ │ │ │ │ ├─>Isabel (1447-1448)
│ │ │ │ │ │ │ │ │ │ │ │ │ │ │ │ │ │ │
│ │ │ │ │ │ │ │ │ │ │ │ │ │ │ │ │ │ └─ > 
Nicolas de Lorena
 (1448-1473)
│ │ │ │ │ │ │ │ │ │ │ │ │ │ │ │ │ │
│ │ │ │ │ │ │ │ │ │ │ │ │ │ │ │ │ ├─>Lluís, marquès de Pont-à-Mousson (1427-1445)
│ │ │ │ │ │ │ │ │ │ │ │ │ │ │ │ │ │
│ │ │ │ │ │ │ │ │ │ │ │ │ │ │ │ │ ├─>Nicolas (1428-1430)
│ │ │ │ │ │ │ │ │ │ │ │ │ │ │ │ │ │
│ │ │ │ │ │ │ │ │ │ │ │ │ │ │ │ │ ├─>Iolanda (1428-1483)
│ │ │ │ │ │ │ │ │ │ │ │ │ │ │ │ │ │ x Ferry II de Vaudémont
│ │ │ │ │ │ │ │ │ │ │ │ │ │ │ │ │ │
│ │ │ │ │ │ │ │ │ │ │ │ │ │ │ │ │ ├─ > 
Margarida d'Anjou
 (1429-1482)
│ │ │ │ │ │ │ │ │ │ │ │ │ │ │ │ │ │ x 
Enric VI d'Anglaterra

│ │ │ │ │ │ │ │ │ │ │ │ │ │ │ │ │ │
│ │ │ │ │ │ │ │ │ │ │ │ │ │ │ │ │ ├─>Carles (1431-1432)
│ │ │ │ │ │ │ │ │ │ │ │ │ │ │ │ │ │
│ │ │ │ │ │ │ │ │ │ │ │ │ │ │ │ │ ├─>Lluïsa (1436-1438)
│ │ │ │ │ │ │ │ │ │ │ │ │ │ │ │ │ │
│ │ │ │ │ │ │ │ │ │ │ │ │ │ │ │ │ └─>Anna (1437-1450)
│ │ │ │ │ │ │ │ │ │ │ │ │ │ │ │ │
│ │ │ │ │ │ │ │ │ │ │ │ │ │ │ │ ├─>Iolanda (1412-1440)
│ │ │ │ │ │ │ │ │ │ │ │ │ │ │ │ │ x 
Francesc I de Bretanya

│ │ │ │ │ │ │ │ │ │ │ │ │ │ │ │ │
│ │ │ │ │ │ │ │ │ │ │ │ │ │ │ │ └─ > 
Carles IV
 (1414-1472), comte del Maine
│ │ │ │ │ │ │ │ │ │ │ │ │ │ │ │ x Isabel de Luxemburg -Saint-Pol
│ │ │ │ │ │ │ │ │ │ │ │ │ │ │ │ │
│ │ │ │ │ │ │ │ │ │ │ │ │ │ │ │ ├─ > 
Carles V
 (1436-1481), duc d'Anjou
│ │ │ │ │ │ │ │ │ │ │ │ │ │ │ │ │ x Joana de Vaudémont
│ │ │ │ │ │ │ │ │ │ │ │ │ │ │ │ │
│ │ │ │ │ │ │ │ │ │ │ │ │ │ │ │ └─>Lluïsa (1445-1477)
│ │ │ │ │ │ │ │ │ │ │ │ │ │ │ │ x Jaume d'Armanyac, comte de Nemours
│ │ │ │ │ │ │ │ │ │ │ │ │ │ │ │
│ │ │ │ │ │ │ │ │ │ │ │ │ │ │ └─>Carles (1380-1404), príncep de Tàrent
│ │ │ │ │ │ │ │ │ │ │ │ │ │ │

Rameau de Valois-Berry

│ │ │ │ │ │ │ │ │ │ │ │ │ │ ├1 > 
Joan I de Berry
 (1340-1416)
│ │ │ │ │ │ │ │ │ │ │ │ │ │ │ x 1) 
Joana d'Armanyac

│ │ │ │ │ │ │ │ │ │ │ │ │ │ │ x 2) 
Joana II d'Alvèrnia

│ │ │ │ │ │ │ │ │ │ │ │ │ │ │ │
│ │ │ │ │ │ │ │ │ │ │ │ │ │ │ ├─> Carles (1362-1382), comte de Montpensier
│ │ │ │ │ │ │ │ │ │ │ │ │ │ │ │
│ │ │ │ │ │ │ │ │ │ │ │ │ │ │ ├─> 
Jean
 (1363-1402), comte de Montpensier
│ │ │ │ │ │ │ │ │ │ │ │ │ │ │ │ x 1) Caterina de França
│ │ │ │ │ │ │ │ │ │ │ │ │ │ │ │ x 2) Anna de Borbó-Vendôme
│ │ │ │ │ │ │ │ │ │ │ │ │ │ │ │
│ │ │ │ │ │ │ │ │ │ │ │ │ │ │ ├─> Lluís (1364-1384)
│ │ │ │ │ │ │ │ │ │ │ │ │ │ │ │
│ │ │ │ │ │ │ │ │ │ │ │ │ │ │ ├─> 
Bona
 (1365-1435) 
│ │ │ │ │ │ │ │ │ │ │ │ │ │ │ │ x 1) 
Amadeu VII de Savoia

│ │ │ │ │ │ │ │ │ │ │ │ │ │ │ │ x 2) 
Bernat VII d'Armanyac

│ │ │ │ │ │ │ │ │ │ │ │ │ │ │ │
│ │ │ │ │ │ │ │ │ │ │ │ │ │ │ └─> 
Maria
 (1367-1434)
│ │ │ │ │ │ │ │ │ │ │ │ │ │ │ x 1) 
Lluís de Châtillon

│ │ │ │ │ │ │ │ │ │ │ │ │ │ │ x 2) 
Felip d'Artois

│ │ │ │ │ │ │ │ │ │ │ │ │ │ │ x 3) 
Joan I de Borbó

│ │ │ │ │ │ │ │ │ │ │ │ │ │ │

Rameau de Valois-Borgonya

│ │ │ │ │ │ │ │ │ │ │ │ │ │ ├1 > 
Felip II de Borgonya
 (1342-1404)
│ │ │ │ │ │ │ │ │ │ │ │ │ │ │ x 
Margarida III de Flandes

│ │ │ │ │ │ │ │ │ │ │ │ │ │ │ │
│ │ │ │ │ │ │ │ │ │ │ │ │ │ │ ├─ > 
Joan I de Borgonya
 (1371-1419)
│ │ │ │ │ │ │ │ │ │ │ │ │ │ │ │ x Margarida de Baviera
│ │ │ │ │ │ │ │ │ │ │ │ │ │ │ │ │
│ │ │ │ │ │ │ │ │ │ │ │ │ │ │ │ ├─>Margarida (1390-1441)
│ │ │ │ │ │ │ │ │ │ │ │ │ │ │ │ │ x 1) Lluís de França, delfí 
│ │ │ │ │ │ │ │ │ │ │ │ │ │ │ │ │ x 2) 
Arthur III de Bretanya

│ │ │ │ │ │ │ │ │ │ │ │ │ │ │ │ │
│ │ │ │ │ │ │ │ │ │ │ │ │ │ │ │ ├─>Caterina (1391-1414)
│ │ │ │ │ │ │ │ │ │ │ │ │ │ │ │ │
│ │ │ │ │ │ │ │ │ │ │ │ │ │ │ │ ├─>Maria (1393-1463)
│ │ │ │ │ │ │ │ │ │ │ │ │ │ │ │ │ x 
Adolphe II de Clèveris

│ │ │ │ │ │ │ │ │ │ │ │ │ │ │ │ │
│ │ │ │ │ │ │ │ │ │ │ │ │ │ │ │ ├─>Isabel (mort el 1412)
│ │ │ │ │ │ │ │ │ │ │ │ │ │ │ │ │ x Olivier de Blois-Châtillon, comte de Penthièvre
│ │ │ │ │ │ │ │ │ │ │ │ │ │ │ │ │
│ │ │ │ │ │ │ │ │ │ │ │ │ │ │ │ ├─ > 
Felip III de Borgonya
 (1396-1467)
│ │ │ │ │ │ │ │ │ │ │ │ │ │ │ │ │ x 1) Michelle de França
│ │ │ │ │ │ │ │ │ │ │ │ │ │ │ │ │ x 2) Bona d'Artois
│ │ │ │ │ │ │ │ │ │ │ │ │ │ │ │ │ x 3) Isabel del Portugal
│ │ │ │ │ │ │ │ │ │ │ │ │ │ │ │ │ │
│ │ │ │ │ │ │ │ │ │ │ │ │ │ │ │ │ ├3>Antoni (1430-1432)
│ │ │ │ │ │ │ │ │ │ │ │ │ │ │ │ │ │
│ │ │ │ │ │ │ │ │ │ │ │ │ │ │ │ │ ├3>Josep(1432-1433)
│ │ │ │ │ │ │ │ │ │ │ │ │ │ │ │ │ │
│ │ │ │ │ │ │ │ │ │ │ │ │ │ │ │ │ └3 > 
Carles el Temerari
 (1433-1477)
│ │ │ │ │ │ │ │ │ │ │ │ │ │ │ │ │ x 1) Caterina de Valois
│ │ │ │ │ │ │ │ │ │ │ │ │ │ │ │ │ x 2) Isabel de Borbó
│ │ │ │ │ │ │ │ │ │ │ │ │ │ │ │ │ x 3) Margarida de York
│ │ │ │ │ │ │ │ │ │ │ │ │ │ │ │ │ │
│ │ │ │ │ │ │ │ │ │ │ │ │ │ │ │ │ └2 > 
Maria de Borgonya
 (1457-1482)
│ │ │ │ │ │ │ │ │ │ │ │ │ │ │ │ │ x 
Maximilià d'Habsburg

│ │ │ │ │ │ │ │ │ │ │ │ │ │ │ │ │
│ │ │ │ │ │ │ │ │ │ │ │ │ │ │ │ ├─>Joana (1399-1402)
│ │ │ │ │ │ │ │ │ │ │ │ │ │ │ │ │
│ │ │ │ │ │ │ │ │ │ │ │ │ │ │ │ ├─>Anna (1400-1432)
│ │ │ │ │ │ │ │ │ │ │ │ │ │ │ │ │ x Joan, duc de Bedford
│ │ │ │ │ │ │ │ │ │ │ │ │ │ │ │ │
│ │ │ │ │ │ │ │ │ │ │ │ │ │ │ │ └─>Agnès (1407-1476)
│ │ │ │ │ │ │ │ │ │ │ │ │ │ │ │ x 
Carles I de Borbó

│ │ │ │ │ │ │ │ │ │ │ │ │ │ │ │
│ │ │ │ │ │ │ │ │ │ │ │ │ │ │ ├─>Margarida (1374-1441)
│ │ │ │ │ │ │ │ │ │ │ │ │ │ │ │ x 
Guillem VI de Baviera

│ │ │ │ │ │ │ │ │ │ │ │ │ │ │ │
│ │ │ │ │ │ │ │ │ │ │ │ │ │ │ ├─>Caterina (1378-1425)
│ │ │ │ │ │ │ │ │ │ │ │ │ │ │ │ x 
Leopold IV d'Àustria

│ │ │ │ │ │ │ │ │ │ │ │ │ │ │ │
│ │ │ │ │ │ │ │ │ │ │ │ │ │ │ ├─>Bona (1379-1379)
│ │ │ │ │ │ │ │ │ │ │ │ │ │ │ │

Rameau de Borgonya-Brabant

│ │ │ │ │ │ │ │ │ │ │ │ │ │ │ ├─ > 
Antoni
 (1384-1415), duc de Brabant i de Limburg
│ │ │ │ │ │ │ │ │ │ │ │ │ │ │ │ x 1) Joana de Saint-Pol
│ │ │ │ │ │ │ │ │ │ │ │ │ │ │ │ x 2) Elisabet de Luxemburg 
│ │ │ │ │ │ │ │ │ │ │ │ │ │ │ │ │
│ │ │ │ │ │ │ │ │ │ │ │ │ │ │ │ ├─ > 
Joan IV
 (1403-1427)
│ │ │ │ │ │ │ │ │ │ │ │ │ │ │ │ │ x Jacqueline de Baviera
│ │ │ │ │ │ │ │ │ │ │ │ │ │ │ │ │
│ │ │ │ │ │ │ │ │ │ │ │ │ │ │ │ ├─ > 
Felip
 (1404-1430)
│ │ │ │ │ │ │ │ │ │ │ │ │ │ │ │ │
│ │ │ │ │ │ │ │ │ │ │ │ │ │ │ │ ├─>Guillem (1410-1410)
│ │ │ │ │ │ │ │ │ │ │ │ │ │ │ │ │
│ │ │ │ │ │ │ │ │ │ │ │ │ │ │ │ └─> un infant (1412-1412)
│ │ │ │ │ │ │ │ │ │ │ │ │ │ │ │
│ │ │ │ │ │ │ │ │ │ │ │ │ │ │ ├─>Maria (1386-1422)
│ │ │ │ │ │ │ │ │ │ │ │ │ │ │ │ x 
Amadeu VIII de Savoia

│ │ │ │ │ │ │ │ │ │ │ │ │ │ │ │

Rameau de Valois-Nevers

│ │ │ │ │ │ │ │ │ │ │ │ │ │ │ └─ > 
Felip de Borgonya
 (1389-1415), comte de Nevers i de Rethel
│ │ │ │ │ │ │ │ │ │ │ │ │ │ │ x 1) Isabel de Soissons
│ │ │ │ │ │ │ │ │ │ │ │ │ │ │ x 2) 
Bonna d'Artois

│ │ │ │ │ │ │ │ │ │ │ │ │ │ │ │
│ │ │ │ │ │ │ │ │ │ │ │ │ │ │ ├1>Felip (1410-1415)
│ │ │ │ │ │ │ │ │ │ │ │ │ │ │ │
│ │ │ │ │ │ │ │ │ │ │ │ │ │ │ ├1>Margarida (1411-1412)
│ │ │ │ │ │ │ │ │ │ │ │ │ │ │ │
│ │ │ │ │ │ │ │ │ │ │ │ │ │ │ ├2 > 
Carles de Borgonya
 (1414-1464), comte de Nevers i de Rethel
│ │ │ │ │ │ │ │ │ │ │ │ │ │ │ │ x Maria d'Albret
│ │ │ │ │ │ │ │ │ │ │ │ │ │ │ │
│ │ │ │ │ │ │ │ │ │ │ │ │ │ │ └2 > 
Joan de Borgonya
 (1415-1491), comte de Nevers, de Rethel i d'Eu
│ │ │ │ │ │ │ │ │ │ │ │ │ │ │ x Francesca d'Albret
│ │ │ │ │ │ │ │ │ │ │ │ │ │ │ │
│ │ │ │ │ │ │ │ │ │ │ │ │ │ │ ├─>Elisabet (1439-1483), comtessa de Nevers
│ │ │ │ │ │ │ │ │ │ │ │ │ │ │ │ x 
Joan I de Clèveris

│ │ │ │ │ │ │ │ │ │ │ │ │ │ │ │
│ │ │ │ │ │ │ │ │ │ │ │ │ │ │ ├─>Felip (1446-1452)
│ │ │ │ │ │ │ │ │ │ │ │ │ │ │ │
│ │ │ │ │ │ │ │ │ │ │ │ │ │ │ ├─>Carlota (1472-1500), comtessa de Rethel
│ │ │ │ │ │ │ │ │ │ │ │ │ │ │ │
│ │ │ │ │ │ │ │ │ │ │ │ │ │ │ ├─>Jean, moine
│ │ │ │ │ │ │ │ │ │ │ │ │ │ │ │
│ │ │ │ │ │ │ │ │ │ │ │ │ │ │ └─>Gérard
│ │ │ │ │ │ │ │ │ │ │ │ │ │ │
│ │ │ │ │ │ │ │ │ │ │ │ │ │ ├1 > 
Joana de França
 (1343-1373)
│ │ │ │ │ │ │ │ │ │ │ │ │ │ │ x 
Carles II de Navarra

│ │ │ │ │ │ │ │ │ │ │ │ │ │ │
│ │ │ │ │ │ │ │ │ │ │ │ │ │ ├1 > 
Maria de França
 (1344-1404) 
│ │ │ │ │ │ │ │ │ │ │ │ │ │ │ x 
Robert I
, duc de Bar
│ │ │ │ │ │ │ │ │ │ │ │ │ │ │
│ │ │ │ │ │ │ │ │ │ │ │ │ │ ├1>Agnès (1345-1349) 
│ │ │ │ │ │ │ │ │ │ │ │ │ │ │
│ │ │ │ │ │ │ │ │ │ │ │ │ │ ├1>Margarida (1347-1352) 
│ │ │ │ │ │ │ │ │ │ │ │ │ │ │
│ │ │ │ │ │ │ │ │ │ │ │ │ │ ├1 > 
Isabel de França
 (1348-1372) 
│ │ │ │ │ │ │ │ │ │ │ │ │ │ │ x 
Joan Galéas Visconti
 (1351-1402), duc de Milà
│ │ │ │ │ │ │ │ │ │ │ │ │ │ │
│ │ │ │ │ │ │ │ │ │ │ │ │ │ ├1>Blanca (1350-1350) 
│ │ │ │ │ │ │ │ │ │ │ │ │ │ │
│ │ │ │ │ │ │ │ │ │ │ │ │ │ ├1>Caterina (1352-1352)
│ │ │ │ │ │ │ │ │ │ │ │ │ │ │
│ │ │ │ │ │ │ │ │ │ │ │ │ │ └1>un fils (1354-1354) 
│ │ │ │ │ │ │ │ │ │ │ │ │ │
│ │ │ │ │ │ │ │ │ │ │ │ │ ├1>Maria (1326-1333)
│ │ │ │ │ │ │ │ │ │ │ │ │ │
│ │ │ │ │ │ │ │ │ │ │ │ │ ├1>Lluís (1328-1328)
│ │ │ │ │ │ │ │ │ │ │ │ │ │
│ │ │ │ │ │ │ │ │ │ │ │ │ ├1>Lluís (1330-1330) 
│ │ │ │ │ │ │ │ │ │ │ │ │ │
│ │ │ │ │ │ │ │ │ │ │ │ │ ├1>Joan (1332-1333) 
│ │ │ │ │ │ │ │ │ │ │ │ │ │
│ │ │ │ │ │ │ │ │ │ │ │ │ ├1 > 
Felip
 (1336-1375), duc d'Orleans
│ │ │ │ │ │ │ │ │ │ │ │ │ │ x Blanca de França
│ │ │ │ │ │ │ │ │ │ │ │ │ │
│ │ │ │ │ │ │ │ │ │ │ │ │ └2>Joana (1351-1371) 
│ │ │ │ │ │ │ │ │ │ │ │ │
│ │ │ │ │ │ │ │ │ │ │ │ ├1>Joana (1294-1342)
│ │ │ │ │ │ │ │ │ │ │ │ │ x 
Guillem I d'Hainaut

│ │ │ │ │ │ │ │ │ │ │ │ │
│ │ │ │ │ │ │ │ │ │ │ │ ├1>Margarida (1295-1342) 
│ │ │ │ │ │ │ │ │ │ │ │ │ x Guiu de Châtillon, comte de Blois
│ │ │ │ │ │ │ │ │ │ │ │ │

Rameau de Valois-Alençon

│ │ │ │ │ │ │ │ │ │ │ │ ├1 > 
Carles II
 (1297-1346), comte d'Alençon
│ │ │ │ │ │ │ │ │ │ │ │ │ x 1) Joana de Joigny
│ │ │ │ │ │ │ │ │ │ │ │ │ x 2) Maria de la Cerda
│ │ │ │ │ │ │ │ │ │ │ │ │ │
│ │ │ │ │ │ │ │ │ │ │ │ │ ├2 > 
Carles III
 (1337-1375) 
│ │ │ │ │ │ │ │ │ │ │ │ │ │
│ │ │ │ │ │ │ │ │ │ │ │ │ ├2>Felip (1338-1397), bisbe de Beauvais
│ │ │ │ │ │ │ │ │ │ │ │ │ │
│ │ │ │ │ │ │ │ │ │ │ │ │ ├2 > 
Pere II
 (1340-1404)
│ │ │ │ │ │ │ │ │ │ │ │ │ │ x Maria de Beaumont au Maine
│ │ │ │ │ │ │ │ │ │ │ │ │ │ │
│ │ │ │ │ │ │ │ │ │ │ │ │ │ ├─>Maria (1373-1417) 
│ │ │ │ │ │ │ │ │ │ │ │ │ │ │ x 
Joan VII d'Harcourt

│ │ │ │ │ │ │ │ │ │ │ │ │ │ │
│ │ │ │ │ │ │ │ │ │ │ │ │ │ ├─>Pere (1374-1375) 
│ │ │ │ │ │ │ │ │ │ │ │ │ │ │
│ │ │ │ │ │ │ │ │ │ │ │ │ │ ├─>Joan (1375-1376) 
│ │ │ │ │ │ │ │ │ │ │ │ │ │ │
│ │ │ │ │ │ │ │ │ │ │ │ │ │ ├─>Maria (1377-1377) 
│ │ │ │ │ │ │ │ │ │ │ │ │ │ │
│ │ │ │ │ │ │ │ │ │ │ │ │ │ ├─>Joana (1378-1403) 
│ │ │ │ │ │ │ │ │ │ │ │ │ │ │
│ │ │ │ │ │ │ │ │ │ │ │ │ │ ├─>Caterina (1380-1462) 
│ │ │ │ │ │ │ │ │ │ │ │ │ │ │ x 1) Pere d'Évreux
│ │ │ │ │ │ │ │ │ │ │ │ │ │ │ x 2) Lluís VII de Baviera
│ │ │ │ │ │ │ │ │ │ │ │ │ │ │
│ │ │ │ │ │ │ │ │ │ │ │ │ │ ├─>Margarida (1380-1462), monja a Argentan
│ │ │ │ │ │ │ │ │ │ │ │ │ │ │
│ │ │ │ │ │ │ │ │ │ │ │ │ │ └─ > 
Joan I d'Alençon
 (Valois) (1385-1415)
│ │ │ │ │ │ │ │ │ │ │ │ │ │ x Maria de Bretanya 
│ │ │ │ │ │ │ │ │ │ │ │ │ │ │
│ │ │ │ │ │ │ │ │ │ │ │ │ │ ├─>Pere (1407-1408) 
│ │ │ │ │ │ │ │ │ │ │ │ │ │ │
│ │ │ │ │ │ │ │ │ │ │ │ │ │ ├─ > 
Joan II d'Alençon
 (Valois) (1409-1476)
│ │ │ │ │ │ │ │ │ │ │ │ │ │ │ x 1) Joana d'Orleans
│ │ │ │ │ │ │ │ │ │ │ │ │ │ │ x 2) Maria d'Armanyac 
│ │ │ │ │ │ │ │ │ │ │ │ │ │ │ │
│ │ │ │ │ │ │ │ │ │ │ │ │ │ │ ├2>Caterina (1452-1505)
│ │ │ │ │ │ │ │ │ │ │ │ │ │ │ │ x 
Guiu XIV de Laval

│ │ │ │ │ │ │ │ │ │ │ │ │ │ │ │
│ │ │ │ │ │ │ │ │ │ │ │ │ │ │ └2 > 
Renat I d'Alençon
 (1454-1492)
│ │ │ │ │ │ │ │ │ │ │ │ │ │ │ x 1) Margarida d'Harcourt
│ │ │ │ │ │ │ │ │ │ │ │ │ │ │ x 2) Margarida de Lorena
│ │ │ │ │ │ │ │ │ │ │ │ │ │ │ │
│ │ │ │ │ │ │ │ │ │ │ │ │ │ │ ├─ > 
Carles IV
 (1489-1525)
│ │ │ │ │ │ │ │ │ │ │ │ │ │ │ │ x Margarida d'Angoulême
│ │ │ │ │ │ │ │ │ │ │ │ │ │ │ │
│ │ │ │ │ │ │ │ │ │ │ │ │ │ │ ├─ > 
Francesca d'Alençon
 (1490-1550)
│ │ │ │ │ │ │ │ │ │ │ │ │ │ │ │ x 
Carles IV de Borbó
, duc de Borbó i de Vendôme
│ │ │ │ │ │ │ │ │ │ │ │ │ │ │ │
│ │ │ │ │ │ │ │ │ │ │ │ │ │ │ └─>Anna (1492-1562)
│ │ │ │ │ │ │ │ │ │ │ │ │ │ │ x 
Guillem IX de Montferrat

│ │ │ │ │ │ │ │ │ │ │ │ │ │ │
│ │ │ │ │ │ │ │ │ │ │ │ │ │ ├─> Maria (1410-1412)
│ │ │ │ │ │ │ │ │ │ │ │ │ │ │
│ │ │ │ │ │ │ │ │ │ │ │ │ │ ├─> Joana (1412-1420)
│ │ │ │ │ │ │ │ │ │ │ │ │ │ │
│ │ │ │ │ │ │ │ │ │ │ │ │ │ └─> Carlota (1413-1435)
│ │ │ │ │ │ │ │ │ │ │ │ │ │
│ │ │ │ │ │ │ │ │ │ │ │ │ ├2>Isabel (1342-1379), monja à Poissy
│ │ │ │ │ │ │ │ │ │ │ │ │ │
│ │ │ │ │ │ │ │ │ │ │ │ │ └2>Robert (1344-1377), comte del Perche
│ │ │ │ │ │ │ │ │ │ │ │ │ x Joana de Rohan
│ │ │ │ │ │ │ │ │ │ │ │ │ │
│ │ │ │ │ │ │ │ │ │ │ │ │ └─>Carles (1375-?)
│ │ │ │ │ │ │ │ │ │ │ │ │
│ │ │ │ │ │ │ │ │ │ │ │ ├1>Caterina (1299-1300)
│ │ │ │ │ │ │ │ │ │ │ │ │
│ │ │ │ │ │ │ │ │ │ │ │ ├2>Joan (1302-1308)
│ │ │ │ │ │ │ │ │ │ │ │ │
│ │ │ │ │ │ │ │ │ │ │ │ ├2>Caterina (1303-1346), emperadriu titular de Constantinoble
│ │ │ │ │ │ │ │ │ │ │ │ │ x 
Felip II de Tàrent

│ │ │ │ │ │ │ │ │ │ │ │ │
│ │ │ │ │ │ │ │ │ │ │ │ ├2>Joana (1304-1363) 
│ │ │ │ │ │ │ │ │ │ │ │ │ x 
Robert III d'Artois

│ │ │ │ │ │ │ │ │ │ │ │ │
│ │ │ │ │ │ │ │ │ │ │ │ ├2>Isabel (1306-1349), abadessa de Fontrevault
│ │ │ │ │ │ │ │ │ │ │ │ │
│ │ │ │ │ │ │ │ │ │ │ │ ├3>Maria (1309-1328) 
│ │ │ │ │ │ │ │ │ │ │ │ │ x 
Joan de Calàbria

│ │ │ │ │ │ │ │ │ │ │ │ │
│ │ │ │ │ │ │ │ │ │ │ │ ├3>Isabel (1313-1383) 
│ │ │ │ │ │ │ │ │ │ │ │ │ x 
Pere I de Borbó

│ │ │ │ │ │ │ │ │ │ │ │ │
│ │ │ │ │ │ │ │ │ │ │ │ ├3>Blanca (1317-1348)
│ │ │ │ │ │ │ │ │ │ │ │ │ x 
Carles IV
, empereur germanique
│ │ │ │ │ │ │ │ │ │ │ │ │
│ │ │ │ │ │ │ │ │ │ │ │ └3>Lluís (1318-1328), comte de Chartres

Final de la branca des Valois

│ │ │ │ │ │ │ │ │ │ │ │
│ │ │ │ │ │ │ │ │ │ │ │
│ │ │ │ │ │ │ │ │ │ │ ├2>Margarida (1275-1317)
│ │ │ │ │ │ │ │ │ │ │ │ x 
Eduard I d'Anglaterra

│ │ │ │ │ │ │ │ │ │ │ │
│ │ │ │ │ │ │ │ │ │ │ │

Inici de la branca d'Évreux-Navarra
 
(
Final de la branca
)

│ │ │ │ │ │ │ │ │ │ │ ├2 > 
Lluís de França
 (1276-1319), comte d'Évreux
│ │ │ │ │ │ │ │ │ │ │ │ x Margarida d'Artois (1285-1311)
│ │ │ │ │ │ │ │ │ │ │ │ │
│ │ │ │ │ │ │ │ │ │ │ │ ├─ > 
Felip III de Navarra
 (1306-1343), comte d'Évreux i rei de Navarra 
│ │ │ │ │ │ │ │ │ │ │ │ │ x 
Joana II de França
 (1311-1349) reina de Navarra 
│ │ │ │ │ │ │ │ │ │ │ │ │ │
│ │ │ │ │ │ │ │ │ │ │ │ │ ├─>Maria (1330-1347)
│ │ │ │ │ │ │ │ │ │ │ │ │ │ X 
Pere IV d'Aragó

│ │ │ │ │ │ │ │ │ │ │ │ │ │
│ │ │ │ │ │ │ │ │ │ │ │ │ ├─ > 
Carles II de Navarra
 (1332-1387), comte d'Évreux i rei de Navarra 
│ │ │ │ │ │ │ │ │ │ │ │ │ │ x Joana de França
│ │ │ │ │ │ │ │ │ │ │ │ │ │ │
│ │ │ │ │ │ │ │ │ │ │ │ │ │ ├─>Maria (1360-)
│ │ │ │ │ │ │ │ │ │ │ │ │ │ │ 
Alfons d'Aragó
, duc de Gandia
│ │ │ │ │ │ │ │ │ │ │ │ │ │ │
│ │ │ │ │ │ │ │ │ │ │ │ │ │ ├─ > 
Carles III de Navarra
 (1361-1425)
│ │ │ │ │ │ │ │ │ │ │ │ │ │ │ X Eleonor de Castella
│ │ │ │ │ │ │ │ │ │ │ │ │ │ │ │
│ │ │ │ │ │ │ │ │ │ │ │ │ │ │ ├─>Joana (1386-1413)
│ │ │ │ │ │ │ │ │ │ │ │ │ │ │ │ X 
Joan de Grailly
, comte de Foix
│ │ │ │ │ │ │ │ │ │ │ │ │ │ │ │
│ │ │ │ │ │ │ │ │ │ │ │ │ │ │ ├─>Maria (1388-~1425)
│ │ │ │ │ │ │ │ │ │ │ │ │ │ │ │
│ │ │ │ │ │ │ │ │ │ │ │ │ │ │ ├─>Margarida (1390-~1425)
│ │ │ │ │ │ │ │ │ │ │ │ │ │ │ │
│ │ │ │ │ │ │ │ │ │ │ │ │ │ │ ├─ > 
Blanca Ire de Navarra
 (1391-1441)
│ │ │ │ │ │ │ │ │ │ │ │ │ │ │ │ x 
Joan II d'Aragó

│ │ │ │ │ │ │ │ │ │ │ │ │ │ │ │
│ │ │ │ │ │ │ │ │ │ │ │ │ │ │ ├─>Beatriu (1292-1414)
│ │ │ │ │ │ │ │ │ │ │ │ │ │ │ │ x 
Jaume II de Borbó

│ │ │ │ │ │ │ │ │ │ │ │ │ │ │ │
│ │ │ │ │ │ │ │ │ │ │ │ │ │ │ ├─>Isabel (1395-ap1435)
│ │ │ │ │ │ │ │ │ │ │ │ │ │ │ │ X 
Joan IV d'Armanyac

│ │ │ │ │ │ │ │ │ │ │ │ │ │ │ │
│ │ │ │ │ │ │ │ │ │ │ │ │ │ │ ├─>Carles (1397-1402), príncep de Viana 
│ │ │ │ │ │ │ │ │ │ │ │ │ │ │ │
│ │ │ │ │ │ │ │ │ │ │ │ │ │ │ └─>Lluís (1402-1402), príncep de Viana 
│ │ │ │ │ │ │ │ │ │ │ │ │ │ │
│ │ │ │ │ │ │ │ │ │ │ │ │ │ ├─>Bona (1364-després de 1389)
│ │ │ │ │ │ │ │ │ │ │ │ │ │ │
│ │ │ │ │ │ │ │ │ │ │ │ │ │ ├─>Pere (1366-1412), comte de Mortain
│ │ │ │ │ │ │ │ │ │ │ │ │ │ │ X Caterina d'Alençon
│ │ │ │ │ │ │ │ │ │ │ │ │ │ │
│ │ │ │ │ │ │ │ │ │ │ │ │ │ ├─>Felip (1368-jove)
│ │ │ │ │ │ │ │ │ │ │ │ │ │ │
│ │ │ │ │ │ │ │ │ │ │ │ │ │ ├─ > 
Joana
 (1370-1437)
│ │ │ │ │ │ │ │ │ │ │ │ │ │ │ X 1) 
Joan IV de Bretanya

│ │ │ │ │ │ │ │ │ │ │ │ │ │ │ X 2) 
Enric IV d'Anglaterra

│ │ │ │ │ │ │ │ │ │ │ │ │ │ │
│ │ │ │ │ │ │ │ │ │ │ │ │ │ └─>Blanca (1372-1385)
│ │ │ │ │ │ │ │ │ │ │ │ │ │
│ │ │ │ │ │ │ │ │ │ │ │ │ ├─ > 
Blanca d'Evreux
 (1333-1398)
│ │ │ │ │ │ │ │ │ │ │ │ │ │ x 
Felip VI de França

│ │ │ │ │ │ │ │ │ │ │ │ │ │
│ │ │ │ │ │ │ │ │ │ │ │ │ ├─>Felip (1336-1363), comte de Longueville
│ │ │ │ │ │ │ │ │ │ │ │ │ │ X Iolanda de Dampierre 
│ │ │ │ │ │ │ │ │ │ │ │ │ │
│ │ │ │ │ │ │ │ │ │ │ │ │ ├─>Agnès (1334-1396)
│ │ │ │ │ │ │ │ │ │ │ │ │ │ X 
Gastó III Fébus
, comte de Foix
│ │ │ │ │ │ │ │ │ │ │ │ │ │
│ │ │ │ │ │ │ │ │ │ │ │ │ ├─>Joana (1338-1387), nonne
│ │ │ │ │ │ │ │ │ │ │ │ │ │
│ │ │ │ │ │ │ │ │ │ │ │ │ ├─>Joana (1339-1403)
│ │ │ │ │ │ │ │ │ │ │ │ │ │ X Joan I, vescomte de Rohan
│ │ │ │ │ │ │ │ │ │ │ │ │ │
│ │ │ │ │ │ │ │ │ │ │ │ │ └─>Lluís (1341-1372), comte de Beaumont le Roger
│ │ │ │ │ │ │ │ │ │ │ │ │ X 1) Maria de Lisarazu
│ │ │ │ │ │ │ │ │ │ │ │ │ X 2) Joana de Durazzo
│ │ │ │ │ │ │ │ │ │ │ │ │
│ │ │ │ │ │ │ │ │ │ │ │ ├─>Maria (1303-1335)
│ │ │ │ │ │ │ │ │ │ │ │ │ X Joan III de Brabant
│ │ │ │ │ │ │ │ │ │ │ │ │
│ │ │ │ │ │ │ │ │ │ │ │ ├─ > 
Carles
 (1305-1336), comte d'Étampes
│ │ │ │ │ │ │ │ │ │ │ │ │ X Maria de la Cerda
│ │ │ │ │ │ │ │ │ │ │ │ │ │
│ │ │ │ │ │ │ │ │ │ │ │ │ ├─ > 
Lluís
 (1336-1400), comte d'Étampes
│ │ │ │ │ │ │ │ │ │ │ │ │ │ X Joana de Brienne
│ │ │ │ │ │ │ │ │ │ │ │ │ │
│ │ │ │ │ │ │ │ │ │ │ │ │ └─>Joan (1336-després de 1373)
│ │ │ │ │ │ │ │ │ │ │ │ │
│ │ │ │ │ │ │ │ │ │ │ │ ├─>Margarida (1307-1350)
│ │ │ │ │ │ │ │ │ │ │ │ │ X 
Guillem XII d'Alvèrnia

│ │ │ │ │ │ │ │ │ │ │ │ │
│ │ │ │ │ │ │ │ │ │ │ │ └─ > 
Joana
 (1310-1370)
│ │ │ │ │ │ │ │ │ │ │ │ x 
Carles IV de França

Final de la branca des Évreux-Navarra 

│ │ │ │ │ │ │ │ │ │ │ │
│ │ │ │ │ │ │ │ │ │ │ └2>Blanca (1278-1305)
│ │ │ │ │ │ │ │ │ │ │ x 
Rodolphe III d'Àustria

│ │ │ │ │ │ │ │ │ │ │
│ │ │ │ │ │ │ │ │ │ ├─>Joan (1247-1248)
│ │ │ │ │ │ │ │ │ │ │
│ │ │ │ │ │ │ │ │ │ ├─ > 
Joan Tristan de Valois
 (1250-1270), comte de Nevers
│ │ │ │ │ │ │ │ │ │ │ x 
Iolanda de Borgonya
, comtessa de Nevers
│ │ │ │ │ │ │ │ │ │ │
│ │ │ │ │ │ │ │ │ │ ├─ > 
Pere
 (1251-1284), comte d'Alençon
│ │ │ │ │ │ │ │ │ │ │ x Joana de Blois
│ │ │ │ │ │ │ │ │ │ │ │
│ │ │ │ │ │ │ │ │ │ │ ├─>Lluís (1276-1277)
│ │ │ │ │ │ │ │ │ │ │ │
│ │ │ │ │ │ │ │ │ │ │ └─>Felip (1278-1279)
│ │ │ │ │ │ │ │ │ │ │
│ │ │ │ │ │ │ │ │ │ ├─>Blanca (1253-1320)
│ │ │ │ │ │ │ │ │ │ │ x Ferran de la Cerda
│ │ │ │ │ │ │ │ │ │ │
│ │ │ │ │ │ │ │ │ │ ├─>Margarida (1255-1271)
│ │ │ │ │ │ │ │ │ │ │ x 
Joan I de Brabant

│ │ │ │ │ │ │ │ │ │ │
│ │ │ │ │ │ │ │ │ │ │

Inici de la branca dels Borbóns
 
(
Final de la branca
)

│ │ │ │ │ │ │ │ │ │ ├─ > 
Robert de França
 (1256-1317), comte de Clermont
│ │ │ │ │ │ │ │ │ │ │ x 
Beatriu de Borgonya
 (1257-1310), senyora de Borbó
│ │ │ │ │ │ │ │ │ │ │ │
│ │ │ │ │ │ │ │ │ │ │ ├─ > 
Lluís I
 (1280-1342), duc de Borbó
│ │ │ │ │ │ │ │ │ │ │ │ X Maria d'Avesnes (1280-1354)
│ │ │ │ │ │ │ │ │ │ │ │ │
│ │ │ │ │ │ │ │ │ │ │ │ ├─ > 
Pere
 (1311-1356), duc de Borbó
│ │ │ │ │ │ │ │ │ │ │ │ │ X Isabel de Valois (1313-1383)
│ │ │ │ │ │ │ │ │ │ │ │ │ │
│ │ │ │ │ │ │ │ │ │ │ │ │ ├─ > 
Joana de Borbó
 (1337-1378) 
│ │ │ │ │ │ │ │ │ │ │ │ │ │ x 
Carles V de França

│ │ │ │ │ │ │ │ │ │ │ │ │ │
│ │ │ │ │ │ │ │ │ │ │ │ │ ├─ > 
Lluís II
 (1337-1410), duc de Borbó
│ │ │ │ │ │ │ │ │ │ │ │ │ │ X 
Anna d'Alvèrnia
 (1358-1417), comtessa de Forez
│ │ │ │ │ │ │ │ │ │ │ │ │ │ │
│ │ │ │ │ │ │ │ │ │ │ │ │ │ ├─ > 
Joan I
 (1381-1434), duc de Borbó
│ │ │ │ │ │ │ │ │ │ │ │ │ │ │ X 
Maria de Berry
 (1367-1434)
│ │ │ │ │ │ │ │ │ │ │ │ │ │ │ │
│ │ │ │ │ │ │ │ │ │ │ │ │ │ │ ├─ > 
Carles I
 (1401-1456), duc de Borbó
│ │ │ │ │ │ │ │ │ │ │ │ │ │ │ │ X 
Agnès de Borgonya
 (1407-1476)
│ │ │ │ │ │ │ │ │ │ │ │ │ │ │ │ │
│ │ │ │ │ │ │ │ │ │ │ │ │ │ │ │ ├─ > 
Joan II
 (1426-1488), duc de Borbó 
│ │ │ │ │ │ │ │ │ │ │ │ │ │ │ │ │ X 1) Joana de França (1430-1482)
│ │ │ │ │ │ │ │ │ │ │ │ │ │ │ │ │ X 2) Caterina d'Armanyac (morta el 1487)
│ │ │ │ │ │ │ │ │ │ │ │ │ │ │ │ │ X 3) Joana de Borbó-Vendôme (1465-1512)
│ │ │ │ │ │ │ │ │ │ │ │ │ │ │ │ │ │
│ │ │ │ │ │ │ │ │ │ │ │ │ │ │ │ │ ├2>Jean, comte de Clermont (Moulins 1487-1487
│ │ │ │ │ │ │ │ │ │ │ │ │ │ │ │ │ │
│ │ │ │ │ │ │ │ │ │ │ │ │ │ │ │ │ └3>Lluís, comte de Clermont (mort el 1488)
│ │ │ │ │ │ │ │ │ │ │ │ │ │ │ │ │
│ │ │ │ │ │ │ │ │ │ │ │ │ │ │ │ ├─>Maria (1428-1448) 
│ │ │ │ │ │ │ │ │ │ │ │ │ │ │ │ │ X 
Joan II de Lorena
 (1425-1470)
│ │ │ │ │ │ │ │ │ │ │ │ │ │ │ │ │
│ │ │ │ │ │ │ │ │ │ │ │ │ │ │ │ ├─>Felip, senyor de Beaujeu (1430-1440)
│ │ │ │ │ │ │ │ │ │ │ │ │ │ │ │ │
│ │ │ │ │ │ │ │ │ │ │ │ │ │ │ │ ├─ > 
Carles II
 (1434-1488), cardenal, arquebisbe de Lió i duc de Borbó
│ │ │ │ │ │ │ │ │ │ │ │ │ │ │ │ │
│ │ │ │ │ │ │ │ │ │ │ │ │ │ │ │ ├─>Isabel (1436-1465)
│ │ │ │ │ │ │ │ │ │ │ │ │ │ │ │ │ X 
Carles el Temnerari
 (mort el 1477)
│ │ │ │ │ │ │ │ │ │ │ │ │ │ │ │ │
│ │ │ │ │ │ │ │ │ │ │ │ │ │ │ │ ├─ > 
Lluís de Borbó
 (1438-1482), bisbe de Lieja
│ │ │ │ │ │ │ │ │ │ │ │ │ │ │ │ │ X inconnue
│ │ │ │ │ │ │ │ │ │ │ │ │ │ │ │ │ │
│ │ │ │ │ │ │ │ │ │ │ │ │ │ │ │ │ ├─>i>Pere de Borbó (1464-1529), baró de Busset 
│ │ │ │ │ │ │ │ │ │ │ │ │ │ │ │ │ │ X Margarida de Tourzel, senyora de Busset (mort el 1531) 
│ │ │ │ │ │ │ │ │ │ │ │ │ │ │ │ │ │ │
│ │ │ │ │ │ │ │ │ │ │ │ │ │ │ │ │ │ └─>
branca il·legítima dels 
Borbó-Busset

│ │ │ │ │ │ │ │ │ │ │ │ │ │ │ │ │ │
│ │ │ │ │ │ │ │ │ │ │ │ │ │ │ │ │ ├─>Lluís (1465-1500)
│ │ │ │ │ │ │ │ │ │ │ │ │ │ │ │ │ │
│ │ │ │ │ │ │ │ │ │ │ │ │ │ │ │ │ └─>Jaume (1466-1537)
│ │ │ │ │ │ │ │ │ │ │ │ │ │ │ │ │
│ │ │ │ │ │ │ │ │ │ │ │ │ │ │ │ ├─ > 
Pere II de Beaujeu
 (1438-1503), duc de Borbó 
│ │ │ │ │ │ │ │ │ │ │ │ │ │ │ │ │ x 
Anna de França
 (1462-1522)
│ │ │ │ │ │ │ │ │ │ │ │ │ │ │ │ │ │
│ │ │ │ │ │ │ │ │ │ │ │ │ │ │ │ │ ├─>Carles, comte de Clermont (1476-1498)
│ │ │ │ │ │ │ │ │ │ │ │ │ │ │ │ │ │
│ │ │ │ │ │ │ │ │ │ │ │ │ │ │ │ │ └─ > 
Susanna de Borbó
 (1491-1521)
│ │ │ │ │ │ │ │ │ │ │ │ │ │ │ │ │ x 
Carles III de Borbó
 (1490-1527)
│ │ │ │ │ │ │ │ │ │ │ │ │ │ │ │ │
│ │ │ │ │ │ │ │ │ │ │ │ │ │ │ │ ├─>Caterina (1440-1469)
│ │ │ │ │ │ │ │ │ │ │ │ │ │ │ │ │ X Adolphe de Gueldres (1438-1477)
│ │ │ │ │ │ │ │ │ │ │ │ │ │ │ │ │
│ │ │ │ │ │ │ │ │ │ │ │ │ │ │ │ ├─>Joana (1442-1493)
│ │ │ │ │ │ │ │ │ │ │ │ │ │ │ │ │ X Joan II de Chalon, príncep d'Orange (mort el 1502)
│ │ │ │ │ │ │ │ │ │ │ │ │ │ │ │ │
│ │ │ │ │ │ │ │ │ │ │ │ │ │ │ │ ├─>Margarida (1444-1483)
│ │ │ │ │ │ │ │ │ │ │ │ │ │ │ │ │ X 
Felip II de Savoia
 (1438-1497)
│ │ │ │ │ │ │ │ │ │ │ │ │ │ │ │ │
│ │ │ │ │ │ │ │ │ │ │ │ │ │ │ │ └─>Jaume (1445-1468)
│ │ │ │ │ │ │ │ │ │ │ │ │ │ │ │
│ │ │ │ │ │ │ │ │ │ │ │ │ │ │ ├─>Lluís, comte de Forez (1403-1412)
│ │ │ │ │ │ │ │ │ │ │ │ │ │ │ │

Rameau des comtes de Montpensier

│ │ │ │ │ │ │ │ │ │ │ │ │ │ │ └─ > 
Lluís I
, comte de Montpensier
│ │ │ │ │ │ │ │ │ │ │ │ │ │ │ X 1) 
Joana Ire
, delfí e d'Alvèrnia (mort el 1436) 
│ │ │ │ │ │ │ │ │ │ │ │ │ │ │ X 2) Gabriela de La Tour (mort el 1486)
│ │ │ │ │ │ │ │ │ │ │ │ │ │ │ │
│ │ │ │ │ │ │ │ │ │ │ │ │ │ │ ├2 > 
Gilbert
 (1443-1496), comte de Montpensier
│ │ │ │ │ │ │ │ │ │ │ │ │ │ │ │ X Claire Gonzaga (1464-1503)
│ │ │ │ │ │ │ │ │ │ │ │ │ │ │ │ │
│ │ │ │ │ │ │ │ │ │ │ │ │ │ │ │ ├─ > 
Lluïsa
 (1482-1561), duquessa de Montpensier, delfí d'Alvèrnia 
│ │ │ │ │ │ │ │ │ │ │ │ │ │ │ │ │ X 1) Andre III de Chauvigny (mort el 1503)
│ │ │ │ │ │ │ │ │ │ │ │ │ │ │ │ │ X 2) 
Lluís de Borbó
, príncep de la Roche-sur-Yon (1473-1520)
│ │ │ │ │ │ │ │ │ │ │ │ │ │ │ │ │
│ │ │ │ │ │ │ │ │ │ │ │ │ │ │ │ ├─ > 
Lluís II
 (1483-1501), comte de Montpensier
│ │ │ │ │ │ │ │ │ │ │ │ │ │ │ │ │
│ │ │ │ │ │ │ │ │ │ │ │ │ │ │ │ ├─ > 
Carles III de Borbó
 (1490-1527), duc de Borbó (1490-1527)
│ │ │ │ │ │ │ │ │ │ │ │ │ │ │ │ │ X 
SuzAnna de Borbó
 (1491-1521)
│ │ │ │ │ │ │ │ │ │ │ │ │ │ │ │ │ │
│ │ │ │ │ │ │ │ │ │ │ │ │ │ │ │ │ ├─>Francesc, comte de Clermont (1517-1518)
│ │ │ │ │ │ │ │ │ │ │ │ │ │ │ │ │ │
│ │ │ │ │ │ │ │ │ │ │ │ │ │ │ │ │ └─>deux jumeaux (1518-1518)
│ │ │ │ │ │ │ │ │ │ │ │ │ │ │ │ │
│ │ │ │ │ │ │ │ │ │ │ │ │ │ │ │ ├─>Francesc (1492-1515), duc de Chatellerault
│ │ │ │ │ │ │ │ │ │ │ │ │ │ │ │ │
│ │ │ │ │ │ │ │ │ │ │ │ │ │ │ │ ├─>Renata, senyorade Mercoeur (1494-1539)
│ │ │ │ │ │ │ │ │ │ │ │ │ │ │ │ │ X 
Antoni de Lorena
 (1489-1544)
│ │ │ │ │ │ │ │ │ │ │ │ │ │ │ │ │
│ │ │ │ │ │ │ │ │ │ │ │ │ │ │ │ └─>Anna (1495-1510)
│ │ │ │ │ │ │ │ │ │ │ │ │ │ │ │
│ │ │ │ │ │ │ │ │ │ │ │ │ │ │ ├2>Joan (1445-1485)
│ │ │ │ │ │ │ │ │ │ │ │ │ │ │ │
│ │ │ │ │ │ │ │ │ │ │ │ │ │ │ ├2>Gabriela (1447-1516)
│ │ │ │ │ │ │ │ │ │ │ │ │ │ │ │ X Lluís de la Tremoille, príncep de Talmond (mort el 1525)
│ │ │ │ │ │ │ │ │ │ │ │ │ │ │ │
│ │ │ │ │ │ │ │ │ │ │ │ │ │ │ └2>Carlota (1449-1478)
│ │ │ │ │ │ │ │ │ │ │ │ │ │ │ X Wolfart van Borsselen, comte de Grandpré (mort el 1487)
│ │ │ │ │ │ │ │ │ │ │ │ │ │ │
│ │ │ │ │ │ │ │ │ │ │ │ │ │ ├─>Lluís, senyor de Beaujolais (1388-1404)
│ │ │ │ │ │ │ │ │ │ │ │ │ │ │
│ │ │ │ │ │ │ │ │ │ │ │ │ │ ├─>Caterina (1378-jove)
│ │ │ │ │ │ │ │ │ │ │ │ │ │ │
│ │ │ │ │ │ │ │ │ │ │ │ │ │ └─>Isabel (1384-després de 1451)
│ │ │ │ │ │ │ │ │ │ │ │ │ │
│ │ │ │ │ │ │ │ │ │ │ │ │ ├─>Joana (1339-París 1378)
│ │ │ │ │ │ │ │ │ │ │ │ │ │ X 
Carles V de França
 (1337-1380)
│ │ │ │ │ │ │ │ │ │ │ │ │ │
│ │ │ │ │ │ │ │ │ │ │ │ │ ├─ > 
Blanca de Borbó
 (1339-1361) 
│ │ │ │ │ │ │ │ │ │ │ │ │ │ X 
Pere I de Castella

│ │ │ │ │ │ │ │ │ │ │ │ │ │
│ │ │ │ │ │ │ │ │ │ │ │ │ ├─>Bona (1341-1402)
│ │ │ │ │ │ │ │ │ │ │ │ │ │ X 
Amadeu VI de Savoia
 (mort el 1383)
│ │ │ │ │ │ │ │ │ │ │ │ │ │
│ │ │ │ │ │ │ │ │ │ │ │ │ ├─>Caterina (1342-1427)
│ │ │ │ │ │ │ │ │ │ │ │ │ │ X 
Joan VI d'Harcourt
 (mort el 1388)
│ │ │ │ │ │ │ │ │ │ │ │ │ │
│ │ │ │ │ │ │ │ │ │ │ │ │ ├─>Margarida (1344-)
│ │ │ │ │ │ │ │ │ │ │ │ │ │ X 
Arnaud-Amanieu d'Albret
 (1338-1401)
│ │ │ │ │ │ │ │ │ │ │ │ │ │
│ │ │ │ │ │ │ │ │ │ │ │ │ ├─>Isabel (1345-)
│ │ │ │ │ │ │ │ │ │ │ │ │ │
│ │ │ │ │ │ │ │ │ │ │ │ │ └─>Maria (1347-1401), priora de Poissy
│ │ │ │ │ │ │ │ │ │ │ │ │
│ │ │ │ │ │ │ │ │ │ │ │ ├─>Joana (1312-1402) 
│ │ │ │ │ │ │ │ │ │ │ │ │ X 
Guigó VII de Forez
 (1299-1357)
│ │ │ │ │ │ │ │ │ │ │ │ │
│ │ │ │ │ │ │ │ │ │ │ │ ├─>Margarida (1313-1362)
│ │ │ │ │ │ │ │ │ │ │ │ │ X 1)Joan II de Sully (mort el 1343)
│ │ │ │ │ │ │ │ │ │ │ │ │ X 2)Hutin de Vermeilles
│ │ │ │ │ │ │ │ │ │ │ │ │
│ │ │ │ │ │ │ │ │ │ │ │ ├─>Maria (1315-1387)
│ │ │ │ │ │ │ │ │ │ │ │ │ X 1) Guiu de Lusignan (1315-1343)
│ │ │ │ │ │ │ │ │ │ │ │ │ X 2) 
Robert II de Tàrent
 (mort el 1364)
│ │ │ │ │ │ │ │ │ │ │ │ │
│ │ │ │ │ │ │ │ │ │ │ │ ├─>Felip (1316-després de 1233)
│ │ │ │ │ │ │ │ │ │ │ │ │
│ │ │ │ │ │ │ │ │ │ │ │ ├─>Jaume (1318-1318)
│ │ │ │ │ │ │ │ │ │ │ │ │

Branca dels comtes de la Marche

│ │ │ │ │ │ │ │ │ │ │ │ ├─ > 
Jaume I
 (1319-1362), 
comte de la Marche
 i 
de Ponthieu

│ │ │ │ │ │ │ │ │ │ │ │ │ X Joana de Chatillon, senyora de Condé i Carency(1320-1371)
│ │ │ │ │ │ │ │ │ │ │ │ │ │
│ │ │ │ │ │ │ │ │ │ │ │ │ ├─>Isabel (1340-1371) 
│ │ │ │ │ │ │ │ │ │ │ │ │ │ X 1) Lluís II de Brienne, vescomte de Beaumont (mort el 1364)
│ │ │ │ │ │ │ │ │ │ │ │ │ │ X 
Bucard VII de Vendôme
 (mort el 1371)
│ │ │ │ │ │ │ │ │ │ │ │ │ │
│ │ │ │ │ │ │ │ │ │ │ │ │ ├─>Pere de la Marche (1342-1362)
│ │ │ │ │ │ │ │ │ │ │ │ │ │
│ │ │ │ │ │ │ │ │ │ │ │ │ ├─ > 
Joan de Borbó
 (1344-1393), 
comte de Vendôme
 i de la Marche 
│ │ │ │ │ │ │ │ │ │ │ │ │ │ x 
Caterina de Vendôme
 (mort el 1412)
│ │ │ │ │ │ │ │ │ │ │ │ │ │ │
│ │ │ │ │ │ │ │ │ │ │ │ │ │ ├─ > 
Jaume II de Borbó
 (1370-1438), comte de La Marca
│ │ │ │ │ │ │ │ │ │ │ │ │ │ │ x 1) Beatriu d'Évreux
│ │ │ │ │ │ │ │ │ │ │ │ │ │ │ x 2) 
Joana II de Nàpols

│ │ │ │ │ │ │ │ │ │ │ │ │ │ │ │
│ │ │ │ │ │ │ │ │ │ │ │ │ │ │ ├1>Isabel (1408-després de 1445), monja à Besançon
│ │ │ │ │ │ │ │ │ │ │ │ │ │ │ │
│ │ │ │ │ │ │ │ │ │ │ │ │ │ │ ├1>Maria (1410-després de 1445), monja à Amiens
│ │ │ │ │ │ │ │ │ │ │ │ │ │ │ │
│ │ │ │ │ │ │ │ │ │ │ │ │ │ │ └1 > 
Eleonor de Borbó
 (1412-després de 1464)
│ │ │ │ │ │ │ │ │ │ │ │ │ │ │ x 
Bernat d'Armanyac
 (mort el 1462)
│ │ │ │ │ │ │ │ │ │ │ │ │ │ │
│ │ │ │ │ │ │ │ │ │ │ │ │ │ ├─>Anna (mort el 1408)
│ │ │ │ │ │ │ │ │ │ │ │ │ │ │ X 1) 
Joan II de Berry
 (mort el 1401), comte de Montpensier
│ │ │ │ │ │ │ │ │ │ │ │ │ │ │ X 2) Lluís VII (mort el 1447), duc de Baviera-Ingolstadt
│ │ │ │ │ │ │ │ │ │ │ │ │ │ │
│ │ │ │ │ │ │ │ │ │ │ │ │ │ ├─>Isabel (1373-), monja à Poissy
│ │ │ │ │ │ │ │ │ │ │ │ │ │ │

Branca dels comtes de Vendôme

│ │ │ │ │ │ │ │ │ │ │ │ │ │ ├─ > 
Lluís de Borbó
 (1376-1446), 
comte de Vendôme

│ │ │ │ │ │ │ │ │ │ │ │ │ │ │ X 1) Blanca de Roucy (mort el 1421)
│ │ │ │ │ │ │ │ │ │ │ │ │ │ │ X 2) Joana de Laval (1406-1468) 
│ │ │ │ │ │ │ │ │ │ │ │ │ │ │ │
│ │ │ │ │ │ │ │ │ │ │ │ │ │ │ ├2>Caterina (1425-jove)
│ │ │ │ │ │ │ │ │ │ │ │ │ │ │ │
│ │ │ │ │ │ │ │ │ │ │ │ │ │ │ ├2>Gabriela (1426-jove)
│ │ │ │ │ │ │ │ │ │ │ │ │ │ │ │
│ │ │ │ │ │ │ │ │ │ │ │ │ │ │ └2 > 
Joan VIII de Borbó
 (1428-1478), comte de Vendôme
│ │ │ │ │ │ │ │ │ │ │ │ │ │ │ X Isabel de Beauvau
│ │ │ │ │ │ │ │ │ │ │ │ │ │ │ │
│ │ │ │ │ │ │ │ │ │ │ │ │ │ │ ├─>Joana, senyora de Rochefort (1460-1487)
│ │ │ │ │ │ │ │ │ │ │ │ │ │ │ │ X Lluís de Joyeuse, comte de Grandpre (mort el 1498)
│ │ │ │ │ │ │ │ │ │ │ │ │ │ │ │
│ │ │ │ │ │ │ │ │ │ │ │ │ │ │ ├─>Caterina (1462-)
│ │ │ │ │ │ │ │ │ │ │ │ │ │ │ │ X Gilbert de ChabAnnas, baró de Rochefort
│ │ │ │ │ │ │ │ │ │ │ │ │ │ │ │
│ │ │ │ │ │ │ │ │ │ │ │ │ │ │ ├─>Joana (1465-1511
│ │ │ │ │ │ │ │ │ │ │ │ │ │ │ │ X 1) 
Joan II de Borbó
 (mort el 1488)
│ │ │ │ │ │ │ │ │ │ │ │ │ │ │ │ X 2) Joan de la Tour, comte d'Alvèrnia i de Boulogne (1467-1501)
│ │ │ │ │ │ │ │ │ │ │ │ │ │ │ │ X 3) Francesc de la Pause, baró de la Garde
│ │ │ │ │ │ │ │ │ │ │ │ │ │ │ │
│ │ │ │ │ │ │ │ │ │ │ │ │ │ │ ├─>Renata (1468-1534), abadessa de Fontevraud
│ │ │ │ │ │ │ │ │ │ │ │ │ │ │ │
│ │ │ │ │ │ │ │ │ │ │ │ │ │ │ ├─ > 
Francesc de Borbó
 (1470-1495), comte de Vendôme
│ │ │ │ │ │ │ │ │ │ │ │ │ │ │ │ X 
Maria de Luxemburg
 (morta el 1546)
│ │ │ │ │ │ │ │ │ │ │ │ │ │ │ │ │
│ │ │ │ │ │ │ │ │ │ │ │ │ │ │ │ ├─ > 
Carles IV de Borbó
 (1489-1537), duc de Borbó i de Vendôme
│ │ │ │ │ │ │ │ │ │ │ │ │ │ │ │ │ x 
Francesca d'Alençon
 (1491-1550)
│ │ │ │ │ │ │ │ │ │ │ │ │ │ │ │ │ │
│ │ │ │ │ │ │ │ │ │ │ │ │ │ │ │ │ ├─>Lluís (1514-1516), comte de Marle
│ │ │ │ │ │ │ │ │ │ │ │ │ │ │ │ │ │
│ │ │ │ │ │ │ │ │ │ │ │ │ │ │ │ │ ├─>Maria (1515-1538)
│ │ │ │ │ │ │ │ │ │ │ │ │ │ │ │ │ │
│ │ │ │ │ │ │ │ │ │ │ │ │ │ │ │ │ ├─ > 
Antoni I de Navarra
 (1518-1562), duc de Borbó i de Vendôme
│ │ │ │ │ │ │ │ │ │ │ │ │ │ │ │ │ │ x 
Joana III d'Albret
 (1529-1572), reina de Navarra 
│ │ │ │ │ │ │ │ │ │ │ │ │ │ │ │ │ │ │
│ │ │ │ │ │ │ │ │ │ │ │ │ │ │ │ │ │ ├─>Enric (1551-1553), duc de Beaumont
│ │ │ │ │ │ │ │ │ │ │ │ │ │ │ │ │ │ │

Dynastie de Borbó

│ │ │ │ │ │ │ │ │ │ │ │ │ │ │ │ │ │ ├─ > 
Enric IV
 (1533-1610), rei de França
│ │ │ │ │ │ │ │ │ │ │ │ │ │ │ │ │ │ │ x 1) 
Margarida de França
 (1553-1615)
│ │ │ │ │ │ │ │ │ │ │ │ │ │ │ │ │ │ │ x 2) 
Maria de Mèdici
 (1575-1642)
│ │ │ │ │ │ │ │ │ │ │ │ │ │ │ │ │ │ │ │
│ │ │ │ │ │ │ │ │ │ │ │ │ │ │ │ │ │ │ ├2 > 
Lluís XIII
 (1601-1643), rei de França
│ │ │ │ │ │ │ │ │ │ │ │ │ │ │ │ │ │ │ │ X Anna d'Àustria (1601-1661)
│ │ │ │ │ │ │ │ │ │ │ │ │ │ │ │ │ │ │ │ │
│ │ │ │ │ │ │ │ │ │ │ │ │ │ │ │ │ │ │ │ ├─ > 
Lluís XIV
 (1638-1715), rei de França
│ │ │ │ │ │ │ │ │ │ │ │ │ │ │ │ │ │ │ │ │ X Maria Teresa d'Espanya (1638-1683)
│ │ │ │ │ │ │ │ │ │ │ │ │ │ │ │ │ │ │ │ │ │
│ │ │ │ │ │ │ │ │ │ │ │ │ │ │ │ │ │ │ │ │ ├─ > 
Lluís de França
, delfí (1661-1711) 
│ │ │ │ │ │ │ │ │ │ │ │ │ │ │ │ │ │ │ │ │ │ X Maria-Anna-Cristina de Baviera (1660-1690)
│ │ │ │ │ │ │ │ │ │ │ │ │ │ │ │ │ │ │ │ │ │ │
│ │ │ │ │ │ │ │ │ │ │ │ │ │ │ │ │ │ │ │ │ │ ├─ > 
Lluís de França
 (1682-1712), delfí 
│ │ │ │ │ │ │ │ │ │ │ │ │ │ │ │ │ │ │ │ │ │ │ X Maria Adelaida de Savoia (1685-1712)
│ │ │ │ │ │ │ │ │ │ │ │ │ │ │ │ │ │ │ │ │ │ │ │
│ │ │ │ │ │ │ │ │ │ │ │ │ │ │ │ │ │ │ │ │ │ │ ├─>N (1704-1705), duc de Bretanya 
│ │ │ │ │ │ │ │ │ │ │ │ │ │ │ │ │ │ │ │ │ │ │ │
│ │ │ │ │ │ │ │ │ │ │ │ │ │ │ │ │ │ │ │ │ │ │ ├─>Lluís (1707-1712), duc de Bretanya, delfí 
│ │ │ │ │ │ │ │ │ │ │ │ │ │ │ │ │ │ │ │ │ │ │ │
│ │ │ │ │ │ │ │ │ │ │ │ │ │ │ │ │ │ │ │ │ │ │ └─ > 
Lluís XV
 (1710-1774), rei de França
│ │ │ │ │ │ │ │ │ │ │ │ │ │ │ │ │ │ │ │ │ │ │ │
│ │ │ │ │ │ │ │ │ │ │ │ │ │ │ │ │ │ │ │ │ │ │ ├─ > 
Elisabet de França
 (1727-1759) 
│ │ │ │ │ │ │ │ │ │ │ │ │ │ │ │ │ │ │ │ │ │ │ │ X 
Felip I de Parma

│ │ │ │ │ │ │ │ │ │ │ │ │ │ │ │ │ │ │ │ │ │ │ │
│ │ │ │ │ │ │ │ │ │ │ │ │ │ │ │ │ │ │ │ │ │ │ ├─ > 
Enriqueta de França
 (1727-1752)
│ │ │ │ │ │ │ │ │ │ │ │ │ │ │ │ │ │ │ │ │ │ │ │
│ │ │ │ │ │ │ │ │ │ │ │ │ │ │ │ │ │ │ │ │ │ │ ├─>Maria Lluïsa (1728-1733)
│ │ │ │ │ │ │ │ │ │ │ │ │ │ │ │ │ │ │ │ │ │ │ │
│ │ │ │ │ │ │ │ │ │ │ │ │ │ │ │ │ │ │ │ │ │ │ ├─ > 
Lluís de França
 (1729-1765), delfí 
│ │ │ │ │ │ │ │ │ │ │ │ │ │ │ │ │ │ │ │ │ │ │ │ x 1) 1745 
Maria-Teresa d'Espanya
 (1726-1746)
│ │ │ │ │ │ │ │ │ │ │ │ │ │ │ │ │ │ │ │ │ │ │ │ x 2) 1747 Maria-Josepa de Saxònia (1731-1767)
│ │ │ │ │ │ │ │ │ │ │ │ │ │ │ │ │ │ │ │ │ │ │ │ │
│ │ │ │ │ │ │ │ │ │ │ │ │ │ │ │ │ │ │ │ │ │ │ │ ├─>Maria-Teresa (1746-1748)
│ │ │ │ │ │ │ │ │ │ │ │ │ │ │ │ │ │ │ │ │ │ │ │ │
│ │ │ │ │ │ │ │ │ │ │ │ │ │ │ │ │ │ │ │ │ │ │ │ ├─>Maria-Zefirina (1750-1755)
│ │ │ │ │ │ │ │ │ │ │ │ │ │ │ │ │ │ │ │ │ │ │ │ │
│ │ │ │ │ │ │ │ │ │ │ │ │ │ │ │ │ │ │ │ │ │ │ │ ├─>Lluís (1751-1761), duc de Borgonya
│ │ │ │ │ │ │ │ │ │ │ │ │ │ │ │ │ │ │ │ │ │ │ │ │
│ │ │ │ │ │ │ │ │ │ │ │ │ │ │ │ │ │ │ │ │ │ │ │ ├─>Xavier (1753-1754), duc d'Aquitània
│ │ │ │ │ │ │ │ │ │ │ │ │ │ │ │ │ │ │ │ │ │ │ │ │
│ │ │ │ │ │ │ │ │ │ │ │ │ │ │ │ │ │ │ │ │ │ │ │ ├─ > 
Lluís XVI
 (1754-1793), rei de França
│ │ │ │ │ │ │ │ │ │ │ │ │ │ │ │ │ │ │ │ │ │ │ │ │ x 1770 
Maria-Antonieta d'Àustria
 (1755-1793)
│ │ │ │ │ │ │ │ │ │ │ │ │ │ │ │ │ │ │ │ │ │ │ │ │ │
│ │ │ │ │ │ │ │ │ │ │ │ │ │ │ │ │ │ │ │ │ │ │ │ │ ├─>
Maria Teresa
 (1778-1851)
│ │ │ │ │ │ │ │ │ │ │ │ │ │ │ │ │ │ │ │ │ │ │ │ │ │ x 1799 
Lluís de França
 (1775-1844), comte de Marnes
│ │ │ │ │ │ │ │ │ │ │ │ │ │ │ │ │ │ │ │ │ │ │ │ │ │
│ │ │ │ │ │ │ │ │ │ │ │ │ │ │ │ │ │ │ │ │ │ │ │ │ ├─>Lluís (1781-1789), delfí 
│ │ │ │ │ │ │ │ │ │ │ │ │ │ │ │ │ │ │ │ │ │ │ │ │ │
│ │ │ │ │ │ │ │ │ │ │ │ │ │ │ │ │ │ │ │ │ │ │ │ │ ├─ > 
Lluís XVII
 (1785-1795), duc de Normandia, delfí 
│ │ │ │ │ │ │ │ │ │ │ │ │ │ │ │ │ │ │ │ │ │ │ │ │ │
│ │ │ │ │ │ │ │ │ │ │ │ │ │ │ │ │ │ │ │ │ │ │ │ │ └─>Sofia (1786-1787)
│ │ │ │ │ │ │ │ │ │ │ │ │ │ │ │ │ │ │ │ │ │ │ │ │
│ │ │ │ │ │ │ │ │ │ │ │ │ │ │ │ │ │ │ │ │ │ │ │ ├─ > 
Lluís XVIII
 (1755-1824)
│ │ │ │ │ │ │ │ │ │ │ │ │ │ │ │ │ │ │ │ │ │ │ │ │ x 1771 Josefina de Sardenya (1753-1810)
│ │ │ │ │ │ │ │ │ │ │ │ │ │ │ │ │ │ │ │ │ │ │ │ │
│ │ │ │ │ │ │ │ │ │ │ │ │ │ │ │ │ │ │ │ │ │ │ │ ├─ > 
Carles X de França
 (1757-1836)
│ │ │ │ │ │ │ │ │ │ │ │ │ │ │ │ │ │ │ │ │ │ │ │ │ x 1773 Maria-Teresa de Sardenya (1756-1805)
│ │ │ │ │ │ │ │ │ │ │ │ │ │ │ │ │ │ │ │ │ │ │ │ │ │
│ │ │ │ │ │ │ │ │ │ │ │ │ │ │ │ │ │ │ │ │ │ │ │ │ ├─ > 
Lluís
 (1775-1844) «comte de Marnes»
│ │ │ │ │ │ │ │ │ │ │ │ │ │ │ │ │ │ │ │ │ │ │ │ │ │ x 1799 
Maria Teresa de França
 (1778-1851)
│ │ │ │ │ │ │ │ │ │ │ │ │ │ │ │ │ │ │ │ │ │ │ │ │ │
│ │ │ │ │ │ │ │ │ │ │ │ │ │ │ │ │ │ │ │ │ │ │ │ │ ├─>Ne (1776-1783)
│ │ │ │ │ │ │ │ │ │ │ │ │ │ │ │ │ │ │ │ │ │ │ │ │ │
│ │ │ │ │ │ │ │ │ │ │ │ │ │ │ │ │ │ │ │ │ │ │ │ │ ├─ > 
Carles -Ferran
 (1778-1820), duc de Berry
│ │ │ │ │ │ │ │ │ │ │ │ │ │ │ │ │ │ │ │ │ │ │ │ │ │ x 1816 Carolina de les Dues-Sicílies (1798-1870)
│ │ │ │ │ │ │ │ │ │ │ │ │ │ │ │ │ │ │ │ │ │ │ │ │ │ │
│ │ │ │ │ │ │ │ │ │ │ │ │ │ │ │ │ │ │ │ │ │ │ │ │ │ ├─>Lluïsa-Isabel (1817-1817)
│ │ │ │ │ │ │ │ │ │ │ │ │ │ │ │ │ │ │ │ │ │ │ │ │ │ │
│ │ │ │ │ │ │ │ │ │ │ │ │ │ │ │ │ │ │ │ │ │ │ │ │ │ ├─>Lluís (1818-1818)
│ │ │ │ │ │ │ │ │ │ │ │ │ │ │ │ │ │ │ │ │ │ │ │ │ │ │
│ │ │ │ │ │ │ │ │ │ │ │ │ │ │ │ │ │ │ │ │ │ │ │ │ │ ├─>
Lluïsa
 (1819-1864)
│ │ │ │ │ │ │ │ │ │ │ │ │ │ │ │ │ │ │ │ │ │ │ │ │ │ │ x 1845 
Carles III de Parma
 (1823-1854)
│ │ │ │ │ │ │ │ │ │ │ │ │ │ │ │ │ │ │ │ │ │ │ │ │ │ │
│ │ │ │ │ │ │ │ │ │ │ │ │ │ │ │ │ │ │ │ │ │ │ │ │ │ └─ > 
Enric
 (1820-1883) «comte de Chambord»
│ │ │ │ │ │ │ │ │ │ │ │ │ │ │ │ │ │ │ │ │ │ │ │ │ │ x 1846 Teresa de Mòdena (1817-1886)
│ │ │ │ │ │ │ │ │ │ │ │ │ │ │ │ │ │ │ │ │ │ │ │ │ │
│ │ │ │ │ │ │ │ │ │ │ │ │ │ │ │ │ │ │ │ │ │ │ │ │ └─>Ne (1783-1783)
│ │ │ │ │ │ │ │ │ │ │ │ │ │ │ │ │ │ │ │ │ │ │ │ │
│ │ │ │ │ │ │ │ │ │ │ │ │ │ │ │ │ │ │ │ │ │ │ │ ├─>Clotilde (1759-1802)
│ │ │ │ │ │ │ │ │ │ │ │ │ │ │ │ │ │ │ │ │ │ │ │ │ x 1775 
Carles Manel IV de Sardenya
 (1751-1819)
│ │ │ │ │ │ │ │ │ │ │ │ │ │ │ │ │ │ │ │ │ │ │ │ │
│ │ │ │ │ │ │ │ │ │ │ │ │ │ │ │ │ │ │ │ │ │ │ │ └─ > 
Elisabet de França
 (1764-1794)
│ │ │ │ │ │ │ │ │ │ │ │ │ │ │ │ │ │ │ │ │ │ │ │
│ │ │ │ │ │ │ │ │ │ │ │ │ │ │ │ │ │ │ │ │ │ │ ├─>Felip (1730-1733), duc d'Anjou
│ │ │ │ │ │ │ │ │ │ │ │ │ │ │ │ │ │ │ │ │ │ │ │
│ │ │ │ │ │ │ │ │ │ │ │ │ │ │ │ │ │ │ │ │ │ │ ├─ > 
Adelaida de França
 (1732-1800)
│ │ │ │ │ │ │ │ │ │ │ │ │ │ │ │ │ │ │ │ │ │ │ │
│ │ │ │ │ │ │ │ │ │ │ │ │ │ │ │ │ │ │ │ │ │ │ ├─ > 
Victòria de França
 (1733-1799)
│ │ │ │ │ │ │ │ │ │ │ │ │ │ │ │ │ │ │ │ │ │ │ │
│ │ │ │ │ │ │ │ │ │ │ │ │ │ │ │ │ │ │ │ │ │ │ ├─ > 
Sofia de França
 (1734-1782)
│ │ │ │ │ │ │ │ │ │ │ │ │ │ │ │ │ │ │ │ │ │ │ │
│ │ │ │ │ │ │ │ │ │ │ │ │ │ │ │ │ │ │ │ │ │ │ ├─ > 
Teresa de França
 (1736-1744)
│ │ │ │ │ │ │ │ │ │ │ │ │ │ │ │ │ │ │ │ │ │ │ │
│ │ │ │ │ │ │ │ │ │ │ │ │ │ │ │ │ │ │ │ │ │ │ └─ > 
Lluïsa
 (1737-1787)

Branca dels reis d'Espanya 

│ │ │ │ │ │ │ │ │ │ │ │ │ │ │ │ │ │ │ │ │ │ ├─ > 
Felip V d'Espanya
 (1683-1746), rei d'Espanya 
│ │ │ │ │ │ │ │ │ │ │ │ │ │ │ │ │ │ │ │ │ │ │ X 1) Maria Lluïsa de Savoia (1688-1714) 
│ │ │ │ │ │ │ │ │ │ │ │ │ │ │ │ │ │ │ │ │ │ │ X 2) Elisabet Farnese, princesa de Parma (1692-1766)
│ │ │ │ │ │ │ │ │ │ │ │ │ │ │ │ │ │ │ │ │ │ │ │
│ │ │ │ │ │ │ │ │ │ │ │ │ │ │ │ │ │ │ │ │ │ │ ├1 > 
Lluís I d'Espanya
 (1707-1724), rei d'Espanya 
│ │ │ │ │ │ │ │ │ │ │ │ │ │ │ │ │ │ │ │ │ │ │ │ X Elisabet d'Orleans (1709-1742)
│ │ │ │ │ │ │ │ │ │ │ │ │ │ │ │ │ │ │ │ │ │ │ │
│ │ │ │ │ │ │ │ │ │ │ │ │ │ │ │ │ │ │ │ │ │ │ ├1>Felip Lluís (1709-1709)
│ │ │ │ │ │ │ │ │ │ │ │ │ │ │ │ │ │ │ │ │ │ │ │
│ │ │ │ │ │ │ │ │ │ │ │ │ │ │ │ │ │ │ │ │ │ │ ├1>Felip Pere Gabriel, (1712-1719)
│ │ │ │ │ │ │ │ │ │ │ │ │ │ │ │ │ │ │ │ │ │ │ │
│ │ │ │ │ │ │ │ │ │ │ │ │ │ │ │ │ │ │ │ │ │ │ ├1 > 
Ferran VI d'Espanya
 (1713-1759), rei d'Espanya 
│ │ │ │ │ │ │ │ │ │ │ │ │ │ │ │ │ │ │ │ │ │ │ │ X Barbara de Portugal (1711-1758)
│ │ │ │ │ │ │ │ │ │ │ │ │ │ │ │ │ │ │ │ │ │ │ │
│ │ │ │ │ │ │ │ │ │ │ │ │ │ │ │ │ │ │ │ │ │ │ ├2 > 
Carles III d'Espanya
 (1716-1788), duc de Parma, rei de les Dues-Sicílies, rei d'Espanya 
│ │ │ │ │ │ │ │ │ │ │ │ │ │ │ │ │ │ │ │ │ │ │ │ X Maria Amàlia de Saxònia (1724-1760)
│ │ │ │ │ │ │ │ │ │ │ │ │ │ │ │ │ │ │ │ │ │ │ │ │
│ │ │ │ │ │ │ │ │ │ │ │ │ │ │ │ │ │ │ │ │ │ │ │ ├─>Maria Isabel (1740-1742)
│ │ │ │ │ │ │ │ │ │ │ │ │ │ │ │ │ │ │ │ │ │ │ │ │
│ │ │ │ │ │ │ │ │ │ │ │ │ │ │ │ │ │ │ │ │ │ │ │ ├─>Maria Josefina (1742-1742)
│ │ │ │ │ │ │ │ │ │ │ │ │ │ │ │ │ │ │ │ │ │ │ │ │
│ │ │ │ │ │ │ │ │ │ │ │ │ │ │ │ │ │ │ │ │ │ │ │ ├─>Maria Isabel I (1743-1749)
│ │ │ │ │ │ │ │ │ │ │ │ │ │ │ │ │ │ │ │ │ │ │ │ │
│ │ │ │ │ │ │ │ │ │ │ │ │ │ │ │ │ │ │ │ │ │ │ │ ├─>Maria Josefina (1744-1801)
│ │ │ │ │ │ │ │ │ │ │ │ │ │ │ │ │ │ │ │ │ │ │ │ │
│ │ │ │ │ │ │ │ │ │ │ │ │ │ │ │ │ │ │ │ │ │ │ │ ├─>Maria Lluïsa (1745-1792)
│ │ │ │ │ │ │ │ │ │ │ │ │ │ │ │ │ │ │ │ │ │ │ │ │ X 
Leopold II d'Habsburg
 (1747-1792)
│ │ │ │ │ │ │ │ │ │ │ │ │ │ │ │ │ │ │ │ │ │ │ │ │
│ │ │ │ │ │ │ │ │ │ │ │ │ │ │ │ │ │ │ │ │ │ │ │ ├─>Felip (1747-1777)
│ │ │ │ │ │ │ │ │ │ │ │ │ │ │ │ │ │ │ │ │ │ │ │ │
│ │ │ │ │ │ │ │ │ │ │ │ │ │ │ │ │ │ │ │ │ │ │ │ ├─ > 
Carles IV d'Espanya
 (1748-1819), rei d'Espanya 
│ │ │ │ │ │ │ │ │ │ │ │ │ │ │ │ │ │ │ │ │ │ │ │ │ X Maria Lluïsa de Borbó-Parma (1751-1819)
│ │ │ │ │ │ │ │ │ │ │ │ │ │ │ │ │ │ │ │ │ │ │ │ │ │
│ │ │ │ │ │ │ │ │ │ │ │ │ │ │ │ │ │ │ │ │ │ │ │ │ ├─>Carles (1771-1774)
│ │ │ │ │ │ │ │ │ │ │ │ │ │ │ │ │ │ │ │ │ │ │ │ │ │
│ │ │ │ │ │ │ │ │ │ │ │ │ │ │ │ │ │ │ │ │ │ │ │ │ ├─>Carlota (1775-1830) 
│ │ │ │ │ │ │ │ │ │ │ │ │ │ │ │ │ │ │ │ │ │ │ │ │ │ X 
Joan VI de Portugal
 (1767-1826)
│ │ │ │ │ │ │ │ │ │ │ │ │ │ │ │ │ │ │ │ │ │ │ │ │ │
│ │ │ │ │ │ │ │ │ │ │ │ │ │ │ │ │ │ │ │ │ │ │ │ │ ├─>Maria Lluïsa (1777-1782)
│ │ │ │ │ │ │ │ │ │ │ │ │ │ │ │ │ │ │ │ │ │ │ │ │ │
│ │ │ │ │ │ │ │ │ │ │ │ │ │ │ │ │ │ │ │ │ │ │ │ │ ├─>Maria-Amàlia (1779-1798) 
│ │ │ │ │ │ │ │ │ │ │ │ │ │ │ │ │ │ │ │ │ │ │ │ │ │ X Antoni d'Espanya (1755-1817)
│ │ │ │ │ │ │ │ │ │ │ │ │ │ │ │ │ │ │ │ │ │ │ │ │ │
│ │ │ │ │ │ │ │ │ │ │ │ │ │ │ │ │ │ │ │ │ │ │ │ │ ├─>Carles (1780-1783)
│ │ │ │ │ │ │ │ │ │ │ │ │ │ │ │ │ │ │ │ │ │ │ │ │ │
│ │ │ │ │ │ │ │ │ │ │ │ │ │ │ │ │ │ │ │ │ │ │ │ │ ├─>Maria Lluïsa (1782-1824
│ │ │ │ │ │ │ │ │ │ │ │ │ │ │ │ │ │ │ │ │ │ │ │ │ │ X 
Carles Lluís I de Lucca
 (1773-1803)
│ │ │ │ │ │ │ │ │ │ │ │ │ │ │ │ │ │ │ │ │ │ │ │ │ │
│ │ │ │ │ │ │ │ │ │ │ │ │ │ │ │ │ │ │ │ │ │ │ │ │ ├─>Carles (1783-1784)
│ │ │ │ │ │ │ │ │ │ │ │ │ │ │ │ │ │ │ │ │ │ │ │ │ │
│ │ │ │ │ │ │ │ │ │ │ │ │ │ │ │ │ │ │ │ │ │ │ │ │ ├─>Felip (1783-1784)
│ │ │ │ │ │ │ │ │ │ │ │ │ │ │ │ │ │ │ │ │ │ │ │ │ │
│ │ │ │ │ │ │ │ │ │ │ │ │ │ │ │ │ │ │ │ │ │ │ │ │ ├─ > 
Ferran VII d'Espanya
 (1784-1833), rei d'Espanya 
│ │ │ │ │ │ │ │ │ │ │ │ │ │ │ │ │ │ │ │ │ │ │ │ │ │ X 1) Maria Antoni a de Borbó-Sicília (1784-1806)
│ │ │ │ │ │ │ │ │ │ │ │ │ │ │ │ │ │ │ │ │ │ │ │ │ │ X 2) Maria Isabel de Portugal (1797-1818)
│ │ │ │ │ │ │ │ │ │ │ │ │ │ │ │ │ │ │ │ │ │ │ │ │ │ X 3) Josefina de Saxònia (1803-1829)
│ │ │ │ │ │ │ │ │ │ │ │ │ │ │ │ │ │ │ │ │ │ │ │ │ │ X 4) Maria Cristina de Borbó-Sicília (1806-1878)
│ │ │ │ │ │ │ │ │ │ │ │ │ │ │ │ │ │ │ │ │ │ │ │ │ │ │
│ │ │ │ │ │ │ │ │ │ │ │ │ │ │ │ │ │ │ │ │ │ │ │ │ │ ├2>Isabel (1817-1818)
│ │ │ │ │ │ │ │ │ │ │ │ │ │ │ │ │ │ │ │ │ │ │ │ │ │ │
│ │ │ │ │ │ │ │ │ │ │ │ │ │ │ │ │ │ │ │ │ │ │ │ │ │ ├4 > 
Isabel II d'Espanya
 (1830-1904), reina d'Espanya 
│ │ │ │ │ │ │ │ │ │ │ │ │ │ │ │ │ │ │ │ │ │ │ │ │ │ │ X 
Francesc I d'Espanya
 (1822-1902)
│ │ │ │ │ │ │ │ │ │ │ │ │ │ │ │ │ │ │ │ │ │ │ │ │ │ │
│ │ │ │ │ │ │ │ │ │ │ │ │ │ │ │ │ │ │ │ │ │ │ │ │ │ └4>Lluïsa Ferranda (1832-1897) 
│ │ │ │ │ │ │ │ │ │ │ │ │ │ │ │ │ │ │ │ │ │ │ │ │ │ X 
Antoni d'Orleans
 (1824-1890), duc de Montpensier
│ │ │ │ │ │ │ │ │ │ │ │ │ │ │ │ │ │ │ │ │ │ │ │ │ │
│ │ │ │ │ │ │ │ │ │ │ │ │ │ │ │ │ │ │ │ │ │ │ │ │ ├─ > 
Carles Lluís de Borbó i de Bragança
 (1788-1855) comte de Molina, pretendent carlí 
│ │ │ │ │ │ │ │ │ │ │ │ │ │ │ │ │ │ │ │ │ │ │ │ │ │ x 1) 1816 Maria-Francesc a de Portugal (1800-1834)
│ │ │ │ │ │ │ │ │ │ │ │ │ │ │ │ │ │ │ │ │ │ │ │ │ │ x 2) 1838 Maria-Teresa de Portugal (1793-1874)
│ │ │ │ │ │ │ │ │ │ │ │ │ │ │ │ │ │ │ │ │ │ │ │ │ │ │
│ │ │ │ │ │ │ │ │ │ │ │ │ │ │ │ │ │ │ │ │ │ │ │ │ │ ├1 > 
Carles Lluís de Borbó i de Bragança
 (1818-1861) comte de Montemolín, pretendent carlí 
│ │ │ │ │ │ │ │ │ │ │ │ │ │ │ │ │ │ │ │ │ │ │ │ │ │ │ x 1850 
Carolina de les Dues-Sicílies
 (1820-1861)
│ │ │ │ │ │ │ │ │ │ │ │ │ │ │ │ │ │ │ │ │ │ │ │ │ │ │
│ │ │ │ │ │ │ │ │ │ │ │ │ │ │ │ │ │ │ │ │ │ │ │ │ │ ├1 > 
Joan Carles de Borbó i de Bragança
 (1822-1887) comte de Montizón, pretendent carlí després legitimista
│ │ │ │ │ │ │ │ │ │ │ │ │ │ │ │ │ │ │ │ │ │ │ │ │ │ │ x 1847 Beatriu de Mòdena (1824-1906)
│ │ │ │ │ │ │ │ │ │ │ │ │ │ │ │ │ │ │ │ │ │ │ │ │ │ │ │
│ │ │ │ │ │ │ │ │ │ │ │ │ │ │ │ │ │ │ │ │ │ │ │ │ │ │ ├─ > 
Carles de Borbó
 (1848-1909) «duc de Madrid», pretendent carlí i legitimista
│ │ │ │ │ │ │ │ │ │ │ │ │ │ │ │ │ │ │ │ │ │ │ │ │ │ │ │ x 1) 1867 Margarida de Parma (1847-1893)
│ │ │ │ │ │ │ │ │ │ │ │ │ │ │ │ │ │ │ │ │ │ │ │ │ │ │ │ x 2) 1894 Berta de Rohan (1860-1945)
│ │ │ │ │ │ │ │ │ │ │ │ │ │ │ │ │ │ │ │ │ │ │ │ │ │ │ │ │
│ │ │ │ │ │ │ │ │ │ │ │ │ │ │ │ │ │ │ │ │ │ │ │ │ │ │ │ ├─>Blanca (1868-1949)
│ │ │ │ │ │ │ │ │ │ │ │ │ │ │ │ │ │ │ │ │ │ │ │ │ │ │ │ │ x 1889 Leopold Salvador de Toscana (1863-1931)
│ │ │ │ │ │ │ │ │ │ │ │ │ │ │ │ │ │ │ │ │ │ │ │ │ │ │ │ │
│ │ │ │ │ │ │ │ │ │ │ │ │ │ │ │ │ │ │ │ │ │ │ │ │ │ │ │ ├─ > 
Jaume de Borbó
 (1870-1931) «duc d'Anjou i de Madrid», pretendent legitimista i carí
│ │ │ │ │ │ │ │ │ │ │ │ │ │ │ │ │ │ │ │ │ │ │ │ │ │ │ │ │
│ │ │ │ │ │ │ │ │ │ │ │ │ │ │ │ │ │ │ │ │ │ │ │ │ │ │ │ ├─>Elvira (1871-1929)
│ │ │ │ │ │ │ │ │ │ │ │ │ │ │ │ │ │ │ │ │ │ │ │ │ │ │ │ │
│ │ │ │ │ │ │ │ │ │ │ │ │ │ │ │ │ │ │ │ │ │ │ │ │ │ │ │ ├─>Beatriu (1874-1961)
│ │ │ │ │ │ │ │ │ │ │ │ │ │ │ │ │ │ │ │ │ │ │ │ │ │ │ │ │ x 1897 Fabrizio Massimo (1868-1944)
│ │ │ │ │ │ │ │ │ │ │ │ │ │ │ │ │ │ │ │ │ │ │ │ │ │ │ │ │
│ │ │ │ │ │ │ │ │ │ │ │ │ │ │ │ │ │ │ │ │ │ │ │ │ │ │ │ └─>Alícia (1876-1975)
│ │ │ │ │ │ │ │ │ │ │ │ │ │ │ │ │ │ │ │ │ │ │ │ │ │ │ │ x 1) 1897 Frederic de Schönbourg-Waldenbourg (1872-1910)
│ │ │ │ │ │ │ │ │ │ │ │ │ │ │ │ │ │ │ │ │ │ │ │ │ │ │ │ x 2) 1906 Lino del Prete (1877-1956)
│ │ │ │ │ │ │ │ │ │ │ │ │ │ │ │ │ │ │ │ │ │ │ │ │ │ │ │
│ │ │ │ │ │ │ │ │ │ │ │ │ │ │ │ │ │ │ │ │ │ │ │ │ │ │ └─ > 
Alfons -Carles
 (1849-1936) «duc de San Jaime», pretendent legitimiste i carliste
│ │ │ │ │ │ │ │ │ │ │ │ │ │ │ │ │ │ │ │ │ │ │ │ │ │ │ x 1871 Maria de les Neus de Portugal (1852-1941)
│ │ │ │ │ │ │ │ │ │ │ │ │ │ │ │ │ │ │ │ │ │ │ │ │ │ │
│ │ │ │ │ │ │ │ │ │ │ │ │ │ │ │ │ │ │ │ │ │ │ │ │ │ └1>Ferran (1824-1861)
│ │ │ │ │ │ │ │ │ │ │ │ │ │ │ │ │ │ │ │ │ │ │ │ │ │
│ │ │ │ │ │ │ │ │ │ │ │ │ │ │ │ │ │ │ │ │ │ │ │ │ ├─>Maria Isabel (1789-1848)
│ │ │ │ │ │ │ │ │ │ │ │ │ │ │ │ │ │ │ │ │ │ │ │ │ │ X 1) 
Francesc I de les Dues-Sicílies
 (1777-1830) 
│ │ │ │ │ │ │ │ │ │ │ │ │ │ │ │ │ │ │ │ │ │ │ │ │ │ X 2) Francesco del Balzo (1805-1882)
│ │ │ │ │ │ │ │ │ │ │ │ │ │ │ │ │ │ │ │ │ │ │ │ │ │
│ │ │ │ │ │ │ │ │ │ │ │ │ │ │ │ │ │ │ │ │ │ │ │ │ ├─>Felip (1791-1794)
│ │ │ │ │ │ │ │ │ │ │ │ │ │ │ │ │ │ │ │ │ │ │ │ │ │
│ │ │ │ │ │ │ │ │ │ │ │ │ │ │ │ │ │ │ │ │ │ │ │ │ ├─>Maria Isabel (1791-1794)
│ │ │ │ │ │ │ │ │ │ │ │ │ │ │ │ │ │ │ │ │ │ │ │ │ │
│ │ │ │ │ │ │ │ │ │ │ │ │ │ │ │ │ │ │ │ │ │ │ │ │ └─>Francesc de Paula (1894-1865)
│ │ │ │ │ │ │ │ │ │ │ │ │ │ │ │ │ │ │ │ │ │ │ │ │ X Lluïsa de Borbó-Sicília (1804-1844)
│ │ │ │ │ │ │ │ │ │ │ │ │ │ │ │ │ │ │ │ │ │ │ │ │ │
│ │ │ │ │ │ │ │ │ │ │ │ │ │ │ │ │ │ │ │ │ │ │ │ │ ├─>Francesc (1820-1821)
│ │ │ │ │ │ │ │ │ │ │ │ │ │ │ │ │ │ │ │ │ │ │ │ │ │
│ │ │ │ │ │ │ │ │ │ │ │ │ │ │ │ │ │ │ │ │ │ │ │ │ ├─>Isabel (1821-1897
│ │ │ │ │ │ │ │ │ │ │ │ │ │ │ │ │ │ │ │ │ │ │ │ │ │ X Ignaz Gurowski (1814-1887)
│ │ │ │ │ │ │ │ │ │ │ │ │ │ │ │ │ │ │ │ │ │ │ │ │ │
│ │ │ │ │ │ │ │ │ │ │ │ │ │ │ │ │ │ │ │ │ │ │ │ │ ├─ > 
Francesc d'Assis
 (1822-1902), duc de Cadis
│ │ │ │ │ │ │ │ │ │ │ │ │ │ │ │ │ │ │ │ │ │ │ │ │ │ X 
Isabel II d'Espanya
 (1830-1904)
│ │ │ │ │ │ │ │ │ │ │ │ │ │ │ │ │ │ │ │ │ │ │ │ │ │ │
│ │ │ │ │ │ │ │ │ │ │ │ │ │ │ │ │ │ │ │ │ │ │ │ │ │ ├─>Ferran (1850-1850), príncep d' Astúries
│ │ │ │ │ │ │ │ │ │ │ │ │ │ │ │ │ │ │ │ │ │ │ │ │ │ │
│ │ │ │ │ │ │ │ │ │ │ │ │ │ │ │ │ │ │ │ │ │ │ │ │ │ ├─>Isabel (1851-1931) 
│ │ │ │ │ │ │ │ │ │ │ │ │ │ │ │ │ │ │ │ │ │ │ │ │ │ │ X Gaietà de Borbó-Sicília (1846-1871)
│ │ │ │ │ │ │ │ │ │ │ │ │ │ │ │ │ │ │ │ │ │ │ │ │ │ │
│ │ │ │ │ │ │ │ │ │ │ │ │ │ │ │ │ │ │ │ │ │ │ │ │ │ ├─>Cristina (1854-1854)
│ │ │ │ │ │ │ │ │ │ │ │ │ │ │ │ │ │ │ │ │ │ │ │ │ │ │
│ │ │ │ │ │ │ │ │ │ │ │ │ │ │ │ │ │ │ │ │ │ │ │ │ │ ├─ > 
Alfons XII d'Espanya
 (1857-1885), rei d'Espanya 
│ │ │ │ │ │ │ │ │ │ │ │ │ │ │ │ │ │ │ │ │ │ │ │ │ │ │ x 1) 1878 Merce d'Orleans (1860-1878)
│ │ │ │ │ │ │ │ │ │ │ │ │ │ │ │ │ │ │ │ │ │ │ │ │ │ │ x 2) 1879 Maria-Cristina d'Àustria (1858-1929)
│ │ │ │ │ │ │ │ │ │ │ │ │ │ │ │ │ │ │ │ │ │ │ │ │ │ │ │
│ │ │ │ │ │ │ │ │ │ │ │ │ │ │ │ │ │ │ │ │ │ │ │ │ │ │ ├─>Maria de la Merce (1880-1904)
│ │ │ │ │ │ │ │ │ │ │ │ │ │ │ │ │ │ │ │ │ │ │ │ │ │ │ │ X Carles de Borbó-Sicília (1870-1949)
│ │ │ │ │ │ │ │ │ │ │ │ │ │ │ │ │ │ │ │ │ │ │ │ │ │ │ │
│ │ │ │ │ │ │ │ │ │ │ │ │ │ │ │ │ │ │ │ │ │ │ │ │ │ │ ├─>Maria Teresa (1882-1912)
│ │ │ │ │ │ │ │ │ │ │ │ │ │ │ │ │ │ │ │ │ │ │ │ │ │ │ │ X Ferran de Baviera (1884-1958)
│ │ │ │ │ │ │ │ │ │ │ │ │ │ │ │ │ │ │ │ │ │ │ │ │ │ │ │
│ │ │ │ │ │ │ │ │ │ │ │ │ │ │ │ │ │ │ │ │ │ │ │ │ │ │ └─ > 
Alfons XIII d'Espanya
 (1886-1941), rei d'Espanya 
│ │ │ │ │ │ │ │ │ │ │ │ │ │ │ │ │ │ │ │ │ │ │ │ │ │ │ x 1906 Victòria –Eugenia de Battenberg (1887-1969)
│ │ │ │ │ │ │ │ │ │ │ │ │ │ │ │ │ │ │ │ │ │ │ │ │ │ │ │
│ │ │ │ │ │ │ │ │ │ │ │ │ │ │ │ │ │ │ │ │ │ │ │ │ │ │ ├─ > 
Alfons de Borbó
 (1907-1938) «comte de Covadonga»
│ │ │ │ │ │ │ │ │ │ │ │ │ │ │ │ │ │ │ │ │ │ │ │ │ │ │ │ x 1933 Edelmira Sampedro (1906-1994)
│ │ │ │ │ │ │ │ │ │ │ │ │ │ │ │ │ │ │ │ │ │ │ │ │ │ │ │
│ │ │ │ │ │ │ │ │ │ │ │ │ │ │ │ │ │ │ │ │ │ │ │ │ │ │ ├─ > 
Jaume Enric
 (1908-1975) «duc d'Anjou i de Segòvia»
│ │ │ │ │ │ │ │ │ │ │ │ │ │ │ │ │ │ │ │ │ │ │ │ │ │ │ │ x 1935 
Manela de Dampierre
 (1913-)
│ │ │ │ │ │ │ │ │ │ │ │ │ │ │ │ │ │ │ │ │ │ │ │ │ │ │ │ │
│ │ │ │ │ │ │ │ │ │ │ │ │ │ │ │ │ │ │ │ │ │ │ │ │ │ │ │ ├─ > 
Alfons de Borbó
 (1936-1989), duc d'Anjou i de Cadis
│ │ │ │ │ │ │ │ │ │ │ │ │ │ │ │ │ │ │ │ │ │ │ │ │ │ │ │ │ x 1972 
Carmen Martínez-Bordiú
 (1951-)
│ │ │ │ │ │ │ │ │ │ │ │ │ │ │ │ │ │ │ │ │ │ │ │ │ │ │ │ │ │
│ │ │ │ │ │ │ │ │ │ │ │ │ │ │ │ │ │ │ │ │ │ │ │ │ │ │ │ │ ├─>Francesc (1972-1984) «duc de Borbó»
│ │ │ │ │ │ │ │ │ │ │ │ │ │ │ │ │ │ │ │ │ │ │ │ │ │ │ │ │ │
│ │ │ │ │ │ │ │ │ │ │ │ │ │ │ │ │ │ │ │ │ │ │ │ │ │ │ │ │ └─ > 
Lluís de Borbó
 (1974-) «duc d'Anjou»
│ │ │ │ │ │ │ │ │ │ │ │ │ │ │ │ │ │ │ │ │ │ │ │ │ │ │ │ │ X María Margarida Vargas Santaella
│ │ │ │ │ │ │ │ │ │ │ │ │ │ │ │ │ │ │ │ │ │ │ │ │ │ │ │ │
│ │ │ │ │ │ │ │ │ │ │ │ │ │ │ │ │ │ │ │ │ │ │ │ │ │ │ │ └─ > 
Gonzalvo de Borbó
 (1937-2000) «duc d'Aquitània»
│ │ │ │ │ │ │ │ │ │ │ │ │ │ │ │ │ │ │ │ │ │ │ │ │ │ │ │ x 1) 1984 Mercedes Licer (1963-)
│ │ │ │ │ │ │ │ │ │ │ │ │ │ │ │ │ │ │ │ │ │ │ │ │ │ │ │ x 2) 1995 Manela Pratolongo (1960-)
│ │ │ │ │ │ │ │ │ │ │ │ │ │ │ │ │ │ │ │ │ │ │ │ │ │ │ │
│ │ │ │ │ │ │ │ │ │ │ │ │ │ │ │ │ │ │ │ │ │ │ │ │ │ │ ├─>Beatriu (1909-2002)
│ │ │ │ │ │ │ │ │ │ │ │ │ │ │ │ │ │ │ │ │ │ │ │ │ │ │ │ x 1935 Alessandro Torlonia (1911-1986)
│ │ │ │ │ │ │ │ │ │ │ │ │ │ │ │ │ │ │ │ │ │ │ │ │ │ │ │
│ │ │ │ │ │ │ │ │ │ │ │ │ │ │ │ │ │ │ │ │ │ │ │ │ │ │ ├─>Ferran (1910-1910)
│ │ │ │ │ │ │ │ │ │ │ │ │ │ │ │ │ │ │ │ │ │ │ │ │ │ │ │
│ │ │ │ │ │ │ │ │ │ │ │ │ │ │ │ │ │ │ │ │ │ │ │ │ │ │ ├─>Maria-Cristina (1911-1996)
│ │ │ │ │ │ │ │ │ │ │ │ │ │ │ │ │ │ │ │ │ │ │ │ │ │ │ │ x 1940 Enrico Marone (1895-1968)
│ │ │ │ │ │ │ │ │ │ │ │ │ │ │ │ │ │ │ │ │ │ │ │ │ │ │ │
│ │ │ │ │ │ │ │ │ │ │ │ │ │ │ │ │ │ │ │ │ │ │ │ │ │ │ ├─ > 
Joan de Borbó i Battenberg
 (1913-1993), comte de Barcelona
│ │ │ │ │ │ │ │ │ │ │ │ │ │ │ │ │ │ │ │ │ │ │ │ │ │ │ │ x 1935 Maria de les Dues-Sicílies (1910-2000)
│ │ │ │ │ │ │ │ │ │ │ │ │ │ │ │ │ │ │ │ │ │ │ │ │ │ │ │ │
│ │ │ │ │ │ │ │ │ │ │ │ │ │ │ │ │ │ │ │ │ │ │ │ │ │ │ │ ├─>Pilar (1936-), duquessa de Badajoz
│ │ │ │ │ │ │ │ │ │ │ │ │ │ │ │ │ │ │ │ │ │ │ │ │ │ │ │ │ x 1967 Luis Gómez-Acebo (1934-1991)
│ │ │ │ │ │ │ │ │ │ │ │ │ │ │ │ │ │ │ │ │ │ │ │ │ │ │ │ │
│ │ │ │ │ │ │ │ │ │ │ │ │ │ │ │ │ │ │ │ │ │ │ │ │ │ │ │ ├─ > 
Joan Carles I d'Espanya
 (1938-), Rei d'Espanya 
│ │ │ │ │ │ │ │ │ │ │ │ │ │ │ │ │ │ │ │ │ │ │ │ │ │ │ │ │ x 1962 
Sofia de Grècia
 (1938-)
│ │ │ │ │ │ │ │ │ │ │ │ │ │ │ │ │ │ │ │ │ │ │ │ │ │ │ │ │ │
│ │ │ │ │ │ │ │ │ │ │ │ │ │ │ │ │ │ │ │ │ │ │ │ │ │ │ │ │ ├─>
Helena
 (1963-), duquessa de Lugo
│ │ │ │ │ │ │ │ │ │ │ │ │ │ │ │ │ │ │ │ │ │ │ │ │ │ │ │ │ │ x 1995 
Jaime de Marichalar
 (1963-)
│ │ │ │ │ │ │ │ │ │ │ │ │ │ │ │ │ │ │ │ │ │ │ │ │ │ │ │ │ │
│ │ │ │ │ │ │ │ │ │ │ │ │ │ │ │ │ │ │ │ │ │ │ │ │ │ │ │ │ ├─>
Cristina
 (1965-), duquessa de Palma de Mallorca
│ │ │ │ │ │ │ │ │ │ │ │ │ │ │ │ │ │ │ │ │ │ │ │ │ │ │ │ │ │ x 1997 
Iñaki Urdangarín
 (1968-)
│ │ │ │ │ │ │ │ │ │ │ │ │ │ │ │ │ │ │ │ │ │ │ │ │ │ │ │ │ │
│ │ │ │ │ │ │ │ │ │ │ │ │ │ │ │ │ │ │ │ │ │ │ │ │ │ │ │ │ └─ > 
Felip VI d'Espanya
 (1968-), Rei d'Espanya
│ │ │ │ │ │ │ │ │ │ │ │ │ │ │ │ │ │ │ │ │ │ │ │ │ │ │ │ │ x 2004 
Letizia Ortiz
 (1972-)
│ │ │ │ │ │ │ │ │ │ │ │ │ │ │ │ │ │ │ │ │ │ │ │ │ │ │ │ │ │
│ │ │ │ │ │ │ │ │ │ │ │ │ │ │ │ │ │ │ │ │ │ │ │ │ │ │ │ │ └─ > 
Elionor de Borbó
 (2005-)
│ │ │ │ │ │ │ │ │ │ │ │ │ │ │ │ │ │ │ │ │ │ │ │ │ │ │ │ │
│ │ │ │ │ │ │ │ │ │ │ │ │ │ │ │ │ │ │ │ │ │ │ │ │ │ │ │ ├─>
Margarida
 (1939), duquessa de Sòria
│ │ │ │ │ │ │ │ │ │ │ │ │ │ │ │ │ │ │ │ │ │ │ │ │ │ │ │ │ x 1972 Carlos Zurita (1943)
│ │ │ │ │ │ │ │ │ │ │ │ │ │ │ │ │ │ │ │ │ │ │ │ │ │ │ │ │
│ │ │ │ │ │ │ │ │ │ │ │ │ │ │ │ │ │ │ │ │ │ │ │ │ │ │ │ └─>Alfons (1941-1956)
│ │ │ │ │ │ │ │ │ │ │ │ │ │ │ │ │ │ │ │ │ │ │ │ │ │ │ │
│ │ │ │ │ │ │ │ │ │ │ │ │ │ │ │ │ │ │ │ │ │ │ │ │ │ │ └─ > 
Gonzalvo de Borbó
 (1914-1934)
│ │ │ │ │ │ │ │ │ │ │ │ │ │ │ │ │ │ │ │ │ │ │ │ │ │ │
│ │ │ │ │ │ │ │ │ │ │ │ │ │ │ │ │ │ │ │ │ │ │ │ │ │ ├─>Maria de la Concepció (1859-1861)
│ │ │ │ │ │ │ │ │ │ │ │ │ │ │ │ │ │ │ │ │ │ │ │ │ │ │
│ │ │ │ │ │ │ │ │ │ │ │ │ │ │ │ │ │ │ │ │ │ │ │ │ │ ├─>Maria del Pilar (1861-1879)
│ │ │ │ │ │ │ │ │ │ │ │ │ │ │ │ │ │ │ │ │ │ │ │ │ │ │
│ │ │ │ │ │ │ │ │ │ │ │ │ │ │ │ │ │ │ │ │ │ │ │ │ │ ├─>Maria de la Pau (1862-1946) 
│ │ │ │ │ │ │ │ │ │ │ │ │ │ │ │ │ │ │ │ │ │ │ │ │ │ │ X Lluís Ferran de Baviera (1859-1949)
│ │ │ │ │ │ │ │ │ │ │ │ │ │ │ │ │ │ │ │ │ │ │ │ │ │ │
│ │ │ │ │ │ │ │ │ │ │ │ │ │ │ │ │ │ │ │ │ │ │ │ │ │ ├─>Eulàlia (1864-1958)
│ │ │ │ │ │ │ │ │ │ │ │ │ │ │ │ │ │ │ │ │ │ │ │ │ │ │ X Antoni d'Orleans, duc de Galliera (1866-1930)
│ │ │ │ │ │ │ │ │ │ │ │ │ │ │ │ │ │ │ │ │ │ │ │ │ │ │
│ │ │ │ │ │ │ │ │ │ │ │ │ │ │ │ │ │ │ │ │ │ │ │ │ │ └─>Francesc d'Assis (1866-1866)
│ │ │ │ │ │ │ │ │ │ │ │ │ │ │ │ │ │ │ │ │ │ │ │ │ │
│ │ │ │ │ │ │ │ │ │ │ │ │ │ │ │ │ │ │ │ │ │ │ │ │ ├─> Enric (1823-1870), duc de Sevilla
│ │ │ │ │ │ │ │ │ │ │ │ │ │ │ │ │ │ │ │ │ │ │ │ │ │ X Elena de Castellvi y Shelly-Fernández de Cordova (1821-1863)
│ │ │ │ │ │ │ │ │ │ │ │ │ │ │ │ │ │ │ │ │ │ │ │ │ │ │
│ │ │ │ │ │ │ │ │ │ │ │ │ │ │ │ │ │ │ │ │ │ │ │ │ │ ├─> Enric -Pie (1848-1892), duc de Sevilla
│ │ │ │ │ │ │ │ │ │ │ │ │ │ │ │ │ │ │ │ │ │ │ │ │ │ │ X Josephine Parade y Sibie (1840-1939)
│ │ │ │ │ │ │ │ │ │ │ │ │ │ │ │ │ │ │ │ │ │ │ │ │ │ │ │
│ │ │ │ │ │ │ │ │ │ │ │ │ │ │ │ │ │ │ │ │ │ │ │ │ │ │ ├─>Maria Lluïsa (1868-1919), duquessa de Sevilla 
│ │ │ │ │ │ │ │ │ │ │ │ │ │ │ │ │ │ │ │ │ │ │ │ │ │ │ │ X Joan Monclús i Cabanellas (mort el 1919)
│ │ │ │ │ │ │ │ │ │ │ │ │ │ │ │ │ │ │ │ │ │ │ │ │ │ │ │
│ │ │ │ │ │ │ │ │ │ │ │ │ │ │ │ │ │ │ │ │ │ │ │ │ │ │ ├─>Marta (1880-1928)
│ │ │ │ │ │ │ │ │ │ │ │ │ │ │ │ │ │ │ │ │ │ │ │ │ │ │ │
│ │ │ │ │ │ │ │ │ │ │ │ │ │ │ │ │ │ │ │ │ │ │ │ │ │ │ └─>Enriqueta (1888-1968), duquessa de Sevilla
│ │ │ │ │ │ │ │ │ │ │ │ │ │ │ │ │ │ │ │ │ │ │ │ │ │ │ X Francesc de Borbó (1882-1953), duc de Sevilla
│ │ │ │ │ │ │ │ │ │ │ │ │ │ │ │ │ │ │ │ │ │ │ │ │ │ │
│ │ │ │ │ │ │ │ │ │ │ │ │ │ │ │ │ │ │ │ │ │ │ │ │ │ ├─>Lluís (1851-1854)
│ │ │ │ │ │ │ │ │ │ │ │ │ │ │ │ │ │ │ │ │ │ │ │ │ │ │
│ │ │ │ │ │ │ │ │ │ │ │ │ │ │ │ │ │ │ │ │ │ │ │ │ │ ├─>Francesc (1853-1942) 
│ │ │ │ │ │ │ │ │ │ │ │ │ │ │ │ │ │ │ │ │ │ │ │ │ │ │ X 1) Maria Luisa de la Torre (1856-1887) 
│ │ │ │ │ │ │ │ │ │ │ │ │ │ │ │ │ │ │ │ │ │ │ │ │ │ │ X 2) Felisa de Leon y Navarro de Balboa (1861-1943), marquesa de Balboa
│ │ │ │ │ │ │ │ │ │ │ │ │ │ │ │ │ │ │ │ │ │ │ │ │ │ │ │
│ │ │ │ │ │ │ │ │ │ │ │ │ │ │ │ │ │ │ │ │ │ │ │ │ │ │ ├1>Elena (1878-1936)
│ │ │ │ │ │ │ │ │ │ │ │ │ │ │ │ │ │ │ │ │ │ │ │ │ │ │ │ X José de Oltra y Fullana (1878-1966)
│ │ │ │ │ │ │ │ │ │ │ │ │ │ │ │ │ │ │ │ │ │ │ │ │ │ │ │
│ │ │ │ │ │ │ │ │ │ │ │ │ │ │ │ │ │ │ │ │ │ │ │ │ │ │ ├1>Maria Lluïsa (1880-1968)
│ │ │ │ │ │ │ │ │ │ │ │ │ │ │ │ │ │ │ │ │ │ │ │ │ │ │ │ X Diego Gonzalez-Conde y Garcia de la Cuesta, marquès de Villamantilla de Perales (1876-1954)
│ │ │ │ │ │ │ │ │ │ │ │ │ │ │ │ │ │ │ │ │ │ │ │ │ │ │ │
│ │ │ │ │ │ │ │ │ │ │ │ │ │ │ │ │ │ │ │ │ │ │ │ │ │ │ ├1>Francesc (1882-1953), duc de Sevilla
│ │ │ │ │ │ │ │ │ │ │ │ │ │ │ │ │ │ │ │ │ │ │ │ │ │ │ │ X Enriqueta de Borbó (1888-1968), duquessa de Sevilla
│ │ │ │ │ │ │ │ │ │ │ │ │ │ │ │ │ │ │ │ │ │ │ │ │ │ │ │ │
│ │ │ │ │ │ │ │ │ │ │ │ │ │ │ │ │ │ │ │ │ │ │ │ │ │ │ │ ├─>Enric (1909-1915)
│ │ │ │ │ │ │ │ │ │ │ │ │ │ │ │ │ │ │ │ │ │ │ │ │ │ │ │ │
│ │ │ │ │ │ │ │ │ │ │ │ │ │ │ │ │ │ │ │ │ │ │ │ │ │ │ │ ├─>Francesc (1912-) 
│ │ │ │ │ │ │ │ │ │ │ │ │ │ │ │ │ │ │ │ │ │ │ │ │ │ │ │ │ X 1) Enriqueta Escasany i Miquel (1925-1962) 
│ │ │ │ │ │ │ │ │ │ │ │ │ │ │ │ │ │ │ │ │ │ │ │ │ │ │ │ │ X 2) Maria García de Lóbez y Salvador (1928)
│ │ │ │ │ │ │ │ │ │ │ │ │ │ │ │ │ │ │ │ │ │ │ │ │ │ │ │ │ │
│ │ │ │ │ │ │ │ │ │ │ │ │ │ │ │ │ │ │ │ │ │ │ │ │ │ │ │ │ ├1>Francesc (1943-), duc de Sevilla 
│ │ │ │ │ │ │ │ │ │ │ │ │ │ │ │ │ │ │ │ │ │ │ │ │ │ │ │ │ │ X 1) Béatrix von Hardenberg (1947) 
│ │ │ │ │ │ │ │ │ │ │ │ │ │ │ │ │ │ │ │ │ │ │ │ │ │ │ │ │ │ X 2) Isabel Eugenia Karanitsch (1959)
│ │ │ │ │ │ │ │ │ │ │ │ │ │ │ │ │ │ │ │ │ │ │ │ │ │ │ │ │ │ │
│ │ │ │ │ │ │ │ │ │ │ │ │ │ │ │ │ │ │ │ │ │ │ │ │ │ │ │ │ │ ├1>Olívia (1974)
│ │ │ │ │ │ │ │ │ │ │ │ │ │ │ │ │ │ │ │ │ │ │ │ │ │ │ │ │ │ │
│ │ │ │ │ │ │ │ │ │ │ │ │ │ │ │ │ │ │ │ │ │ │ │ │ │ │ │ │ │ ├1>Cristina (1975)
│ │ │ │ │ │ │ │ │ │ │ │ │ │ │ │ │ │ │ │ │ │ │ │ │ │ │ │ │ │ │
│ │ │ │ │ │ │ │ │ │ │ │ │ │ │ │ │ │ │ │ │ │ │ │ │ │ │ │ │ │ └1>Francesc (1979)
│ │ │ │ │ │ │ │ │ │ │ │ │ │ │ │ │ │ │ │ │ │ │ │ │ │ │ │ │ │
│ │ │ │ │ │ │ │ │ │ │ │ │ │ │ │ │ │ │ │ │ │ │ │ │ │ │ │ │ ├1>Alfons Carles (1945-) 
│ │ │ │ │ │ │ │ │ │ │ │ │ │ │ │ │ │ │ │ │ │ │ │ │ │ │ │ │ │ X Maria Lluïsa Yordi i Villacampa (1949)
│ │ │ │ │ │ │ │ │ │ │ │ │ │ │ │ │ │ │ │ │ │ │ │ │ │ │ │ │ │ │
│ │ │ │ │ │ │ │ │ │ │ │ │ │ │ │ │ │ │ │ │ │ │ │ │ │ │ │ │ │ ├─>Alfons (1973)
│ │ │ │ │ │ │ │ │ │ │ │ │ │ │ │ │ │ │ │ │ │ │ │ │ │ │ │ │ │ │
│ │ │ │ │ │ │ │ │ │ │ │ │ │ │ │ │ │ │ │ │ │ │ │ │ │ │ │ │ │ └─>Alexandra (1976)
│ │ │ │ │ │ │ │ │ │ │ │ │ │ │ │ │ │ │ │ │ │ │ │ │ │ │ │ │ │
│ │ │ │ │ │ │ │ │ │ │ │ │ │ │ │ │ │ │ │ │ │ │ │ │ │ │ │ │ └2> Enric (1970-)
│ │ │ │ │ │ │ │ │ │ │ │ │ │ │ │ │ │ │ │ │ │ │ │ │ │ │ │ │
│ │ │ │ │ │ │ │ │ │ │ │ │ │ │ │ │ │ │ │ │ │ │ │ │ │ │ │ └─>Isabel (1908-1974) 
│ │ │ │ │ │ │ │ │ │ │ │ │ │ │ │ │ │ │ │ │ │ │ │ │ │ │ │ X Rinaldo Barucci (1900-1956)
│ │ │ │ │ │ │ │ │ │ │ │ │ │ │ │ │ │ │ │ │ │ │ │ │ │ │ │
│ │ │ │ │ │ │ │ │ │ │ │ │ │ │ │ │ │ │ │ │ │ │ │ │ │ │ ├1>José (1883-1962) 
│ │ │ │ │ │ │ │ │ │ │ │ │ │ │ │ │ │ │ │ │ │ │ │ │ │ │ │ X Maria Luisa Rich y Carvajo (1890-1926)
│ │ │ │ │ │ │ │ │ │ │ │ │ │ │ │ │ │ │ │ │ │ │ │ │ │ │ │ │
│ │ │ │ │ │ │ │ │ │ │ │ │ │ │ │ │ │ │ │ │ │ │ │ │ │ │ │ ├─>Josep Lluís (1910-1936) 
│ │ │ │ │ │ │ │ │ │ │ │ │ │ │ │ │ │ │ │ │ │ │ │ │ │ │ │ │ X Maria de Salsas y Puig (1912)
│ │ │ │ │ │ │ │ │ │ │ │ │ │ │ │ │ │ │ │ │ │ │ │ │ │ │ │ │
│ │ │ │ │ │ │ │ │ │ │ │ │ │ │ │ │ │ │ │ │ │ │ │ │ │ │ │ ├─>Maria Lluïsa (1911-1930)
│ │ │ │ │ │ │ │ │ │ │ │ │ │ │ │ │ │ │ │ │ │ │ │ │ │ │ │ │
│ │ │ │ │ │ │ │ │ │ │ │ │ │ │ │ │ │ │ │ │ │ │ │ │ │ │ │ ├─>Ferran (1913-1914)
│ │ │ │ │ │ │ │ │ │ │ │ │ │ │ │ │ │ │ │ │ │ │ │ │ │ │ │ │
│ │ │ │ │ │ │ │ │ │ │ │ │ │ │ │ │ │ │ │ │ │ │ │ │ │ │ │ ├─>Carles (1915-1978) 
│ │ │ │ │ │ │ │ │ │ │ │ │ │ │ │ │ │ │ │ │ │ │ │ │ │ │ │ │ X Maria del Milagros de Oro y Fernández de Ceballos (1916-1993)
│ │ │ │ │ │ │ │ │ │ │ │ │ │ │ │ │ │ │ │ │ │ │ │ │ │ │ │ │ │
│ │ │ │ │ │ │ │ │ │ │ │ │ │ │ │ │ │ │ │ │ │ │ │ │ │ │ │ │ ├─>Carles Josep (1940)
│ │ │ │ │ │ │ │ │ │ │ │ │ │ │ │ │ │ │ │ │ │ │ │ │ │ │ │ │ │
│ │ │ │ │ │ │ │ │ │ │ │ │ │ │ │ │ │ │ │ │ │ │ │ │ │ │ │ │ └─>Maria (1941) 
│ │ │ │ │ │ │ │ │ │ │ │ │ │ │ │ │ │ │ │ │ │ │ │ │ │ │ │ │ X Juan Ignacio Lopez y Perez (1931)
│ │ │ │ │ │ │ │ │ │ │ │ │ │ │ │ │ │ │ │ │ │ │ │ │ │ │ │ │
│ │ │ │ │ │ │ │ │ │ │ │ │ │ │ │ │ │ │ │ │ │ │ │ │ │ │ │ ├─>Albert (1916-1997) 
│ │ │ │ │ │ │ │ │ │ │ │ │ │ │ │ │ │ │ │ │ │ │ │ │ │ │ │ │ X Maria de Dolores Campos y Guerra (1920)
│ │ │ │ │ │ │ │ │ │ │ │ │ │ │ │ │ │ │ │ │ │ │ │ │ │ │ │ │ │
│ │ │ │ │ │ │ │ │ │ │ │ │ │ │ │ │ │ │ │ │ │ │ │ │ │ │ │ │ ├─>Enric (1948)
│ │ │ │ │ │ │ │ │ │ │ │ │ │ │ │ │ │ │ │ │ │ │ │ │ │ │ │ │ │
│ │ │ │ │ │ │ │ │ │ │ │ │ │ │ │ │ │ │ │ │ │ │ │ │ │ │ │ │ ├─>Beatriu (1949) 
│ │ │ │ │ │ │ │ │ │ │ │ │ │ │ │ │ │ │ │ │ │ │ │ │ │ │ │ │ │ X 1) Jean-Bernat Venturini (1944) 
│ │ │ │ │ │ │ │ │ │ │ │ │ │ │ │ │ │ │ │ │ │ │ │ │ │ │ │ │ │ X 2) Anders Jeffert (1947)
│ │ │ │ │ │ │ │ │ │ │ │ │ │ │ │ │ │ │ │ │ │ │ │ │ │ │ │ │ │
│ │ │ │ │ │ │ │ │ │ │ │ │ │ │ │ │ │ │ │ │ │ │ │ │ │ │ │ │ ├─>Maria Lluïsa (1951) 
│ │ │ │ │ │ │ │ │ │ │ │ │ │ │ │ │ │ │ │ │ │ │ │ │ │ │ │ │ │ X 1) Diego San Juan
│ │ │ │ │ │ │ │ │ │ │ │ │ │ │ │ │ │ │ │ │ │ │ │ │ │ │ │ │ │ X 2) Luís Zuloaga Gallejo (1943)
│ │ │ │ │ │ │ │ │ │ │ │ │ │ │ │ │ │ │ │ │ │ │ │ │ │ │ │ │ │
│ │ │ │ │ │ │ │ │ │ │ │ │ │ │ │ │ │ │ │ │ │ │ │ │ │ │ │ │ └─>Juan-Carlos (1953-1953)
│ │ │ │ │ │ │ │ │ │ │ │ │ │ │ │ │ │ │ │ │ │ │ │ │ │ │ │ │
│ │ │ │ │ │ │ │ │ │ │ │ │ │ │ │ │ │ │ │ │ │ │ │ │ │ │ │ ├─>Beatriu (1918) 
│ │ │ │ │ │ │ │ │ │ │ │ │ │ │ │ │ │ │ │ │ │ │ │ │ │ │ │ │ X Juan Ricoy y de Pereira (1908+)
│ │ │ │ │ │ │ │ │ │ │ │ │ │ │ │ │ │ │ │ │ │ │ │ │ │ │ │ │
│ │ │ │ │ │ │ │ │ │ │ │ │ │ │ │ │ │ │ │ │ │ │ │ │ │ │ │ └─>Alvaro (1922) 
│ │ │ │ │ │ │ │ │ │ │ │ │ │ │ │ │ │ │ │ │ │ │ │ │ │ │ │ X Carmen Cruz y Villen (1930)
│ │ │ │ │ │ │ │ │ │ │ │ │ │ │ │ │ │ │ │ │ │ │ │ │ │ │ │ │
│ │ │ │ │ │ │ │ │ │ │ │ │ │ │ │ │ │ │ │ │ │ │ │ │ │ │ │ ├─>Maria (1962) 
│ │ │ │ │ │ │ │ │ │ │ │ │ │ │ │ │ │ │ │ │ │ │ │ │ │ │ │ │ X Manuel Molina y Muñoz (1959)
│ │ │ │ │ │ │ │ │ │ │ │ │ │ │ │ │ │ │ │ │ │ │ │ │ │ │ │ │
│ │ │ │ │ │ │ │ │ │ │ │ │ │ │ │ │ │ │ │ │ │ │ │ │ │ │ │ └─>Carmen (1962)
│ │ │ │ │ │ │ │ │ │ │ │ │ │ │ │ │ │ │ │ │ │ │ │ │ │ │ │ X Gustavo Adolfo Porras y Chavarino (1965)
│ │ │ │ │ │ │ │ │ │ │ │ │ │ │ │ │ │ │ │ │ │ │ │ │ │ │ │
│ │ │ │ │ │ │ │ │ │ │ │ │ │ │ │ │ │ │ │ │ │ │ │ │ │ │ ├1>Maria Dolorès (1887-1985)
│ │ │ │ │ │ │ │ │ │ │ │ │ │ │ │ │ │ │ │ │ │ │ │ │ │ │ │
│ │ │ │ │ │ │ │ │ │ │ │ │ │ │ │ │ │ │ │ │ │ │ │ │ │ │ ├2>Enrique (1891-1936), marquès de Balboa 
│ │ │ │ │ │ │ │ │ │ │ │ │ │ │ │ │ │ │ │ │ │ │ │ │ │ │ │ X Isabel de Esteban y de Iranzo, comtessa de Esteban (1894-1964)
│ │ │ │ │ │ │ │ │ │ │ │ │ │ │ │ │ │ │ │ │ │ │ │ │ │ │ │ │
│ │ │ │ │ │ │ │ │ │ │ │ │ │ │ │ │ │ │ │ │ │ │ │ │ │ │ │ ├─>Jaume (1921-1936)
│ │ │ │ │ │ │ │ │ │ │ │ │ │ │ │ │ │ │ │ │ │ │ │ │ │ │ │ │
│ │ │ │ │ │ │ │ │ │ │ │ │ │ │ │ │ │ │ │ │ │ │ │ │ │ │ │ └─>Isabel (1918), marquesa de Balboa
│ │ │ │ │ │ │ │ │ │ │ │ │ │ │ │ │ │ │ │ │ │ │ │ │ │ │ │
│ │ │ │ │ │ │ │ │ │ │ │ │ │ │ │ │ │ │ │ │ │ │ │ │ │ │ ├2>Alfons, marquès de Squilache (1893-1936)
│ │ │ │ │ │ │ │ │ │ │ │ │ │ │ │ │ │ │ │ │ │ │ │ │ │ │ │ X Maria Lluïsa de Caralt i Mas (1898-1981)
│ │ │ │ │ │ │ │ │ │ │ │ │ │ │ │ │ │ │ │ │ │ │ │ │ │ │ │ │
│ │ │ │ │ │ │ │ │ │ │ │ │ │ │ │ │ │ │ │ │ │ │ │ │ │ │ │ ├─>Alfons, marquès de Squilache (1926) 
│ │ │ │ │ │ │ │ │ │ │ │ │ │ │ │ │ │ │ │ │ │ │ │ │ │ │ │ │ X Maria Teresa de Rojas y Rocade Togores (1929)
│ │ │ │ │ │ │ │ │ │ │ │ │ │ │ │ │ │ │ │ │ │ │ │ │ │ │ │ │ │
│ │ │ │ │ │ │ │ │ │ │ │ │ │ │ │ │ │ │ │ │ │ │ │ │ │ │ │ │ ├─> Maria Josefina (1958) 
│ │ │ │ │ │ │ │ │ │ │ │ │ │ │ │ │ │ │ │ │ │ │ │ │ │ │ │ │ │ X Ramon de la Cierva y Garcia-Bermudez, marquès de Mairena (*Madrid 28.3.1956)
│ │ │ │ │ │ │ │ │ │ │ │ │ │ │ │ │ │ │ │ │ │ │ │ │ │ │ │ │ │
│ │ │ │ │ │ │ │ │ │ │ │ │ │ │ │ │ │ │ │ │ │ │ │ │ │ │ │ │ ├─>Anna Isabel (1960)
│ │ │ │ │ │ │ │ │ │ │ │ │ │ │ │ │ │ │ │ │ │ │ │ │ │ │ │ │ │ X Daniel Tobar y Rojas (1950)
│ │ │ │ │ │ │ │ │ │ │ │ │ │ │ │ │ │ │ │ │ │ │ │ │ │ │ │ │ │
│ │ │ │ │ │ │ │ │ │ │ │ │ │ │ │ │ │ │ │ │ │ │ │ │ │ │ │ │ └─>Maria Léticia (1962)
│ │ │ │ │ │ │ │ │ │ │ │ │ │ │ │ │ │ │ │ │ │ │ │ │ │ │ │ │
│ │ │ │ │ │ │ │ │ │ │ │ │ │ │ │ │ │ │ │ │ │ │ │ │ │ │ │ └─>Lluís Alfons (1927-1952)
│ │ │ │ │ │ │ │ │ │ │ │ │ │ │ │ │ │ │ │ │ │ │ │ │ │ │ │
│ │ │ │ │ │ │ │ │ │ │ │ │ │ │ │ │ │ │ │ │ │ │ │ │ │ │ └2>Blanca (1898-1989)
│ │ │ │ │ │ │ │ │ │ │ │ │ │ │ │ │ │ │ │ │ │ │ │ │ │ │ X Luís de Figueroa y Alonso-Martinez (1890-1963), comte de Romanones
│ │ │ │ │ │ │ │ │ │ │ │ │ │ │ │ │ │ │ │ │ │ │ │ │ │ │
│ │ │ │ │ │ │ │ │ │ │ │ │ │ │ │ │ │ │ │ │ │ │ │ │ │ ├─>Albert (1854-1939), duc de Santa Elena
│ │ │ │ │ │ │ │ │ │ │ │ │ │ │ │ │ │ │ │ │ │ │ │ │ │ │ X 1) Margarida d'Ast de Novele (1855-1915) 
│ │ │ │ │ │ │ │ │ │ │ │ │ │ │ │ │ │ │ │ │ │ │ │ │ │ │ X 2) Clotilda Gallo Ruiz y Diaz de Bustamente (1869-1936) 
│ │ │ │ │ │ │ │ │ │ │ │ │ │ │ │ │ │ │ │ │ │ │ │ │ │ │ X 3) Isabel Rodriguez de Castro (1888-1947)
│ │ │ │ │ │ │ │ │ │ │ │ │ │ │ │ │ │ │ │ │ │ │ │ │ │ │ │
│ │ │ │ │ │ │ │ │ │ │ │ │ │ │ │ │ │ │ │ │ │ │ │ │ │ │ ├─>Isabel (1879-1966)
│ │ │ │ │ │ │ │ │ │ │ │ │ │ │ │ │ │ │ │ │ │ │ │ │ │ │ │
│ │ │ │ │ │ │ │ │ │ │ │ │ │ │ │ │ │ │ │ │ │ │ │ │ │ │ ├─>Maria (1880-1967)
│ │ │ │ │ │ │ │ │ │ │ │ │ │ │ │ │ │ │ │ │ │ │ │ │ │ │ │
│ │ │ │ │ │ │ │ │ │ │ │ │ │ │ │ │ │ │ │ │ │ │ │ │ │ │ └─>Albert (1883-1959), duc de Santa Elena
│ │ │ │ │ │ │ │ │ │ │ │ │ │ │ │ │ │ │ │ │ │ │ │ │ │ │ X Maria Luisa Pinto y Lecanda (1887-1976)
│ │ │ │ │ │ │ │ │ │ │ │ │ │ │ │ │ │ │ │ │ │ │ │ │ │ │ │
│ │ │ │ │ │ │ │ │ │ │ │ │ │ │ │ │ │ │ │ │ │ │ │ │ │ │ ├─>Alfons (1909-1938), marquès de Santa Fe de Guardiola
│ │ │ │ │ │ │ │ │ │ │ │ │ │ │ │ │ │ │ │ │ │ │ │ │ │ │ │ X Maria de las Augustias Perez de Pulgar y Alba (1907-1939), marquesa de Santa Fe de Guardiola
│ │ │ │ │ │ │ │ │ │ │ │ │ │ │ │ │ │ │ │ │ │ │ │ │ │ │ │ │
│ │ │ │ │ │ │ │ │ │ │ │ │ │ │ │ │ │ │ │ │ │ │ │ │ │ │ │ ├─>Albert (1933-1995), duc de Santa Elena
│ │ │ │ │ │ │ │ │ │ │ │ │ │ │ │ │ │ │ │ │ │ │ │ │ │ │ │ │ X Eugenia Sánchez y Mendaro (1934)
│ │ │ │ │ │ │ │ │ │ │ │ │ │ │ │ │ │ │ │ │ │ │ │ │ │ │ │ │ │
│ │ │ │ │ │ │ │ │ │ │ │ │ │ │ │ │ │ │ │ │ │ │ │ │ │ │ │ │ ├─>Albert (1960-1960)
│ │ │ │ │ │ │ │ │ │ │ │ │ │ │ │ │ │ │ │ │ │ │ │ │ │ │ │ │ │
│ │ │ │ │ │ │ │ │ │ │ │ │ │ │ │ │ │ │ │ │ │ │ │ │ │ │ │ │ ├─>Alfons (1961), duc de Santa Elena
│ │ │ │ │ │ │ │ │ │ │ │ │ │ │ │ │ │ │ │ │ │ │ │ │ │ │ │ │ │ X 1) Patrícia Doornkamp (1958) 
│ │ │ │ │ │ │ │ │ │ │ │ │ │ │ │ │ │ │ │ │ │ │ │ │ │ │ │ │ │ X 2) Maria Escriva de Romani y Soto (1956)
│ │ │ │ │ │ │ │ │ │ │ │ │ │ │ │ │ │ │ │ │ │ │ │ │ │ │ │ │ │ │
│ │ │ │ │ │ │ │ │ │ │ │ │ │ │ │ │ │ │ │ │ │ │ │ │ │ │ │ │ │ ├2>Maria (1994)
│ │ │ │ │ │ │ │ │ │ │ │ │ │ │ │ │ │ │ │ │ │ │ │ │ │ │ │ │ │ │
│ │ │ │ │ │ │ │ │ │ │ │ │ │ │ │ │ │ │ │ │ │ │ │ │ │ │ │ │ │ ├2>Eugènia (1994)
│ │ │ │ │ │ │ │ │ │ │ │ │ │ │ │ │ │ │ │ │ │ │ │ │ │ │ │ │ │ │
│ │ │ │ │ │ │ │ │ │ │ │ │ │ │ │ │ │ │ │ │ │ │ │ │ │ │ │ │ │ └2>Alfons (1995-)
│ │ │ │ │ │ │ │ │ │ │ │ │ │ │ │ │ │ │ │ │ │ │ │ │ │ │ │ │ │
│ │ │ │ │ │ │ │ │ │ │ │ │ │ │ │ │ │ │ │ │ │ │ │ │ │ │ │ │ ├─>Maria Lluïsa (1962)
│ │ │ │ │ │ │ │ │ │ │ │ │ │ │ │ │ │ │ │ │ │ │ │ │ │ │ │ │ │
│ │ │ │ │ │ │ │ │ │ │ │ │ │ │ │ │ │ │ │ │ │ │ │ │ │ │ │ │ └─>Eugènia (1962)
│ │ │ │ │ │ │ │ │ │ │ │ │ │ │ │ │ │ │ │ │ │ │ │ │ │ │ │ │
│ │ │ │ │ │ │ │ │ │ │ │ │ │ │ │ │ │ │ │ │ │ │ │ │ │ │ │ ├─>Maria (1935)
│ │ │ │ │ │ │ │ │ │ │ │ │ │ │ │ │ │ │ │ │ │ │ │ │ │ │ │ │
│ │ │ │ │ │ │ │ │ │ │ │ │ │ │ │ │ │ │ │ │ │ │ │ │ │ │ │ └─>Alfons (1937) 
│ │ │ │ │ │ │ │ │ │ │ │ │ │ │ │ │ │ │ │ │ │ │ │ │ │ │ │ X Ines Medina y Atienza(1939)
│ │ │ │ │ │ │ │ │ │ │ │ │ │ │ │ │ │ │ │ │ │ │ │ │ │ │ │ │
│ │ │ │ │ │ │ │ │ │ │ │ │ │ │ │ │ │ │ │ │ │ │ │ │ │ │ │ ├─>Alfons (1963)
│ │ │ │ │ │ │ │ │ │ │ │ │ │ │ │ │ │ │ │ │ │ │ │ │ │ │ │ │
│ │ │ │ │ │ │ │ │ │ │ │ │ │ │ │ │ │ │ │ │ │ │ │ │ │ │ │ ├─>Ferran (1966) 
│ │ │ │ │ │ │ │ │ │ │ │ │ │ │ │ │ │ │ │ │ │ │ │ │ │ │ │ │ X 1999 María Vallejo y Miras
│ │ │ │ │ │ │ │ │ │ │ │ │ │ │ │ │ │ │ │ │ │ │ │ │ │ │ │ │
│ │ │ │ │ │ │ │ │ │ │ │ │ │ │ │ │ │ │ │ │ │ │ │ │ │ │ │ └─>Santiago (1971)
│ │ │ │ │ │ │ │ │ │ │ │ │ │ │ │ │ │ │ │ │ │ │ │ │ │ │ │
│ │ │ │ │ │ │ │ │ │ │ │ │ │ │ │ │ │ │ │ │ │ │ │ │ │ │ └─>Maria Lluïsa (1918) 
│ │ │ │ │ │ │ │ │ │ │ │ │ │ │ │ │ │ │ │ │ │ │ │ │ │ │ X Nicolas Gereda y Bustamente (1916)
│ │ │ │ │ │ │ │ │ │ │ │ │ │ │ │ │ │ │ │ │ │ │ │ │ │ │
│ │ │ │ │ │ │ │ │ │ │ │ │ │ │ │ │ │ │ │ │ │ │ │ │ │ └─>Maria (1863-1907)
│ │ │ │ │ │ │ │ │ │ │ │ │ │ │ │ │ │ │ │ │ │ │ │ │ │ X Carlos Fernandez-Maquieira y Oyanguren (1855-1897)
│ │ │ │ │ │ │ │ │ │ │ │ │ │ │ │ │ │ │ │ │ │ │ │ │ │
│ │ │ │ │ │ │ │ │ │ │ │ │ │ │ │ │ │ │ │ │ │ │ │ │ ├─>Lluïsa (1824-1900) 
│ │ │ │ │ │ │ │ │ │ │ │ │ │ │ │ │ │ │ │ │ │ │ │ │ │ X José Maria Osorio de Moscoso, duc de Sessa (1828-1881)
│ │ │ │ │ │ │ │ │ │ │ │ │ │ │ │ │ │ │ │ │ │ │ │ │ │
│ │ │ │ │ │ │ │ │ │ │ │ │ │ │ │ │ │ │ │ │ │ │ │ │ ├─>Felip (1826-1830)
│ │ │ │ │ │ │ │ │ │ │ │ │ │ │ │ │ │ │ │ │ │ │ │ │ │
│ │ │ │ │ │ │ │ │ │ │ │ │ │ │ │ │ │ │ │ │ │ │ │ │ ├─>Josefina (1827-1910) 
│ │ │ │ │ │ │ │ │ │ │ │ │ │ │ │ │ │ │ │ │ │ │ │ │ │ X José Güell i Rente (1818-1884)
│ │ │ │ │ │ │ │ │ │ │ │ │ │ │ │ │ │ │ │ │ │ │ │ │ │
│ │ │ │ │ │ │ │ │ │ │ │ │ │ │ │ │ │ │ │ │ │ │ │ │ ├─>Teresa (1828-1829)
│ │ │ │ │ │ │ │ │ │ │ │ │ │ │ │ │ │ │ │ │ │ │ │ │ │
│ │ │ │ │ │ │ │ │ │ │ │ │ │ │ │ │ │ │ │ │ │ │ │ │ ├─>Ferran (1832-1854)
│ │ │ │ │ │ │ │ │ │ │ │ │ │ │ │ │ │ │ │ │ │ │ │ │ │
│ │ │ │ │ │ │ │ │ │ │ │ │ │ │ │ │ │ │ │ │ │ │ │ │ ├─>Cristina (1833-1902) 
│ │ │ │ │ │ │ │ │ │ │ │ │ │ │ │ │ │ │ │ │ │ │ │ │ │ X Sebastià d'Espanya (1811-1875)
│ │ │ │ │ │ │ │ │ │ │ │ │ │ │ │ │ │ │ │ │ │ │ │ │ │
│ │ │ │ │ │ │ │ │ │ │ │ │ │ │ │ │ │ │ │ │ │ │ │ │ ├─>Amàlia (1834-1905) 
│ │ │ │ │ │ │ │ │ │ │ │ │ │ │ │ │ │ │ │ │ │ │ │ │ │ X Adalbert de Baviera (1828-1875)
│ │ │ │ │ │ │ │ │ │ │ │ │ │ │ │ │ │ │ │ │ │ │ │ │ │
│ │ │ │ │ │ │ │ │ │ │ │ │ │ │ │ │ │ │ │ │ │ │ │ │ └─>Ricard (1851-1873), duc de San Ricardo
│ │ │ │ │ │ │ │ │ │ │ │ │ │ │ │ │ │ │ │ │ │ │ │ │
│ │ │ │ │ │ │ │ │ │ │ │ │ │ │ │ │ │ │ │ │ │ │ │ ├─>Maria Teresa (1749-1750)
│ │ │ │ │ │ │ │ │ │ │ │ │ │ │ │ │ │ │ │ │ │ │ │ │

Branca dels reis de les Dues-Sicílies

│ │ │ │ │ │ │ │ │ │ │ │ │ │ │ │ │ │ │ │ │ │ │ │ ├─ > 
Ferran I de les Dues Sicílies
 (1751-1825), rei de les Dues Sicílies
│ │ │ │ │ │ │ │ │ │ │ │ │ │ │ │ │ │ │ │ │ │ │ │ │ X Maria Carolina de Habsburg- Lorena (1752-1814)
│ │ │ │ │ │ │ │ │ │ │ │ │ │ │ │ │ │ │ │ │ │ │ │ │ │
│ │ │ │ │ │ │ │ │ │ │ │ │ │ │ │ │ │ │ │ │ │ │ │ │ ├─>Maria Teresa (1772-1807) 
│ │ │ │ │ │ │ │ │ │ │ │ │ │ │ │ │ │ │ │ │ │ │ │ │ │ X 
Francesc I d'Àustria
 (1768-1835)
│ │ │ │ │ │ │ │ │ │ │ │ │ │ │ │ │ │ │ │ │ │ │ │ │ │
│ │ │ │ │ │ │ │ │ │ │ │ │ │ │ │ │ │ │ │ │ │ │ │ │ ├─>Lluïsa (1773-1802) 
│ │ │ │ │ │ │ │ │ │ │ │ │ │ │ │ │ │ │ │ │ │ │ │ │ │ X 
Ferran III de Toscana
 (1769-1824)
│ │ │ │ │ │ │ │ │ │ │ │ │ │ │ │ │ │ │ │ │ │ │ │ │ │
│ │ │ │ │ │ │ │ │ │ │ │ │ │ │ │ │ │ │ │ │ │ │ │ │ ├─>Maria Anna (1775-1780)
│ │ │ │ │ │ │ │ │ │ │ │ │ │ │ │ │ │ │ │ │ │ │ │ │ │
│ │ │ │ │ │ │ │ │ │ │ │ │ │ │ │ │ │ │ │ │ │ │ │ │ ├─>Carles (1775-1778)
│ │ │ │ │ │ │ │ │ │ │ │ │ │ │ │ │ │ │ │ │ │ │ │ │ │
│ │ │ │ │ │ │ │ │ │ │ │ │ │ │ │ │ │ │ │ │ │ │ │ │ ├─ > 
Francesc I de les Dues Sicílies
 (1777-1830), rei de les Dues Sicílies
│ │ │ │ │ │ │ │ │ │ │ │ │ │ │ │ │ │ │ │ │ │ │ │ │ │ X 1) Clementina d'Àustria (1777-1801) 
│ │ │ │ │ │ │ │ │ │ │ │ │ │ │ │ │ │ │ │ │ │ │ │ │ │ X 2) Maria Isabel d'Espanya (1789-1848)
│ │ │ │ │ │ │ │ │ │ │ │ │ │ │ │ │ │ │ │ │ │ │ │ │ │ │
│ │ │ │ │ │ │ │ │ │ │ │ │ │ │ │ │ │ │ │ │ │ │ │ │ │ ├1>Carolina (1798-1870) 
│ │ │ │ │ │ │ │ │ │ │ │ │ │ │ │ │ │ │ │ │ │ │ │ │ │ │ X 1) 
Carles Ferran d'Artois
 (1778-1820), duc de Berry
│ │ │ │ │ │ │ │ │ │ │ │ │ │ │ │ │ │ │ │ │ │ │ │ │ │ │ X 2) Ettore Carlo Comte Lucchesi Palli (1806-1864)
│ │ │ │ │ │ │ │ │ │ │ │ │ │ │ │ │ │ │ │ │ │ │ │ │ │ │
│ │ │ │ │ │ │ │ │ │ │ │ │ │ │ │ │ │ │ │ │ │ │ │ │ │ ├1>Ferran (1800-1801)
│ │ │ │ │ │ │ │ │ │ │ │ │ │ │ │ │ │ │ │ │ │ │ │ │ │ │
│ │ │ │ │ │ │ │ │ │ │ │ │ │ │ │ │ │ │ │ │ │ │ │ │ │ ├2>Lluïsa (1804-1844)
│ │ │ │ │ │ │ │ │ │ │ │ │ │ │ │ │ │ │ │ │ │ │ │ │ │ │ X Francesc d'Espanya (1794-1865)
│ │ │ │ │ │ │ │ │ │ │ │ │ │ │ │ │ │ │ │ │ │ │ │ │ │ │
│ │ │ │ │ │ │ │ │ │ │ │ │ │ │ │ │ │ │ │ │ │ │ │ │ │ ├─>Maria Cristina (1806-1878) 
│ │ │ │ │ │ │ │ │ │ │ │ │ │ │ │ │ │ │ │ │ │ │ │ │ │ │ X 1) 
Ferran VII d'Espanya
 (1784-1833) 
│ │ │ │ │ │ │ │ │ │ │ │ │ │ │ │ │ │ │ │ │ │ │ │ │ │ │ X 2) Fernando Muñoz y Sánchez, duc de Rianzaro (1808-1873)
│ │ │ │ │ │ │ │ │ │ │ │ │ │ │ │ │ │ │ │ │ │ │ │ │ │ │
│ │ │ │ │ │ │ │ │ │ │ │ │ │ │ │ │ │ │ │ │ │ │ │ │ │ ├2 > 
Ferran II de les Dues Sicílies
 (1810-1859), rei de les Dues Sicílies
│ │ │ │ │ │ │ │ │ │ │ │ │ │ │ │ │ │ │ │ │ │ │ │ │ │ │ X 1) Cristina de Savoia (1812-1836) 
│ │ │ │ │ │ │ │ │ │ │ │ │ │ │ │ │ │ │ │ │ │ │ │ │ │ │ X 2) Maria Teresa d'Àustria (1816-1867)
│ │ │ │ │ │ │ │ │ │ │ │ │ │ │ │ │ │ │ │ │ │ │ │ │ │ │ │
│ │ │ │ │ │ │ │ │ │ │ │ │ │ │ │ │ │ │ │ │ │ │ │ │ │ │ ├1 > 
Francesc II de les Dues Sicílies
 (1836-1894), rei de les Dues Sicílies
│ │ │ │ │ │ │ │ │ │ │ │ │ │ │ │ │ │ │ │ │ │ │ │ │ │ │ │ X Maria Sofia de Baviera (1841-1925)
│ │ │ │ │ │ │ │ │ │ │ │ │ │ │ │ │ │ │ │ │ │ │ │ │ │ │ │ │
│ │ │ │ │ │ │ │ │ │ │ │ │ │ │ │ │ │ │ │ │ │ │ │ │ │ │ │ └─>Cristina (1869-1870)
│ │ │ │ │ │ │ │ │ │ │ │ │ │ │ │ │ │ │ │ │ │ │ │ │ │ │ │
│ │ │ │ │ │ │ │ │ │ │ │ │ │ │ │ │ │ │ │ │ │ │ │ │ │ │ ├2>Lluís (1838-1886), comte de Trani
│ │ │ │ │ │ │ │ │ │ │ │ │ │ │ │ │ │ │ │ │ │ │ │ │ │ │ │ X Matilde de Baviera (1843-1925)
│ │ │ │ │ │ │ │ │ │ │ │ │ │ │ │ │ │ │ │ │ │ │ │ │ │ │ │ │
│ │ │ │ │ │ │ │ │ │ │ │ │ │ │ │ │ │ │ │ │ │ │ │ │ │ │ │ └─>Maria Teresa (1867-1909) 
│ │ │ │ │ │ │ │ │ │ │ │ │ │ │ │ │ │ │ │ │ │ │ │ │ │ │ │ X Guillem de Hohenzollern (1864-1927)
│ │ │ │ │ │ │ │ │ │ │ │ │ │ │ │ │ │ │ │ │ │ │ │ │ │ │ │
│ │ │ │ │ │ │ │ │ │ │ │ │ │ │ │ │ │ │ │ │ │ │ │ │ │ │ ├2>Albert (1839-1844)
│ │ │ │ │ │ │ │ │ │ │ │ │ │ │ │ │ │ │ │ │ │ │ │ │ │ │ │
│ │ │ │ │ │ │ │ │ │ │ │ │ │ │ │ │ │ │ │ │ │ │ │ │ │ │ ├2>Alfons (1841-1934), comte de Caserta
│ │ │ │ │ │ │ │ │ │ │ │ │ │ │ │ │ │ │ │ │ │ │ │ │ │ │ │ X Antoni eta de Borbó-Sicília (1851-1938)
│ │ │ │ │ │ │ │ │ │ │ │ │ │ │ │ │ │ │ │ │ │ │ │ │ │ │ │ │
│ │ │ │ │ │ │ │ │ │ │ │ │ │ │ │ │ │ │ │ │ │ │ │ │ │ │ │ ├─>Ferran (1869-1960) «duc de Calàbria»
│ │ │ │ │ │ │ │ │ │ │ │ │ │ │ │ │ │ │ │ │ │ │ │ │ │ │ │ │ X Maria de Baviera (1872-1954)
│ │ │ │ │ │ │ │ │ │ │ │ │ │ │ │ │ │ │ │ │ │ │ │ │ │ │ │ │ │
│ │ │ │ │ │ │ │ │ │ │ │ │ │ │ │ │ │ │ │ │ │ │ │ │ │ │ │ │ ├─>Maria Antonieta (1898-1957)
│ │ │ │ │ │ │ │ │ │ │ │ │ │ │ │ │ │ │ │ │ │ │ │ │ │ │ │ │ │
│ │ │ │ │ │ │ │ │ │ │ │ │ │ │ │ │ │ │ │ │ │ │ │ │ │ │ │ │ ├─>Maria Cristina (1899-1985) 
│ │ │ │ │ │ │ │ │ │ │ │ │ │ │ │ │ │ │ │ │ │ │ │ │ │ │ │ │ │ X Manoel Sotomayor-Luna (1884-1949), vicepresident del Perú
│ │ │ │ │ │ │ │ │ │ │ │ │ │ │ │ │ │ │ │ │ │ │ │ │ │ │ │ │ │
│ │ │ │ │ │ │ │ │ │ │ │ │ │ │ │ │ │ │ │ │ │ │ │ │ │ │ │ │ ├─>Roger (1901-1914) «duc de Noto»
│ │ │ │ │ │ │ │ │ │ │ │ │ │ │ │ │ │ │ │ │ │ │ │ │ │ │ │ │ │
│ │ │ │ │ │ │ │ │ │ │ │ │ │ │ │ │ │ │ │ │ │ │ │ │ │ │ │ │ ├─>Barbara (1902-1927)
│ │ │ │ │ │ │ │ │ │ │ │ │ │ │ │ │ │ │ │ │ │ │ │ │ │ │ │ │ │ X Franz Xaver zu Stolberg-Wernigerode (1894-1947)
│ │ │ │ │ │ │ │ │ │ │ │ │ │ │ │ │ │ │ │ │ │ │ │ │ │ │ │ │ │
│ │ │ │ │ │ │ │ │ │ │ │ │ │ │ │ │ │ │ │ │ │ │ │ │ │ │ │ │ ├─>Lúcia (1908) 
│ │ │ │ │ │ │ │ │ │ │ │ │ │ │ │ │ │ │ │ │ │ │ │ │ │ │ │ │ │ X Eugeni de Savoia, duc d'Ancona (1906-1996)
│ │ │ │ │ │ │ │ │ │ │ │ │ │ │ │ │ │ │ │ │ │ │ │ │ │ │ │ │ │
│ │ │ │ │ │ │ │ │ │ │ │ │ │ │ │ │ │ │ │ │ │ │ │ │ │ │ │ │ └─>Urraca (1913-1999)
│ │ │ │ │ │ │ │ │ │ │ │ │ │ │ │ │ │ │ │ │ │ │ │ │ │ │ │ │
│ │ │ │ │ │ │ │ │ │ │ │ │ │ │ │ │ │ │ │ │ │ │ │ │ │ │ │ ├─>
Carles
 (1870-1949) 
│ │ │ │ │ │ │ │ │ │ │ │ │ │ │ │ │ │ │ │ │ │ │ │ │ │ │ │ │ X 1) 
Maria de la Mercè d'Espanya
 (1880-1904) 
│ │ │ │ │ │ │ │ │ │ │ │ │ │ │ │ │ │ │ │ │ │ │ │ │ │ │ │ │ X 2) 
Lluïsa d'Orleans
 (1882-1958)
│ │ │ │ │ │ │ │ │ │ │ │ │ │ │ │ │ │ │ │ │ │ │ │ │ │ │ │ │ │
│ │ │ │ │ │ │ │ │ │ │ │ │ │ │ │ │ │ │ │ │ │ │ │ │ │ │ │ │ ├1>
Alfons
 (1901-1964) «duc de Calàbria»
│ │ │ │ │ │ │ │ │ │ │ │ │ │ │ │ │ │ │ │ │ │ │ │ │ │ │ │ │ │ X Alícia de Borbó-Parma (1917)
│ │ │ │ │ │ │ │ │ │ │ │ │ │ │ │ │ │ │ │ │ │ │ │ │ │ │ │ │ │ │
│ │ │ │ │ │ │ │ │ │ │ │ │ │ │ │ │ │ │ │ │ │ │ │ │ │ │ │ │ │ ├─>Teresa (1937)
│ │ │ │ │ │ │ │ │ │ │ │ │ │ │ │ │ │ │ │ │ │ │ │ │ │ │ │ │ │ │ X Iñigo Moreno y Arteaga Marques de Laula (1934)
│ │ │ │ │ │ │ │ │ │ │ │ │ │ │ │ │ │ │ │ │ │ │ │ │ │ │ │ │ │ │
│ │ │ │ │ │ │ │ │ │ │ │ │ │ │ │ │ │ │ │ │ │ │ │ │ │ │ │ │ │ ├─>Carles (1938) «duc de Calàbria»
│ │ │ │ │ │ │ │ │ │ │ │ │ │ │ │ │ │ │ │ │ │ │ │ │ │ │ │ │ │ │ X Anna d'Orleans (1938)
│ │ │ │ │ │ │ │ │ │ │ │ │ │ │ │ │ │ │ │ │ │ │ │ │ │ │ │ │ │ │ │
│ │ │ │ │ │ │ │ │ │ │ │ │ │ │ │ │ │ │ │ │ │ │ │ │ │ │ │ │ │ │ ├─>Cristina (1966) 
│ │ │ │ │ │ │ │ │ │ │ │ │ │ │ │ │ │ │ │ │ │ │ │ │ │ │ │ │ │ │ │ X Pedro López-Quesada y Fernéndez-Urrutia
│ │ │ │ │ │ │ │ │ │ │ │ │ │ │ │ │ │ │ │ │ │ │ │ │ │ │ │ │ │ │ │
│ │ │ │ │ │ │ │ │ │ │ │ │ │ │ │ │ │ │ │ │ │ │ │ │ │ │ │ │ │ │ ├─>Maria Paloma (1967) 
│ │ │ │ │ │ │ │ │ │ │ │ │ │ │ │ │ │ │ │ │ │ │ │ │ │ │ │ │ │ │ │ X Simeó d'Àustria (1958)
│ │ │ │ │ │ │ │ │ │ │ │ │ │ │ │ │ │ │ │ │ │ │ │ │ │ │ │ │ │ │ │
│ │ │ │ │ │ │ │ │ │ │ │ │ │ │ │ │ │ │ │ │ │ │ │ │ │ │ │ │ │ │ ├─>Pere (1968) «duc de Noto»
│ │ │ │ │ │ │ │ │ │ │ │ │ │ │ │ │ │ │ │ │ │ │ │ │ │ │ │ │ │ │ │ X Sofia Landaluce y Malgareja (1973)
│ │ │ │ │ │ │ │ │ │ │ │ │ │ │ │ │ │ │ │ │ │ │ │ │ │ │ │ │ │ │ │ │
│ │ │ │ │ │ │ │ │ │ │ │ │ │ │ │ │ │ │ │ │ │ │ │ │ │ │ │ │ │ │ │ ├─>Jaume (1993)
│ │ │ │ │ │ │ │ │ │ │ │ │ │ │ │ │ │ │ │ │ │ │ │ │ │ │ │ │ │ │ │ │
│ │ │ │ │ │ │ │ │ │ │ │ │ │ │ │ │ │ │ │ │ │ │ │ │ │ │ │ │ │ │ │ ├─>Juan (2003)
│ │ │ │ │ │ │ │ │ │ │ │ │ │ │ │ │ │ │ │ │ │ │ │ │ │ │ │ │ │ │ │ │
│ │ │ │ │ │ │ │ │ │ │ │ │ │ │ │ │ │ │ │ │ │ │ │ │ │ │ │ │ │ │ │ └─>Pau (2004)
│ │ │ │ │ │ │ │ │ │ │ │ │ │ │ │ │ │ │ │ │ │ │ │ │ │ │ │ │ │ │ │
│ │ │ │ │ │ │ │ │ │ │ │ │ │ │ │ │ │ │ │ │ │ │ │ │ │ │ │ │ │ │ ├─>Ines (1971) 
│ │ │ │ │ │ │ │ │ │ │ │ │ │ │ │ │ │ │ │ │ │ │ │ │ │ │ │ │ │ │ │ X Michele Carrelli Palombi dei Marchesi di Raiano (1965)
│ │ │ │ │ │ │ │ │ │ │ │ │ │ │ │ │ │ │ │ │ │ │ │ │ │ │ │ │ │ │ │
│ │ │ │ │ │ │ │ │ │ │ │ │ │ │ │ │ │ │ │ │ │ │ │ │ │ │ │ │ │ │ └─>Victòria (1976) 
│ │ │ │ │ │ │ │ │ │ │ │ │ │ │ │ │ │ │ │ │ │ │ │ │ │ │ │ │ │ │ X Markos Nomikos (1965)
│ │ │ │ │ │ │ │ │ │ │ │ │ │ │ │ │ │ │ │ │ │ │ │ │ │ │ │ │ │ │
│ │ │ │ │ │ │ │ │ │ │ │ │ │ │ │ │ │ │ │ │ │ │ │ │ │ │ │ │ │ └─>Ines (1940
│ │ │ │ │ │ │ │ │ │ │ │ │ │ │ │ │ │ │ │ │ │ │ │ │ │ │ │ │ │ X Luis Morales y Aguado (1933)
│ │ │ │ │ │ │ │ │ │ │ │ │ │ │ │ │ │ │ │ │ │ │ │ │ │ │ │ │ │
│ │ │ │ │ │ │ │ │ │ │ │ │ │ │ │ │ │ │ │ │ │ │ │ │ │ │ │ │ ├1>Ferran (1903-1905)
│ │ │ │ │ │ │ │ │ │ │ │ │ │ │ │ │ │ │ │ │ │ │ │ │ │ │ │ │ │
│ │ │ │ │ │ │ │ │ │ │ │ │ │ │ │ │ │ │ │ │ │ │ │ │ │ │ │ │ ├1>Isabel (1904-1985)
│ │ │ │ │ │ │ │ │ │ │ │ │ │ │ │ │ │ │ │ │ │ │ │ │ │ │ │ │ │ X Jan Zamoyski (1900-1961)
│ │ │ │ │ │ │ │ │ │ │ │ │ │ │ │ │ │ │ │ │ │ │ │ │ │ │ │ │ │
│ │ │ │ │ │ │ │ │ │ │ │ │ │ │ │ │ │ │ │ │ │ │ │ │ │ │ │ │ ├2>Carles (1908-1936)
│ │ │ │ │ │ │ │ │ │ │ │ │ │ │ │ │ │ │ │ │ │ │ │ │ │ │ │ │ │
│ │ │ │ │ │ │ │ │ │ │ │ │ │ │ │ │ │ │ │ │ │ │ │ │ │ │ │ │ ├2>Dolores (1909-1996) 
│ │ │ │ │ │ │ │ │ │ │ │ │ │ │ │ │ │ │ │ │ │ │ │ │ │ │ │ │ │ X 1) August Czartoryski (1907-1946) 
│ │ │ │ │ │ │ │ │ │ │ │ │ │ │ │ │ │ │ │ │ │ │ │ │ │ │ │ │ │ X 2) Carlos Chias (1925)
│ │ │ │ │ │ │ │ │ │ │ │ │ │ │ │ │ │ │ │ │ │ │ │ │ │ │ │ │ │
│ │ │ │ │ │ │ │ │ │ │ │ │ │ │ │ │ │ │ │ │ │ │ │ │ │ │ │ │ ├2>Mercedes (1910-2000) 
│ │ │ │ │ │ │ │ │ │ │ │ │ │ │ │ │ │ │ │ │ │ │ │ │ │ │ │ │ │ X Joan de Borbó, comte de Barcelona (1913-1993)
│ │ │ │ │ │ │ │ │ │ │ │ │ │ │ │ │ │ │ │ │ │ │ │ │ │ │ │ │ │
│ │ │ │ │ │ │ │ │ │ │ │ │ │ │ │ │ │ │ │ │ │ │ │ │ │ │ │ │ └2>Esperança (1914) 
│ │ │ │ │ │ │ │ │ │ │ │ │ │ │ │ │ │ │ │ │ │ │ │ │ │ │ │ │ X Pere Gastó d'Orleans-Bragança (1913)
│ │ │ │ │ │ │ │ │ │ │ │ │ │ │ │ │ │ │ │ │ │ │ │ │ │ │ │ │
│ │ │ │ │ │ │ │ │ │ │ │ │ │ │ │ │ │ │ │ │ │ │ │ │ │ │ │ ├─>Francesc (1873-1876)
│ │ │ │ │ │ │ │ │ │ │ │ │ │ │ │ │ │ │ │ │ │ │ │ │ │ │ │ │
│ │ │ │ │ │ │ │ │ │ │ │ │ │ │ │ │ │ │ │ │ │ │ │ │ │ │ │ ├─>Maria Immaculada (1874-1947) 
│ │ │ │ │ │ │ │ │ │ │ │ │ │ │ │ │ │ │ │ │ │ │ │ │ │ │ │ │ X Joan Jordi de Saxònia (1869-1938)
│ │ │ │ │ │ │ │ │ │ │ │ │ │ │ │ │ │ │ │ │ │ │ │ │ │ │ │ │
│ │ │ │ │ │ │ │ │ │ │ │ │ │ │ │ │ │ │ │ │ │ │ │ │ │ │ │ ├─>Maria Cristina (1877-1947) 
│ │ │ │ │ │ │ │ │ │ │ │ │ │ │ │ │ │ │ │ │ │ │ │ │ │ │ │ │ X Pere Ferran d'Àustria (1874-1948)
│ │ │ │ │ │ │ │ │ │ │ │ │ │ │ │ │ │ │ │ │ │ │ │ │ │ │ │ │
│ │ │ │ │ │ │ │ │ │ │ │ │ │ │ │ │ │ │ │ │ │ │ │ │ │ │ │ ├─>Maria Pia (1878-1973) 
│ │ │ │ │ │ │ │ │ │ │ │ │ │ │ │ │ │ │ │ │ │ │ │ │ │ │ │ │ X Lluís d'Orleans-Bragança(1878-1920)
│ │ │ │ │ │ │ │ │ │ │ │ │ │ │ │ │ │ │ │ │ │ │ │ │ │ │ │ │
│ │ │ │ │ │ │ │ │ │ │ │ │ │ │ │ │ │ │ │ │ │ │ │ │ │ │ │ ├─>Maria Josefina (1880-1971)
│ │ │ │ │ │ │ │ │ │ │ │ │ │ │ │ │ │ │ │ │ │ │ │ │ │ │ │ │
│ │ │ │ │ │ │ │ │ │ │ │ │ │ │ │ │ │ │ │ │ │ │ │ │ │ │ │ ├─>Xavier (1882-1944) 
│ │ │ │ │ │ │ │ │ │ │ │ │ │ │ │ │ │ │ │ │ │ │ │ │ │ │ │ │ X Beatriz Bordessa, comtessa di Villa Colli (1881-1963)
│ │ │ │ │ │ │ │ │ │ │ │ │ │ │ │ │ │ │ │ │ │ │ │ │ │ │ │ │
│ │ │ │ │ │ │ │ │ │ │ │ │ │ │ │ │ │ │ │ │ │ │ │ │ │ │ │ ├─>Rainier (1883-1973) «duc de Castro»
│ │ │ │ │ │ │ │ │ │ │ │ │ │ │ │ │ │ │ │ │ │ │ │ │ │ │ │ │ X Karoline Zamoyska (1896-1968)
│ │ │ │ │ │ │ │ │ │ │ │ │ │ │ │ │ │ │ │ │ │ │ │ │ │ │ │ │ │
│ │ │ │ │ │ │ │ │ │ │ │ │ │ │ │ │ │ │ │ │ │ │ │ │ │ │ │ │ ├─>Maria Carmen (1924)
│ │ │ │ │ │ │ │ │ │ │ │ │ │ │ │ │ │ │ │ │ │ │ │ │ │ │ │ │ │
│ │ │ │ │ │ │ │ │ │ │ │ │ │ │ │ │ │ │ │ │ │ │ │ │ │ │ │ │ └─>Ferran (1926) «duc de Calàbria», « duc de Castro»
│ │ │ │ │ │ │ │ │ │ │ │ │ │ │ │ │ │ │ │ │ │ │ │ │ │ │ │ │ X Chantal de Chevron-Villette (1925)
│ │ │ │ │ │ │ │ │ │ │ │ │ │ │ │ │ │ │ │ │ │ │ │ │ │ │ │ │ │
│ │ │ │ │ │ │ │ │ │ │ │ │ │ │ │ │ │ │ │ │ │ │ │ │ │ │ │ │ ├─>Beatriu (1950) 
│ │ │ │ │ │ │ │ │ │ │ │ │ │ │ │ │ │ │ │ │ │ │ │ │ │ │ │ │ │ X Carles Napoleó (1950)
│ │ │ │ │ │ │ │ │ │ │ │ │ │ │ │ │ │ │ │ │ │ │ │ │ │ │ │ │ │
│ │ │ │ │ │ │ │ │ │ │ │ │ │ │ │ │ │ │ │ │ │ │ │ │ │ │ │ │ ├─>Anna (1957) 
│ │ │ │ │ │ │ │ │ │ │ │ │ │ │ │ │ │ │ │ │ │ │ │ │ │ │ │ │ │ X Jaume Cochin (1951)
│ │ │ │ │ │ │ │ │ │ │ │ │ │ │ │ │ │ │ │ │ │ │ │ │ │ │ │ │ │
│ │ │ │ │ │ │ │ │ │ │ │ │ │ │ │ │ │ │ │ │ │ │ │ │ │ │ │ │ └─>Carles (1963) « duc de Noto», « duc de Calàbria»
│ │ │ │ │ │ │ │ │ │ │ │ │ │ │ │ │ │ │ │ │ │ │ │ │ │ │ │ │ X Camilla Crociani (1971)
│ │ │ │ │ │ │ │ │ │ │ │ │ │ │ │ │ │ │ │ │ │ │ │ │ │ │ │ │ │
│ │ │ │ │ │ │ │ │ │ │ │ │ │ │ │ │ │ │ │ │ │ │ │ │ │ │ │ │ └─>Maria Carolina (2003)
│ │ │ │ │ │ │ │ │ │ │ │ │ │ │ │ │ │ │ │ │ │ │ │ │ │ │ │ │
│ │ │ │ │ │ │ │ │ │ │ │ │ │ │ │ │ │ │ │ │ │ │ │ │ │ │ │ ├─>Felip (1885-1949) 
│ │ │ │ │ │ │ │ │ │ │ │ │ │ │ │ │ │ │ │ │ │ │ │ │ │ │ │ │ X 1) Maria Lluïsa d'Orleans (1896-1973) 
│ │ │ │ │ │ │ │ │ │ │ │ │ │ │ │ │ │ │ │ │ │ │ │ │ │ │ │ │ X 2) Odette Labori (1902-1968)
│ │ │ │ │ │ │ │ │ │ │ │ │ │ │ │ │ │ │ │ │ │ │ │ │ │ │ │ │ │
│ │ │ │ │ │ │ │ │ │ │ │ │ │ │ │ │ │ │ │ │ │ │ │ │ │ │ │ │ └1>Gaieta (1917) 
│ │ │ │ │ │ │ │ │ │ │ │ │ │ │ │ │ │ │ │ │ │ │ │ │ │ │ │ │ X Olivia Yarrow (1917-1987)
│ │ │ │ │ │ │ │ │ │ │ │ │ │ │ │ │ │ │ │ │ │ │ │ │ │ │ │ │ │
│ │ │ │ │ │ │ │ │ │ │ │ │ │ │ │ │ │ │ │ │ │ │ │ │ │ │ │ │ ├─>Adrià (1948) 
│ │ │ │ │ │ │ │ │ │ │ │ │ │ │ │ │ │ │ │ │ │ │ │ │ │ │ │ │ │ X Linda Idensohn (1950)
│ │ │ │ │ │ │ │ │ │ │ │ │ │ │ │ │ │ │ │ │ │ │ │ │ │ │ │ │ │ │
│ │ │ │ │ │ │ │ │ │ │ │ │ │ │ │ │ │ │ │ │ │ │ │ │ │ │ │ │ │ ├─>Felip Carles (1977)
│ │ │ │ │ │ │ │ │ │ │ │ │ │ │ │ │ │ │ │ │ │ │ │ │ │ │ │ │ │ │
│ │ │ │ │ │ │ │ │ │ │ │ │ │ │ │ │ │ │ │ │ │ │ │ │ │ │ │ │ │ └─>Michelle Laura (1979)
│ │ │ │ │ │ │ │ │ │ │ │ │ │ │ │ │ │ │ │ │ │ │ │ │ │ │ │ │ │
│ │ │ │ │ │ │ │ │ │ │ │ │ │ │ │ │ │ │ │ │ │ │ │ │ │ │ │ │ └─>Gregory (1950) 
│ │ │ │ │ │ │ │ │ │ │ │ │ │ │ │ │ │ │ │ │ │ │ │ │ │ │ │ │ X 1) Maureen Powell (1951) 
│ │ │ │ │ │ │ │ │ │ │ │ │ │ │ │ │ │ │ │ │ │ │ │ │ │ │ │ │ X 2) Carrie Anna Thornley (1945)
│ │ │ │ │ │ │ │ │ │ │ │ │ │ │ │ │ │ │ │ │ │ │ │ │ │ │ │ │ │
│ │ │ │ │ │ │ │ │ │ │ │ │ │ │ │ │ │ │ │ │ │ │ │ │ │ │ │ │ ├1>Christian (1974) 
│ │ │ │ │ │ │ │ │ │ │ │ │ │ │ │ │ │ │ │ │ │ │ │ │ │ │ │ │ │ X Brigette Dick
│ │ │ │ │ │ │ │ │ │ │ │ │ │ │ │ │ │ │ │ │ │ │ │ │ │ │ │ │ │
│ │ │ │ │ │ │ │ │ │ │ │ │ │ │ │ │ │ │ │ │ │ │ │ │ │ │ │ │ └1>Ramon (1978)
│ │ │ │ │ │ │ │ │ │ │ │ │ │ │ │ │ │ │ │ │ │ │ │ │ │ │ │ │
│ │ │ │ │ │ │ │ │ │ │ │ │ │ │ │ │ │ │ │ │ │ │ │ │ │ │ │ ├─>Francesc (1888-1914)
│ │ │ │ │ │ │ │ │ │ │ │ │ │ │ │ │ │ │ │ │ │ │ │ │ │ │ │ │
│ │ │ │ │ │ │ │ │ │ │ │ │ │ │ │ │ │ │ │ │ │ │ │ │ │ │ │ └─>Gabriel (1897-1975) 
│ │ │ │ │ │ │ │ │ │ │ │ │ │ │ │ │ │ │ │ │ │ │ │ │ │ │ │ X 1) Malgorzata Czartoryski (1902-1929) 
│ │ │ │ │ │ │ │ │ │ │ │ │ │ │ │ │ │ │ │ │ │ │ │ │ │ │ │ X 2) Cecília Lubomirska (1907-2001)
│ │ │ │ │ │ │ │ │ │ │ │ │ │ │ │ │ │ │ │ │ │ │ │ │ │ │ │ │
│ │ │ │ │ │ │ │ │ │ │ │ │ │ │ │ │ │ │ │ │ │ │ │ │ │ │ │ ├─>Antoni (1929) 
│ │ │ │ │ │ │ │ │ │ │ │ │ │ │ │ │ │ │ │ │ │ │ │ │ │ │ │ │ X Elisabet de Wurtemberg (1933)
│ │ │ │ │ │ │ │ │ │ │ │ │ │ │ │ │ │ │ │ │ │ │ │ │ │ │ │ │ │
│ │ │ │ │ │ │ │ │ │ │ │ │ │ │ │ │ │ │ │ │ │ │ │ │ │ │ │ │ ├─>Francesc Felip (1960) 
│ │ │ │ │ │ │ │ │ │ │ │ │ │ │ │ │ │ │ │ │ │ │ │ │ │ │ │ │ │ X Alexandra de Schönborn-Wiesentheid (1967)
│ │ │ │ │ │ │ │ │ │ │ │ │ │ │ │ │ │ │ │ │ │ │ │ │ │ │ │ │ │ │
│ │ │ │ │ │ │ │ │ │ │ │ │ │ │ │ │ │ │ │ │ │ │ │ │ │ │ │ │ │ └─>Antoni (2003)
│ │ │ │ │ │ │ │ │ │ │ │ │ │ │ │ │ │ │ │ │ │ │ │ │ │ │ │ │ │
│ │ │ │ │ │ │ │ │ │ │ │ │ │ │ │ │ │ │ │ │ │ │ │ │ │ │ │ │ ├─>Maria Carolina (1962) 
│ │ │ │ │ │ │ │ │ │ │ │ │ │ │ │ │ │ │ │ │ │ │ │ │ │ │ │ │ │ X Andreas Baumbach (1963)
│ │ │ │ │ │ │ │ │ │ │ │ │ │ │ │ │ │ │ │ │ │ │ │ │ │ │ │ │ │
│ │ │ │ │ │ │ │ │ │ │ │ │ │ │ │ │ │ │ │ │ │ │ │ │ │ │ │ │ ├─>Xavier (1966)
│ │ │ │ │ │ │ │ │ │ │ │ │ │ │ │ │ │ │ │ │ │ │ │ │ │ │ │ │ │
│ │ │ │ │ │ │ │ │ │ │ │ │ │ │ │ │ │ │ │ │ │ │ │ │ │ │ │ │ └─>Maria de l'Anunciació (1973) 
│ │ │ │ │ │ │ │ │ │ │ │ │ │ │ │ │ │ │ │ │ │ │ │ │ │ │ │ │ X Carl Fredrik Creutz
│ │ │ │ │ │ │ │ │ │ │ │ │ │ │ │ │ │ │ │ │ │ │ │ │ │ │ │ │
│ │ │ │ │ │ │ │ │ │ │ │ │ │ │ │ │ │ │ │ │ │ │ │ │ │ │ │ ├─>Joan (1933)
│ │ │ │ │ │ │ │ │ │ │ │ │ │ │ │ │ │ │ │ │ │ │ │ │ │ │ │ │
│ │ │ │ │ │ │ │ │ │ │ │ │ │ │ │ │ │ │ │ │ │ │ │ │ │ │ │ ├─>Maria Margarida (1934) 
│ │ │ │ │ │ │ │ │ │ │ │ │ │ │ │ │ │ │ │ │ │ │ │ │ │ │ │ │ X Luis Gonzaga Maldonado y Gordon (1932)
│ │ │ │ │ │ │ │ │ │ │ │ │ │ │ │ │ │ │ │ │ │ │ │ │ │ │ │ │
│ │ │ │ │ │ │ │ │ │ │ │ │ │ │ │ │ │ │ │ │ │ │ │ │ │ │ │ ├─>Maria Immaculata (1937) 
│ │ │ │ │ │ │ │ │ │ │ │ │ │ │ │ │ │ │ │ │ │ │ │ │ │ │ │ │ X Miguel Garcia de Saez y Tellecea (1921-1982)
│ │ │ │ │ │ │ │ │ │ │ │ │ │ │ │ │ │ │ │ │ │ │ │ │ │ │ │ │
│ │ │ │ │ │ │ │ │ │ │ │ │ │ │ │ │ │ │ │ │ │ │ │ │ │ │ │ └─>Casimir (1938) 
│ │ │ │ │ │ │ │ │ │ │ │ │ │ │ │ │ │ │ │ │ │ │ │ │ │ │ │ X Maria Cristina de Savoia (1933)
│ │ │ │ │ │ │ │ │ │ │ │ │ │ │ │ │ │ │ │ │ │ │ │ │ │ │ │ │
│ │ │ │ │ │ │ │ │ │ │ │ │ │ │ │ │ │ │ │ │ │ │ │ │ │ │ │ ├─>Lluís Alfons (1970) 
│ │ │ │ │ │ │ │ │ │ │ │ │ │ │ │ │ │ │ │ │ │ │ │ │ │ │ │ │ X Cristina Apovian (1969)
│ │ │ │ │ │ │ │ │ │ │ │ │ │ │ │ │ │ │ │ │ │ │ │ │ │ │ │ │ │
│ │ │ │ │ │ │ │ │ │ │ │ │ │ │ │ │ │ │ │ │ │ │ │ │ │ │ │ │ └─>Anna Sofia (1999)
│ │ │ │ │ │ │ │ │ │ │ │ │ │ │ │ │ │ │ │ │ │ │ │ │ │ │ │ │
│ │ │ │ │ │ │ │ │ │ │ │ │ │ │ │ │ │ │ │ │ │ │ │ │ │ │ │ ├─>Anna Cecília (1971)
│ │ │ │ │ │ │ │ │ │ │ │ │ │ │ │ │ │ │ │ │ │ │ │ │ │ │ │ │
│ │ │ │ │ │ │ │ │ │ │ │ │ │ │ │ │ │ │ │ │ │ │ │ │ │ │ │ ├─>Elena Sofia (1973)
│ │ │ │ │ │ │ │ │ │ │ │ │ │ │ │ │ │ │ │ │ │ │ │ │ │ │ │ │
│ │ │ │ │ │ │ │ │ │ │ │ │ │ │ │ │ │ │ │ │ │ │ │ │ │ │ │ └─>Alexandre Enric (1974)
│ │ │ │ │ │ │ │ │ │ │ │ │ │ │ │ │ │ │ │ │ │ │ │ │ │ │ │
│ │ │ │ │ │ │ │ │ │ │ │ │ │ │ │ │ │ │ │ │ │ │ │ │ │ │ ├─>Maria de l'Anunciació (1843-1871) 
│ │ │ │ │ │ │ │ │ │ │ │ │ │ │ │ │ │ │ │ │ │ │ │ │ │ │ │ X Carles Lluís d'Àustria (1833-1896)
│ │ │ │ │ │ │ │ │ │ │ │ │ │ │ │ │ │ │ │ │ │ │ │ │ │ │ │
│ │ │ │ │ │ │ │ │ │ │ │ │ │ │ │ │ │ │ │ │ │ │ │ │ │ │ ├─>Maria Immaculada (1844-1899) 
│ │ │ │ │ │ │ │ │ │ │ │ │ │ │ │ │ │ │ │ │ │ │ │ │ │ │ │ X Carles Salvador d'Àustria (1839-1892)
│ │ │ │ │ │ │ │ │ │ │ │ │ │ │ │ │ │ │ │ │ │ │ │ │ │ │ │
│ │ │ │ │ │ │ │ │ │ │ │ │ │ │ │ │ │ │ │ │ │ │ │ │ │ │ ├─>Gaietà (1846-1871), comte de Girgenti
│ │ │ │ │ │ │ │ │ │ │ │ │ │ │ │ │ │ │ │ │ │ │ │ │ │ │ │ X Isabel d'Espanya (1851-1931)
│ │ │ │ │ │ │ │ │ │ │ │ │ │ │ │ │ │ │ │ │ │ │ │ │ │ │ │
│ │ │ │ │ │ │ │ │ │ │ │ │ │ │ │ │ │ │ │ │ │ │ │ │ │ │ ├─>Josep (1848-1851), comte de Lucera
│ │ │ │ │ │ │ │ │ │ │ │ │ │ │ │ │ │ │ │ │ │ │ │ │ │ │ │
│ │ │ │ │ │ │ │ │ │ │ │ │ │ │ │ │ │ │ │ │ │ │ │ │ │ │ ├─>Maria Gràcia (1849-1882) 
│ │ │ │ │ │ │ │ │ │ │ │ │ │ │ │ │ │ │ │ │ │ │ │ │ │ │ │ X 
Robert I de Parma
 (1848-1907)
│ │ │ │ │ │ │ │ │ │ │ │ │ │ │ │ │ │ │ │ │ │ │ │ │ │ │ │
│ │ │ │ │ │ │ │ │ │ │ │ │ │ │ │ │ │ │ │ │ │ │ │ │ │ │ ├─>Vincenç (1851-1854), comte de Melazzo
│ │ │ │ │ │ │ │ │ │ │ │ │ │ │ │ │ │ │ │ │ │ │ │ │ │ │ │
│ │ │ │ │ │ │ │ │ │ │ │ │ │ │ │ │ │ │ │ │ │ │ │ │ │ │ ├─>Pasqual (1852-1904) 
│ │ │ │ │ │ │ │ │ │ │ │ │ │ │ │ │ │ │ │ │ │ │ │ │ │ │ │ X Blanca Marconnay (1848-1926)
│ │ │ │ │ │ │ │ │ │ │ │ │ │ │ │ │ │ │ │ │ │ │ │ │ │ │ │
│ │ │ │ │ │ │ │ │ │ │ │ │ │ │ │ │ │ │ │ │ │ │ │ │ │ │ ├─>Lluïsa (1855-1874) 
│ │ │ │ │ │ │ │ │ │ │ │ │ │ │ │ │ │ │ │ │ │ │ │ │ │ │ │ X Enric de Borbó-Parma (1851-1905), comte de Bardi 
│ │ │ │ │ │ │ │ │ │ │ │ │ │ │ │ │ │ │ │ │ │ │ │ │ │ │ │
│ │ │ │ │ │ │ │ │ │ │ │ │ │ │ │ │ │ │ │ │ │ │ │ │ │ │ └─>Xavier (1857-1867)
│ │ │ │ │ │ │ │ │ │ │ │ │ │ │ │ │ │ │ │ │ │ │ │ │ │ │
│ │ │ │ │ │ │ │ │ │ │ │ │ │ │ │ │ │ │ │ │ │ │ │ │ │ ├─>Carles (1811-1862), príncep de Càpua
│ │ │ │ │ │ │ │ │ │ │ │ │ │ │ │ │ │ │ │ │ │ │ │ │ │ │ X Penelope Smyth (1815-1882)
│ │ │ │ │ │ │ │ │ │ │ │ │ │ │ │ │ │ │ │ │ │ │ │ │ │ │ │
│ │ │ │ │ │ │ │ │ │ │ │ │ │ │ │ │ │ │ │ │ │ │ │ │ │ │ ├─>Francesc (1837-1862)
│ │ │ │ │ │ │ │ │ │ │ │ │ │ │ │ │ │ │ │ │ │ │ │ │ │ │ │
│ │ │ │ │ │ │ │ │ │ │ │ │ │ │ │ │ │ │ │ │ │ │ │ │ │ │ └─>Victòria (1838-1895)
│ │ │ │ │ │ │ │ │ │ │ │ │ │ │ │ │ │ │ │ │ │ │ │ │ │ │
│ │ │ │ │ │ │ │ │ │ │ │ │ │ │ │ │ │ │ │ │ │ │ │ │ │ ├─>Leopold (1813-1860), comte de Siracusa
│ │ │ │ │ │ │ │ │ │ │ │ │ │ │ │ │ │ │ │ │ │ │ │ │ │ │ X Maria de Savoia (1814-1874)
│ │ │ │ │ │ │ │ │ │ │ │ │ │ │ │ │ │ │ │ │ │ │ │ │ │ │ │
│ │ │ │ │ │ │ │ │ │ │ │ │ │ │ │ │ │ │ │ │ │ │ │ │ │ │ └─>Isabel (1838-1838)
│ │ │ │ │ │ │ │ │ │ │ │ │ │ │ │ │ │ │ │ │ │ │ │ │ │ │
│ │ │ │ │ │ │ │ │ │ │ │ │ │ │ │ │ │ │ │ │ │ │ │ │ │ ├2>Antonieta (1814-1898) 
│ │ │ │ │ │ │ │ │ │ │ │ │ │ │ │ │ │ │ │ │ │ │ │ │ │ │ X 
Leopold II de Toscana
 (1797-1870)
│ │ │ │ │ │ │ │ │ │ │ │ │ │ │ │ │ │ │ │ │ │ │ │ │ │ │
│ │ │ │ │ │ │ │ │ │ │ │ │ │ │ │ │ │ │ │ │ │ │ │ │ │ ├2>Antoni (1816-1843), comte de Lecce
│ │ │ │ │ │ │ │ │ │ │ │ │ │ │ │ │ │ │ │ │ │ │ │ │ │ │
│ │ │ │ │ │ │ │ │ │ │ │ │ │ │ │ │ │ │ │ │ │ │ │ │ │ ├2>Amèlia (1818-1857) 
│ │ │ │ │ │ │ │ │ │ │ │ │ │ │ │ │ │ │ │ │ │ │ │ │ │ │ X Sebastià d'Espanya i de Portugal (1811-1875)
│ │ │ │ │ │ │ │ │ │ │ │ │ │ │ │ │ │ │ │ │ │ │ │ │ │ │
│ │ │ │ │ │ │ │ │ │ │ │ │ │ │ │ │ │ │ │ │ │ │ │ │ │ ├2>
Carolina
 (1820-1861) 
│ │ │ │ │ │ │ │ │ │ │ │ │ │ │ │ │ │ │ │ │ │ │ │ │ │ │ X 
Carles de Borbó
 (1818-1861) «comte de Montemolín», pretendent carlí
│ │ │ │ │ │ │ │ │ │ │ │ │ │ │ │ │ │ │ │ │ │ │ │ │ │ │
│ │ │ │ │ │ │ │ │ │ │ │ │ │ │ │ │ │ │ │ │ │ │ │ │ │ ├2>Teresa (1822-1889)
│ │ │ │ │ │ │ │ │ │ │ │ │ │ │ │ │ │ │ │ │ │ │ │ │ │ │ X 
Pere II del Brasil
 (1825-1891)
│ │ │ │ │ │ │ │ │ │ │ │ │ │ │ │ │ │ │ │ │ │ │ │ │ │ │
│ │ │ │ │ │ │ │ │ │ │ │ │ │ │ │ │ │ │ │ │ │ │ │ │ │ ├2>Lluís (1824-1897), comte d'Aquila
│ │ │ │ │ │ │ │ │ │ │ │ │ │ │ │ │ │ │ │ │ │ │ │ │ │ │ X Xavier del Brasil(1822-1901)
│ │ │ │ │ │ │ │ │ │ │ │ │ │ │ │ │ │ │ │ │ │ │ │ │ │ │ │
│ │ │ │ │ │ │ │ │ │ │ │ │ │ │ │ │ │ │ │ │ │ │ │ │ │ │ ├─>Lluís (1845-1909), comte de Roccaguglielma 
│ │ │ │ │ │ │ │ │ │ │ │ │ │ │ │ │ │ │ │ │ │ │ │ │ │ │ │ X Amelia Bellow-Hamel y Penot (1847-1914)
│ │ │ │ │ │ │ │ │ │ │ │ │ │ │ │ │ │ │ │ │ │ │ │ │ │ │ │ │
│ │ │ │ │ │ │ │ │ │ │ │ │ │ │ │ │ │ │ │ │ │ │ │ │ │ │ │ ├─>Lluís (1873-1940), comte de Roccaguglielma
│ │ │ │ │ │ │ │ │ │ │ │ │ │ │ │ │ │ │ │ │ │ │ │ │ │ │ │ │ X 1) Enrica Weiss (1880-1947) 
│ │ │ │ │ │ │ │ │ │ │ │ │ │ │ │ │ │ │ │ │ │ │ │ │ │ │ │ │ X 2) Adelina Landegren (1875-1959)
│ │ │ │ │ │ │ │ │ │ │ │ │ │ │ │ │ │ │ │ │ │ │ │ │ │ │ │ │ │
│ │ │ │ │ │ │ │ │ │ │ │ │ │ │ │ │ │ │ │ │ │ │ │ │ │ │ │ │ ├1>Lluís (1898-1967), comte di Roccaguglielma 
│ │ │ │ │ │ │ │ │ │ │ │ │ │ │ │ │ │ │ │ │ │ │ │ │ │ │ │ │ │ X Maria Lluïsa de Clermont-Tonnerre (1894-1941)
│ │ │ │ │ │ │ │ │ │ │ │ │ │ │ │ │ │ │ │ │ │ │ │ │ │ │ │ │ │ │
│ │ │ │ │ │ │ │ │ │ │ │ │ │ │ │ │ │ │ │ │ │ │ │ │ │ │ │ │ │ └─>Maria Cristina (1933) 
│ │ │ │ │ │ │ │ │ │ │ │ │ │ │ │ │ │ │ │ │ │ │ │ │ │ │ │ │ │ X Michel Denizot (1923)
│ │ │ │ │ │ │ │ │ │ │ │ │ │ │ │ │ │ │ │ │ │ │ │ │ │ │ │ │ │
│ │ │ │ │ │ │ │ │ │ │ │ │ │ │ │ │ │ │ │ │ │ │ │ │ │ │ │ │ ├1>Xavier (1903-1982) 
│ │ │ │ │ │ │ │ │ │ │ │ │ │ │ │ │ │ │ │ │ │ │ │ │ │ │ │ │ │ X Alfonso Bongiorno (1908-1980)
│ │ │ │ │ │ │ │ │ │ │ │ │ │ │ │ │ │ │ │ │ │ │ │ │ │ │ │ │ │
│ │ │ │ │ │ │ │ │ │ │ │ │ │ │ │ │ │ │ │ │ │ │ │ │ │ │ │ │ └1>Carles (1905-1968), comte di Roccaguglielma
│ │ │ │ │ │ │ │ │ │ │ │ │ │ │ │ │ │ │ │ │ │ │ │ │ │ │ │ │ X Fanny Greco di Chiaramonte (1905-1977)
│ │ │ │ │ │ │ │ │ │ │ │ │ │ │ │ │ │ │ │ │ │ │ │ │ │ │ │ │ │
│ │ │ │ │ │ │ │ │ │ │ │ │ │ │ │ │ │ │ │ │ │ │ │ │ │ │ │ │ └─>Isabel (1926) 
│ │ │ │ │ │ │ │ │ │ │ │ │ │ │ │ │ │ │ │ │ │ │ │ │ │ │ │ │ X 1) Jose Gutiérrez (1921) 
│ │ │ │ │ │ │ │ │ │ │ │ │ │ │ │ │ │ │ │ │ │ │ │ │ │ │ │ │ X 2) Isidoro-Mariano Vejo Rodríguez (1915)
│ │ │ │ │ │ │ │ │ │ │ │ │ │ │ │ │ │ │ │ │ │ │ │ │ │ │ │ │
│ │ │ │ │ │ │ │ │ │ │ │ │ │ │ │ │ │ │ │ │ │ │ │ │ │ │ │ └─>Xavier (1870-1941) 
│ │ │ │ │ │ │ │ │ │ │ │ │ │ │ │ │ │ │ │ │ │ │ │ │ │ │ │ X William Lluís Freeman (1845-1907)
│ │ │ │ │ │ │ │ │ │ │ │ │ │ │ │ │ │ │ │ │ │ │ │ │ │ │ │
│ │ │ │ │ │ │ │ │ │ │ │ │ │ │ │ │ │ │ │ │ │ │ │ │ │ │ ├─>Isabel (1846-1859)
│ │ │ │ │ │ │ │ │ │ │ │ │ │ │ │ │ │ │ │ │ │ │ │ │ │ │ │
│ │ │ │ │ │ │ │ │ │ │ │ │ │ │ │ │ │ │ │ │ │ │ │ │ │ │ ├─>Felip (1847-1922) 
│ │ │ │ │ │ │ │ │ │ │ │ │ │ │ │ │ │ │ │ │ │ │ │ │ │ │ │ X Flora Boonen (1847-1912)
│ │ │ │ │ │ │ │ │ │ │ │ │ │ │ │ │ │ │ │ │ │ │ │ │ │ │ │
│ │ │ │ │ │ │ │ │ │ │ │ │ │ │ │ │ │ │ │ │ │ │ │ │ │ │ ├─>Germana (1848-1848)
│ │ │ │ │ │ │ │ │ │ │ │ │ │ │ │ │ │ │ │ │ │ │ │ │ │ │ │
│ │ │ │ │ │ │ │ │ │ │ │ │ │ │ │ │ │ │ │ │ │ │ │ │ │ │ └─>Manelle (1851-1851)
│ │ │ │ │ │ │ │ │ │ │ │ │ │ │ │ │ │ │ │ │ │ │ │ │ │ │
│ │ │ │ │ │ │ │ │ │ │ │ │ │ │ │ │ │ │ │ │ │ │ │ │ │ └2>Francesc (1827-1892) 
│ │ │ │ │ │ │ │ │ │ │ │ │ │ │ │ │ │ │ │ │ │ │ │ │ │ X Isabel d'Àustria (1834-1901)
│ │ │ │ │ │ │ │ │ │ │ │ │ │ │ │ │ │ │ │ │ │ │ │ │ │ │
│ │ │ │ │ │ │ │ │ │ │ │ │ │ │ │ │ │ │ │ │ │ │ │ │ │ ├─>Antonieta (1851-1938)
│ │ │ │ │ │ │ │ │ │ │ │ │ │ │ │ │ │ │ │ │ │ │ │ │ │ │ X Alfons de Borbó-Sicília (1841-1934), comte de Caserta
│ │ │ │ │ │ │ │ │ │ │ │ │ │ │ │ │ │ │ │ │ │ │ │ │ │ │
│ │ │ │ │ │ │ │ │ │ │ │ │ │ │ │ │ │ │ │ │ │ │ │ │ │ ├─>Leopold (1853-1870)
│ │ │ │ │ │ │ │ │ │ │ │ │ │ │ │ │ │ │ │ │ │ │ │ │ │ │
│ │ │ │ │ │ │ │ │ │ │ │ │ │ │ │ │ │ │ │ │ │ │ │ │ │ ├─>Teresa (1855-1856)
│ │ │ │ │ │ │ │ │ │ │ │ │ │ │ │ │ │ │ │ │ │ │ │ │ │ │
│ │ │ │ │ │ │ │ │ │ │ │ │ │ │ │ │ │ │ │ │ │ │ │ │ │ ├─>Carolina (1856-1941) 
│ │ │ │ │ │ │ │ │ │ │ │ │ │ │ │ │ │ │ │ │ │ │ │ │ │ │ X Andrzej Zamoyski (1852-1927)
│ │ │ │ │ │ │ │ │ │ │ │ │ │ │ │ │ │ │ │ │ │ │ │ │ │ │
│ │ │ │ │ │ │ │ │ │ │ │ │ │ │ │ │ │ │ │ │ │ │ │ │ │ ├─>Ferran (1857-1859)
│ │ │ │ │ │ │ │ │ │ │ │ │ │ │ │ │ │ │ │ │ │ │ │ │ │ │
│ │ │ │ │ │ │ │ │ │ │ │ │ │ │ │ │ │ │ │ │ │ │ │ │ │ └─>Maria de l'Anunciació (1858-1873)
│ │ │ │ │ │ │ │ │ │ │ │ │ │ │ │ │ │ │ │ │ │ │ │ │ │
│ │ │ │ │ │ │ │ │ │ │ │ │ │ │ │ │ │ │ │ │ │ │ │ │ ├─>Maria Cristina (1779-1849) 
│ │ │ │ │ │ │ │ │ │ │ │ │ │ │ │ │ │ │ │ │ │ │ │ │ │ X 
Carles Fèlix de Savoia
 (1765-1831)
│ │ │ │ │ │ │ │ │ │ │ │ │ │ │ │ │ │ │ │ │ │ │ │ │ │
│ │ │ │ │ │ │ │ │ │ │ │ │ │ │ │ │ │ │ │ │ │ │ │ │ ├─>Maria Cristina Amèlia (1779-1783)
│ │ │ │ │ │ │ │ │ │ │ │ │ │ │ │ │ │ │ │ │ │ │ │ │ │
│ │ │ │ │ │ │ │ │ │ │ │ │ │ │ │ │ │ │ │ │ │ │ │ │ ├─>Carles (1780-1789)
│ │ │ │ │ │ │ │ │ │ │ │ │ │ │ │ │ │ │ │ │ │ │ │ │ │
│ │ │ │ │ │ │ │ │ │ │ │ │ │ │ │ │ │ │ │ │ │ │ │ │ ├─>Josep(1781-1783)
│ │ │ │ │ │ │ │ │ │ │ │ │ │ │ │ │ │ │ │ │ │ │ │ │ │
│ │ │ │ │ │ │ │ │ │ │ │ │ │ │ │ │ │ │ │ │ │ │ │ │ ├─>
Maria Amèlia
 (1782-1866) 
│ │ │ │ │ │ │ │ │ │ │ │ │ │ │ │ │ │ │ │ │ │ │ │ │ │ X 
Lluís Felip I de França
 (1773-1850), rei dels francesos
│ │ │ │ │ │ │ │ │ │ │ │ │ │ │ │ │ │ │ │ │ │ │ │ │ │
│ │ │ │ │ │ │ │ │ │ │ │ │ │ │ │ │ │ │ │ │ │ │ │ │ ├─>una filla (1783-1783)
│ │ │ │ │ │ │ │ │ │ │ │ │ │ │ │ │ │ │ │ │ │ │ │ │ │
│ │ │ │ │ │ │ │ │ │ │ │ │ │ │ │ │ │ │ │ │ │ │ │ │ ├─>Maria Antonieta (1784-1806) 
│ │ │ │ │ │ │ │ │ │ │ │ │ │ │ │ │ │ │ │ │ │ │ │ │ │ X 
Ferran VII d'Espanya
 (1784-1833)
│ │ │ │ │ │ │ │ │ │ │ │ │ │ │ │ │ │ │ │ │ │ │ │ │ │
│ │ │ │ │ │ │ │ │ │ │ │ │ │ │ │ │ │ │ │ │ │ │ │ │ ├─>Maria Clotilde (1786-1792)
│ │ │ │ │ │ │ │ │ │ │ │ │ │ │ │ │ │ │ │ │ │ │ │ │ │
│ │ │ │ │ │ │ │ │ │ │ │ │ │ │ │ │ │ │ │ │ │ │ │ │ ├─>Maria Enriqueta (1787-1792)
│ │ │ │ │ │ │ │ │ │ │ │ │ │ │ │ │ │ │ │ │ │ │ │ │ │
│ │ │ │ │ │ │ │ │ │ │ │ │ │ │ │ │ │ │ │ │ │ │ │ │ ├─>Carles (1788-1789)
│ │ │ │ │ │ │ │ │ │ │ │ │ │ │ │ │ │ │ │ │ │ │ │ │ │
│ │ │ │ │ │ │ │ │ │ │ │ │ │ │ │ │ │ │ │ │ │ │ │ │ ├─>Leopold (1790-1851), príncep de Salerne
│ │ │ │ │ │ │ │ │ │ │ │ │ │ │ │ │ │ │ │ │ │ │ │ │ │ X Maria Clementina d'Àustria (1798-1881)
│ │ │ │ │ │ │ │ │ │ │ │ │ │ │ │ │ │ │ │ │ │ │ │ │ │ │
│ │ │ │ │ │ │ │ │ │ │ │ │ │ │ │ │ │ │ │ │ │ │ │ │ │ ├─>una filla (1819-1819)
│ │ │ │ │ │ │ │ │ │ │ │ │ │ │ │ │ │ │ │ │ │ │ │ │ │ │
│ │ │ │ │ │ │ │ │ │ │ │ │ │ │ │ │ │ │ │ │ │ │ │ │ │ ├─>Carolina (1822-1869)
│ │ │ │ │ │ │ │ │ │ │ │ │ │ │ │ │ │ │ │ │ │ │ │ │ │ │ X 
Enric d'Orleans
 (1822-1897), duc d'Aumâle
│ │ │ │ │ │ │ │ │ │ │ │ │ │ │ │ │ │ │ │ │ │ │ │ │ │ │
│ │ │ │ │ │ │ │ │ │ │ │ │ │ │ │ │ │ │ │ │ │ │ │ │ │ ├─>Lluís (1824-1824)
│ │ │ │ │ │ │ │ │ │ │ │ │ │ │ │ │ │ │ │ │ │ │ │ │ │ │
│ │ │ │ │ │ │ │ │ │ │ │ │ │ │ │ │ │ │ │ │ │ │ │ │ │ └─>una filla (1829-1829)
│ │ │ │ │ │ │ │ │ │ │ │ │ │ │ │ │ │ │ │ │ │ │ │ │ │
│ │ │ │ │ │ │ │ │ │ │ │ │ │ │ │ │ │ │ │ │ │ │ │ │ ├─>Albert (1792-1798)
│ │ │ │ │ │ │ │ │ │ │ │ │ │ │ │ │ │ │ │ │ │ │ │ │ │
│ │ │ │ │ │ │ │ │ │ │ │ │ │ │ │ │ │ │ │ │ │ │ │ │ └─>Maria Isabel (1793-1801)
│ │ │ │ │ │ │ │ │ │ │ │ │ │ │ │ │ │ │ │ │ │ │ │ │
│ │ │ │ │ │ │ │ │ │ │ │ │ │ │ │ │ │ │ │ │ │ │ │ ├─>Gabriel (1752-1788) 
│ │ │ │ │ │ │ │ │ │ │ │ │ │ │ │ │ │ │ │ │ │ │ │ │ X Maria Anna Victòria de Portugal (1768-1788)
│ │ │ │ │ │ │ │ │ │ │ │ │ │ │ │ │ │ │ │ │ │ │ │ │ │
│ │ │ │ │ │ │ │ │ │ │ │ │ │ │ │ │ │ │ │ │ │ │ │ │ ├─>Pere (1786-1812) 
│ │ │ │ │ │ │ │ │ │ │ │ │ │ │ │ │ │ │ │ │ │ │ │ │ │ X Maria Teresa de Portugal (1793-1874)
│ │ │ │ │ │ │ │ │ │ │ │ │ │ │ │ │ │ │ │ │ │ │ │ │ │ │
│ │ │ │ │ │ │ │ │ │ │ │ │ │ │ │ │ │ │ │ │ │ │ │ │ │ └─>Sebastià (1811-1875) 
│ │ │ │ │ │ │ │ │ │ │ │ │ │ │ │ │ │ │ │ │ │ │ │ │ │ X 1) 1832 Maria Amèlia de Borbó-Sicília (1818-1857) 
│ │ │ │ │ │ │ │ │ │ │ │ │ │ │ │ │ │ │ │ │ │ │ │ │ │ X 2) 1860 Cristina d'Espanya (1833-1902)
│ │ │ │ │ │ │ │ │ │ │ │ │ │ │ │ │ │ │ │ │ │ │ │ │ │ │
│ │ │ │ │ │ │ │ │ │ │ │ │ │ │ │ │ │ │ │ │ │ │ │ │ │ ├2>Francesc (1861-1923), duc de Marchena
│ │ │ │ │ │ │ │ │ │ │ │ │ │ │ │ │ │ │ │ │ │ │ │ │ │ │ X Maria del Pilar de Muguiro y Beruete, duquessa de Villafranca (1869-1926)
│ │ │ │ │ │ │ │ │ │ │ │ │ │ │ │ │ │ │ │ │ │ │ │ │ │ │ │
│ │ │ │ │ │ │ │ │ │ │ │ │ │ │ │ │ │ │ │ │ │ │ │ │ │ │ ├─>Cristina (1889-1981), duquessa de Marchena
│ │ │ │ │ │ │ │ │ │ │ │ │ │ │ │ │ │ │ │ │ │ │ │ │ │ │ │ X Leopold Walford (1881-1958)
│ │ │ │ │ │ │ │ │ │ │ │ │ │ │ │ │ │ │ │ │ │ │ │ │ │ │ │
│ │ │ │ │ │ │ │ │ │ │ │ │ │ │ │ │ │ │ │ │ │ │ │ │ │ │ ├─>Elena (1890-1910)
│ │ │ │ │ │ │ │ │ │ │ │ │ │ │ │ │ │ │ │ │ │ │ │ │ │ │ │
│ │ │ │ │ │ │ │ │ │ │ │ │ │ │ │ │ │ │ │ │ │ │ │ │ │ │ └─>Maria (1895-1964), senyorade Balincourt
│ │ │ │ │ │ │ │ │ │ │ │ │ │ │ │ │ │ │ │ │ │ │ │ │ │ │ X Jan Ostrorog (1896-1975)
│ │ │ │ │ │ │ │ │ │ │ │ │ │ │ │ │ │ │ │ │ │ │ │ │ │ │
│ │ │ │ │ │ │ │ │ │ │ │ │ │ │ │ │ │ │ │ │ │ │ │ │ │ ├─>Pere de Alcantara (1862-1892), duc de Delrcal
│ │ │ │ │ │ │ │ │ │ │ │ │ │ │ │ │ │ │ │ │ │ │ │ │ │ │ X Maria de la Caridad de Madan y Uriondo (1867-1912)
│ │ │ │ │ │ │ │ │ │ │ │ │ │ │ │ │ │ │ │ │ │ │ │ │ │ │ │
│ │ │ │ │ │ │ │ │ │ │ │ │ │ │ │ │ │ │ │ │ │ │ │ │ │ │ ├─>Maria Cristina (1886-1976) 
│ │ │ │ │ │ │ │ │ │ │ │ │ │ │ │ │ │ │ │ │ │ │ │ │ │ │ │ X Maurits Willem Raedinck van Vollenhoven (1882-1944)
│ │ │ │ │ │ │ │ │ │ │ │ │ │ │ │ │ │ │ │ │ │ │ │ │ │ │ │
│ │ │ │ │ │ │ │ │ │ │ │ │ │ │ │ │ │ │ │ │ │ │ │ │ │ │ ├─>Maria Pia (1888-1969) 
│ │ │ │ │ │ │ │ │ │ │ │ │ │ │ │ │ │ │ │ │ │ │ │ │ │ │ │ X 1) Rafael Padilla y Avida (1887-1945) 
│ │ │ │ │ │ │ │ │ │ │ │ │ │ │ │ │ │ │ │ │ │ │ │ │ │ │ │ X 2) Guillermo Ramon Archaval (1885-1971)
│ │ │ │ │ │ │ │ │ │ │ │ │ │ │ │ │ │ │ │ │ │ │ │ │ │ │ │
│ │ │ │ │ │ │ │ │ │ │ │ │ │ │ │ │ │ │ │ │ │ │ │ │ │ │ └─>Ferran de Borbón y Madan (1891-1944), duc de Dúrcal
│ │ │ │ │ │ │ │ │ │ │ │ │ │ │ │ │ │ │ │ │ │ │ │ │ │ │ X Maria Letícia Bosch-Labrús i Blat (1890-1981)
│ │ │ │ │ │ │ │ │ │ │ │ │ │ │ │ │ │ │ │ │ │ │ │ │ │ │ │
│ │ │ │ │ │ │ │ │ │ │ │ │ │ │ │ │ │ │ │ │ │ │ │ │ │ │ ├─>Maria Cristina de Borbón y Bosch-Labrús (1913), duquessa de Dúrcal
│ │ │ │ │ │ │ │ │ │ │ │ │ │ │ │ │ │ │ │ │ │ │ │ │ │ │ │ X Antenor Patiño y Rodríguez (1896-1982)
│ │ │ │ │ │ │ │ │ │ │ │ │ │ │ │ │ │ │ │ │ │ │ │ │ │ │ │
│ │ │ │ │ │ │ │ │ │ │ │ │ │ │ │ │ │ │ │ │ │ │ │ │ │ │ └─>Leticia de Borbón y Bosch-Labrús (1915) 
│ │ │ │ │ │ │ │ │ │ │ │ │ │ │ │ │ │ │ │ │ │ │ │ │ │ │ X 1) Paolo Venturi Ginori Lisci (1915), marquès di Riparbella (*Florence 22.4.1915) 
│ │ │ │ │ │ │ │ │ │ │ │ │ │ │ │ │ │ │ │ │ │ │ │ │ │ │ X 2) Stefano Franceschi (1903-1981)
│ │ │ │ │ │ │ │ │ │ │ │ │ │ │ │ │ │ │ │ │ │ │ │ │ │ │
│ │ │ │ │ │ │ │ │ │ │ │ │ │ │ │ │ │ │ │ │ │ │ │ │ │ ├─> Lluís (1864-1889), duc d'Ansola
│ │ │ │ │ │ │ │ │ │ │ │ │ │ │ │ │ │ │ │ │ │ │ │ │ │ │ X Maria Anna Bernaldo de Quiros, marquèsa d'Atarfe (1866-1934)
│ │ │ │ │ │ │ │ │ │ │ │ │ │ │ │ │ │ │ │ │ │ │ │ │ │ │ │
│ │ │ │ │ │ │ │ │ │ │ │ │ │ │ │ │ │ │ │ │ │ │ │ │ │ │ ├─>Lluís (1887-1945), duc d'Ansola
│ │ │ │ │ │ │ │ │ │ │ │ │ │ │ │ │ │ │ │ │ │ │ │ │ │ │ │ X Beatrice Harrington (1891-1979)
│ │ │ │ │ │ │ │ │ │ │ │ │ │ │ │ │ │ │ │ │ │ │ │ │ │ │ │
│ │ │ │ │ │ │ │ │ │ │ │ │ │ │ │ │ │ │ │ │ │ │ │ │ │ │ └─>Manfred (1889-1979)
│ │ │ │ │ │ │ │ │ │ │ │ │ │ │ │ │ │ │ │ │ │ │ │ │ │ │ X 1) Leticia de Santa Marina y Romero (1899-1925) 
│ │ │ │ │ │ │ │ │ │ │ │ │ │ │ │ │ │ │ │ │ │ │ │ │ │ │ X 2) Teresa de Mariategui y Arteaga (1914-1996)
│ │ │ │ │ │ │ │ │ │ │ │ │ │ │ │ │ │ │ │ │ │ │ │ │ │ │
│ │ │ │ │ │ │ │ │ │ │ │ │ │ │ │ │ │ │ │ │ │ │ │ │ │ ├─>Alfons (1866-1934) 
│ │ │ │ │ │ │ │ │ │ │ │ │ │ │ │ │ │ │ │ │ │ │ │ │ │ │ X Julia Méndez y Morales
│ │ │ │ │ │ │ │ │ │ │ │ │ │ │ │ │ │ │ │ │ │ │ │ │ │ │
│ │ │ │ │ │ │ │ │ │ │ │ │ │ │ │ │ │ │ │ │ │ │ │ │ │ └─>Gabriel (1869-1889)
│ │ │ │ │ │ │ │ │ │ │ │ │ │ │ │ │ │ │ │ │ │ │ │ │ │
│ │ │ │ │ │ │ │ │ │ │ │ │ │ │ │ │ │ │ │ │ │ │ │ │ ├─>Maria Carlota (1787-1787)
│ │ │ │ │ │ │ │ │ │ │ │ │ │ │ │ │ │ │ │ │ │ │ │ │ │
│ │ │ │ │ │ │ │ │ │ │ │ │ │ │ │ │ │ │ │ │ │ │ │ │ └─>Carles (1788-1788)
│ │ │ │ │ │ │ │ │ │ │ │ │ │ │ │ │ │ │ │ │ │ │ │ │
│ │ │ │ │ │ │ │ │ │ │ │ │ │ │ │ │ │ │ │ │ │ │ │ ├─>Maria Anna (1754-1755)
│ │ │ │ │ │ │ │ │ │ │ │ │ │ │ │ │ │ │ │ │ │ │ │ │
│ │ │ │ │ │ │ │ │ │ │ │ │ │ │ │ │ │ │ │ │ │ │ │ ├─>Antoni (1755-1817)
│ │ │ │ │ │ │ │ │ │ │ │ │ │ │ │ │ │ │ │ │ │ │ │ │ X Amèlia d'Espanya (1779-1798)
│ │ │ │ │ │ │ │ │ │ │ │ │ │ │ │ │ │ │ │ │ │ │ │ │
│ │ │ │ │ │ │ │ │ │ │ │ │ │ │ │ │ │ │ │ │ │ │ │ └─>Francesc (1757-1771)
│ │ │ │ │ │ │ │ │ │ │ │ │ │ │ │ │ │ │ │ │ │ │ │
│ │ │ │ │ │ │ │ │ │ │ │ │ │ │ │ │ │ │ │ │ │ │ ├2>Francesc (1717-1717)
│ │ │ │ │ │ │ │ │ │ │ │ │ │ │ │ │ │ │ │ │ │ │ │
│ │ │ │ │ │ │ │ │ │ │ │ │ │ │ │ │ │ │ │ │ │ │ ├2>Maria Anna Victòria (1718-1781) 
│ │ │ │ │ │ │ │ │ │ │ │ │ │ │ │ │ │ │ │ │ │ │ │ X 
Josep I de Portugal
 (1714-1777)
│ │ │ │ │ │ │ │ │ │ │ │ │ │ │ │ │ │ │ │ │ │ │ │

Branca dels ducs de Parma

│ │ │ │ │ │ │ │ │ │ │ │ │ │ │ │ │ │ │ │ │ │ │ ├2 > 
Felip I de Parma
 (1720-1765), duc de Parma
│ │ │ │ │ │ │ │ │ │ │ │ │ │ │ │ │ │ │ │ │ │ │ │ X 
Elisabet de França
 (1727-1759)
│ │ │ │ │ │ │ │ │ │ │ │ │ │ │ │ │ │ │ │ │ │ │ │ │
│ │ │ │ │ │ │ │ │ │ │ │ │ │ │ │ │ │ │ │ │ │ │ │ ├─>Isabel (1741-1763) 
│ │ │ │ │ │ │ │ │ │ │ │ │ │ │ │ │ │ │ │ │ │ │ │ │ X 
Josep II d'Àustria
 (1741-1790), emperador
│ │ │ │ │ │ │ │ │ │ │ │ │ │ │ │ │ │ │ │ │ │ │ │ │
│ │ │ │ │ │ │ │ │ │ │ │ │ │ │ │ │ │ │ │ │ │ │ │ ├─ > 
Ferran I
 (1751-1802), duc de Parma 
│ │ │ │ │ │ │ │ │ │ │ │ │ │ │ │ │ │ │ │ │ │ │ │ │ X Maria Amèlia d'Àustria (1746-1804)
│ │ │ │ │ │ │ │ │ │ │ │ │ │ │ │ │ │ │ │ │ │ │ │ │ │
│ │ │ │ │ │ │ │ │ │ │ │ │ │ │ │ │ │ │ │ │ │ │ │ │ ├─> 
Lluís I
 (1773-1803), rei d'Etrúria
│ │ │ │ │ │ │ │ │ │ │ │ │ │ │ │ │ │ │ │ │ │ │ │ │ │ X Maria Lluïsa d'Espanya (1782-1824)
│ │ │ │ │ │ │ │ │ │ │ │ │ │ │ │ │ │ │ │ │ │ │ │ │ │ │
│ │ │ │ │ │ │ │ │ │ │ │ │ │ │ │ │ │ │ │ │ │ │ │ │ │ ├─> 
Carles -Lluís I de Lucca
 (1799-1883), rei d'Etrúria, duc de Lucca, després duc de Parma
│ │ │ │ │ │ │ │ │ │ │ │ │ │ │ │ │ │ │ │ │ │ │ │ │ │ │ X Maria Teresa de Savoia (1803-1879)
│ │ │ │ │ │ │ │ │ │ │ │ │ │ │ │ │ │ │ │ │ │ │ │ │ │ │ │
│ │ │ │ │ │ │ │ │ │ │ │ │ │ │ │ │ │ │ │ │ │ │ │ │ │ │ ├─>Lluïsa (1821-1823)
│ │ │ │ │ │ │ │ │ │ │ │ │ │ │ │ │ │ │ │ │ │ │ │ │ │ │ │
│ │ │ │ │ │ │ │ │ │ │ │ │ │ │ │ │ │ │ │ │ │ │ │ │ │ │ └─ > 
Carles III de Parma
 (1823-1854), duc de Parma
│ │ │ │ │ │ │ │ │ │ │ │ │ │ │ │ │ │ │ │ │ │ │ │ │ │ │ X 
Lluïsa d'Artois
 (1819-1864)
│ │ │ │ │ │ │ │ │ │ │ │ │ │ │ │ │ │ │ │ │ │ │ │ │ │ │ │
│ │ │ │ │ │ │ │ │ │ │ │ │ │ │ │ │ │ │ │ │ │ │ │ │ │ │ ├─>Margarida (1847-1893) 
│ │ │ │ │ │ │ │ │ │ │ │ │ │ │ │ │ │ │ │ │ │ │ │ │ │ │ │ X 
Carles de Borbó
 (1848-1909) «duc de Madrid», pretendent carlí i legitimista
│ │ │ │ │ │ │ │ │ │ │ │ │ │ │ │ │ │ │ │ │ │ │ │ │ │ │ │
│ │ │ │ │ │ │ │ │ │ │ │ │ │ │ │ │ │ │ │ │ │ │ │ │ │ │ ├─> 
Robert I
 (1848-1907), duc de Parma
│ │ │ │ │ │ │ │ │ │ │ │ │ │ │ │ │ │ │ │ │ │ │ │ │ │ │ │ X 1) Maria Pia de Borbó-Sicília (1849-1882)
│ │ │ │ │ │ │ │ │ │ │ │ │ │ │ │ │ │ │ │ │ │ │ │ │ │ │ │ X 2) Maria Antonieta de Portugal (1862-1959)
│ │ │ │ │ │ │ │ │ │ │ │ │ │ │ │ │ │ │ │ │ │ │ │ │ │ │ │ │
│ │ │ │ │ │ │ │ │ │ │ │ │ │ │ │ │ │ │ │ │ │ │ │ │ │ │ │ ├1>Maria Lluïsa (1870-1899) 
│ │ │ │ │ │ │ │ │ │ │ │ │ │ │ │ │ │ │ │ │ │ │ │ │ │ │ │ │ X 
Ferran I de Bulgària
 (1861-1948)
│ │ │ │ │ │ │ │ │ │ │ │ │ │ │ │ │ │ │ │ │ │ │ │ │ │ │ │ │
│ │ │ │ │ │ │ │ │ │ │ │ │ │ │ │ │ │ │ │ │ │ │ │ │ │ │ │ ├1>Ferran (1871-1872)
│ │ │ │ │ │ │ │ │ │ │ │ │ │ │ │ │ │ │ │ │ │ │ │ │ │ │ │ │
│ │ │ │ │ │ │ │ │ │ │ │ │ │ │ │ │ │ │ │ │ │ │ │ │ │ │ │ ├1>Lluïsa (1872-1943)
│ │ │ │ │ │ │ │ │ │ │ │ │ │ │ │ │ │ │ │ │ │ │ │ │ │ │ │ │
│ │ │ │ │ │ │ │ │ │ │ │ │ │ │ │ │ │ │ │ │ │ │ │ │ │ │ │ ├1>Enric (1873-1939) «duc de Parma»
│ │ │ │ │ │ │ │ │ │ │ │ │ │ │ │ │ │ │ │ │ │ │ │ │ │ │ │ │
│ │ │ │ │ │ │ │ │ │ │ │ │ │ │ │ │ │ │ │ │ │ │ │ │ │ │ │ ├1>Immaculada (1874-1914)
│ │ │ │ │ │ │ │ │ │ │ │ │ │ │ │ │ │ │ │ │ │ │ │ │ │ │ │ │
│ │ │ │ │ │ │ │ │ │ │ │ │ │ │ │ │ │ │ │ │ │ │ │ │ │ │ │ ├1>Josep (1875-1950) «duc de Parma»
│ │ │ │ │ │ │ │ │ │ │ │ │ │ │ │ │ │ │ │ │ │ │ │ │ │ │ │ │
│ │ │ │ │ │ │ │ │ │ │ │ │ │ │ │ │ │ │ │ │ │ │ │ │ │ │ │ ├1>Teresa (1876-1959)
│ │ │ │ │ │ │ │ │ │ │ │ │ │ │ │ │ │ │ │ │ │ │ │ │ │ │ │ │
│ │ │ │ │ │ │ │ │ │ │ │ │ │ │ │ │ │ │ │ │ │ │ │ │ │ │ │ ├1>Pia (1877-1915)
│ │ │ │ │ │ │ │ │ │ │ │ │ │ │ │ │ │ │ │ │ │ │ │ │ │ │ │ │
│ │ │ │ │ │ │ │ │ │ │ │ │ │ │ │ │ │ │ │ │ │ │ │ │ │ │ │ ├1>Beatriu (1879-1946
│ │ │ │ │ │ │ │ │ │ │ │ │ │ │ │ │ │ │ │ │ │ │ │ │ │ │ │ │ X Pietro, comte Lucchesi Palli (1870-1939)
│ │ │ │ │ │ │ │ │ │ │ │ │ │ │ │ │ │ │ │ │ │ │ │ │ │ │ │ │
│ │ │ │ │ │ │ │ │ │ │ │ │ │ │ │ │ │ │ │ │ │ │ │ │ │ │ │ ├1>Elies (1880-1959) «duc de Parma»
│ │ │ │ │ │ │ │ │ │ │ │ │ │ │ │ │ │ │ │ │ │ │ │ │ │ │ │ │ X Maria Anna d'Àustria (1882-1940)
│ │ │ │ │ │ │ │ │ │ │ │ │ │ │ │ │ │ │ │ │ │ │ │ │ │ │ │ │ │
│ │ │ │ │ │ │ │ │ │ │ │ │ │ │ │ │ │ │ │ │ │ │ │ │ │ │ │ │ ├─>Elisabet (1904-1983)
│ │ │ │ │ │ │ │ │ │ │ │ │ │ │ │ │ │ │ │ │ │ │ │ │ │ │ │ │ │
│ │ │ │ │ │ │ │ │ │ │ │ │ │ │ │ │ │ │ │ │ │ │ │ │ │ │ │ │ ├─>Carles Lluís (1905-1912)
│ │ │ │ │ │ │ │ │ │ │ │ │ │ │ │ │ │ │ │ │ │ │ │ │ │ │ │ │ │
│ │ │ │ │ │ │ │ │ │ │ │ │ │ │ │ │ │ │ │ │ │ │ │ │ │ │ │ │ ├─>Maria Francesc a (1906-1994)
│ │ │ │ │ │ │ │ │ │ │ │ │ │ │ │ │ │ │ │ │ │ │ │ │ │ │ │ │ │
│ │ │ │ │ │ │ │ │ │ │ │ │ │ │ │ │ │ │ │ │ │ │ │ │ │ │ │ │ ├─>Robert (1909-1974) «duc de Parma»
│ │ │ │ │ │ │ │ │ │ │ │ │ │ │ │ │ │ │ │ │ │ │ │ │ │ │ │ │ │
│ │ │ │ │ │ │ │ │ │ │ │ │ │ │ │ │ │ │ │ │ │ │ │ │ │ │ │ │ ├─>Francesc (1913-1939)
│ │ │ │ │ │ │ │ │ │ │ │ │ │ │ │ │ │ │ │ │ │ │ │ │ │ │ │ │ │
│ │ │ │ │ │ │ │ │ │ │ │ │ │ │ │ │ │ │ │ │ │ │ │ │ │ │ │ │ ├─>Joana Isabel (1916-1949)
│ │ │ │ │ │ │ │ │ │ │ │ │ │ │ │ │ │ │ │ │ │ │ │ │ │ │ │ │ │
│ │ │ │ │ │ │ │ │ │ │ │ │ │ │ │ │ │ │ │ │ │ │ │ │ │ │ │ │ ├─>Alícia (1917) 
│ │ │ │ │ │ │ │ │ │ │ │ │ │ │ │ │ │ │ │ │ │ │ │ │ │ │ │ │ │ X Alfons de Borbó-Sicília (1901-1964)
│ │ │ │ │ │ │ │ │ │ │ │ │ │ │ │ │ │ │ │ │ │ │ │ │ │ │ │ │ │
│ │ │ │ │ │ │ │ │ │ │ │ │ │ │ │ │ │ │ │ │ │ │ │ │ │ │ │ │ └─>Maria Cristina (1925)
│ │ │ │ │ │ │ │ │ │ │ │ │ │ │ │ │ │ │ │ │ │ │ │ │ │ │ │ │
│ │ │ │ │ │ │ │ │ │ │ │ │ │ │ │ │ │ │ │ │ │ │ │ │ │ │ │ ├1>Anastàsia (1881-1881)
│ │ │ │ │ │ │ │ │ │ │ │ │ │ │ │ │ │ │ │ │ │ │ │ │ │ │ │ │
│ │ │ │ │ │ │ │ │ │ │ │ │ │ │ │ │ │ │ │ │ │ │ │ │ │ │ │ ├1>August (1882-1882)
│ │ │ │ │ │ │ │ │ │ │ │ │ │ │ │ │ │ │ │ │ │ │ │ │ │ │ │ │
│ │ │ │ │ │ │ │ │ │ │ │ │ │ │ │ │ │ │ │ │ │ │ │ │ │ │ │ ├2> Adelaida (1885-1959)
│ │ │ │ │ │ │ │ │ │ │ │ │ │ │ │ │ │ │ │ │ │ │ │ │ │ │ │ │
│ │ │ │ │ │ │ │ │ │ │ │ │ │ │ │ │ │ │ │ │ │ │ │ │ │ │ │ ├2>Sixte (1886-1934) 
│ │ │ │ │ │ │ │ │ │ │ │ │ │ │ │ │ │ │ │ │ │ │ │ │ │ │ │ │ X Hedwigis de la Rochefoucauld (1896-1986)
│ │ │ │ │ │ │ │ │ │ │ │ │ │ │ │ │ │ │ │ │ │ │ │ │ │ │ │ │ │
│ │ │ │ │ │ │ │ │ │ │ │ │ │ │ │ │ │ │ │ │ │ │ │ │ │ │ │ │ └─>Isabel (1922) 
│ │ │ │ │ │ │ │ │ │ │ │ │ │ │ │ │ │ │ │ │ │ │ │ │ │ │ │ │ X Roger de La Rochefoucauld (1915-1970)
│ │ │ │ │ │ │ │ │ │ │ │ │ │ │ │ │ │ │ │ │ │ │ │ │ │ │ │ │
│ │ │ │ │ │ │ │ │ │ │ │ │ │ │ │ │ │ │ │ │ │ │ │ │ │ │ │ ├2>Francesc -Xavier (1889-1977) «duc de Parma»
│ │ │ │ │ │ │ │ │ │ │ │ │ │ │ │ │ │ │ │ │ │ │ │ │ │ │ │ │ X Magdalena de Borbó-Busset (1898-1984)
│ │ │ │ │ │ │ │ │ │ │ │ │ │ │ │ │ │ │ │ │ │ │ │ │ │ │ │ │ │
│ │ │ │ │ │ │ │ │ │ │ │ │ │ │ │ │ │ │ │ │ │ │ │ │ │ │ │ │ ├─>Maria Francesc a (1928) 
│ │ │ │ │ │ │ │ │ │ │ │ │ │ │ │ │ │ │ │ │ │ │ │ │ │ │ │ │ │ X Eduard 
Lobkowicz
 (1926)
│ │ │ │ │ │ │ │ │ │ │ │ │ │ │ │ │ │ │ │ │ │ │ │ │ │ │ │ │ │
│ │ │ │ │ │ │ │ │ │ │ │ │ │ │ │ │ │ │ │ │ │ │ │ │ │ │ │ │ ├─>Carles -Hug (1930) «duc de Parma»
│ │ │ │ │ │ │ │ │ │ │ │ │ │ │ │ │ │ │ │ │ │ │ │ │ │ │ │ │ │ X Irene dels Països Baixos (1939)
│ │ │ │ │ │ │ │ │ │ │ │ │ │ │ │ │ │ │ │ │ │ │ │ │ │ │ │ │ │ │
│ │ │ │ │ │ │ │ │ │ │ │ │ │ │ │ │ │ │ │ │ │ │ │ │ │ │ │ │ │ ├─> Carles (1970-) «príncep de Plasència»
│ │ │ │ │ │ │ │ │ │ │ │ │ │ │ │ │ │ │ │ │ │ │ │ │ │ │ │ │ │ │
│ │ │ │ │ │ │ │ │ │ │ │ │ │ │ │ │ │ │ │ │ │ │ │ │ │ │ │ │ │ ├─>Jaume (1972)
│ │ │ │ │ │ │ │ │ │ │ │ │ │ │ │ │ │ │ │ │ │ │ │ │ │ │ │ │ │ │
│ │ │ │ │ │ │ │ │ │ │ │ │ │ │ │ │ │ │ │ │ │ │ │ │ │ │ │ │ │ ├─>Margarida (1972) 
│ │ │ │ │ │ │ │ │ │ │ │ │ │ │ │ │ │ │ │ │ │ │ │ │ │ │ │ │ │ │ X Edwin Karel Willem de Roy van Zuydewijn (1966)
│ │ │ │ │ │ │ │ │ │ │ │ │ │ │ │ │ │ │ │ │ │ │ │ │ │ │ │ │ │ │
│ │ │ │ │ │ │ │ │ │ │ │ │ │ │ │ │ │ │ │ │ │ │ │ │ │ │ │ │ │ └─>Maria Carolina (1974)
│ │ │ │ │ │ │ │ │ │ │ │ │ │ │ │ │ │ │ │ │ │ │ │ │ │ │ │ │ │
│ │ │ │ │ │ │ │ │ │ │ │ │ │ │ │ │ │ │ │ │ │ │ │ │ │ │ │ │ ├─>Maria Teresa (1933)
│ │ │ │ │ │ │ │ │ │ │ │ │ │ │ │ │ │ │ │ │ │ │ │ │ │ │ │ │ │
│ │ │ │ │ │ │ │ │ │ │ │ │ │ │ │ │ │ │ │ │ │ │ │ │ │ │ │ │ ├─>Cecília (1935)
│ │ │ │ │ │ │ │ │ │ │ │ │ │ │ │ │ │ │ │ │ │ │ │ │ │ │ │ │ │
│ │ │ │ │ │ │ │ │ │ │ │ │ │ │ │ │ │ │ │ │ │ │ │ │ │ │ │ │ ├─>Maria-de les Neus (1937)
│ │ │ │ │ │ │ │ │ │ │ │ │ │ │ │ │ │ │ │ │ │ │ │ │ │ │ │ │ │
│ │ │ │ │ │ │ │ │ │ │ │ │ │ │ │ │ │ │ │ │ │ │ │ │ │ │ │ │ └─>Sixte Enric (1940)
│ │ │ │ │ │ │ │ │ │ │ │ │ │ │ │ │ │ │ │ │ │ │ │ │ │ │ │ │
│ │ │ │ │ │ │ │ │ │ │ │ │ │ │ │ │ │ │ │ │ │ │ │ │ │ │ │ ├2>Francesca Josefina (1890-1978)
│ │ │ │ │ │ │ │ │ │ │ │ │ │ │ │ │ │ │ │ │ │ │ │ │ │ │ │ │
│ │ │ │ │ │ │ │ │ │ │ │ │ │ │ │ │ │ │ │ │ │ │ │ │ │ │ │ ├2 > 
Zita
 (1892-1989) 
│ │ │ │ │ │ │ │ │ │ │ │ │ │ │ │ │ │ │ │ │ │ │ │ │ │ │ │ │ X 
Carles I d'Àustria
 (1887-1922)
│ │ │ │ │ │ │ │ │ │ │ │ │ │ │ │ │ │ │ │ │ │ │ │ │ │ │ │ │
│ │ │ │ │ │ │ │ │ │ │ │ │ │ │ │ │ │ │ │ │ │ │ │ │ │ │ │ ├2 > 
Fèlix de Borbó-Parma
 (1893-1970) 
│ │ │ │ │ │ │ │ │ │ │ │ │ │ │ │ │ │ │ │ │ │ │ │ │ │ │ │ │ X 
Carlota de Luxemburg
 (1896-1985), gran duquessa de Luxemburg 
│ │ │ │ │ │ │ │ │ │ │ │ │ │ │ │ │ │ │ │ │ │ │ │ │ │ │ │ │ │
│ │ │ │ │ │ │ │ │ │ │ │ │ │ │ │ │ │ │ │ │ │ │ │ │ │ │ │ │ ├─ > 
Joan I de Luxemburg
 (1921), gran duc de Luxemburg 
│ │ │ │ │ │ │ │ │ │ │ │ │ │ │ │ │ │ │ │ │ │ │ │ │ │ │ │ │ │ Josefina de Bèlgica (1927)
│ │ │ │ │ │ │ │ │ │ │ │ │ │ │ │ │ │ │ │ │ │ │ │ │ │ │ │ │ │ │
│ │ │ │ │ │ │ │ │ │ │ │ │ │ │ │ │ │ │ │ │ │ │ │ │ │ │ │ │ │ ├─>Maria Astrid (1954) 
│ │ │ │ │ │ │ │ │ │ │ │ │ │ │ │ │ │ │ │ │ │ │ │ │ │ │ │ │ │ │ X Carles Cristià d'Àustria (1954)
│ │ │ │ │ │ │ │ │ │ │ │ │ │ │ │ │ │ │ │ │ │ │ │ │ │ │ │ │ │ │
│ │ │ │ │ │ │ │ │ │ │ │ │ │ │ │ │ │ │ │ │ │ │ │ │ │ │ │ │ │ ├─> 
Enric I de Luxemburg
 (1955), gran duc de Luxemburg 
│ │ │ │ │ │ │ │ │ │ │ │ │ │ │ │ │ │ │ │ │ │ │ │ │ │ │ │ │ │ │ X Maria Teresa Mestre i Batista (1956)
│ │ │ │ │ │ │ │ │ │ │ │ │ │ │ │ │ │ │ │ │ │ │ │ │ │ │ │ │ │ │ │
│ │ │ │ │ │ │ │ │ │ │ │ │ │ │ │ │ │ │ │ │ │ │ │ │ │ │ │ │ │ │ ├─> Guillem (1981)
│ │ │ │ │ │ │ │ │ │ │ │ │ │ │ │ │ │ │ │ │ │ │ │ │ │ │ │ │ │ │ │
│ │ │ │ │ │ │ │ │ │ │ │ │ │ │ │ │ │ │ │ │ │ │ │ │ │ │ │ │ │ │ ├─>Fèlix (1984)
│ │ │ │ │ │ │ │ │ │ │ │ │ │ │ │ │ │ │ │ │ │ │ │ │ │ │ │ │ │ │ │
│ │ │ │ │ │ │ │ │ │ │ │ │ │ │ │ │ │ │ │ │ │ │ │ │ │ │ │ │ │ │ ├─>Lluís (1986)
│ │ │ │ │ │ │ │ │ │ │ │ │ │ │ │ │ │ │ │ │ │ │ │ │ │ │ │ │ │ │ │
│ │ │ │ │ │ │ │ │ │ │ │ │ │ │ │ │ │ │ │ │ │ │ │ │ │ │ │ │ │ │ ├─>Alexandra (1991)
│ │ │ │ │ │ │ │ │ │ │ │ │ │ │ │ │ │ │ │ │ │ │ │ │ │ │ │ │ │ │ │
│ │ │ │ │ │ │ │ │ │ │ │ │ │ │ │ │ │ │ │ │ │ │ │ │ │ │ │ │ │ │ └─>Sebastià (1992)
│ │ │ │ │ │ │ │ │ │ │ │ │ │ │ │ │ │ │ │ │ │ │ │ │ │ │ │ │ │ │
│ │ │ │ │ │ │ │ │ │ │ │ │ │ │ │ │ │ │ │ │ │ │ │ │ │ │ │ │ │ ├─>Margarida (1957) 
│ │ │ │ │ │ │ │ │ │ │ │ │ │ │ │ │ │ │ │ │ │ │ │ │ │ │ │ │ │ │ X Nikolaus von und zu Liechtenstein (1947)
│ │ │ │ │ │ │ │ │ │ │ │ │ │ │ │ │ │ │ │ │ │ │ │ │ │ │ │ │ │ │
│ │ │ │ │ │ │ │ │ │ │ │ │ │ │ │ │ │ │ │ │ │ │ │ │ │ │ │ │ │ ├─>Joan (1957) 
│ │ │ │ │ │ │ │ │ │ │ │ │ │ │ │ │ │ │ │ │ │ │ │ │ │ │ │ │ │ │ X Elena Susana Vestur (1958)
│ │ │ │ │ │ │ │ │ │ │ │ │ │ │ │ │ │ │ │ │ │ │ │ │ │ │ │ │ │ │ │
│ │ │ │ │ │ │ │ │ │ │ │ │ │ │ │ │ │ │ │ │ │ │ │ │ │ │ │ │ │ │ ├─>Maria Gabriela (1986)
│ │ │ │ │ │ │ │ │ │ │ │ │ │ │ │ │ │ │ │ │ │ │ │ │ │ │ │ │ │ │ │
│ │ │ │ │ │ │ │ │ │ │ │ │ │ │ │ │ │ │ │ │ │ │ │ │ │ │ │ │ │ │ ├─>Constantí (1988)
│ │ │ │ │ │ │ │ │ │ │ │ │ │ │ │ │ │ │ │ │ │ │ │ │ │ │ │ │ │ │ │
│ │ │ │ │ │ │ │ │ │ │ │ │ │ │ │ │ │ │ │ │ │ │ │ │ │ │ │ │ │ │ ├─>Wenceslau (1990)
│ │ │ │ │ │ │ │ │ │ │ │ │ │ │ │ │ │ │ │ │ │ │ │ │ │ │ │ │ │ │ │
│ │ │ │ │ │ │ │ │ │ │ │ │ │ │ │ │ │ │ │ │ │ │ │ │ │ │ │ │ │ │ └─>Carles Joan (1992)
│ │ │ │ │ │ │ │ │ │ │ │ │ │ │ │ │ │ │ │ │ │ │ │ │ │ │ │ │ │ │
│ │ │ │ │ │ │ │ │ │ │ │ │ │ │ │ │ │ │ │ │ │ │ │ │ │ │ │ │ │ └─>Guillem (1963) 
│ │ │ │ │ │ │ │ │ │ │ │ │ │ │ │ │ │ │ │ │ │ │ │ │ │ │ │ │ │ X Sibilla Sandra Weiller (1968)
│ │ │ │ │ │ │ │ │ │ │ │ │ │ │ │ │ │ │ │ │ │ │ │ │ │ │ │ │ │ │
│ │ │ │ │ │ │ │ │ │ │ │ │ │ │ │ │ │ │ │ │ │ │ │ │ │ │ │ │ │ ├─>Pau Lluís (1998)
│ │ │ │ │ │ │ │ │ │ │ │ │ │ │ │ │ │ │ │ │ │ │ │ │ │ │ │ │ │ │
│ │ │ │ │ │ │ │ │ │ │ │ │ │ │ │ │ │ │ │ │ │ │ │ │ │ │ │ │ │ ├─>Leopold (2000)
│ │ │ │ │ │ │ │ │ │ │ │ │ │ │ │ │ │ │ │ │ │ │ │ │ │ │ │ │ │ │
│ │ │ │ │ │ │ │ │ │ │ │ │ │ │ │ │ │ │ │ │ │ │ │ │ │ │ │ │ │ ├─>Carlota (2000)
│ │ │ │ │ │ │ │ │ │ │ │ │ │ │ │ │ │ │ │ │ │ │ │ │ │ │ │ │ │ │
│ │ │ │ │ │ │ │ │ │ │ │ │ │ │ │ │ │ │ │ │ │ │ │ │ │ │ │ │ │ └─>Joan (2004)
│ │ │ │ │ │ │ │ │ │ │ │ │ │ │ │ │ │ │ │ │ │ │ │ │ │ │ │ │ │
│ │ │ │ │ │ │ │ │ │ │ │ │ │ │ │ │ │ │ │ │ │ │ │ │ │ │ │ │ ├─>Elisabet (1922) 
│ │ │ │ │ │ │ │ │ │ │ │ │ │ │ │ │ │ │ │ │ │ │ │ │ │ │ │ │ │ X Franz Ferran von Hohenberg (1927-1977)
│ │ │ │ │ │ │ │ │ │ │ │ │ │ │ │ │ │ │ │ │ │ │ │ │ │ │ │ │ │
│ │ │ │ │ │ │ │ │ │ │ │ │ │ │ │ │ │ │ │ │ │ │ │ │ │ │ │ │ ├─>Maria Adelaida (1924) 
│ │ │ │ │ │ │ │ │ │ │ │ │ │ │ │ │ │ │ │ │ │ │ │ │ │ │ │ │ │ X Karl Josef Henckel von Donnersmarck (1928)
│ │ │ │ │ │ │ │ │ │ │ │ │ │ │ │ │ │ │ │ │ │ │ │ │ │ │ │ │ │
│ │ │ │ │ │ │ │ │ │ │ │ │ │ │ │ │ │ │ │ │ │ │ │ │ │ │ │ │ ├─>Maria Gabriela (1925) 
│ │ │ │ │ │ │ │ │ │ │ │ │ │ │ │ │ │ │ │ │ │ │ │ │ │ │ │ │ │ X Knud von Holstein-Ledreborg (1919-2001)
│ │ │ │ │ │ │ │ │ │ │ │ │ │ │ │ │ │ │ │ │ │ │ │ │ │ │ │ │ │
│ │ │ │ │ │ │ │ │ │ │ │ │ │ │ │ │ │ │ │ │ │ │ │ │ │ │ │ │ ├─>Carles (1927-1977) 
│ │ │ │ │ │ │ │ │ │ │ │ │ │ │ │ │ │ │ │ │ │ │ │ │ │ │ │ │ │ X Joan Douglas Dillon (1935)
│ │ │ │ │ │ │ │ │ │ │ │ │ │ │ │ │ │ │ │ │ │ │ │ │ │ │ │ │ │ │
│ │ │ │ │ │ │ │ │ │ │ │ │ │ │ │ │ │ │ │ │ │ │ │ │ │ │ │ │ │ ├─>Carlota (1967) 
│ │ │ │ │ │ │ │ │ │ │ │ │ │ │ │ │ │ │ │ │ │ │ │ │ │ │ │ │ │ │ X Marc-Victor Cunningham (1965)
│ │ │ │ │ │ │ │ │ │ │ │ │ │ │ │ │ │ │ │ │ │ │ │ │ │ │ │ │ │ │
│ │ │ │ │ │ │ │ │ │ │ │ │ │ │ │ │ │ │ │ │ │ │ │ │ │ │ │ │ │ └─>Robert (1968) 
│ │ │ │ │ │ │ │ │ │ │ │ │ │ │ │ │ │ │ │ │ │ │ │ │ │ │ │ │ │ X Julie Ongaro (1966)
│ │ │ │ │ │ │ │ │ │ │ │ │ │ │ │ │ │ │ │ │ │ │ │ │ │ │ │ │ │ │
│ │ │ │ │ │ │ │ │ │ │ │ │ │ │ │ │ │ │ │ │ │ │ │ │ │ │ │ │ │ ├─>Carlota (1995)
│ │ │ │ │ │ │ │ │ │ │ │ │ │ │ │ │ │ │ │ │ │ │ │ │ │ │ │ │ │ │
│ │ │ │ │ │ │ │ │ │ │ │ │ │ │ │ │ │ │ │ │ │ │ │ │ │ │ │ │ │ ├─>Alexandre (1997)
│ │ │ │ │ │ │ │ │ │ │ │ │ │ │ │ │ │ │ │ │ │ │ │ │ │ │ │ │ │ │
│ │ │ │ │ │ │ │ │ │ │ │ │ │ │ │ │ │ │ │ │ │ │ │ │ │ │ │ │ │ └─>Frederi c (2002)
│ │ │ │ │ │ │ │ │ │ │ │ │ │ │ │ │ │ │ │ │ │ │ │ │ │ │ │ │ │
│ │ │ │ │ │ │ │ │ │ │ │ │ │ │ │ │ │ │ │ │ │ │ │ │ │ │ │ │ └─>Alix (1929) 
│ │ │ │ │ │ │ │ │ │ │ │ │ │ │ │ │ │ │ │ │ │ │ │ │ │ │ │ │ X Antoni de Ligne (1925)
│ │ │ │ │ │ │ │ │ │ │ │ │ │ │ │ │ │ │ │ │ │ │ │ │ │ │ │ │
│ │ │ │ │ │ │ │ │ │ │ │ │ │ │ │ │ │ │ │ │ │ │ │ │ │ │ │ ├2>Renat (1894-1962)
│ │ │ │ │ │ │ │ │ │ │ │ │ │ │ │ │ │ │ │ │ │ │ │ │ │ │ │ │ X Margarida de Dinamarca (1895-1992)
│ │ │ │ │ │ │ │ │ │ │ │ │ │ │ │ │ │ │ │ │ │ │ │ │ │ │ │ │ │
│ │ │ │ │ │ │ │ │ │ │ │ │ │ │ │ │ │ │ │ │ │ │ │ │ │ │ │ │ ├─>Jaume (1922-1964) 
│ │ │ │ │ │ │ │ │ │ │ │ │ │ │ │ │ │ │ │ │ │ │ │ │ │ │ │ │ │ X Brigitte of Holstein-Ledreborg (1922)
│ │ │ │ │ │ │ │ │ │ │ │ │ │ │ │ │ │ │ │ │ │ │ │ │ │ │ │ │ │ │
│ │ │ │ │ │ │ │ │ │ │ │ │ │ │ │ │ │ │ │ │ │ │ │ │ │ │ │ │ │ ├─>Felip (1949) 
│ │ │ │ │ │ │ │ │ │ │ │ │ │ │ │ │ │ │ │ │ │ │ │ │ │ │ │ │ │ │ X Annatte Smith (1955)
│ │ │ │ │ │ │ │ │ │ │ │ │ │ │ │ │ │ │ │ │ │ │ │ │ │ │ │ │ │ │ │
│ │ │ │ │ │ │ │ │ │ │ │ │ │ │ │ │ │ │ │ │ │ │ │ │ │ │ │ │ │ │ ├─>Jaume (1986)
│ │ │ │ │ │ │ │ │ │ │ │ │ │ │ │ │ │ │ │ │ │ │ │ │ │ │ │ │ │ │ │
│ │ │ │ │ │ │ │ │ │ │ │ │ │ │ │ │ │ │ │ │ │ │ │ │ │ │ │ │ │ │ └─>Josep (1989)
│ │ │ │ │ │ │ │ │ │ │ │ │ │ │ │ │ │ │ │ │ │ │ │ │ │ │ │ │ │ │
│ │ │ │ │ │ │ │ │ │ │ │ │ │ │ │ │ │ │ │ │ │ │ │ │ │ │ │ │ │ ├─> Lorena (1951)
│ │ │ │ │ │ │ │ │ │ │ │ │ │ │ │ │ │ │ │ │ │ │ │ │ │ │ │ │ │ │
│ │ │ │ │ │ │ │ │ │ │ │ │ │ │ │ │ │ │ │ │ │ │ │ │ │ │ │ │ │ └─>Alan (1955)
│ │ │ │ │ │ │ │ │ │ │ │ │ │ │ │ │ │ │ │ │ │ │ │ │ │ │ │ │ │
│ │ │ │ │ │ │ │ │ │ │ │ │ │ │ │ │ │ │ │ │ │ │ │ │ │ │ │ │ ├─>Miquel (1926) 
│ │ │ │ │ │ │ │ │ │ │ │ │ │ │ │ │ │ │ │ │ │ │ │ │ │ │ │ │ │ X 1) Iolanda de Broglie-Revel (1928) 
│ │ │ │ │ │ │ │ │ │ │ │ │ │ │ │ │ │ │ │ │ │ │ │ │ │ │ │ │ │ X 2) Maria Pia de Savoia (*24.9.1934)
│ │ │ │ │ │ │ │ │ │ │ │ │ │ │ │ │ │ │ │ │ │ │ │ │ │ │ │ │ │ │
│ │ │ │ │ │ │ │ │ │ │ │ │ │ │ │ │ │ │ │ │ │ │ │ │ │ │ │ │ │ ├1>Eric (1953)
│ │ │ │ │ │ │ │ │ │ │ │ │ │ │ │ │ │ │ │ │ │ │ │ │ │ │ │ │ │ │ X Lídia of Holstein-Ledreborg (1955)
│ │ │ │ │ │ │ │ │ │ │ │ │ │ │ │ │ │ │ │ │ │ │ │ │ │ │ │ │ │ │ │
│ │ │ │ │ │ │ │ │ │ │ │ │ │ │ │ │ │ │ │ │ │ │ │ │ │ │ │ │ │ │ ├─>Antonieta (1981)
│ │ │ │ │ │ │ │ │ │ │ │ │ │ │ │ │ │ │ │ │ │ │ │ │ │ │ │ │ │ │ │
│ │ │ │ │ │ │ │ │ │ │ │ │ │ │ │ │ │ │ │ │ │ │ │ │ │ │ │ │ │ │ ├─>Maria Gabriela (1982)
│ │ │ │ │ │ │ │ │ │ │ │ │ │ │ │ │ │ │ │ │ │ │ │ │ │ │ │ │ │ │ │
│ │ │ │ │ │ │ │ │ │ │ │ │ │ │ │ │ │ │ │ │ │ │ │ │ │ │ │ │ │ │ ├─>Alèxia (1985)
│ │ │ │ │ │ │ │ │ │ │ │ │ │ │ │ │ │ │ │ │ │ │ │ │ │ │ │ │ │ │ │
│ │ │ │ │ │ │ │ │ │ │ │ │ │ │ │ │ │ │ │ │ │ │ │ │ │ │ │ │ │ │ ├─>Miquel (1989)
│ │ │ │ │ │ │ │ │ │ │ │ │ │ │ │ │ │ │ │ │ │ │ │ │ │ │ │ │ │ │ │
│ │ │ │ │ │ │ │ │ │ │ │ │ │ │ │ │ │ │ │ │ │ │ │ │ │ │ │ │ │ │ └─>Enric (1991)
│ │ │ │ │ │ │ │ │ │ │ │ │ │ │ │ │ │ │ │ │ │ │ │ │ │ │ │ │ │ │
│ │ │ │ │ │ │ │ │ │ │ │ │ │ │ │ │ │ │ │ │ │ │ │ │ │ │ │ │ │ ├1>Ines (1952-1981)
│ │ │ │ │ │ │ │ │ │ │ │ │ │ │ │ │ │ │ │ │ │ │ │ │ │ │ │ │ │ │
│ │ │ │ │ │ │ │ │ │ │ │ │ │ │ │ │ │ │ │ │ │ │ │ │ │ │ │ │ │ ├1>Sibil (1954) 
│ │ │ │ │ │ │ │ │ │ │ │ │ │ │ │ │ │ │ │ │ │ │ │ │ │ │ │ │ │ │ X Craig Richards (1962)
│ │ │ │ │ │ │ │ │ │ │ │ │ │ │ │ │ │ │ │ │ │ │ │ │ │ │ │ │ │ │
│ │ │ │ │ │ │ │ │ │ │ │ │ │ │ │ │ │ │ │ │ │ │ │ │ │ │ │ │ │ ├1>Victòria (1957-2001)
│ │ │ │ │ │ │ │ │ │ │ │ │ │ │ │ │ │ │ │ │ │ │ │ │ │ │ │ │ │ │ X Ernst von Gecmen-Waldek (1943)
│ │ │ │ │ │ │ │ │ │ │ │ │ │ │ │ │ │ │ │ │ │ │ │ │ │ │ │ │ │ │
│ │ │ │ │ │ │ │ │ │ │ │ │ │ │ │ │ │ │ │ │ │ │ │ │ │ │ │ │ │ └1 > 
Carles Manel
 (1962) 
│ │ │ │ │ │ │ │ │ │ │ │ │ │ │ │ │ │ │ │ │ │ │ │ │ │ │ │ │ │ X Constança de Ravinel (1970)
│ │ │ │ │ │ │ │ │ │ │ │ │ │ │ │ │ │ │ │ │ │ │ │ │ │ │ │ │ │ │
│ │ │ │ │ │ │ │ │ │ │ │ │ │ │ │ │ │ │ │ │ │ │ │ │ │ │ │ │ │ ├─>Amauri (1991)
│ │ │ │ │ │ │ │ │ │ │ │ │ │ │ │ │ │ │ │ │ │ │ │ │ │ │ │ │ │ │
│ │ │ │ │ │ │ │ │ │ │ │ │ │ │ │ │ │ │ │ │ │ │ │ │ │ │ │ │ │ ├─>Carlota (1993)
│ │ │ │ │ │ │ │ │ │ │ │ │ │ │ │ │ │ │ │ │ │ │ │ │ │ │ │ │ │ │
│ │ │ │ │ │ │ │ │ │ │ │ │ │ │ │ │ │ │ │ │ │ │ │ │ │ │ │ │ │ ├─>Elisabet (1996)
│ │ │ │ │ │ │ │ │ │ │ │ │ │ │ │ │ │ │ │ │ │ │ │ │ │ │ │ │ │ │
│ │ │ │ │ │ │ │ │ │ │ │ │ │ │ │ │ │ │ │ │ │ │ │ │ │ │ │ │ │ └─>Zita (1999)
│ │ │ │ │ │ │ │ │ │ │ │ │ │ │ │ │ │ │ │ │ │ │ │ │ │ │ │ │ │
│ │ │ │ │ │ │ │ │ │ │ │ │ │ │ │ │ │ │ │ │ │ │ │ │ │ │ │ │ ├─>Anna (1923) 
│ │ │ │ │ │ │ │ │ │ │ │ │ │ │ │ │ │ │ │ │ │ │ │ │ │ │ │ │ │ X 
MiqueI I de Romania
 (1921)
│ │ │ │ │ │ │ │ │ │ │ │ │ │ │ │ │ │ │ │ │ │ │ │ │ │ │ │ │ │
│ │ │ │ │ │ │ │ │ │ │ │ │ │ │ │ │ │ │ │ │ │ │ │ │ │ │ │ │ └─>Andreu (1928) 
│ │ │ │ │ │ │ │ │ │ │ │ │ │ │ │ │ │ │ │ │ │ │ │ │ │ │ │ │ X Marina Gacry (1935)
│ │ │ │ │ │ │ │ │ │ │ │ │ │ │ │ │ │ │ │ │ │ │ │ │ │ │ │ │ │
│ │ │ │ │ │ │ │ │ │ │ │ │ │ │ │ │ │ │ │ │ │ │ │ │ │ │ │ │ ├─> Tània (1961) 
│ │ │ │ │ │ │ │ │ │ │ │ │ │ │ │ │ │ │ │ │ │ │ │ │ │ │ │ │ │ X Gilbert Silly (1953)
│ │ │ │ │ │ │ │ │ │ │ │ │ │ │ │ │ │ │ │ │ │ │ │ │ │ │ │ │ │
│ │ │ │ │ │ │ │ │ │ │ │ │ │ │ │ │ │ │ │ │ │ │ │ │ │ │ │ │ ├─>Astrid (1964)
│ │ │ │ │ │ │ │ │ │ │ │ │ │ │ │ │ │ │ │ │ │ │ │ │ │ │ │ │ │
│ │ │ │ │ │ │ │ │ │ │ │ │ │ │ │ │ │ │ │ │ │ │ │ │ │ │ │ │ └─>Axel (1967) 
│ │ │ │ │ │ │ │ │ │ │ │ │ │ │ │ │ │ │ │ │ │ │ │ │ │ │ │ │ X Raphaële de Montagnon (1971)
│ │ │ │ │ │ │ │ │ │ │ │ │ │ │ │ │ │ │ │ │ │ │ │ │ │ │ │ │ │
│ │ │ │ │ │ │ │ │ │ │ │ │ │ │ │ │ │ │ │ │ │ │ │ │ │ │ │ │ ├─>Cosm (1997)
│ │ │ │ │ │ │ │ │ │ │ │ │ │ │ │ │ │ │ │ │ │ │ │ │ │ │ │ │ │
│ │ │ │ │ │ │ │ │ │ │ │ │ │ │ │ │ │ │ │ │ │ │ │ │ │ │ │ │ └─>Alix (2000)
│ │ │ │ │ │ │ │ │ │ │ │ │ │ │ │ │ │ │ │ │ │ │ │ │ │ │ │ │
│ │ │ │ │ │ │ │ │ │ │ │ │ │ │ │ │ │ │ │ │ │ │ │ │ │ │ │ ├2>Maria Antonieta (1895-1937)
│ │ │ │ │ │ │ │ │ │ │ │ │ │ │ │ │ │ │ │ │ │ │ │ │ │ │ │ │
│ │ │ │ │ │ │ │ │ │ │ │ │ │ │ │ │ │ │ │ │ │ │ │ │ │ │ │ ├2>Isabel (1898-1984)
│ │ │ │ │ │ │ │ │ │ │ │ │ │ │ │ │ │ │ │ │ │ │ │ │ │ │ │ │
│ │ │ │ │ │ │ │ │ │ │ │ │ │ │ │ │ │ │ │ │ │ │ │ │ │ │ │ ├2>Lluís (1899-1967) 
│ │ │ │ │ │ │ │ │ │ │ │ │ │ │ │ │ │ │ │ │ │ │ │ │ │ │ │ │ X Maria de Savoia (1914)
│ │ │ │ │ │ │ │ │ │ │ │ │ │ │ │ │ │ │ │ │ │ │ │ │ │ │ │ │ │
│ │ │ │ │ │ │ │ │ │ │ │ │ │ │ │ │ │ │ │ │ │ │ │ │ │ │ │ │ ├─>Guiu (1940-1991) 
│ │ │ │ │ │ │ │ │ │ │ │ │ │ │ │ │ │ │ │ │ │ │ │ │ │ │ │ │ │ X Brigitte Peu-Delvallon (1943-1993)
│ │ │ │ │ │ │ │ │ │ │ │ │ │ │ │ │ │ │ │ │ │ │ │ │ │ │ │ │ │ │
│ │ │ │ │ │ │ │ │ │ │ │ │ │ │ │ │ │ │ │ │ │ │ │ │ │ │ │ │ │ └─>Lluís (1966) 
│ │ │ │ │ │ │ │ │ │ │ │ │ │ │ │ │ │ │ │ │ │ │ │ │ │ │ │ │ │ X Ariane Nicolet (1966)
│ │ │ │ │ │ │ │ │ │ │ │ │ │ │ │ │ │ │ │ │ │ │ │ │ │ │ │ │ │ │
│ │ │ │ │ │ │ │ │ │ │ │ │ │ │ │ │ │ │ │ │ │ │ │ │ │ │ │ │ │ ├─>Delfina (1992)
│ │ │ │ │ │ │ │ │ │ │ │ │ │ │ │ │ │ │ │ │ │ │ │ │ │ │ │ │ │ │
│ │ │ │ │ │ │ │ │ │ │ │ │ │ │ │ │ │ │ │ │ │ │ │ │ │ │ │ │ │ └─>Guiu (1995)
│ │ │ │ │ │ │ │ │ │ │ │ │ │ │ │ │ │ │ │ │ │ │ │ │ │ │ │ │ │
│ │ │ │ │ │ │ │ │ │ │ │ │ │ │ │ │ │ │ │ │ │ │ │ │ │ │ │ │ ├─>Remigi (1942) 
│ │ │ │ │ │ │ │ │ │ │ │ │ │ │ │ │ │ │ │ │ │ │ │ │ │ │ │ │ │ X Laurence Delfresne d'Arganchy (1951)
│ │ │ │ │ │ │ │ │ │ │ │ │ │ │ │ │ │ │ │ │ │ │ │ │ │ │ │ │ │ │
│ │ │ │ │ │ │ │ │ │ │ │ │ │ │ │ │ │ │ │ │ │ │ │ │ │ │ │ │ │ ├─>Tristà (1974)
│ │ │ │ │ │ │ │ │ │ │ │ │ │ │ │ │ │ │ │ │ │ │ │ │ │ │ │ │ │ │
│ │ │ │ │ │ │ │ │ │ │ │ │ │ │ │ │ │ │ │ │ │ │ │ │ │ │ │ │ │ └─>Auda (1977)
│ │ │ │ │ │ │ │ │ │ │ │ │ │ │ │ │ │ │ │ │ │ │ │ │ │ │ │ │ │
│ │ │ │ │ │ │ │ │ │ │ │ │ │ │ │ │ │ │ │ │ │ │ │ │ │ │ │ │ ├─>Chantal (1946) 
│ │ │ │ │ │ │ │ │ │ │ │ │ │ │ │ │ │ │ │ │ │ │ │ │ │ │ │ │ │ X 1) Panayotis Skinas (1937) 
│ │ │ │ │ │ │ │ │ │ │ │ │ │ │ │ │ │ │ │ │ │ │ │ │ │ │ │ │ │ X 2) Francesc -Enric Georges (1941)
│ │ │ │ │ │ │ │ │ │ │ │ │ │ │ │ │ │ │ │ │ │ │ │ │ │ │ │ │ │
│ │ │ │ │ │ │ │ │ │ │ │ │ │ │ │ │ │ │ │ │ │ │ │ │ │ │ │ │ └─>Joan (1961) 
│ │ │ │ │ │ │ │ │ │ │ │ │ │ │ │ │ │ │ │ │ │ │ │ │ │ │ │ │ X Virgínia Roatta (1964)
│ │ │ │ │ │ │ │ │ │ │ │ │ │ │ │ │ │ │ │ │ │ │ │ │ │ │ │ │ │
│ │ │ │ │ │ │ │ │ │ │ │ │ │ │ │ │ │ │ │ │ │ │ │ │ │ │ │ │ ├─>Arnald (1989)
│ │ │ │ │ │ │ │ │ │ │ │ │ │ │ │ │ │ │ │ │ │ │ │ │ │ │ │ │ │
│ │ │ │ │ │ │ │ │ │ │ │ │ │ │ │ │ │ │ │ │ │ │ │ │ │ │ │ │ └─>Cristòfol (1991)
│ │ │ │ │ │ │ │ │ │ │ │ │ │ │ │ │ │ │ │ │ │ │ │ │ │ │ │ │
│ │ │ │ │ │ │ │ │ │ │ │ │ │ │ │ │ │ │ │ │ │ │ │ │ │ │ │ ├2>Enriqueta (1903-1987)
│ │ │ │ │ │ │ │ │ │ │ │ │ │ │ │ │ │ │ │ │ │ │ │ │ │ │ │ │
│ │ │ │ │ │ │ │ │ │ │ │ │ │ │ │ │ │ │ │ │ │ │ │ │ │ │ │ └2>Gaietà (1905-1958) 
│ │ │ │ │ │ │ │ │ │ │ │ │ │ │ │ │ │ │ │ │ │ │ │ │ │ │ │ X Margarida de Thurn und Taxis (1909)
│ │ │ │ │ │ │ │ │ │ │ │ │ │ │ │ │ │ │ │ │ │ │ │ │ │ │ │ │
│ │ │ │ │ │ │ │ │ │ │ │ │ │ │ │ │ │ │ │ │ │ │ │ │ │ │ │ └─>Diana Margarida (1932) 
│ │ │ │ │ │ │ │ │ │ │ │ │ │ │ │ │ │ │ │ │ │ │ │ │ │ │ │ X 1) Francesc de Hohenzollern (1926) 
│ │ │ │ │ │ │ │ │ │ │ │ │ │ │ │ │ │ │ │ │ │ │ │ │ │ │ │ X 2) Hans Joaquim Oehmichen (1920-1995)
│ │ │ │ │ │ │ │ │ │ │ │ │ │ │ │ │ │ │ │ │ │ │ │ │ │ │ │
│ │ │ │ │ │ │ │ │ │ │ │ │ │ │ │ │ │ │ │ │ │ │ │ │ │ │ ├─>Alícia (1849-1935) 
│ │ │ │ │ │ │ │ │ │ │ │ │ │ │ │ │ │ │ │ │ │ │ │ │ │ │ │ X 
Ferran IV de Toscana
 (1835-1908)
│ │ │ │ │ │ │ │ │ │ │ │ │ │ │ │ │ │ │ │ │ │ │ │ │ │ │ │
│ │ │ │ │ │ │ │ │ │ │ │ │ │ │ │ │ │ │ │ │ │ │ │ │ │ │ └─>Enric (1851-1905) 
│ │ │ │ │ │ │ │ │ │ │ │ │ │ │ │ │ │ │ │ │ │ │ │ │ │ │ X 1) Immaculada de Borbó-Sicília (1855-1874) 
│ │ │ │ │ │ │ │ │ │ │ │ │ │ │ │ │ │ │ │ │ │ │ │ │ │ │ X 2) Adelgunda de Portugal (1858-1946)
│ │ │ │ │ │ │ │ │ │ │ │ │ │ │ │ │ │ │ │ │ │ │ │ │ │ │
│ │ │ │ │ │ │ │ │ │ │ │ │ │ │ │ │ │ │ │ │ │ │ │ │ │ └─>Lluïsa (1802-1857) 
│ │ │ │ │ │ │ │ │ │ │ │ │ │ │ │ │ │ │ │ │ │ │ │ │ │ X 1) Maximilià de Saxònia (1759-1838) 
│ │ │ │ │ │ │ │ │ │ │ │ │ │ │ │ │ │ │ │ │ │ │ │ │ │ X 2) Franchesco Rossi (mort el 1854) 
│ │ │ │ │ │ │ │ │ │ │ │ │ │ │ │ │ │ │ │ │ │ │ │ │ │ X 3) Giovanni Vimercati (1788)
│ │ │ │ │ │ │ │ │ │ │ │ │ │ │ │ │ │ │ │ │ │ │ │ │ │
│ │ │ │ │ │ │ │ │ │ │ │ │ │ │ │ │ │ │ │ │ │ │ │ │ ├─>Felip (1783-1786)
│ │ │ │ │ │ │ │ │ │ │ │ │ │ │ │ │ │ │ │ │ │ │ │ │ │
│ │ │ │ │ │ │ │ │ │ │ │ │ │ │ │ │ │ │ │ │ │ │ │ │ ├─>Carolina (1770-1804) 
│ │ │ │ │ │ │ │ │ │ │ │ │ │ │ │ │ │ │ │ │ │ │ │ │ │ X Maximilià de Saxònia (*1759-1838)
│ │ │ │ │ │ │ │ │ │ │ │ │ │ │ │ │ │ │ │ │ │ │ │ │ │
│ │ │ │ │ │ │ │ │ │ │ │ │ │ │ │ │ │ │ │ │ │ │ │ │ ├─>Maria Antonieta (1774-1841)
│ │ │ │ │ │ │ │ │ │ │ │ │ │ │ │ │ │ │ │ │ │ │ │ │ │
│ │ │ │ │ │ │ │ │ │ │ │ │ │ │ │ │ │ │ │ │ │ │ │ │ ├─>Carlota (1777-1813)
│ │ │ │ │ │ │ │ │ │ │ │ │ │ │ │ │ │ │ │ │ │ │ │ │ │
│ │ │ │ │ │ │ │ │ │ │ │ │ │ │ │ │ │ │ │ │ │ │ │ │ ├─>Antonieta (1784-jove)
│ │ │ │ │ │ │ │ │ │ │ │ │ │ │ │ │ │ │ │ │ │ │ │ │ │
│ │ │ │ │ │ │ │ │ │ │ │ │ │ │ │ │ │ │ │ │ │ │ │ │ └─>Maria Lluïsa (1787-1789)
│ │ │ │ │ │ │ │ │ │ │ │ │ │ │ │ │ │ │ │ │ │ │ │ │
│ │ │ │ │ │ │ │ │ │ │ │ │ │ │ │ │ │ │ │ │ │ │ │ └─>Maria Lluïsa (1751-1819)
│ │ │ │ │ │ │ │ │ │ │ │ │ │ │ │ │ │ │ │ │ │ │ │ X 
Carles IV d'Espanya
 (1748-1819)
│ │ │ │ │ │ │ │ │ │ │ │ │ │ │ │ │ │ │ │ │ │ │ │
│ │ │ │ │ │ │ │ │ │ │ │ │ │ │ │ │ │ │ │ │ │ │ ├2 > 
Maria Teresa
 (1726-1746)
│ │ │ │ │ │ │ │ │ │ │ │ │ │ │ │ │ │ │ │ │ │ │ │ X 
Lluís de França
, delfí de França (1729-1765)
│ │ │ │ │ │ │ │ │ │ │ │ │ │ │ │ │ │ │ │ │ │ │ │
│ │ │ │ │ │ │ │ │ │ │ │ │ │ │ │ │ │ │ │ │ │ │ ├2>Lluís, 
arquebisbe de Toledo
 (1727-1785), 
primat d'Espanya
, cardenal, després va renunciar a l'estat eclesiàstic i fou comte de Chinchon
│ │ │ │ │ │ │ │ │ │ │ │ │ │ │ │ │ │ │ │ │ │ │ │ X Maria Teresa de Vallabriga y de Rozas (1758-1820)
│ │ │ │ │ │ │ │ │ │ │ │ │ │ │ │ │ │ │ │ │ │ │ │ │
│ │ │ │ │ │ │ │ │ │ │ │ │ │ │ │ │ │ │ │ │ │ │ │ ├─>Lluís (1777-1823), comte de Chinchon, després arquebisbe de Sevilla, i més tard de Toledo 
│ │ │ │ │ │ │ │ │ │ │ │ │ │ │ │ │ │ │ │ │ │ │ │ │
│ │ │ │ │ │ │ │ │ │ │ │ │ │ │ │ │ │ │ │ │ │ │ │ ├─>un fill (1778- mort jove)
│ │ │ │ │ │ │ │ │ │ │ │ │ │ │ │ │ │ │ │ │ │ │ │ │
│ │ │ │ │ │ │ │ │ │ │ │ │ │ │ │ │ │ │ │ │ │ │ │ ├─>Maria Teresa (1779-1828) 
│ │ │ │ │ │ │ │ │ │ │ │ │ │ │ │ │ │ │ │ │ │ │ │ │ X Manuel de Godoy y Alvárez de Faria Príncep de la Pau, duc d'Alcúdia (1767-1851)
│ │ │ │ │ │ │ │ │ │ │ │ │ │ │ │ │ │ │ │ │ │ │ │ │
│ │ │ │ │ │ │ │ │ │ │ │ │ │ │ │ │ │ │ │ │ │ │ │ └─>Maria Lluïsa (1780-1846) 
│ │ │ │ │ │ │ │ │ │ │ │ │ │ │ │ │ │ │ │ │ │ │ │ X Joaquín de Melgarejo y Saurín Duc de San Fernando de Quiroga (mort el 1835)
│ │ │ │ │ │ │ │ │ │ │ │ │ │ │ │ │ │ │ │ │ │ │ │
│ │ │ │ │ │ │ │ │ │ │ │ │ │ │ │ │ │ │ │ │ │ │ └2>Maria Antonieta (1729-1785)
│ │ │ │ │ │ │ │ │ │ │ │ │ │ │ │ │ │ │ │ │ │ │ X 
Victor Amadeu III de Sardenya
 (1726-1796)
│ │ │ │ │ │ │ │ │ │ │ │ │ │ │ │ │ │ │ │ │ │ │
│ │ │ │ │ │ │ │ │ │ │ │ │ │ │ │ │ │ │ │ │ │ └─>Carles (1686-1714), duc de Berry
│ │ │ │ │ │ │ │ │ │ │ │ │ │ │ │ │ │ │ │ │ │
│ │ │ │ │ │ │ │ │ │ │ │ │ │ │ │ │ │ │ │ │ ├─>Anna Elisabet (1662-1662)
│ │ │ │ │ │ │ │ │ │ │ │ │ │ │ │ │ │ │ │ │ │
│ │ │ │ │ │ │ │ │ │ │ │ │ │ │ │ │ │ │ │ │ ├─>Maria Anna (1664-1664)
│ │ │ │ │ │ │ │ │ │ │ │ │ │ │ │ │ │ │ │ │ │
│ │ │ │ │ │ │ │ │ │ │ │ │ │ │ │ │ │ │ │ │ ├─>Maria Teresa (1667-1672)
│ │ │ │ │ │ │ │ │ │ │ │ │ │ │ │ │ │ │ │ │ │
│ │ │ │ │ │ │ │ │ │ │ │ │ │ │ │ │ │ │ │ │ ├─>Felip Carles (1668-1671), duc d'Anjou
│ │ │ │ │ │ │ │ │ │ │ │ │ │ │ │ │ │ │ │ │ │
│ │ │ │ │ │ │ │ │ │ │ │ │ │ │ │ │ │ │ │ │ └─>Lluís Francesc (1672-1672), duc d'Anjou
│ │ │ │ │ │ │ │ │ │ │ │ │ │ │ │ │ │ │ │ │

Branca d'Orleans

│ │ │ │ │ │ │ │ │ │ │ │ │ │ │ │ │ │ │ │ └─ > 
Felip IV de Valois
 (1640-1701) duc d'Orleans
│ │ │ │ │ │ │ │ │ │ │ │ │ │ │ │ │ │ │ │ X 1) 1661 Enriqueta d'Anglaterra (1644-1670)
│ │ │ │ │ │ │ │ │ │ │ │ │ │ │ │ │ │ │ │ X 2) 1671 Elisabet Carlota, princesa palatina (-1722)
│ │ │ │ │ │ │ │ │ │ │ │ │ │ │ │ │ │ │ │ │
│ │ │ │ │ │ │ │ │ │ │ │ │ │ │ │ │ │ │ │ ├1>Maria Lluïsa (1662-1689)
│ │ │ │ │ │ │ │ │ │ │ │ │ │ │ │ │ │ │ │ │ X 1679 
Carles II d'Espanya

│ │ │ │ │ │ │ │ │ │ │ │ │ │ │ │ │ │ │ │ │
│ │ │ │ │ │ │ │ │ │ │ │ │ │ │ │ │ │ │ │ ├1>Felip Carles (1664-1666), duc de Valois
│ │ │ │ │ │ │ │ │ │ │ │ │ │ │ │ │ │ │ │ │
│ │ │ │ │ │ │ │ │ │ │ │ │ │ │ │ │ │ │ │ ├1>Ne (1665-1665)
│ │ │ │ │ │ │ │ │ │ │ │ │ │ │ │ │ │ │ │ │
│ │ │ │ │ │ │ │ │ │ │ │ │ │ │ │ │ │ │ │ ├1>Anna Maria (1669-1728)
│ │ │ │ │ │ │ │ │ │ │ │ │ │ │ │ │ │ │ │ │ X 
Victor-Amadeu II de Sardenya

│ │ │ │ │ │ │ │ │ │ │ │ │ │ │ │ │ │ │ │ │
│ │ │ │ │ │ │ │ │ │ │ │ │ │ │ │ │ │ │ │ ├2>Alexandre Lluís (1673-1676), duc de Valois
│ │ │ │ │ │ │ │ │ │ │ │ │ │ │ │ │ │ │ │ │
│ │ │ │ │ │ │ │ │ │ │ │ │ │ │ │ │ │ │ │ ├2 > 
Felip III d'Orleans
 (1674-1723) duc d'Orleans, regent 
│ │ │ │ │ │ │ │ │ │ │ │ │ │ │ │ │ │ │ │ │ X 1692 Francesca Maria de Borbó (1677-1749)
│ │ │ │ │ │ │ │ │ │ │ │ │ │ │ │ │ │ │ │ │ │
│ │ │ │ │ │ │ │ │ │ │ │ │ │ │ │ │ │ │ │ │ ├─>Ne(1693-1694), senyoreta de Valois
│ │ │ │ │ │ │ │ │ │ │ │ │ │ │ │ │ │ │ │ │ │
│ │ │ │ │ │ │ │ │ │ │ │ │ │ │ │ │ │ │ │ │ ├─>Maria Lluïsa Elisabet (1695-1719)
│ │ │ │ │ │ │ │ │ │ │ │ │ │ │ │ │ │ │ │ │ │ X 1) 1710 Carles de França (1686-1714), duc de Berry 
│ │ │ │ │ │ │ │ │ │ │ │ │ │ │ │ │ │ │ │ │ │ X 2) 1716 Armand d'Aydic (1692-1741), comte de Rion
│ │ │ │ │ │ │ │ │ │ │ │ │ │ │ │ │ │ │ │ │ │
│ │ │ │ │ │ │ │ │ │ │ │ │ │ │ │ │ │ │ │ │ ├─>Maria Lluïsa Adelaida (1698-1743), senyoreta de Chartres, abadessa de Chelles
│ │ │ │ │ │ │ │ │ │ │ │ │ │ │ │ │ │ │ │ │ │
│ │ │ │ │ │ │ │ │ │ │ │ │ │ │ │ │ │ │ │ │ ├─>Carlota Aglaé (1700-1761
│ │ │ │ │ │ │ │ │ │ │ │ │ │ │ │ │ │ │ │ │ │ X 1720 
Francesc III d'Este-Mòdena
 (1698-1780)
│ │ │ │ │ │ │ │ │ │ │ │ │ │ │ │ │ │ │ │ │ │
│ │ │ │ │ │ │ │ │ │ │ │ │ │ │ │ │ │ │ │ │ ├─ > 
Lluís IV d'Orleans
 (1703-1752), duc d'Orleans
│ │ │ │ │ │ │ │ │ │ │ │ │ │ │ │ │ │ │ │ │ │ X 1724 Augusta de Bade (1704-1726)
│ │ │ │ │ │ │ │ │ │ │ │ │ │ │ │ │ │ │ │ │ │ │
│ │ │ │ │ │ │ │ │ │ │ │ │ │ │ │ │ │ │ │ │ │ ├─ > 
Lluís Felip d'Orleans (IV duc d'Orleans)
 (1725-1785), duc d'Orleans
│ │ │ │ │ │ │ │ │ │ │ │ │ │ │ │ │ │ │ │ │ │ │ X 1) 1743 Lluïsa Enriqueta de Conti (1726-1759)
│ │ │ │ │ │ │ │ │ │ │ │ │ │ │ │ │ │ │ │ │ │ │ X 2) 1773 Carlota Joana Béraud de la Haye (1738-1806)
│ │ │ │ │ │ │ │ │ │ │ │ │ │ │ │ │ │ │ │ │ │ │ │
│ │ │ │ │ │ │ │ │ │ │ │ │ │ │ │ │ │ │ │ │ │ │ ├1>Ne (1745-1745), senyoreta de Chartres
│ │ │ │ │ │ │ │ │ │ │ │ │ │ │ │ │ │ │ │ │ │ │ │ 
│ │ │ │ │ │ │ │ │ │ │ │ │ │ │ │ │ │ │ │ │ │ │ ├1 > 
Felip Igualtat
 (1747-1793), duc d'Orleans
│ │ │ │ │ │ │ │ │ │ │ │ │ │ │ │ │ │ │ │ │ │ │ │ X 1769 Lluïsa Maria Adelaida de Borbó-Penthièvre (1753-1821)
│ │ │ │ │ │ │ │ │ │ │ │ │ │ │ │ │ │ │ │ │ │ │ │ │
│ │ │ │ │ │ │ │ │ │ │ │ │ │ │ │ │ │ │ │ │ │ │ │ ├─ > 
Lluís Felip I
 (1773-1850), rei dels francesos
│ │ │ │ │ │ │ │ │ │ │ │ │ │ │ │ │ │ │ │ │ │ │ │ │ X 
Maria Amèlia de Borbó-Sicília
 (1782-1866)
│ │ │ │ │ │ │ │ │ │ │ │ │ │ │ │ │ │ │ │ │ │ │ │ │ │
│ │ │ │ │ │ │ │ │ │ │ │ │ │ │ │ │ │ │ │ │ │ │ │ │ ├─ > 
Ferran-Felip d'Orleans
 (1810-1842), duc d'Orleans
│ │ │ │ │ │ │ │ │ │ │ │ │ │ │ │ │ │ │ │ │ │ │ │ │ │ X Elena de Mecklenburg-Schwerin (1814-1858)
│ │ │ │ │ │ │ │ │ │ │ │ │ │ │ │ │ │ │ │ │ │ │ │ │ │ │
│ │ │ │ │ │ │ │ │ │ │ │ │ │ │ │ │ │ │ │ │ │ │ │ │ │ ├─ > 
Felip d'Orleans
 (1838-1894), comte de París
│ │ │ │ │ │ │ │ │ │ │ │ │ │ │ │ │ │ │ │ │ │ │ │ │ │ │ X Maria Isabel d'Orleans (1848-1919)
│ │ │ │ │ │ │ │ │ │ │ │ │ │ │ │ │ │ │ │ │ │ │ │ │ │ │ │
│ │ │ │ │ │ │ │ │ │ │ │ │ │ │ │ │ │ │ │ │ │ │ │ │ │ │ ├─ > 
Amèlia d'Orleans
 (1865-1951)
│ │ │ │ │ │ │ │ │ │ │ │ │ │ │ │ │ │ │ │ │ │ │ │ │ │ │ │ X 
Carles I de Portugal
 (1863-1908)
│ │ │ │ │ │ │ │ │ │ │ │ │ │ │ │ │ │ │ │ │ │ │ │ │ │ │ │
│ │ │ │ │ │ │ │ │ │ │ │ │ │ │ │ │ │ │ │ │ │ │ │ │ │ │ ├─ > 
Felip d'Orleans
 (1869-1926), duc d'Orleans
│ │ │ │ │ │ │ │ │ │ │ │ │ │ │ │ │ │ │ │ │ │ │ │ │ │ │ │ X Maria Dorotea d'Àustria (1867-1932)
│ │ │ │ │ │ │ │ │ │ │ │ │ │ │ │ │ │ │ │ │ │ │ │ │ │ │ │
│ │ │ │ │ │ │ │ │ │ │ │ │ │ │ │ │ │ │ │ │ │ │ │ │ │ │ ├─ > 
Helena d'Orleans
 (1871-1951)
│ │ │ │ │ │ │ │ │ │ │ │ │ │ │ │ │ │ │ │ │ │ │ │ │ │ │ │ X 1) 
Manuel Filibert de Savoia-Aosta
 duc d'Aosta (1869-1931)
│ │ │ │ │ │ │ │ │ │ │ │ │ │ │ │ │ │ │ │ │ │ │ │ │ │ │ │ X 2) Coronel 
Otto Campini

│ │ │ │ │ │ │ │ │ │ │ │ │ │ │ │ │ │ │ │ │ │ │ │ │ │ │ │
│ │ │ │ │ │ │ │ │ │ │ │ │ │ │ │ │ │ │ │ │ │ │ │ │ │ │ ├─>Carles (1875-1875)
│ │ │ │ │ │ │ │ │ │ │ │ │ │ │ │ │ │ │ │ │ │ │ │ │ │ │ │
│ │ │ │ │ │ │ │ │ │ │ │ │ │ │ │ │ │ │ │ │ │ │ │ │ │ │ ├─>Isabel (1878-1961) 
│ │ │ │ │ │ │ │ │ │ │ │ │ │ │ │ │ │ │ │ │ │ │ │ │ │ │ │ X 
Joan d'Orleans
 (1874-1940) «duc de Guisa»
│ │ │ │ │ │ │ │ │ │ │ │ │ │ │ │ │ │ │ │ │ │ │ │ │ │ │ │
│ │ │ │ │ │ │ │ │ │ │ │ │ │ │ │ │ │ │ │ │ │ │ │ │ │ │ ├─>Jaume (1880-1881)
│ │ │ │ │ │ │ │ │ │ │ │ │ │ │ │ │ │ │ │ │ │ │ │ │ │ │ │
│ │ │ │ │ │ │ │ │ │ │ │ │ │ │ │ │ │ │ │ │ │ │ │ │ │ │ ├─ > 
Lluïsa d'Orleans
 (1882-1958)
│ │ │ │ │ │ │ │ │ │ │ │ │ │ │ │ │ │ │ │ │ │ │ │ │ │ │ │ X 
Carles de Borbó-Sicília
 (1870-1949)
│ │ │ │ │ │ │ │ │ │ │ │ │ │ │ │ │ │ │ │ │ │ │ │ │ │ │ │
│ │ │ │ │ │ │ │ │ │ │ │ │ │ │ │ │ │ │ │ │ │ │ │ │ │ │ └─ > 
Ferran d'Orleans
 (1884-1924) «duc de Montpensier»
│ │ │ │ │ │ │ │ │ │ │ │ │ │ │ │ │ │ │ │ │ │ │ │ │ │ │ X Maria Isabel González de Olañeta y Ibarreta (1895-1958)
│ │ │ │ │ │ │ │ │ │ │ │ │ │ │ │ │ │ │ │ │ │ │ │ │ │ │
│ │ │ │ │ │ │ │ │ │ │ │ │ │ │ │ │ │ │ │ │ │ │ │ │ │ └─ > 
Robert d'Orleans
 (1840-1910), duc de Chartres
│ │ │ │ │ │ │ │ │ │ │ │ │ │ │ │ │ │ │ │ │ │ │ │ │ │ X 
Francesca d'Orleans (duquessa de Chartres)
 (1844-1925)
│ │ │ │ │ │ │ │ │ │ │ │ │ │ │ │ │ │ │ │ │ │ │ │ │ │ │
│ │ │ │ │ │ │ │ │ │ │ │ │ │ │ │ │ │ │ │ │ │ │ │ │ │ ├─>Maria (1865-1909)
│ │ │ │ │ │ │ │ │ │ │ │ │ │ │ │ │ │ │ │ │ │ │ │ │ │ │ X Valdemar de Dinamarca (1858-1939)
│ │ │ │ │ │ │ │ │ │ │ │ │ │ │ │ │ │ │ │ │ │ │ │ │ │ │
│ │ │ │ │ │ │ │ │ │ │ │ │ │ │ │ │ │ │ │ │ │ │ │ │ │ ├─>Margarida (1869-1940)
│ │ │ │ │ │ │ │ │ │ │ │ │ │ │ │ │ │ │ │ │ │ │ │ │ │ │ X Armand Patrici de MacMahon (1855-1927), duc de Magenta 
│ │ │ │ │ │ │ │ │ │ │ │ │ │ │ │ │ │ │ │ │ │ │ │ │ │ │
│ │ │ │ │ │ │ │ │ │ │ │ │ │ │ │ │ │ │ │ │ │ │ │ │ │ ├─>Robert (1866-1885)
│ │ │ │ │ │ │ │ │ │ │ │ │ │ │ │ │ │ │ │ │ │ │ │ │ │ │
│ │ │ │ │ │ │ │ │ │ │ │ │ │ │ │ │ │ │ │ │ │ │ │ │ │ ├─>Enric (1867-1901)
│ │ │ │ │ │ │ │ │ │ │ │ │ │ │ │ │ │ │ │ │ │ │ │ │ │ │
│ │ │ │ │ │ │ │ │ │ │ │ │ │ │ │ │ │ │ │ │ │ │ │ │ │ └─ > 
Joan d'Orleans
 (1874-1940) «duc de Guisa»
│ │ │ │ │ │ │ │ │ │ │ │ │ │ │ │ │ │ │ │ │ │ │ │ │ │ X Isabel (1878-1961) 
│ │ │ │ │ │ │ │ │ │ │ │ │ │ │ │ │ │ │ │ │ │ │ │ │ │ │
│ │ │ │ │ │ │ │ │ │ │ │ │ │ │ │ │ │ │ │ │ │ │ │ │ │ ├─>Isabel (1900-1983
│ │ │ │ │ │ │ │ │ │ │ │ │ │ │ │ │ │ │ │ │ │ │ │ │ │ │ X 1) Brunó comte d'Harcourt (1899-1930)
│ │ │ │ │ │ │ │ │ │ │ │ │ │ │ │ │ │ │ │ │ │ │ │ │ │ │ X 2) Pere, príncep de Murat (1900-1948)
│ │ │ │ │ │ │ │ │ │ │ │ │ │ │ │ │ │ │ │ │ │ │ │ │ │ │
│ │ │ │ │ │ │ │ │ │ │ │ │ │ │ │ │ │ │ │ │ │ │ │ │ │ ├─>Francesca (1902-1953)
│ │ │ │ │ │ │ │ │ │ │ │ │ │ │ │ │ │ │ │ │ │ │ │ │ │ │ X Cristòfol de Grècia i Dinamarca (1888-1940)
│ │ │ │ │ │ │ │ │ │ │ │ │ │ │ │ │ │ │ │ │ │ │ │ │ │ │
│ │ │ │ │ │ │ │ │ │ │ │ │ │ │ │ │ │ │ │ │ │ │ │ │ │ ├─>Anna (1906-1986)
│ │ │ │ │ │ │ │ │ │ │ │ │ │ │ │ │ │ │ │ │ │ │ │ │ │ │ X Amadeu de Savoia (1898-1942), duc d'Aosta
│ │ │ │ │ │ │ │ │ │ │ │ │ │ │ │ │ │ │ │ │ │ │ │ │ │ │
│ │ │ │ │ │ │ │ │ │ │ │ │ │ │ │ │ │ │ │ │ │ │ │ │ │ └─ > 
Enric d'Orleans
 (1908-1999) «comte de París»
│ │ │ │ │ │ │ │ │ │ │ │ │ │ │ │ │ │ │ │ │ │ │ │ │ │ X Isabel d'Orleans-Bragança(1911)
│ │ │ │ │ │ │ │ │ │ │ │ │ │ │ │ │ │ │ │ │ │ │ │ │ │ │
│ │ │ │ │ │ │ │ │ │ │ │ │ │ │ │ │ │ │ │ │ │ │ │ │ │ ├─>Isabel (1932)
│ │ │ │ │ │ │ │ │ │ │ │ │ │ │ │ │ │ │ │ │ │ │ │ │ │ │ X Frederic Carles de Schönborn-Buchheim (1938)
│ │ │ │ │ │ │ │ │ │ │ │ │ │ │ │ │ │ │ │ │ │ │ │ │ │ │
│ │ │ │ │ │ │ │ │ │ │ │ │ │ │ │ │ │ │ │ │ │ │ │ │ │ ├─ > 
Enric d'Orleans
 (1933) «comte de Clermont i de Mortain»
│ │ │ │ │ │ │ │ │ │ │ │ │ │ │ │ │ │ │ │ │ │ │ │ │ │ │ X 1) Maria-Teresa de Württemberg (1934)
│ │ │ │ │ │ │ │ │ │ │ │ │ │ │ │ │ │ │ │ │ │ │ │ │ │ │ X 2) Micaela Cousiño (1938)
│ │ │ │ │ │ │ │ │ │ │ │ │ │ │ │ │ │ │ │ │ │ │ │ │ │ │ │
│ │ │ │ │ │ │ │ │ │ │ │ │ │ │ │ │ │ │ │ │ │ │ │ │ │ │ ├1>Maria (1959)
│ │ │ │ │ │ │ │ │ │ │ │ │ │ │ │ │ │ │ │ │ │ │ │ │ │ │ │ X Gundakar de Liechtenstein (1949)
│ │ │ │ │ │ │ │ │ │ │ │ │ │ │ │ │ │ │ │ │ │ │ │ │ │ │ │
│ │ │ │ │ │ │ │ │ │ │ │ │ │ │ │ │ │ │ │ │ │ │ │ │ │ │ ├1>Francesc, « comte de Clermont» (1961)
│ │ │ │ │ │ │ │ │ │ │ │ │ │ │ │ │ │ │ │ │ │ │ │ │ │ │ │
│ │ │ │ │ │ │ │ │ │ │ │ │ │ │ │ │ │ │ │ │ │ │ │ │ │ │ ├1>Blanca (1962)
│ │ │ │ │ │ │ │ │ │ │ │ │ │ │ │ │ │ │ │ │ │ │ │ │ │ │ │
│ │ │ │ │ │ │ │ │ │ │ │ │ │ │ │ │ │ │ │ │ │ │ │ │ │ │ ├1>Joan, «duc de Vendôme» (1965)
│ │ │ │ │ │ │ │ │ │ │ │ │ │ │ │ │ │ │ │ │ │ │ │ │ │ │ │
│ │ │ │ │ │ │ │ │ │ │ │ │ │ │ │ │ │ │ │ │ │ │ │ │ │ │ └1>Eudes, « duc d'Angulema» (1968)
│ │ │ │ │ │ │ │ │ │ │ │ │ │ │ │ │ │ │ │ │ │ │ │ │ │ │ X Maria Lluïsa de Rohan-Chabot (1969)
│ │ │ │ │ │ │ │ │ │ │ │ │ │ │ │ │ │ │ │ │ │ │ │ │ │ │
│ │ │ │ │ │ │ │ │ │ │ │ │ │ │ │ │ │ │ │ │ │ │ │ │ │ ├─>Elena (1934)
│ │ │ │ │ │ │ │ │ │ │ │ │ │ │ │ │ │ │ │ │ │ │ │ │ │ │ X Eberard de Limburg-Stirum (1927)
│ │ │ │ │ │ │ │ │ │ │ │ │ │ │ │ │ │ │ │ │ │ │ │ │ │ │
│ │ │ │ │ │ │ │ │ │ │ │ │ │ │ │ │ │ │ │ │ │ │ │ │ │ ├─>Francesc (1935-1960) «duc d'Orleans»
│ │ │ │ │ │ │ │ │ │ │ │ │ │ │ │ │ │ │ │ │ │ │ │ │ │ │
│ │ │ │ │ │ │ │ │ │ │ │ │ │ │ │ │ │ │ │ │ │ │ │ │ │ ├─>Anna (1938)
│ │ │ │ │ │ │ │ │ │ │ │ │ │ │ │ │ │ │ │ │ │ │ │ │ │ │ X Carles de Borbó-Sicília (1938)
│ │ │ │ │ │ │ │ │ │ │ │ │ │ │ │ │ │ │ │ │ │ │ │ │ │ │
│ │ │ │ │ │ │ │ │ │ │ │ │ │ │ │ │ │ │ │ │ │ │ │ │ │ ├─>Diana (1940)
│ │ │ │ │ │ │ │ │ │ │ │ │ │ │ │ │ │ │ │ │ │ │ │ │ │ │ X Carles de Württemberg (1936)
│ │ │ │ │ │ │ │ │ │ │ │ │ │ │ │ │ │ │ │ │ │ │ │ │ │ │
│ │ │ │ │ │ │ │ │ │ │ │ │ │ │ │ │ │ │ │ │ │ │ │ │ │ ├─>Miquel (1941) «comte d'Évreux»
│ │ │ │ │ │ │ │ │ │ │ │ │ │ │ │ │ │ │ │ │ │ │ │ │ │ │ X Beatriu Pasquier de Franclieu (1941)
│ │ │ │ │ │ │ │ │ │ │ │ │ │ │ │ │ │ │ │ │ │ │ │ │ │ │ │
│ │ │ │ │ │ │ │ │ │ │ │ │ │ │ │ │ │ │ │ │ │ │ │ │ │ │ ├─>Clotilde (1968)
│ │ │ │ │ │ │ │ │ │ │ │ │ │ │ │ │ │ │ │ │ │ │ │ │ │ │ │ X Eduard Crépy (1969)
│ │ │ │ │ │ │ │ │ │ │ │ │ │ │ │ │ │ │ │ │ │ │ │ │ │ │ │
│ │ │ │ │ │ │ │ │ │ │ │ │ │ │ │ │ │ │ │ │ │ │ │ │ │ │ ├─> Adelaida (1971)
│ │ │ │ │ │ │ │ │ │ │ │ │ │ │ │ │ │ │ │ │ │ │ │ │ │ │ │ Pere Lluís Dailly (1968)
│ │ │ │ │ │ │ │ │ │ │ │ │ │ │ │ │ │ │ │ │ │ │ │ │ │ │ │
│ │ │ │ │ │ │ │ │ │ │ │ │ │ │ │ │ │ │ │ │ │ │ │ │ │ │ ├─>Carles -Felip (1973)
│ │ │ │ │ │ │ │ │ │ │ │ │ │ │ │ │ │ │ │ │ │ │ │ │ │ │ │
│ │ │ │ │ │ │ │ │ │ │ │ │ │ │ │ │ │ │ │ │ │ │ │ │ │ │ └─>Francesc (1982)
│ │ │ │ │ │ │ │ │ │ │ │ │ │ │ │ │ │ │ │ │ │ │ │ │ │ │
│ │ │ │ │ │ │ │ │ │ │ │ │ │ │ │ │ │ │ │ │ │ │ │ │ │ ├─>Jaume (1941) «duc d'Orleans»
│ │ │ │ │ │ │ │ │ │ │ │ │ │ │ │ │ │ │ │ │ │ │ │ │ │ │ X Garsenda de Sabran-Pontevès (1942)
│ │ │ │ │ │ │ │ │ │ │ │ │ │ │ │ │ │ │ │ │ │ │ │ │ │ │ │
│ │ │ │ │ │ │ │ │ │ │ │ │ │ │ │ │ │ │ │ │ │ │ │ │ │ │ ├─>Diana (1970)
│ │ │ │ │ │ │ │ │ │ │ │ │ │ │ │ │ │ │ │ │ │ │ │ │ │ │ │ X Aleix de Noailles (1952)
│ │ │ │ │ │ │ │ │ │ │ │ │ │ │ │ │ │ │ │ │ │ │ │ │ │ │ │
│ │ │ │ │ │ │ │ │ │ │ │ │ │ │ │ │ │ │ │ │ │ │ │ │ │ │ ├─>Carles Lluís (1972) «duc de Chartres»
│ │ │ │ │ │ │ │ │ │ │ │ │ │ │ │ │ │ │ │ │ │ │ │ │ │ │ │ X Illéana Manos (1970)
│ │ │ │ │ │ │ │ │ │ │ │ │ │ │ │ │ │ │ │ │ │ │ │ │ │ │ │ │
│ │ │ │ │ │ │ │ │ │ │ │ │ │ │ │ │ │ │ │ │ │ │ │ │ │ │ │ ├─>Felip (1998)
│ │ │ │ │ │ │ │ │ │ │ │ │ │ │ │ │ │ │ │ │ │ │ │ │ │ │ │ │
│ │ │ │ │ │ │ │ │ │ │ │ │ │ │ │ │ │ │ │ │ │ │ │ │ │ │ │ ├─>Lluïsa (1999)
│ │ │ │ │ │ │ │ │ │ │ │ │ │ │ │ │ │ │ │ │ │ │ │ │ │ │ │ │
│ │ │ │ │ │ │ │ │ │ │ │ │ │ │ │ │ │ │ │ │ │ │ │ │ │ │ │ ├─>Elena (2001)
│ │ │ │ │ │ │ │ │ │ │ │ │ │ │ │ │ │ │ │ │ │ │ │ │ │ │ │ │
│ │ │ │ │ │ │ │ │ │ │ │ │ │ │ │ │ │ │ │ │ │ │ │ │ │ │ │ └─>Constantí (2003)
│ │ │ │ │ │ │ │ │ │ │ │ │ │ │ │ │ │ │ │ │ │ │ │ │ │ │ │
│ │ │ │ │ │ │ │ │ │ │ │ │ │ │ │ │ │ │ │ │ │ │ │ │ │ │ └─>Folc (1974) «duc d'Aumâle», « comte d'Eu»
│ │ │ │ │ │ │ │ │ │ │ │ │ │ │ │ │ │ │ │ │ │ │ │ │ │ │
│ │ │ │ │ │ │ │ │ │ │ │ │ │ │ │ │ │ │ │ │ │ │ │ │ │ ├─>Claudi (1943)
│ │ │ │ │ │ │ │ │ │ │ │ │ │ │ │ │ │ │ │ │ │ │ │ │ │ │ X 1) Amadeu de Savoia (1943), duc d'Aosta
│ │ │ │ │ │ │ │ │ │ │ │ │ │ │ │ │ │ │ │ │ │ │ │ │ │ │ X 2) Arnaldo La Cagnina (1929)
│ │ │ │ │ │ │ │ │ │ │ │ │ │ │ │ │ │ │ │ │ │ │ │ │ │ │
│ │ │ │ │ │ │ │ │ │ │ │ │ │ │ │ │ │ │ │ │ │ │ │ │ │ ├─>Joana, (1946)
│ │ │ │ │ │ │ │ │ │ │ │ │ │ │ │ │ │ │ │ │ │ │ │ │ │ │ X Francesc Xavier de Sambucy de Sorgue (1943)
│ │ │ │ │ │ │ │ │ │ │ │ │ │ │ │ │ │ │ │ │ │ │ │ │ │ │
│ │ │ │ │ │ │ │ │ │ │ │ │ │ │ │ │ │ │ │ │ │ │ │ │ │ └─>Tibald, «comte de la Marche» (1948-1983)
│ │ │ │ │ │ │ │ │ │ │ │ │ │ │ │ │ │ │ │ │ │ │ │ │ │ X Marion Gordon-Orr (1942)
│ │ │ │ │ │ │ │ │ │ │ │ │ │ │ │ │ │ │ │ │ │ │ │ │ │ │
│ │ │ │ │ │ │ │ │ │ │ │ │ │ │ │ │ │ │ │ │ │ │ │ │ │ ├─>Robert (1976) «comte de la Marche»
│ │ │ │ │ │ │ │ │ │ │ │ │ │ │ │ │ │ │ │ │ │ │ │ │ │ │
│ │ │ │ │ │ │ │ │ │ │ │ │ │ │ │ │ │ │ │ │ │ │ │ │ │ └─>Lluís-Felip (1979-1980)
│ │ │ │ │ │ │ │ │ │ │ │ │ │ │ │ │ │ │ │ │ │ │ │ │ │
│ │ │ │ │ │ │ │ │ │ │ │ │ │ │ │ │ │ │ │ │ │ │ │ │ ├─ > 
Lluïsa d'Orleans
 (1812-1850)
│ │ │ │ │ │ │ │ │ │ │ │ │ │ │ │ │ │ │ │ │ │ │ │ │ │ X 
Leopold I de Bèlgica
 (1790-1865)
│ │ │ │ │ │ │ │ │ │ │ │ │ │ │ │ │ │ │ │ │ │ │ │ │ │
│ │ │ │ │ │ │ │ │ │ │ │ │ │ │ │ │ │ │ │ │ │ │ │ │ ├─ > 
Maria d'Orleans
 (1813-1839)
│ │ │ │ │ │ │ │ │ │ │ │ │ │ │ │ │ │ │ │ │ │ │ │ │ │ X 
Frederic Guillem
, duc de Württemberg (1804-1881)
│ │ │ │ │ │ │ │ │ │ │ │ │ │ │ │ │ │ │ │ │ │ │ │ │ │
│ │ │ │ │ │ │ │ │ │ │ │ │ │ │ │ │ │ │ │ │ │ │ │ │ ├─ > 
Lluís d'Orleans
 (1814-1896), duc de Nemours
│ │ │ │ │ │ │ │ │ │ │ │ │ │ │ │ │ │ │ │ │ │ │ │ │ │ X Victoria de Saxònia-Coburg-Gotha (1822-1857)
│ │ │ │ │ │ │ │ │ │ │ │ │ │ │ │ │ │ │ │ │ │ │ │ │ │ │
│ │ │ │ │ │ │ │ │ │ │ │ │ │ │ │ │ │ │ │ │ │ │ │ │ │ ├─ > 
Gastó d'Orleans
 (1842-1922), comte d'Eu
│ │ │ │ │ │ │ │ │ │ │ │ │ │ │ │ │ │ │ │ │ │ │ │ │ │ │ X 
Isabel de Bragança
 (1846-1921), princesa imperial del Brasil
│ │ │ │ │ │ │ │ │ │ │ │ │ │ │ │ │ │ │ │ │ │ │ │ │ │ │ │
│ │ │ │ │ │ │ │ │ │ │ │ │ │ │ │ │ │ │ │ │ │ │ │ │ │ │ ├─>una filla (1874-)
│ │ │ │ │ │ │ │ │ │ │ │ │ │ │ │ │ │ │ │ │ │ │ │ │ │ │ │
│ │ │ │ │ │ │ │ │ │ │ │ │ │ │ │ │ │ │ │ │ │ │ │ │ │ │ ├─>Pere d'Orleans-Bragança (1875-1940)
│ │ │ │ │ │ │ │ │ │ │ │ │ │ │ │ │ │ │ │ │ │ │ │ │ │ │ │ X Elisabet Dobrzensky de Dobrzenicz (1875-1951)
│ │ │ │ │ │ │ │ │ │ │ │ │ │ │ │ │ │ │ │ │ │ │ │ │ │ │ │ │
│ │ │ │ │ │ │ │ │ │ │ │ │ │ │ │ │ │ │ │ │ │ │ │ │ │ │ │ ├─>Isabel d'Orleans-Bragança (1911)
│ │ │ │ │ │ │ │ │ │ │ │ │ │ │ │ │ │ │ │ │ │ │ │ │ │ │ │ │ X 
Enric d'Orleans
 (1908-1999), comte de París
│ │ │ │ │ │ │ │ │ │ │ │ │ │ │ │ │ │ │ │ │ │ │ │ │ │ │ │ │
│ │ │ │ │ │ │ │ │ │ │ │ │ │ │ │ │ │ │ │ │ │ │ │ │ │ │ │ ├─>Pere d'Orleans-Bragança (1913)
│ │ │ │ │ │ │ │ │ │ │ │ │ │ │ │ │ │ │ │ │ │ │ │ │ │ │ │ │ X Maria de Borbó-Sicília (1914)
│ │ │ │ │ │ │ │ │ │ │ │ │ │ │ │ │ │ │ │ │ │ │ │ │ │ │ │ │ │
│ │ │ │ │ │ │ │ │ │ │ │ │ │ │ │ │ │ │ │ │ │ │ │ │ │ │ │ │ ├─>Pere d'Orleans-Bragança(1945)
│ │ │ │ │ │ │ │ │ │ │ │ │ │ │ │ │ │ │ │ │ │ │ │ │ │ │ │ │ │ 1) Rony Kuhn de Souza (1938-1979)
│ │ │ │ │ │ │ │ │ │ │ │ │ │ │ │ │ │ │ │ │ │ │ │ │ │ │ │ │ │ 2) Patrícia Alexandra Brascombe (1964)
│ │ │ │ │ │ │ │ │ │ │ │ │ │ │ │ │ │ │ │ │ │ │ │ │ │ │ │ │ │ │
│ │ │ │ │ │ │ │ │ │ │ │ │ │ │ │ │ │ │ │ │ │ │ │ │ │ │ │ │ │ ├1>Pere d'Orleans-Bragança(1979)
│ │ │ │ │ │ │ │ │ │ │ │ │ │ │ │ │ │ │ │ │ │ │ │ │ │ │ │ │ │ │
│ │ │ │ │ │ │ │ │ │ │ │ │ │ │ │ │ │ │ │ │ │ │ │ │ │ │ │ │ │ └2>Felip d'Orleans-Bragança(1982)
│ │ │ │ │ │ │ │ │ │ │ │ │ │ │ │ │ │ │ │ │ │ │ │ │ │ │ │ │ │
│ │ │ │ │ │ │ │ │ │ │ │ │ │ │ │ │ │ │ │ │ │ │ │ │ │ │ │ │ ├─>Alfons d'Orleans-Bragança(1948)
│ │ │ │ │ │ │ │ │ │ │ │ │ │ │ │ │ │ │ │ │ │ │ │ │ │ │ │ │ │ X Maria Parejo (1954)
│ │ │ │ │ │ │ │ │ │ │ │ │ │ │ │ │ │ │ │ │ │ │ │ │ │ │ │ │ │ │
│ │ │ │ │ │ │ │ │ │ │ │ │ │ │ │ │ │ │ │ │ │ │ │ │ │ │ │ │ │ ├─>Maria d'Orleans-Bragança(1974)
│ │ │ │ │ │ │ │ │ │ │ │ │ │ │ │ │ │ │ │ │ │ │ │ │ │ │ │ │ │ │
│ │ │ │ │ │ │ │ │ │ │ │ │ │ │ │ │ │ │ │ │ │ │ │ │ │ │ │ │ │ └─>Julia d'Orleans-Bragança(1977)
│ │ │ │ │ │ │ │ │ │ │ │ │ │ │ │ │ │ │ │ │ │ │ │ │ │ │ │ │ │
│ │ │ │ │ │ │ │ │ │ │ │ │ │ │ │ │ │ │ │ │ │ │ │ │ │ │ │ │ ├─>Manel d'Orleans-Bragança(1949)
│ │ │ │ │ │ │ │ │ │ │ │ │ │ │ │ │ │ │ │ │ │ │ │ │ │ │ │ │ │ X Margarida Haffner (1945)
│ │ │ │ │ │ │ │ │ │ │ │ │ │ │ │ │ │ │ │ │ │ │ │ │ │ │ │ │ │ │
│ │ │ │ │ │ │ │ │ │ │ │ │ │ │ │ │ │ │ │ │ │ │ │ │ │ │ │ │ │ ├─>Lluïsa Cristina d'Orleans-Bragança(1978)
│ │ │ │ │ │ │ │ │ │ │ │ │ │ │ │ │ │ │ │ │ │ │ │ │ │ │ │ │ │ │
│ │ │ │ │ │ │ │ │ │ │ │ │ │ │ │ │ │ │ │ │ │ │ │ │ │ │ │ │ │ └─>Manel Alfons d'Orleans-Bragança (1981)
│ │ │ │ │ │ │ │ │ │ │ │ │ │ │ │ │ │ │ │ │ │ │ │ │ │ │ │ │ │
│ │ │ │ │ │ │ │ │ │ │ │ │ │ │ │ │ │ │ │ │ │ │ │ │ │ │ │ │ ├─>Francesc d'Orleans-Bragança(1956)
│ │ │ │ │ │ │ │ │ │ │ │ │ │ │ │ │ │ │ │ │ │ │ │ │ │ │ │ │ │ X 1) Christina Schmidt Peçanha (1953)
│ │ │ │ │ │ │ │ │ │ │ │ │ │ │ │ │ │ │ │ │ │ │ │ │ │ │ │ │ │ X 2) N. Pires
│ │ │ │ │ │ │ │ │ │ │ │ │ │ │ │ │ │ │ │ │ │ │ │ │ │ │ │ │ │ │
│ │ │ │ │ │ │ │ │ │ │ │ │ │ │ │ │ │ │ │ │ │ │ │ │ │ │ │ │ │ ├1>Francesc Teodor d'Orleans-Bragança(1979)
│ │ │ │ │ │ │ │ │ │ │ │ │ │ │ │ │ │ │ │ │ │ │ │ │ │ │ │ │ │ │
│ │ │ │ │ │ │ │ │ │ │ │ │ │ │ │ │ │ │ │ │ │ │ │ │ │ │ │ │ │ ├2>Maria Isabel d'Orleans-Bragança(1982)
│ │ │ │ │ │ │ │ │ │ │ │ │ │ │ │ │ │ │ │ │ │ │ │ │ │ │ │ │ │ │
│ │ │ │ │ │ │ │ │ │ │ │ │ │ │ │ │ │ │ │ │ │ │ │ │ │ │ │ │ │ └2>Gabrièle d'Orleans-Bragança(1989)
│ │ │ │ │ │ │ │ │ │ │ │ │ │ │ │ │ │ │ │ │ │ │ │ │ │ │ │ │ │
│ │ │ │ │ │ │ │ │ │ │ │ │ │ │ │ │ │ │ │ │ │ │ │ │ │ │ │ │ ├─>Maria d'Orleans-Bragança(1946)
│ │ │ │ │ │ │ │ │ │ │ │ │ │ │ │ │ │ │ │ │ │ │ │ │ │ │ │ │ │ X 1) Alexandre de Iugoslàvia (1945)
│ │ │ │ │ │ │ │ │ │ │ │ │ │ │ │ │ │ │ │ │ │ │ │ │ │ │ │ │ │ X 2) Ignacio de Medinay Fernández de Córdoba, duc de Segorbe, comte d'Ampúries (1947)
│ │ │ │ │ │ │ │ │ │ │ │ │ │ │ │ │ │ │ │ │ │ │ │ │ │ │ │ │ │
│ │ │ │ │ │ │ │ │ │ │ │ │ │ │ │ │ │ │ │ │ │ │ │ │ │ │ │ │ └─>Cristina d'Orleans-Bragança(1950)
│ │ │ │ │ │ │ │ │ │ │ │ │ │ │ │ │ │ │ │ │ │ │ │ │ │ │ │ │ X 1) Jan, príncep Sapieha-Rozánski (1935)
│ │ │ │ │ │ │ │ │ │ │ │ │ │ │ │ │ │ │ │ │ │ │ │ │ │ │ │ │ X 2) José Carlos Calmon de Brito
│ │ │ │ │ │ │ │ │ │ │ │ │ │ │ │ │ │ │ │ │ │ │ │ │ │ │ │ │
│ │ │ │ │ │ │ │ │ │ │ │ │ │ │ │ │ │ │ │ │ │ │ │ │ │ │ │ ├─>Maria-Francesca d'Orleans-Bragança (1914-1968)
│ │ │ │ │ │ │ │ │ │ │ │ │ │ │ │ │ │ │ │ │ │ │ │ │ │ │ │ │ X Eduard de Portugal, duc de Bragança(1907-1976)
│ │ │ │ │ │ │ │ │ │ │ │ │ │ │ │ │ │ │ │ │ │ │ │ │ │ │ │ │
│ │ │ │ │ │ │ │ │ │ │ │ │ │ │ │ │ │ │ │ │ │ │ │ │ │ │ │ ├─>Joan d'Orleans-Bragança (1916)
│ │ │ │ │ │ │ │ │ │ │ │ │ │ │ │ │ │ │ │ │ │ │ │ │ │ │ │ │ X Fàtima Scherifa Chirine (1923-1990)
│ │ │ │ │ │ │ │ │ │ │ │ │ │ │ │ │ │ │ │ │ │ │ │ │ │ │ │ │ │
│ │ │ │ │ │ │ │ │ │ │ │ │ │ │ │ │ │ │ │ │ │ │ │ │ │ │ │ │ └─>Joan Enric d'Orleans-Bragança(1954) 
│ │ │ │ │ │ │ │ │ │ │ │ │ │ │ │ │ │ │ │ │ │ │ │ │ │ │ │ │ X Stella Christina Lutterbach (1958)
│ │ │ │ │ │ │ │ │ │ │ │ │ │ │ │ │ │ │ │ │ │ │ │ │ │ │ │ │ │
│ │ │ │ │ │ │ │ │ │ │ │ │ │ │ │ │ │ │ │ │ │ │ │ │ │ │ │ │ ├─>Joan Felip d'Orleans-Bragança(1986)
│ │ │ │ │ │ │ │ │ │ │ │ │ │ │ │ │ │ │ │ │ │ │ │ │ │ │ │ │ │
│ │ │ │ │ │ │ │ │ │ │ │ │ │ │ │ │ │ │ │ │ │ │ │ │ │ │ │ │ └─>Maria Cristina d'Orleans-Bragança(1989)
│ │ │ │ │ │ │ │ │ │ │ │ │ │ │ │ │ │ │ │ │ │ │ │ │ │ │ │ │
│ │ │ │ │ │ │ │ │ │ │ │ │ │ │ │ │ │ │ │ │ │ │ │ │ │ │ │ └─>Teresa d'Orleans-Bragança(1919)
│ │ │ │ │ │ │ │ │ │ │ │ │ │ │ │ │ │ │ │ │ │ │ │ │ │ │ │ X Ernest Martorell i Calderó (1921-1985)
│ │ │ │ │ │ │ │ │ │ │ │ │ │ │ │ │ │ │ │ │ │ │ │ │ │ │ │
│ │ │ │ │ │ │ │ │ │ │ │ │ │ │ │ │ │ │ │ │ │ │ │ │ │ │ ├─>Lluís d'Orleans-Bragança(1878-1920)
│ │ │ │ │ │ │ │ │ │ │ │ │ │ │ │ │ │ │ │ │ │ │ │ │ │ │ │ X Pia de Borbó-Sicília (1878-1973)
│ │ │ │ │ │ │ │ │ │ │ │ │ │ │ │ │ │ │ │ │ │ │ │ │ │ │ │ │
│ │ │ │ │ │ │ │ │ │ │ │ │ │ │ │ │ │ │ │ │ │ │ │ │ │ │ │ ├─>Pere Enric d'Orleans-Bragança(1909-1981)
│ │ │ │ │ │ │ │ │ │ │ │ │ │ │ │ │ │ │ │ │ │ │ │ │ │ │ │ │ X Maria de Baviera (1914)
│ │ │ │ │ │ │ │ │ │ │ │ │ │ │ │ │ │ │ │ │ │ │ │ │ │ │ │ │ │
│ │ │ │ │ │ │ │ │ │ │ │ │ │ │ │ │ │ │ │ │ │ │ │ │ │ │ │ │ ├─>Lluís-Gastó d'Orleans-Bragança(1938)
│ │ │ │ │ │ │ │ │ │ │ │ │ │ │ │ │ │ │ │ │ │ │ │ │ │ │ │ │ │
│ │ │ │ │ │ │ │ │ │ │ │ │ │ │ │ │ │ │ │ │ │ │ │ │ │ │ │ │ ├─>Eudes d'Orleans-Bragança(1939)
│ │ │ │ │ │ │ │ │ │ │ │ │ │ │ │ │ │ │ │ │ │ │ │ │ │ │ │ │ │ X 1) Ana Maria de Moraes e Barros (1945)
│ │ │ │ │ │ │ │ │ │ │ │ │ │ │ │ │ │ │ │ │ │ │ │ │ │ │ │ │ │ X 2) Mercedes Neves da Rocha 
│ │ │ │ │ │ │ │ │ │ │ │ │ │ │ │ │ │ │ │ │ │ │ │ │ │ │ │ │ │ │
│ │ │ │ │ │ │ │ │ │ │ │ │ │ │ │ │ │ │ │ │ │ │ │ │ │ │ │ │ │ ├1>Lluís Felip d'Orleans-Bragança (1969)
│ │ │ │ │ │ │ │ │ │ │ │ │ │ │ │ │ │ │ │ │ │ │ │ │ │ │ │ │ │ │
│ │ │ │ │ │ │ │ │ │ │ │ │ │ │ │ │ │ │ │ │ │ │ │ │ │ │ │ │ │ ├1>Ana Luiza d'Orleans-Bragança (1971)
│ │ │ │ │ │ │ │ │ │ │ │ │ │ │ │ │ │ │ │ │ │ │ │ │ │ │ │ │ │ │ X Paulo Ibrahim Mansur
│ │ │ │ │ │ │ │ │ │ │ │ │ │ │ │ │ │ │ │ │ │ │ │ │ │ │ │ │ │ │
│ │ │ │ │ │ │ │ │ │ │ │ │ │ │ │ │ │ │ │ │ │ │ │ │ │ │ │ │ │ ├2>Eudes d'Orleans-Bragança (1978)
│ │ │ │ │ │ │ │ │ │ │ │ │ │ │ │ │ │ │ │ │ │ │ │ │ │ │ │ │ │ │
│ │ │ │ │ │ │ │ │ │ │ │ │ │ │ │ │ │ │ │ │ │ │ │ │ │ │ │ │ │ ├2>Maria Antoni a d'Orleans-Bragança (1979)
│ │ │ │ │ │ │ │ │ │ │ │ │ │ │ │ │ │ │ │ │ │ │ │ │ │ │ │ │ │ │
│ │ │ │ │ │ │ │ │ │ │ │ │ │ │ │ │ │ │ │ │ │ │ │ │ │ │ │ │ │ ├2>Maria Francisca d'Orleans-Bragança (1979)
│ │ │ │ │ │ │ │ │ │ │ │ │ │ │ │ │ │ │ │ │ │ │ │ │ │ │ │ │ │ │
│ │ │ │ │ │ │ │ │ │ │ │ │ │ │ │ │ │ │ │ │ │ │ │ │ │ │ │ │ │ ├2>Guiu d'Orleans-Bragança (1984)
│ │ │ │ │ │ │ │ │ │ │ │ │ │ │ │ │ │ │ │ │ │ │ │ │ │ │ │ │ │ │
│ │ │ │ │ │ │ │ │ │ │ │ │ │ │ │ │ │ │ │ │ │ │ │ │ │ │ │ │ │ └2>Maria Manoela d'Orleans-Bragança (1989)
│ │ │ │ │ │ │ │ │ │ │ │ │ │ │ │ │ │ │ │ │ │ │ │ │ │ │ │ │ │
│ │ │ │ │ │ │ │ │ │ │ │ │ │ │ │ │ │ │ │ │ │ │ │ │ │ │ │ │ ├─>Beltrao d'Orleans-Bragança (1941)
│ │ │ │ │ │ │ │ │ │ │ │ │ │ │ │ │ │ │ │ │ │ │ │ │ │ │ │ │ │
│ │ │ │ │ │ │ │ │ │ │ │ │ │ │ │ │ │ │ │ │ │ │ │ │ │ │ │ │ ├─>Isabel d'Orleans-Bragança (1944)
│ │ │ │ │ │ │ │ │ │ │ │ │ │ │ │ │ │ │ │ │ │ │ │ │ │ │ │ │ │
│ │ │ │ │ │ │ │ │ │ │ │ │ │ │ │ │ │ │ │ │ │ │ │ │ │ │ │ │ ├─>Pedro d'Orleans-Bragança (1945)
│ │ │ │ │ │ │ │ │ │ │ │ │ │ │ │ │ │ │ │ │ │ │ │ │ │ │ │ │ │ X Maria de Fatima Lacerda Rocha (1952)
│ │ │ │ │ │ │ │ │ │ │ │ │ │ │ │ │ │ │ │ │ │ │ │ │ │ │ │ │ │ │
│ │ │ │ │ │ │ │ │ │ │ │ │ │ │ │ │ │ │ │ │ │ │ │ │ │ │ │ │ │ ├─>Maria Pia d'Orleans-Bragança (1975)
│ │ │ │ │ │ │ │ │ │ │ │ │ │ │ │ │ │ │ │ │ │ │ │ │ │ │ │ │ │ │
│ │ │ │ │ │ │ │ │ │ │ │ │ │ │ │ │ │ │ │ │ │ │ │ │ │ │ │ │ │ ├─>Maria Carolina d'Orleans-Bragança (1978)
│ │ │ │ │ │ │ │ │ │ │ │ │ │ │ │ │ │ │ │ │ │ │ │ │ │ │ │ │ │ │
│ │ │ │ │ │ │ │ │ │ │ │ │ │ │ │ │ │ │ │ │ │ │ │ │ │ │ │ │ │ ├─>Gabriel José d'Orleans-Bragança (1980)
│ │ │ │ │ │ │ │ │ │ │ │ │ │ │ │ │ │ │ │ │ │ │ │ │ │ │ │ │ │ │
│ │ │ │ │ │ │ │ │ │ │ │ │ │ │ │ │ │ │ │ │ │ │ │ │ │ │ │ │ │ ├─>Maria de Fàtima Isabel d'Orleans-Bragança (1988)
│ │ │ │ │ │ │ │ │ │ │ │ │ │ │ │ │ │ │ │ │ │ │ │ │ │ │ │ │ │ │
│ │ │ │ │ │ │ │ │ │ │ │ │ │ │ │ │ │ │ │ │ │ │ │ │ │ │ │ │ │ └─>Maria Manela d'Orleans-Bragança (1989)
│ │ │ │ │ │ │ │ │ │ │ │ │ │ │ │ │ │ │ │ │ │ │ │ │ │ │ │ │ │
│ │ │ │ │ │ │ │ │ │ │ │ │ │ │ │ │ │ │ │ │ │ │ │ │ │ │ │ │ ├─>Ferran d'Orleans-Bragança (1948)
│ │ │ │ │ │ │ │ │ │ │ │ │ │ │ │ │ │ │ │ │ │ │ │ │ │ │ │ │ │ X Maria da Graça Baere de Araújo (1952)
│ │ │ │ │ │ │ │ │ │ │ │ │ │ │ │ │ │ │ │ │ │ │ │ │ │ │ │ │ │ │
│ │ │ │ │ │ │ │ │ │ │ │ │ │ │ │ │ │ │ │ │ │ │ │ │ │ │ │ │ │ ├─>Isabel Maria Eleonora d'Orleans-Bragança (1978)
│ │ │ │ │ │ │ │ │ │ │ │ │ │ │ │ │ │ │ │ │ │ │ │ │ │ │ │ │ │ │
│ │ │ │ │ │ │ │ │ │ │ │ │ │ │ │ │ │ │ │ │ │ │ │ │ │ │ │ │ │ ├─>Maria da Glória Cristina d'Orleans-Bragança (1982)
│ │ │ │ │ │ │ │ │ │ │ │ │ │ │ │ │ │ │ │ │ │ │ │ │ │ │ │ │ │ │
│ │ │ │ │ │ │ │ │ │ │ │ │ │ │ │ │ │ │ │ │ │ │ │ │ │ │ │ │ │ └─>Luíza Carolina Maria d'Orleans-Bragança (1984)
│ │ │ │ │ │ │ │ │ │ │ │ │ │ │ │ │ │ │ │ │ │ │ │ │ │ │ │ │ │
│ │ │ │ │ │ │ │ │ │ │ │ │ │ │ │ │ │ │ │ │ │ │ │ │ │ │ │ │ ├─>Antoni d'Orleans-Bragança (1950)
│ │ │ │ │ │ │ │ │ │ │ │ │ │ │ │ │ │ │ │ │ │ │ │ │ │ │ │ │ │ X Cristina de Ligne (*11.8.1955)
│ │ │ │ │ │ │ │ │ │ │ │ │ │ │ │ │ │ │ │ │ │ │ │ │ │ │ │ │ │ │
│ │ │ │ │ │ │ │ │ │ │ │ │ │ │ │ │ │ │ │ │ │ │ │ │ │ │ │ │ │ ├─>Pere Lluís d'Orleans-Bragança(1983)
│ │ │ │ │ │ │ │ │ │ │ │ │ │ │ │ │ │ │ │ │ │ │ │ │ │ │ │ │ │ │
│ │ │ │ │ │ │ │ │ │ │ │ │ │ │ │ │ │ │ │ │ │ │ │ │ │ │ │ │ │ ├─>Amàlia d'Orleans-Bragança(1984)
│ │ │ │ │ │ │ │ │ │ │ │ │ │ │ │ │ │ │ │ │ │ │ │ │ │ │ │ │ │ │
│ │ │ │ │ │ │ │ │ │ │ │ │ │ │ │ │ │ │ │ │ │ │ │ │ │ │ │ │ │ ├─>Rafael d'Orleans-Bragança(1986)
│ │ │ │ │ │ │ │ │ │ │ │ │ │ │ │ │ │ │ │ │ │ │ │ │ │ │ │ │ │ │
│ │ │ │ │ │ │ │ │ │ │ │ │ │ │ │ │ │ │ │ │ │ │ │ │ │ │ │ │ │ └─>Maria Gabriela d'Orleans-Bragança (1989)
│ │ │ │ │ │ │ │ │ │ │ │ │ │ │ │ │ │ │ │ │ │ │ │ │ │ │ │ │ │
│ │ │ │ │ │ │ │ │ │ │ │ │ │ │ │ │ │ │ │ │ │ │ │ │ │ │ │ │ ├─>Eleonor d'Orleans-Bragança (1953)
│ │ │ │ │ │ │ │ │ │ │ │ │ │ │ │ │ │ │ │ │ │ │ │ │ │ │ │ │ │ X Michel de Ligne (1951)
│ │ │ │ │ │ │ │ │ │ │ │ │ │ │ │ │ │ │ │ │ │ │ │ │ │ │ │ │ │
│ │ │ │ │ │ │ │ │ │ │ │ │ │ │ │ │ │ │ │ │ │ │ │ │ │ │ │ │ ├─>Francesc d'Orleans-Bragança (1955)
│ │ │ │ │ │ │ │ │ │ │ │ │ │ │ │ │ │ │ │ │ │ │ │ │ │ │ │ │ │ X Claudia Regina Godinho (1954)
│ │ │ │ │ │ │ │ │ │ │ │ │ │ │ │ │ │ │ │ │ │ │ │ │ │ │ │ │ │ │
│ │ │ │ │ │ │ │ │ │ │ │ │ │ │ │ │ │ │ │ │ │ │ │ │ │ │ │ │ │ ├─>Maria Elisabet d'Orleans-Bragança (1982)
│ │ │ │ │ │ │ │ │ │ │ │ │ │ │ │ │ │ │ │ │ │ │ │ │ │ │ │ │ │ │
│ │ │ │ │ │ │ │ │ │ │ │ │ │ │ │ │ │ │ │ │ │ │ │ │ │ │ │ │ │ ├─>Maria Teresa d'Orleans-Bragança (1984)
│ │ │ │ │ │ │ │ │ │ │ │ │ │ │ │ │ │ │ │ │ │ │ │ │ │ │ │ │ │ │
│ │ │ │ │ │ │ │ │ │ │ │ │ │ │ │ │ │ │ │ │ │ │ │ │ │ │ │ │ │ └─>Maria Eleonora d'Orleans-Bragança (1984)
│ │ │ │ │ │ │ │ │ │ │ │ │ │ │ │ │ │ │ │ │ │ │ │ │ │ │ │ │ │
│ │ │ │ │ │ │ │ │ │ │ │ │ │ │ │ │ │ │ │ │ │ │ │ │ │ │ │ │ ├─>Albert d'Orleans-Bragança (1957)
│ │ │ │ │ │ │ │ │ │ │ │ │ │ │ │ │ │ │ │ │ │ │ │ │ │ │ │ │ │ X Maritza Ribas Bockel (1961)
│ │ │ │ │ │ │ │ │ │ │ │ │ │ │ │ │ │ │ │ │ │ │ │ │ │ │ │ │ │ │
│ │ │ │ │ │ │ │ │ │ │ │ │ │ │ │ │ │ │ │ │ │ │ │ │ │ │ │ │ │ ├─>Pere Albert d'Orleans-Bragança (1988)
│ │ │ │ │ │ │ │ │ │ │ │ │ │ │ │ │ │ │ │ │ │ │ │ │ │ │ │ │ │ │
│ │ │ │ │ │ │ │ │ │ │ │ │ │ │ │ │ │ │ │ │ │ │ │ │ │ │ │ │ │ ├─>Maria Béatriz d'Orleans-Bragança (1990)
│ │ │ │ │ │ │ │ │ │ │ │ │ │ │ │ │ │ │ │ │ │ │ │ │ │ │ │ │ │ │
│ │ │ │ │ │ │ │ │ │ │ │ │ │ │ │ │ │ │ │ │ │ │ │ │ │ │ │ │ │ ├─>Ana Tereza d'Orleans-Bragança (1995)
│ │ │ │ │ │ │ │ │ │ │ │ │ │ │ │ │ │ │ │ │ │ │ │ │ │ │ │ │ │ │
│ │ │ │ │ │ │ │ │ │ │ │ │ │ │ │ │ │ │ │ │ │ │ │ │ │ │ │ │ │ └─>Antoni Albert d'Orleans-Bragança (1997)
│ │ │ │ │ │ │ │ │ │ │ │ │ │ │ │ │ │ │ │ │ │ │ │ │ │ │ │ │ │
│ │ │ │ │ │ │ │ │ │ │ │ │ │ │ │ │ │ │ │ │ │ │ │ │ │ │ │ │ ├─>Maria Teresa d'Orleans-Bragança (1959)
│ │ │ │ │ │ │ │ │ │ │ │ │ │ │ │ │ │ │ │ │ │ │ │ │ │ │ │ │ │ X Jan Hessel de Jong (1953)
│ │ │ │ │ │ │ │ │ │ │ │ │ │ │ │ │ │ │ │ │ │ │ │ │ │ │ │ │ │
│ │ │ │ │ │ │ │ │ │ │ │ │ │ │ │ │ │ │ │ │ │ │ │ │ │ │ │ │ └─>Maria Gabriela d'Orleans-Bragança (1959)
│ │ │ │ │ │ │ │ │ │ │ │ │ │ │ │ │ │ │ │ │ │ │ │ │ │ │ │ │
│ │ │ │ │ │ │ │ │ │ │ │ │ │ │ │ │ │ │ │ │ │ │ │ │ │ │ │ ├─>Luiz Gastao d'Orleans-Bragança (1911-1931)
│ │ │ │ │ │ │ │ │ │ │ │ │ │ │ │ │ │ │ │ │ │ │ │ │ │ │ │ │
│ │ │ │ │ │ │ │ │ │ │ │ │ │ │ │ │ │ │ │ │ │ │ │ │ │ │ │ └─>Pia Maria d'Orleans-Bragança (1913)
│ │ │ │ │ │ │ │ │ │ │ │ │ │ │ │ │ │ │ │ │ │ │ │ │ │ │ │ X Renat de Nicolay (1910-1954)
│ │ │ │ │ │ │ │ │ │ │ │ │ │ │ │ │ │ │ │ │ │ │ │ │ │ │ │
│ │ │ │ │ │ │ │ │ │ │ │ │ │ │ │ │ │ │ │ │ │ │ │ │ │ │ └─>Antoni o Gastao d'Orleans-Bragança (1881-1918)
│ │ │ │ │ │ │ │ │ │ │ │ │ │ │ │ │ │ │ │ │ │ │ │ │ │ │
│ │ │ │ │ │ │ │ │ │ │ │ │ │ │ │ │ │ │ │ │ │ │ │ │ │ ├─>Ferran (1844-1910), duc d'Alençon 
│ │ │ │ │ │ │ │ │ │ │ │ │ │ │ │ │ │ │ │ │ │ │ │ │ │ │ X 
Sofia de Baviera
 (1847-1897)
│ │ │ │ │ │ │ │ │ │ │ │ │ │ │ │ │ │ │ │ │ │ │ │ │ │ │ │
│ │ │ │ │ │ │ │ │ │ │ │ │ │ │ │ │ │ │ │ │ │ │ │ │ │ │ ├─>Manel (1872-1931) «duc de Vendôme» 
│ │ │ │ │ │ │ │ │ │ │ │ │ │ │ │ │ │ │ │ │ │ │ │ │ │ │ │ X Enriqueta de Bèlgica (1870-1948)
│ │ │ │ │ │ │ │ │ │ │ │ │ │ │ │ │ │ │ │ │ │ │ │ │ │ │ │ │
│ │ │ │ │ │ │ │ │ │ │ │ │ │ │ │ │ │ │ │ │ │ │ │ │ │ │ │ ├─>Lluïsa (1896-1973)
│ │ │ │ │ │ │ │ │ │ │ │ │ │ │ │ │ │ │ │ │ │ │ │ │ │ │ │ │ X 1) Felip de Borbó-Sicília (1885-1949)
│ │ │ │ │ │ │ │ │ │ │ │ │ │ │ │ │ │ │ │ │ │ │ │ │ │ │ │ │ X 2) Walter Kingsland (1888-1961)
│ │ │ │ │ │ │ │ │ │ │ │ │ │ │ │ │ │ │ │ │ │ │ │ │ │ │ │ │
│ │ │ │ │ │ │ │ │ │ │ │ │ │ │ │ │ │ │ │ │ │ │ │ │ │ │ │ ├─>Sofia (1898-1928)
│ │ │ │ │ │ │ │ │ │ │ │ │ │ │ │ │ │ │ │ │ │ │ │ │ │ │ │ │
│ │ │ │ │ │ │ │ │ │ │ │ │ │ │ │ │ │ │ │ │ │ │ │ │ │ │ │ ├─>Genoveva (1901-1983)
│ │ │ │ │ │ │ │ │ │ │ │ │ │ │ │ │ │ │ │ │ │ │ │ │ │ │ │ │ X Antoni, Marquès de Chaponay (1893-1956)
│ │ │ │ │ │ │ │ │ │ │ │ │ │ │ │ │ │ │ │ │ │ │ │ │ │ │ │ │
│ │ │ │ │ │ │ │ │ │ │ │ │ │ │ │ │ │ │ │ │ │ │ │ │ │ │ │ └─>Carles Felip (1905-1970) «duc de Nemours, de Vendôme i d'Alençon»
│ │ │ │ │ │ │ │ │ │ │ │ │ │ │ │ │ │ │ │ │ │ │ │ │ │ │ │ X Margaret Watson (1899-1993)
│ │ │ │ │ │ │ │ │ │ │ │ │ │ │ │ │ │ │ │ │ │ │ │ │ │ │ │
│ │ │ │ │ │ │ │ │ │ │ │ │ │ │ │ │ │ │ │ │ │ │ │ │ │ │ └─>Lluïsa (1869-1952)
│ │ │ │ │ │ │ │ │ │ │ │ │ │ │ │ │ │ │ │ │ │ │ │ │ │ │ X Alfons de Baviera (1862-1933)
│ │ │ │ │ │ │ │ │ │ │ │ │ │ │ │ │ │ │ │ │ │ │ │ │ │ │
│ │ │ │ │ │ │ │ │ │ │ │ │ │ │ │ │ │ │ │ │ │ │ │ │ │ ├─>Margarida (1846-1896)
│ │ │ │ │ │ │ │ │ │ │ │ │ │ │ │ │ │ │ │ │ │ │ │ │ │ │ X Wladislaw Czartoryski (1828-1894)
│ │ │ │ │ │ │ │ │ │ │ │ │ │ │ │ │ │ │ │ │ │ │ │ │ │ │
│ │ │ │ │ │ │ │ │ │ │ │ │ │ │ │ │ │ │ │ │ │ │ │ │ │ └─>Blanca (1857-1932)
│ │ │ │ │ │ │ │ │ │ │ │ │ │ │ │ │ │ │ │ │ │ │ │ │ │
│ │ │ │ │ │ │ │ │ │ │ │ │ │ │ │ │ │ │ │ │ │ │ │ │ ├─>Francesca (1816-1818)
│ │ │ │ │ │ │ │ │ │ │ │ │ │ │ │ │ │ │ │ │ │ │ │ │ │
│ │ │ │ │ │ │ │ │ │ │ │ │ │ │ │ │ │ │ │ │ │ │ │ │ ├─ > 
Clementina
 (1817-1907)
│ │ │ │ │ │ │ │ │ │ │ │ │ │ │ │ │ │ │ │ │ │ │ │ │ │ X August de Saxònia-Coburg--Gotha (1818-1881)
│ │ │ │ │ │ │ │ │ │ │ │ │ │ │ │ │ │ │ │ │ │ │ │ │ │
│ │ │ │ │ │ │ │ │ │ │ │ │ │ │ │ │ │ │ │ │ │ │ │ │ ├─ > 
Francesc d'Orleans
 (1818-1900), príncep de Joinville
│ │ │ │ │ │ │ │ │ │ │ │ │ │ │ │ │ │ │ │ │ │ │ │ │ │ X Francesca de Brasil (1824-1898)
│ │ │ │ │ │ │ │ │ │ │ │ │ │ │ │ │ │ │ │ │ │ │ │ │ │ │
│ │ │ │ │ │ │ │ │ │ │ │ │ │ │ │ │ │ │ │ │ │ │ │ │ │ ├─ > 
Francesca d'Orleans
 (1844-1925)
│ │ │ │ │ │ │ │ │ │ │ │ │ │ │ │ │ │ │ │ │ │ │ │ │ │ │ X 
Robert d'Orleans
 (1840-1910), duc de Chartres
│ │ │ │ │ │ │ │ │ │ │ │ │ │ │ │ │ │ │ │ │ │ │ │ │ │ │
│ │ │ │ │ │ │ │ │ │ │ │ │ │ │ │ │ │ │ │ │ │ │ │ │ │ ├─>Pere (1845-1919), duc de Penthièvre
│ │ │ │ │ │ │ │ │ │ │ │ │ │ │ │ │ │ │ │ │ │ │ │ │ │ │
│ │ │ │ │ │ │ │ │ │ │ │ │ │ │ │ │ │ │ │ │ │ │ │ │ │ └─>un fill (1869-1869)
│ │ │ │ │ │ │ │ │ │ │ │ │ │ │ │ │ │ │ │ │ │ │ │ │ │
│ │ │ │ │ │ │ │ │ │ │ │ │ │ │ │ │ │ │ │ │ │ │ │ │ ├─>Carles (1820-1828), duc de Penthièvre
│ │ │ │ │ │ │ │ │ │ │ │ │ │ │ │ │ │ │ │ │ │ │ │ │ │
│ │ │ │ │ │ │ │ │ │ │ │ │ │ │ │ │ │ │ │ │ │ │ │ │ ├─ > 
Enric d'Orleans
 (1822-1897), duc d'Aumâle
│ │ │ │ │ │ │ │ │ │ │ │ │ │ │ │ │ │ │ │ │ │ │ │ │ │ X Maria Carolina de Borbó-Sicília (1822-1869)
│ │ │ │ │ │ │ │ │ │ │ │ │ │ │ │ │ │ │ │ │ │ │ │ │ │ │
│ │ │ │ │ │ │ │ │ │ │ │ │ │ │ │ │ │ │ │ │ │ │ │ │ │ ├─>Lluís-Felip (1845-1866), príncep de Condé
│ │ │ │ │ │ │ │ │ │ │ │ │ │ │ │ │ │ │ │ │ │ │ │ │ │ │
│ │ │ │ │ │ │ │ │ │ │ │ │ │ │ │ │ │ │ │ │ │ │ │ │ │ ├─>Enric (1847-1847), duc de Guisa
│ │ │ │ │ │ │ │ │ │ │ │ │ │ │ │ │ │ │ │ │ │ │ │ │ │ │
│ │ │ │ │ │ │ │ │ │ │ │ │ │ │ │ │ │ │ │ │ │ │ │ │ │ ├─>Francesc (1852-1852) «duc de Guisa»
│ │ │ │ │ │ │ │ │ │ │ │ │ │ │ │ │ │ │ │ │ │ │ │ │ │ │
│ │ │ │ │ │ │ │ │ │ │ │ │ │ │ │ │ │ │ │ │ │ │ │ │ │ └─>Francesc Lluís (1854-1854) «duc de Guisa»
│ │ │ │ │ │ │ │ │ │ │ │ │ │ │ │ │ │ │ │ │ │ │ │ │ │
│ │ │ │ │ │ │ │ │ │ │ │ │ │ │ │ │ │ │ │ │ │ │ │ │ └─ > 
Antoni d'Orleans
 (1824-1890), duc de Montpensier 
│ │ │ │ │ │ │ │ │ │ │ │ │ │ │ │ │ │ │ │ │ │ │ │ │ X Lluïsa Ferrana de Borbó-Espanya (1832-1897)
│ │ │ │ │ │ │ │ │ │ │ │ │ │ │ │ │ │ │ │ │ │ │ │ │ │
│ │ │ │ │ │ │ │ │ │ │ │ │ │ │ │ │ │ │ │ │ │ │ │ │ ├─>Maria Isabel (1848-1919), infanta d'Espanya 
│ │ │ │ │ │ │ │ │ │ │ │ │ │ │ │ │ │ │ │ │ │ │ │ │ │ X 
Felip d'Orleans
 (1838-1894), comte de París
│ │ │ │ │ │ │ │ │ │ │ │ │ │ │ │ │ │ │ │ │ │ │ │ │ │
│ │ │ │ │ │ │ │ │ │ │ │ │ │ │ │ │ │ │ │ │ │ │ │ │ ├─>Maria Amèlia (1851-1870), infanta d'Espanya 
│ │ │ │ │ │ │ │ │ │ │ │ │ │ │ │ │ │ │ │ │ │ │ │ │ │
│ │ │ │ │ │ │ │ │ │ │ │ │ │ │ │ │ │ │ │ │ │ │ │ │ ├─>Maria Cristina (1852-1879), infanta d'Espanya 
│ │ │ │ │ │ │ │ │ │ │ │ │ │ │ │ │ │ │ │ │ │ │ │ │ │
│ │ │ │ │ │ │ │ │ │ │ │ │ │ │ │ │ │ │ │ │ │ │ │ │ ├─>Maria (1856-1861), infanta d'Espanya 
│ │ │ │ │ │ │ │ │ │ │ │ │ │ │ │ │ │ │ │ │ │ │ │ │ │
│ │ │ │ │ │ │ │ │ │ │ │ │ │ │ │ │ │ │ │ │ │ │ │ │ ├─>Ferran (1859-1873), infant d'Espanya 
│ │ │ │ │ │ │ │ │ │ │ │ │ │ │ │ │ │ │ │ │ │ │ │ │ │
│ │ │ │ │ │ │ │ │ │ │ │ │ │ │ │ │ │ │ │ │ │ │ │ │ ├─>Maria Mercedès (1860-1878), infanta d'Espanya 
│ │ │ │ │ │ │ │ │ │ │ │ │ │ │ │ │ │ │ │ │ │ │ │ │ │ X 
Alfons XII d'Espanya
 (1857-1885)
│ │ │ │ │ │ │ │ │ │ │ │ │ │ │ │ │ │ │ │ │ │ │ │ │ │
│ │ │ │ │ │ │ │ │ │ │ │ │ │ │ │ │ │ │ │ │ │ │ │ │ ├─>Felip (1862-1864), infant d'Espanya 
│ │ │ │ │ │ │ │ │ │ │ │ │ │ │ │ │ │ │ │ │ │ │ │ │ │
│ │ │ │ │ │ │ │ │ │ │ │ │ │ │ │ │ │ │ │ │ │ │ │ │ ├─>Antoni (1866-1930), infant d'Espanya, duc de Galliera
│ │ │ │ │ │ │ │ │ │ │ │ │ │ │ │ │ │ │ │ │ │ │ │ │ │ X Eulàlia de Borbó-Espanya (1864-1958)
│ │ │ │ │ │ │ │ │ │ │ │ │ │ │ │ │ │ │ │ │ │ │ │ │ │ │
│ │ │ │ │ │ │ │ │ │ │ │ │ │ │ │ │ │ │ │ │ │ │ │ │ │ ├─>Alfons (1886-1975), duc de Galliera
│ │ │ │ │ │ │ │ │ │ │ │ │ │ │ │ │ │ │ │ │ │ │ │ │ │ │ X Beatriu de Gran Bretanya (1884-1966)
│ │ │ │ │ │ │ │ │ │ │ │ │ │ │ │ │ │ │ │ │ │ │ │ │ │ │ │
│ │ │ │ │ │ │ │ │ │ │ │ │ │ │ │ │ │ │ │ │ │ │ │ │ │ │ ├─>Àlvar (1910-1997), duc de Galliera
│ │ │ │ │ │ │ │ │ │ │ │ │ │ │ │ │ │ │ │ │ │ │ │ │ │ │ │ X Carla Parodi Delfino (1909)
│ │ │ │ │ │ │ │ │ │ │ │ │ │ │ │ │ │ │ │ │ │ │ │ │ │ │ │ │
│ │ │ │ │ │ │ │ │ │ │ │ │ │ │ │ │ │ │ │ │ │ │ │ │ │ │ │ ├─>Gerarda (1939)
│ │ │ │ │ │ │ │ │ │ │ │ │ │ │ │ │ │ │ │ │ │ │ │ │ │ │ │ │ X Harry Saint (1941)
│ │ │ │ │ │ │ │ │ │ │ │ │ │ │ │ │ │ │ │ │ │ │ │ │ │ │ │ │
│ │ │ │ │ │ │ │ │ │ │ │ │ │ │ │ │ │ │ │ │ │ │ │ │ │ │ │ ├─>Alonso (1941-1975)
│ │ │ │ │ │ │ │ │ │ │ │ │ │ │ │ │ │ │ │ │ │ │ │ │ │ │ │ │ X Emilia Ferrara Pignatelli dei Principi di Strongoli (1940)
│ │ │ │ │ │ │ │ │ │ │ │ │ │ │ │ │ │ │ │ │ │ │ │ │ │ │ │ │ │
│ │ │ │ │ │ │ │ │ │ │ │ │ │ │ │ │ │ │ │ │ │ │ │ │ │ │ │ │ ├─>Alfons (1968), duc de Galliera
│ │ │ │ │ │ │ │ │ │ │ │ │ │ │ │ │ │ │ │ │ │ │ │ │ │ │ │ │ │ X Véronique Goeders (1970)
│ │ │ │ │ │ │ │ │ │ │ │ │ │ │ │ │ │ │ │ │ │ │ │ │ │ │ │ │ │ │
│ │ │ │ │ │ │ │ │ │ │ │ │ │ │ │ │ │ │ │ │ │ │ │ │ │ │ │ │ │ └─>Alonso (1994)
│ │ │ │ │ │ │ │ │ │ │ │ │ │ │ │ │ │ │ │ │ │ │ │ │ │ │ │ │ │
│ │ │ │ │ │ │ │ │ │ │ │ │ │ │ │ │ │ │ │ │ │ │ │ │ │ │ │ │ └─>Àlvar (1979)
│ │ │ │ │ │ │ │ │ │ │ │ │ │ │ │ │ │ │ │ │ │ │ │ │ │ │ │ │
│ │ │ │ │ │ │ │ │ │ │ │ │ │ │ │ │ │ │ │ │ │ │ │ │ │ │ │ ├─>Beatriu (1943)
│ │ │ │ │ │ │ │ │ │ │ │ │ │ │ │ │ │ │ │ │ │ │ │ │ │ │ │ │ X Tomasso dei Conti Farini (1938)
│ │ │ │ │ │ │ │ │ │ │ │ │ │ │ │ │ │ │ │ │ │ │ │ │ │ │ │ │
│ │ │ │ │ │ │ │ │ │ │ │ │ │ │ │ │ │ │ │ │ │ │ │ │ │ │ │ └─>Àlvar (1947)
│ │ │ │ │ │ │ │ │ │ │ │ │ │ │ │ │ │ │ │ │ │ │ │ │ │ │ │ X Giovanna San Martino d'Aglié dei Marchesi di Fontanetto (1945)
│ │ │ │ │ │ │ │ │ │ │ │ │ │ │ │ │ │ │ │ │ │ │ │ │ │ │ │ │
│ │ │ │ │ │ │ │ │ │ │ │ │ │ │ │ │ │ │ │ │ │ │ │ │ │ │ │ ├─>Maria del Pilar (1975)
│ │ │ │ │ │ │ │ │ │ │ │ │ │ │ │ │ │ │ │ │ │ │ │ │ │ │ │ │
│ │ │ │ │ │ │ │ │ │ │ │ │ │ │ │ │ │ │ │ │ │ │ │ │ │ │ │ ├─>Andrea (1976)
│ │ │ │ │ │ │ │ │ │ │ │ │ │ │ │ │ │ │ │ │ │ │ │ │ │ │ │ │
│ │ │ │ │ │ │ │ │ │ │ │ │ │ │ │ │ │ │ │ │ │ │ │ │ │ │ │ └─>Aloïs (1979)
│ │ │ │ │ │ │ │ │ │ │ │ │ │ │ │ │ │ │ │ │ │ │ │ │ │ │ │
│ │ │ │ │ │ │ │ │ │ │ │ │ │ │ │ │ │ │ │ │ │ │ │ │ │ │ ├─>Alonso (1912-1936)
│ │ │ │ │ │ │ │ │ │ │ │ │ │ │ │ │ │ │ │ │ │ │ │ │ │ │ │
│ │ │ │ │ │ │ │ │ │ │ │ │ │ │ │ │ │ │ │ │ │ │ │ │ │ │ └─>Ataulf (1913-1974)
│ │ │ │ │ │ │ │ │ │ │ │ │ │ │ │ │ │ │ │ │ │ │ │ │ │ │
│ │ │ │ │ │ │ │ │ │ │ │ │ │ │ │ │ │ │ │ │ │ │ │ │ │ └─>Luiz Fernando (1888-1945)
│ │ │ │ │ │ │ │ │ │ │ │ │ │ │ │ │ │ │ │ │ │ │ │ │ │ X Maria Say (1857-1943)
│ │ │ │ │ │ │ │ │ │ │ │ │ │ │ │ │ │ │ │ │ │ │ │ │ │
│ │ │ │ │ │ │ │ │ │ │ │ │ │ │ │ │ │ │ │ │ │ │ │ │ └─>Lluís (1867-1874), infant d'Espanya 
│ │ │ │ │ │ │ │ │ │ │ │ │ │ │ │ │ │ │ │ │ │ │ │ │
│ │ │ │ │ │ │ │ │ │ │ │ │ │ │ │ │ │ │ │ │ │ │ │ ├─>Ne (1777-1782), mademoiselle de Chartres
│ │ │ │ │ │ │ │ │ │ │ │ │ │ │ │ │ │ │ │ │ │ │ │ │
│ │ │ │ │ │ │ │ │ │ │ │ │ │ │ │ │ │ │ │ │ │ │ │ ├─>Eugènia Adelaida Lluïsa (1777-1847)
│ │ │ │ │ │ │ │ │ │ │ │ │ │ │ │ │ │ │ │ │ │ │ │ │ X N, Baró Athelin
│ │ │ │ │ │ │ │ │ │ │ │ │ │ │ │ │ │ │ │ │ │ │ │ │
│ │ │ │ │ │ │ │ │ │ │ │ │ │ │ │ │ │ │ │ │ │ │ │ ├─>Antoni Felip (1775-1807), duc de Montpensier
│ │ │ │ │ │ │ │ │ │ │ │ │ │ │ │ │ │ │ │ │ │ │ │ │
│ │ │ │ │ │ │ │ │ │ │ │ │ │ │ │ │ │ │ │ │ │ │ │ └─>Lluís Carles Alfons (1779-1808), comte de Beaujolais
│ │ │ │ │ │ │ │ │ │ │ │ │ │ │ │ │ │ │ │ │ │ │ │ 
│ │ │ │ │ │ │ │ │ │ │ │ │ │ │ │ │ │ │ │ │ │ │ └1>Lluïsa Maria Teresa Batilde (1750-1822)
│ │ │ │ │ │ │ │ │ │ │ │ │ │ │ │ │ │ │ │ │ │ │ X 1770 Lluís Enric Josep(1756-1830), duc de Borbó, príncep de Condé
│ │ │ │ │ │ │ │ │ │ │ │ │ │ │ │ │ │ │ │ │ │ │ 
│ │ │ │ │ │ │ │ │ │ │ │ │ │ │ │ │ │ │ │ │ │ └─>Lluïsa Magdalena (1726-1728), senyoreta d'Orleans
│ │ │ │ │ │ │ │ │ │ │ │ │ │ │ │ │ │ │ │ │ │
│ │ │ │ │ │ │ │ │ │ │ │ │ │ │ │ │ │ │ │ │ ├─>Lluïsa Elisabet (1709-1742)
│ │ │ │ │ │ │ │ │ │ │ │ │ │ │ │ │ │ │ │ │ │ X 1722 
Lluís I d'Espanya

│ │ │ │ │ │ │ │ │ │ │ │ │ │ │ │ │ │ │ │ │ │
│ │ │ │ │ │ │ │ │ │ │ │ │ │ │ │ │ │ │ │ │ ├─>Felipa Elisabet (1714-1734), senyoreta de Beaujolais
│ │ │ │ │ │ │ │ │ │ │ │ │ │ │ │ │ │ │ │ │ │
│ │ │ │ │ │ │ │ │ │ │ │ │ │ │ │ │ │ │ │ │ └─>Lluïsa Diana (1716-1736), senyoreta de Chartres
│ │ │ │ │ │ │ │ │ │ │ │ │ │ │ │ │ │ │ │ │ X 1732 Lluís Francesc I de Borbó, príncep de Conti
│ │ │ │ │ │ │ │ │ │ │ │ │ │ │ │ │ │ │ │ │
│ │ │ │ │ │ │ │ │ │ │ │ │ │ │ │ │ │ │ │ └2>Elisabet Carlota (1676-1744)
│ │ │ │ │ │ │ │ │ │ │ │ │ │ │ │ │ │ │ │ X 1698 
Leopold I de Lorena

│ │ │ │ │ │ │ │ │ │ │ │ │ │ │ │ │ │ │ │
│ │ │ │ │ │ │ │ │ │ │ │ │ │ │ │ │ │ │ ├2 > 
Elisabet de França
 (1602-1644)
│ │ │ │ │ │ │ │ │ │ │ │ │ │ │ │ │ │ │ │ X 
Felip IV d'Espanya

│ │ │ │ │ │ │ │ │ │ │ │ │ │ │ │ │ │ │ │
│ │ │ │ │ │ │ │ │ │ │ │ │ │ │ │ │ │ │ ├2>Cristina (1606-1663)
│ │ │ │ │ │ │ │ │ │ │ │ │ │ │ │ │ │ │ │ X 
Víctor Amadeu I de Savoia

│ │ │ │ │ │ │ │ │ │ │ │ │ │ │ │ │ │ │ │
│ │ │ │ │ │ │ │ │ │ │ │ │ │ │ │ │ │ │ ├2>Nicolas Enric (1607-1611), duc d'Orleans
│ │ │ │ │ │ │ │ │ │ │ │ │ │ │ │ │ │ │ │
│ │ │ │ │ │ │ │ │ │ │ │ │ │ │ │ │ │ │ ├2 > 
Gastó de França
, duc d'Orleans
│ │ │ │ │ │ │ │ │ │ │ │ │ │ │ │ │ │ │ │ x 1) 
Maria de Borbó
 (1605-1627), duquessa de Montpensier
│ │ │ │ │ │ │ │ │ │ │ │ │ │ │ │ │ │ │ │ X 2) Margarida de Lorena (1615-1672)
│ │ │ │ │ │ │ │ │ │ │ │ │ │ │ │ │ │ │ │ │
│ │ │ │ │ │ │ │ │ │ │ │ │ │ │ │ │ │ │ │ ├1 > 
Anna Maria Lluïsa d'Orleans de Montpensier
 (1627-1693)
│ │ │ │ │ │ │ │ │ │ │ │ │ │ │ │ │ │ │ │ │
│ │ │ │ │ │ │ │ │ │ │ │ │ │ │ │ │ │ │ │ ├2>Margarida (1645-1721)
│ │ │ │ │ │ │ │ │ │ │ │ │ │ │ │ │ │ │ │ │ X 1661 Cosme III de Mèdici 
│ │ │ │ │ │ │ │ │ │ │ │ │ │ │ │ │ │ │ │ │
│ │ │ │ │ │ │ │ │ │ │ │ │ │ │ │ │ │ │ │ ├2>Elisabet (1646-1696)
│ │ │ │ │ │ │ │ │ │ │ │ │ │ │ │ │ │ │ │ │ X Lluís Josep de Lorena, duc de Guisa
│ │ │ │ │ │ │ │ │ │ │ │ │ │ │ │ │ │ │ │ │
│ │ │ │ │ │ │ │ │ │ │ │ │ │ │ │ │ │ │ │ ├2>Francesca (1648-1664)
│ │ │ │ │ │ │ │ │ │ │ │ │ │ │ │ │ │ │ │ │ X Carles Manuel II de Savoia
│ │ │ │ │ │ │ │ │ │ │ │ │ │ │ │ │ │ │ │ │
│ │ │ │ │ │ │ │ │ │ │ │ │ │ │ │ │ │ │ │ ├2>Joan Gastó (1650-1652), duc de Valois
│ │ │ │ │ │ │ │ │ │ │ │ │ │ │ │ │ │ │ │ │
│ │ │ │ │ │ │ │ │ │ │ │ │ │ │ │ │ │ │ │ └2>Maria Anna (1652-1695)
│ │ │ │ │ │ │ │ │ │ │ │ │ │ │ │ │ │ │ │
│ │ │ │ │ │ │ │ │ │ │ │ │ │ │ │ │ │ │ └2 > 
Enriqueta de França
 (1609-1699)
│ │ │ │ │ │ │ │ │ │ │ │ │ │ │ │ │ │ │ X 
Carles I d'Anglaterra

│ │ │ │ │ │ │ │ │ │ │ │ │ │ │ │ │ │ │
│ │ │ │ │ │ │ │ │ │ │ │ │ │ │ │ │ │ ├─>Lluís, comte de Marle (1555-1557)
│ │ │ │ │ │ │ │ │ │ │ │ │ │ │ │ │ │ │
│ │ │ │ │ │ │ │ │ │ │ │ │ │ │ │ │ │ ├─>Magdalena (1556-1556)
│ │ │ │ │ │ │ │ │ │ │ │ │ │ │ │ │ │ │
│ │ │ │ │ │ │ │ │ │ │ │ │ │ │ │ │ │ └─>Caterina (1559-1604)
│ │ │ │ │ │ │ │ │ │ │ │ │ │ │ │ │ │ X 
Enric II de Lorena
 (1563-1624)
│ │ │ │ │ │ │ │ │ │ │ │ │ │ │ │ │ │
│ │ │ │ │ │ │ │ │ │ │ │ │ │ │ │ │ ├─>Margarida (1516-1589)
│ │ │ │ │ │ │ │ │ │ │ │ │ │ │ │ │ │ X Francesc I de Clèveris, duc de Nevers (mort el 1561)
│ │ │ │ │ │ │ │ │ │ │ │ │ │ │ │ │ │
│ │ │ │ │ │ │ │ │ │ │ │ │ │ │ │ │ ├─>Magdalena (1521-1561), abadessa 
│ │ │ │ │ │ │ │ │ │ │ │ │ │ │ │ │ │
│ │ │ │ │ │ │ │ │ │ │ │ │ │ │ │ │ ├─>Francesc, comte d'Enghien (1519-1546)
│ │ │ │ │ │ │ │ │ │ │ │ │ │ │ │ │ │
│ │ │ │ │ │ │ │ │ │ │ │ │ │ │ │ │ ├─>Lluís (1522-1525)
│ │ │ │ │ │ │ │ │ │ │ │ │ │ │ │ │ │
│ │ │ │ │ │ │ │ │ │ │ │ │ │ │ │ │ ├─ > 
Carles I de Borbó
 (1523-1590), cardenal, arquebisbe de Rouen
│ │ │ │ │ │ │ │ │ │ │ │ │ │ │ │ │ │
│ │ │ │ │ │ │ │ │ │ │ │ │ │ │ │ │ ├─>Caterina, abadessa (1525-1594)
│ │ │ │ │ │ │ │ │ │ │ │ │ │ │ │ │ │
│ │ │ │ │ │ │ │ │ │ │ │ │ │ │ │ │ ├─>Joan (1528-1557), comte de Soissons i d'Enghien, duc d'Estouteville
│ │ │ │ │ │ │ │ │ │ │ │ │ │ │ │ │ │ X Maria (1539-1601), duquessa d'Estouteville
│ │ │ │ │ │ │ │ │ │ │ │ │ │ │ │ │ │
│ │ │ │ │ │ │ │ │ │ │ │ │ │ │ │ │ ├─>Renata, abadessa de Chelles (1527-1583)
│ │ │ │ │ │ │ │ │ │ │ │ │ │ │ │ │ │
│ │ │ │ │ │ │ │ │ │ │ │ │ │ │ │ │ │

Branca dels prínceps de Condé

│ │ │ │ │ │ │ │ │ │ │ │ │ │ │ │ │ ├─ > 
Lluís I de Borbó-Condé
 (1530-1569), príncep de Condé, comte de Roucy i de Soissons, duc d'Enghien, marquès de Conti
│ │ │ │ │ │ │ │ │ │ │ │ │ │ │ │ │ │ X 1) 1551 Eleonor de Roye, comtessa de Roucy, senyorade Conti (1535- 1564) 
│ │ │ │ │ │ │ │ │ │ │ │ │ │ │ │ │ │ X 2) 1565 Eleonor d'Orleans-Rothelin (1549-1601) 
│ │ │ │ │ │ │ │ │ │ │ │ │ │ │ │ │ │ │
│ │ │ │ │ │ │ │ │ │ │ │ │ │ │ │ │ │ ├1 > 
Enric I de Borbó-Condé
 (1552-1588)
│ │ │ │ │ │ │ │ │ │ │ │ │ │ │ │ │ │ │ X 1) 1572 Maria de Clèveris, comtessa de Beaufort (1553-1574) 
│ │ │ │ │ │ │ │ │ │ │ │ │ │ │ │ │ │ │ X 2) 1586 Carlota de la Trémoille (1568-1629)
│ │ │ │ │ │ │ │ │ │ │ │ │ │ │ │ │ │ │ │
│ │ │ │ │ │ │ │ │ │ │ │ │ │ │ │ │ │ │ ├1>Caterina (1575-1595), marquesa de Lille
│ │ │ │ │ │ │ │ │ │ │ │ │ │ │ │ │ │ │ │
│ │ │ │ │ │ │ │ │ │ │ │ │ │ │ │ │ │ │ ├2>Eleonor (1587-1619) 
│ │ │ │ │ │ │ │ │ │ │ │ │ │ │ │ │ │ │ │ X 1606 Felip Guillem d'Orange-Nassau (mort el 1618)
│ │ │ │ │ │ │ │ │ │ │ │ │ │ │ │ │ │ │ │
│ │ │ │ │ │ │ │ │ │ │ │ │ │ │ │ │ │ │ └2 > 
Enric II de Borbó-Condé
 (1588-1646)
│ │ │ │ │ │ │ │ │ │ │ │ │ │ │ │ │ │ │ X 1609 Carlota Margarida de Montmorency (1594-1650)
│ │ │ │ │ │ │ │ │ │ │ │ │ │ │ │ │ │ │ │
│ │ │ │ │ │ │ │ │ │ │ │ │ │ │ │ │ │ │ ├─>un fill (1617- 1617)
│ │ │ │ │ │ │ │ │ │ │ │ │ │ │ │ │ │ │ │
│ │ │ │ │ │ │ │ │ │ │ │ │ │ │ │ │ │ │ ├─>dos fills bessons (1618-1618)
│ │ │ │ │ │ │ │ │ │ │ │ │ │ │ │ │ │ │ │
│ │ │ │ │ │ │ │ │ │ │ │ │ │ │ │ │ │ │ ├─>Anna Genoveva (1619-1679)
│ │ │ │ │ │ │ │ │ │ │ │ │ │ │ │ │ │ │ │ X 1642 Enric II (1595-1663), duc de Longueville
│ │ │ │ │ │ │ │ │ │ │ │ │ │ │ │ │ │ │ │
│ │ │ │ │ │ │ │ │ │ │ │ │ │ │ │ │ │ │ ├─ > 
Lluís II
 (1621-1686), príncep de Condé, duc de Borbó 
│ │ │ │ │ │ │ │ │ │ │ │ │ │ │ │ │ │ │ │ X 1641 Clara Clemència de Maillé (1628-1694), duquessa de Fronsac
│ │ │ │ │ │ │ │ │ │ │ │ │ │ │ │ │ │ │ │ │
│ │ │ │ │ │ │ │ │ │ │ │ │ │ │ │ │ │ │ │ ├─ > 
Enric III Juli
 (1643-1709), príncep de Condé, duc de Borbó
│ │ │ │ │ │ │ │ │ │ │ │ │ │ │ │ │ │ │ │ │ X 1663 Anna Enriqueta Júlia (1648-1723), princesa palatina
│ │ │ │ │ │ │ │ │ │ │ │ │ │ │ │ │ │ │ │ │ │
│ │ │ │ │ │ │ │ │ │ │ │ │ │ │ │ │ │ │ │ │ ├─>Maria Teresa (1666-1732) 
│ │ │ │ │ │ │ │ │ │ │ │ │ │ │ │ │ │ │ │ │ │ X 1688 
Francesc Lluís de Conti
 (1664 +1709)
│ │ │ │ │ │ │ │ │ │ │ │ │ │ │ │ │ │ │ │ │ │
│ │ │ │ │ │ │ │ │ │ │ │ │ │ │ │ │ │ │ │ │ ├─>Enric (1667-1670), duc de Borbó
│ │ │ │ │ │ │ │ │ │ │ │ │ │ │ │ │ │ │ │ │ │
│ │ │ │ │ │ │ │ │ │ │ │ │ │ │ │ │ │ │ │ │ ├─ > 
Lluís III de Borbó-Condé
 (1668-1710)
│ │ │ │ │ │ │ │ │ │ │ │ │ │ │ │ │ │ │ │ │ │ X 1685 Lluïsa Francesca (1673-1743), senyoreta de Nantes, filla legitimada de Lluís XIV
│ │ │ │ │ │ │ │ │ │ │ │ │ │ │ │ │ │ │ │ │ │ │
│ │ │ │ │ │ │ │ │ │ │ │ │ │ │ │ │ │ │ │ │ │ ├─>Maria Anna Gabriela Eleonor (1690-1760), abadessa de Maubuisson
│ │ │ │ │ │ │ │ │ │ │ │ │ │ │ │ │ │ │ │ │ │ │
│ │ │ │ │ │ │ │ │ │ │ │ │ │ │ │ │ │ │ │ │ │ ├─ > 
Lluís IV Enric de Borbó-Condé
 (1692-1740)
│ │ │ │ │ │ │ │ │ │ │ │ │ │ │ │ │ │ │ │ │ │ │ X 1) 1713 Maria Anna de Borbó-Conti (1689-1720) 
│ │ │ │ │ │ │ │ │ │ │ │ │ │ │ │ │ │ │ │ │ │ │ X 2) 1728 Carolina de Hessen-Rheinfels-Rotenburg (1714-1741)
│ │ │ │ │ │ │ │ │ │ │ │ │ │ │ │ │ │ │ │ │ │ │ │
│ │ │ │ │ │ │ │ │ │ │ │ │ │ │ │ │ │ │ │ │ │ │ └2 > 
Lluís V Josep de Borbó-Condé
 (1736-1818)
│ │ │ │ │ │ │ │ │ │ │ │ │ │ │ │ │ │ │ │ │ │ │ X 1) 1753 Carlota de Rohan-Soubise (1737-1760) 
│ │ │ │ │ │ │ │ │ │ │ │ │ │ │ │ │ │ │ │ │ │ │ X 2) 1798 Maria Caterina de Brignolles (1737-1813)
│ │ │ │ │ │ │ │ │ │ │ │ │ │ │ │ │ │ │ │ │ │ │ │
│ │ │ │ │ │ │ │ │ │ │ │ │ │ │ │ │ │ │ │ │ │ │ ├1>Maria (1755-1759), senyoreta de Borbó
│ │ │ │ │ │ │ │ │ │ │ │ │ │ │ │ │ │ │ │ │ │ │ │
│ │ │ │ │ │ │ │ │ │ │ │ │ │ │ │ │ │ │ │ │ │ │ ├1 > 
Lluís IV Enric de Borbó-Condé
 (1756-1830)
│ │ │ │ │ │ │ │ │ │ │ │ │ │ │ │ │ │ │ │ │ │ │ │ X 1770 
Batilde d'Orleans
 (1750-1822) 
│ │ │ │ │ │ │ │ │ │ │ │ │ │ │ │ │ │ │ │ │ │ │ │ │
│ │ │ │ │ │ │ │ │ │ │ │ │ │ │ │ │ │ │ │ │ │ │ │ └─ > 
Lluís Antoni de Borbó-Condé
, duc d'Enghien (1772-1804) 
│ │ │ │ │ │ │ │ │ │ │ │ │ │ │ │ │ │ │ │ │ │ │ │ X 1804 Carlota de Rohan-Rochefort (1767-1841)
│ │ │ │ │ │ │ │ │ │ │ │ │ │ │ │ │ │ │ │ │ │ │ │
│ │ │ │ │ │ │ │ │ │ │ │ │ │ │ │ │ │ │ │ │ │ │ └1>Lluïsa Adelaida (1758-1824), abadessa de Remiremont 
│ │ │ │ │ │ │ │ │ │ │ │ │ │ │ │ │ │ │ │ │ │ │
│ │ │ │ │ │ │ │ │ │ │ │ │ │ │ │ │ │ │ │ │ │ ├─>Lluïsa Elisabet (1693- 1775) 
│ │ │ │ │ │ │ │ │ │ │ │ │ │ │ │ │ │ │ │ │ │ │ X 1713 
Lluís Armand II de Borbó-Conti

│ │ │ │ │ │ │ │ │ │ │ │ │ │ │ │ │ │ │ │ │ │ │
│ │ │ │ │ │ │ │ │ │ │ │ │ │ │ │ │ │ │ │ │ │ ├─>Lluïsa Anna (1695-1758), senyoreta de Sens
│ │ │ │ │ │ │ │ │ │ │ │ │ │ │ │ │ │ │ │ │ │ │
│ │ │ │ │ │ │ │ │ │ │ │ │ │ │ │ │ │ │ │ │ │ ├─>Maria Anna, senyoreta de Clermont (1697-1741) 
│ │ │ │ │ │ │ │ │ │ │ │ │ │ │ │ │ │ │ │ │ │ │ X 1719 Lluís de Melun (1694-1724), duc de Joyeuse
│ │ │ │ │ │ │ │ │ │ │ │ │ │ │ │ │ │ │ │ │ │ │
│ │ │ │ │ │ │ │ │ │ │ │ │ │ │ │ │ │ │ │ │ │ ├─>Carles, comte de Charolais (1700-1760)
│ │ │ │ │ │ │ │ │ │ │ │ │ │ │ │ │ │ │ │ │ │ │
│ │ │ │ │ │ │ │ │ │ │ │ │ │ │ │ │ │ │ │ │ │ ├─>Enriqueta Lluïsa (1703-1772), senyoreta de Vermandois
│ │ │ │ │ │ │ │ │ │ │ │ │ │ │ │ │ │ │ │ │ │ │
│ │ │ │ │ │ │ │ │ │ │ │ │ │ │ │ │ │ │ │ │ │ ├─>Elisabet Alexandrina (1705-1765), senyoreta de Gex
│ │ │ │ │ │ │ │ │ │ │ │ │ │ │ │ │ │ │ │ │ │ │
│ │ │ │ │ │ │ │ │ │ │ │ │ │ │ │ │ │ │ │ │ │ └─>Lluís (1709-1771), comte de Clermont-en-Argonne, i abat
│ │ │ │ │ │ │ │ │ │ │ │ │ │ │ │ │ │ │ │ │ │
│ │ │ │ │ │ │ │ │ │ │ │ │ │ │ │ │ │ │ │ │ ├─>Anna (1670-1675)
│ │ │ │ │ │ │ │ │ │ │ │ │ │ │ │ │ │ │ │ │ │
│ │ │ │ │ │ │ │ │ │ │ │ │ │ │ │ │ │ │ │ │ ├─>Enric, comte de Clermont-en-Argonne (1672-1675)
│ │ │ │ │ │ │ │ │ │ │ │ │ │ │ │ │ │ │ │ │ │
│ │ │ │ │ │ │ │ │ │ │ │ │ │ │ │ │ │ │ │ │ ├─>Lluís Enric (1673-1677), comte de la Marca i de Clermont
│ │ │ │ │ │ │ │ │ │ │ │ │ │ │ │ │ │ │ │ │ │
│ │ │ │ │ │ │ │ │ │ │ │ │ │ │ │ │ │ │ │ │ ├─>Anna Lluïsa (1675-1700)
│ │ │ │ │ │ │ │ │ │ │ │ │ │ │ │ │ │ │ │ │ │
│ │ │ │ │ │ │ │ │ │ │ │ │ │ │ │ │ │ │ │ │ ├─>Anna Lluïsa Benedicta (1676-1753) 
│ │ │ │ │ │ │ │ │ │ │ │ │ │ │ │ │ │ │ │ │ │ X 1692 
Lluís August de Borbó
, duc del Maine (1670-1736)
│ │ │ │ │ │ │ │ │ │ │ │ │ │ │ │ │ │ │ │ │ │
│ │ │ │ │ │ │ │ │ │ │ │ │ │ │ │ │ │ │ │ │ ├─>Maria Anna (1678-1718) 
│ │ │ │ │ │ │ │ │ │ │ │ │ │ │ │ │ │ │ │ │ │ X 1710 Lluís-Josep de Vendôme (1654-1712)
│ │ │ │ │ │ │ │ │ │ │ │ │ │ │ │ │ │ │ │ │ │
│ │ │ │ │ │ │ │ │ │ │ │ │ │ │ │ │ │ │ │ │ └─>una filla (1679-1680)
│ │ │ │ │ │ │ │ │ │ │ │ │ │ │ │ │ │ │ │ │
│ │ │ │ │ │ │ │ │ │ │ │ │ │ │ │ │ │ │ │ ├─>Lluís (1652-1653), duc de Borbó
│ │ │ │ │ │ │ │ │ │ │ │ │ │ │ │ │ │ │ │ │
│ │ │ │ │ │ │ │ │ │ │ │ │ │ │ │ │ │ │ │ ├─>una filla (1657-1660)
│ │ │ │ │ │ │ │ │ │ │ │ │ │ │ │ │ │ │ │ │
│ │ │ │ │ │ │ │ │ │ │ │ │ │ │ │ │ │ │ │ └─>Lluís (1658-1658)
│ │ │ │ │ │ │ │ │ │ │ │ │ │ │ │ │ │ │ │
│ │ │ │ │ │ │ │ │ │ │ │ │ │ │ │ │ │ │ └─ > 
Armand de Borbó-Conti
 (1629-1666)
│ │ │ │ │ │ │ │ │ │ │ │ │ │ │ │ │ │ │ X 1654 Anna Maria Martinozzi (1637-1672), neboda de Mazzarino
│ │ │ │ │ │ │ │ │ │ │ │ │ │ │ │ │ │ │ │
│ │ │ │ │ │ │ │ │ │ │ │ │ │ │ │ │ │ │ ├─>Lluís (1658-1658)
│ │ │ │ │ │ │ │ │ │ │ │ │ │ │ │ │ │ │ │
│ │ │ │ │ │ │ │ │ │ │ │ │ │ │ │ │ │ │ ├─ > 
Lluís Armand de Borbó
 (1661-1685), príncep de Conti 
│ │ │ │ │ │ │ │ │ │ │ │ │ │ │ │ │ │ │ │ X 1680 Maria Anna (1666- 1739), senyoreta de Blois, filla legitimada de Lluís XIV
│ │ │ │ │ │ │ │ │ │ │ │ │ │ │ │ │ │ │ │
│ │ │ │ │ │ │ │ │ │ │ │ │ │ │ │ │ │ │ └─ > 
Francesc Lluís
 (1664-1709), príncep de Conti, dit "el Gran Conti" 
│ │ │ │ │ │ │ │ │ │ │ │ │ │ │ │ │ │ │ X 1688 Maria Teresa de Condé (1666-1732)
│ │ │ │ │ │ │ │ │ │ │ │ │ │ │ │ │ │ │ │
│ │ │ │ │ │ │ │ │ │ │ │ │ │ │ │ │ │ │ ├─>Maria Anna (1689-1720), senyoreta de Conti
│ │ │ │ │ │ │ │ │ │ │ │ │ │ │ │ │ │ │ │ X 1713 Lluís IV Enric (1692-1740), príncep de Condé
│ │ │ │ │ │ │ │ │ │ │ │ │ │ │ │ │ │ │ │
│ │ │ │ │ │ │ │ │ │ │ │ │ │ │ │ │ │ │ ├─>un fill (1693-1693)
│ │ │ │ │ │ │ │ │ │ │ │ │ │ │ │ │ │ │ │
│ │ │ │ │ │ │ │ │ │ │ │ │ │ │ │ │ │ │ ├─>un fill (1694-1698), príncep de la Roche-sur-Yon 
│ │ │ │ │ │ │ │ │ │ │ │ │ │ │ │ │ │ │ │
│ │ │ │ │ │ │ │ │ │ │ │ │ │ │ │ │ │ │ ├─ > 
Lluís Armand II de Borbó-Conti
 (1695-1727), duc de Mercoeur 
│ │ │ │ │ │ │ │ │ │ │ │ │ │ │ │ │ │ │ │ X 1713 Lluïsa Elisabet de Condé (1693-1775)
│ │ │ │ │ │ │ │ │ │ │ │ │ │ │ │ │ │ │ │ │
│ │ │ │ │ │ │ │ │ │ │ │ │ │ │ │ │ │ │ │ ├─>Lluís (1715-1717), comte de la Marca
│ │ │ │ │ │ │ │ │ │ │ │ │ │ │ │ │ │ │ │ │
│ │ │ │ │ │ │ │ │ │ │ │ │ │ │ │ │ │ │ │ ├─ > 
Lluís Francesc de Borbó-Conti
 (1717-1776)
│ │ │ │ │ │ │ │ │ │ │ │ │ │ │ │ │ │ │ │ │ X 1732 Lluïsa Diana d'Orleans (1716-1736) 
│ │ │ │ │ │ │ │ │ │ │ │ │ │ │ │ │ │ │ │ │ │
│ │ │ │ │ │ │ │ │ │ │ │ │ │ │ │ │ │ │ │ │ ├─ > 
Lluís Francesc Josep de Borbó-Conti
 (1734- 1814)
│ │ │ │ │ │ │ │ │ │ │ │ │ │ │ │ │ │ │ │ │ │ X 1759 Fortunata Maria d'Este (1734-1803) 
│ │ │ │ │ │ │ │ │ │ │ │ │ │ │ │ │ │ │ │ │ │
│ │ │ │ │ │ │ │ │ │ │ │ │ │ │ │ │ │ │ │ │ └─>un fill (1736-1736)
│ │ │ │ │ │ │ │ │ │ │ │ │ │ │ │ │ │ │ │ │
│ │ │ │ │ │ │ │ │ │ │ │ │ │ │ │ │ │ │ │ ├─>Lluís Armand (1720-1722), duc de Mercoeur
│ │ │ │ │ │ │ │ │ │ │ │ │ │ │ │ │ │ │ │ │
│ │ │ │ │ │ │ │ │ │ │ │ │ │ │ │ │ │ │ │ ├─>Carles (1722-1730), comte d'Alais
│ │ │ │ │ │ │ │ │ │ │ │ │ │ │ │ │ │ │ │ │
│ │ │ │ │ │ │ │ │ │ │ │ │ │ │ │ │ │ │ │ └─>Lluïsa Enriqueta (1726-1759) 
│ │ │ │ │ │ │ │ │ │ │ │ │ │ │ │ │ │ │ │ X 1743 
Lluís Felip d'Orleans
 (1725-1785)
│ │ │ │ │ │ │ │ │ │ │ │ │ │ │ │ │ │ │ │
│ │ │ │ │ │ │ │ │ │ │ │ │ │ │ │ │ │ │ ├─>Lluïsa Adelaida (1696-1750)
│ │ │ │ │ │ │ │ │ │ │ │ │ │ │ │ │ │ │ │
│ │ │ │ │ │ │ │ │ │ │ │ │ │ │ │ │ │ │ ├─>una filla, senyoreta d'Alais (1697-1699)
│ │ │ │ │ │ │ │ │ │ │ │ │ │ │ │ │ │ │ │
│ │ │ │ │ │ │ │ │ │ │ │ │ │ │ │ │ │ │ └─>Lluís Francesc, comte d'Alais (1703-1704)
│ │ │ │ │ │ │ │ │ │ │ │ │ │ │ │ │ │ │
│ │ │ │ │ │ │ │ │ │ │ │ │ │ │ │ │ │ ├1>Carles, comte de Valéry (1557-1558)
│ │ │ │ │ │ │ │ │ │ │ │ │ │ │ │ │ │ │
│ │ │ │ │ │ │ │ │ │ │ │ │ │ │ │ │ │ ├1>Francesc (1558-1614), príncep de Conti
│ │ │ │ │ │ │ │ │ │ │ │ │ │ │ │ │ │ │ X 1) 1582 Joana Francesca de Coëme (mort el 1601) 
│ │ │ │ │ │ │ │ │ │ │ │ │ │ │ │ │ │ │ X 2) 1605 Lluïsa Margarida de Guisa, comtessa d'Eu (1588-1631)
│ │ │ │ │ │ │ │ │ │ │ │ │ │ │ │ │ │ │ │
│ │ │ │ │ │ │ │ │ │ │ │ │ │ │ │ │ │ │ └2>Maria (1610-1610)
│ │ │ │ │ │ │ │ │ │ │ │ │ │ │ │ │ │ │
│ │ │ │ │ │ │ │ │ │ │ │ │ │ │ │ │ │ ├1>Lluís, comte d'Anisy (1562-1563)
│ │ │ │ │ │ │ │ │ │ │ │ │ │ │ │ │ │ │
│ │ │ │ │ │ │ │ │ │ │ │ │ │ │ │ │ │ ├1 > 
Carles II de Borbó
 (1562-1594), cardenal, 
arquebisbe de Rouen

│ │ │ │ │ │ │ │ │ │ │ │ │ │ │ │ │ │ │
│ │ │ │ │ │ │ │ │ │ │ │ │ │ │ │ │ │ ├2>Margarida (1556-jove)
│ │ │ │ │ │ │ │ │ │ │ │ │ │ │ │ │ │ │
│ │ │ │ │ │ │ │ │ │ │ │ │ │ │ │ │ │ ├2>Magdalena (1563-1563)
│ │ │ │ │ │ │ │ │ │ │ │ │ │ │ │ │ │ │
│ │ │ │ │ │ │ │ │ │ │ │ │ │ │ │ │ │ ├2>Caterina (1564-jove)
│ │ │ │ │ │ │ │ │ │ │ │ │ │ │ │ │ │ │
│ │ │ │ │ │ │ │ │ │ │ │ │ │ │ │ │ │ ├2>Carles (1566-1612), comte de Soissons i de Dreux 
│ │ │ │ │ │ │ │ │ │ │ │ │ │ │ │ │ │ │ X 1601 Anna (1577-1644), comtessa de Montafié i de Clermont en Beauvaisis
│ │ │ │ │ │ │ │ │ │ │ │ │ │ │ │ │ │ │ │
│ │ │ │ │ │ │ │ │ │ │ │ │ │ │ │ │ │ │ ├─>Lluís (1604-1641), comte de Soissons, de Clermont i de Dreux
│ │ │ │ │ │ │ │ │ │ │ │ │ │ │ │ │ │ │ │
│ │ │ │ │ │ │ │ │ │ │ │ │ │ │ │ │ │ │ ├─>Lluïsa (1603-1637), senyoreta de Soissons
│ │ │ │ │ │ │ │ │ │ │ │ │ │ │ │ │ │ │ │ X 1617 Enric II (1595-1663), duc de Longueville
│ │ │ │ │ │ │ │ │ │ │ │ │ │ │ │ │ │ │ │
│ │ │ │ │ │ │ │ │ │ │ │ │ │ │ │ │ │ │ ├─>Maria-Margarida (1606-1692), comtessa de Soissons i de Clermont 
│ │ │ │ │ │ │ │ │ │ │ │ │ │ │ │ │ │ │ │ X 1625 Tomàs Francesc de Savoia (1596-1656), príncep de Carignan
│ │ │ │ │ │ │ │ │ │ │ │ │ │ │ │ │ │ │ │
│ │ │ │ │ │ │ │ │ │ │ │ │ │ │ │ │ │ │ ├─>Carlota Anna (1608-1623)
│ │ │ │ │ │ │ │ │ │ │ │ │ │ │ │ │ │ │ │
│ │ │ │ │ │ │ │ │ │ │ │ │ │ │ │ │ │ │ └─>Elisabet (1610-1611)
│ │ │ │ │ │ │ │ │ │ │ │ │ │ │ │ │ │ │
│ │ │ │ │ │ │ │ │ │ │ │ │ │ │ │ │ │ ├2>Lluís (1567-1568)
│ │ │ │ │ │ │ │ │ │ │ │ │ │ │ │ │ │ │
│ │ │ │ │ │ │ │ │ │ │ │ │ │ │ │ │ │ └2>Benjamí (1569-1573)
│ │ │ │ │ │ │ │ │ │ │ │ │ │ │ │ │ │ │
│ │ │ │ │ │ │ │ │ │ │ │ │ │ │ │ │ │ └i>un fill, nascut el 1564
│ │ │ │ │ │ │ │ │ │ │ │ │ │ │ │ │ │
│ │ │ │ │ │ │ │ │ │ │ │ │ │ │ │ │ └─>Eleonor, abadessa de 
Fontevraud
 (1532-1611)
│ │ │ │ │ │ │ │ │ │ │ │ │ │ │ │ │
│ │ │ │ │ │ │ │ │ │ │ │ │ │ │ │ ├─>Jaume (1490-1491)
│ │ │ │ │ │ │ │ │ │ │ │ │ │ │ │ │
│ │ │ │ │ │ │ │ │ │ │ │ │ │ │ │ ├─>Francesc I (1491-1545), comte de Saint-Pol, duc d'Estouteville
│ │ │ │ │ │ │ │ │ │ │ │ │ │ │ │ │ X Adriana, duquessa d'Estouteville (1512-1560)
│ │ │ │ │ │ │ │ │ │ │ │ │ │ │ │ │ │
│ │ │ │ │ │ │ │ │ │ │ │ │ │ │ │ │ ├─>Francesc II (1536-1546), duc d'Estouteville
│ │ │ │ │ │ │ │ │ │ │ │ │ │ │ │ │ │
│ │ │ │ │ │ │ │ │ │ │ │ │ │ │ │ │ └─>Maria, duquessa d'Estouteville, (1539-1601)
│ │ │ │ │ │ │ │ │ │ │ │ │ │ │ │ │ X 1) Joan de Borbó, comte de Soissons
│ │ │ │ │ │ │ │ │ │ │ │ │ │ │ │ │ X 2) Francesc de Clèveris, duc de Nevers (mort el 1562)
│ │ │ │ │ │ │ │ │ │ │ │ │ │ │ │ │ X 3) Leonori, duc de Longueville (1540-1573)
│ │ │ │ │ │ │ │ │ │ │ │ │ │ │ │ │
│ │ │ │ │ │ │ │ │ │ │ │ │ │ │ │ ├─>Lluís (1493-1557), cardinal, arquebisbe de Sens
│ │ │ │ │ │ │ │ │ │ │ │ │ │ │ │ │
│ │ │ │ │ │ │ │ │ │ │ │ │ │ │ │ ├─>Antonieta (1493-1583)
│ │ │ │ │ │ │ │ │ │ │ │ │ │ │ │ │ X 
Claudi de Lorena, duc de Chevreuse
 (1496-1550)
│ │ │ │ │ │ │ │ │ │ │ │ │ │ │ │ │
│ │ │ │ │ │ │ │ │ │ │ │ │ │ │ │ └─>Lluïsa (1495-1575), abadessa de Fontevraud 
│ │ │ │ │ │ │ │ │ │ │ │ │ │ │ │

Branca dels comtes de Montpensier

│ │ │ │ │ │ │ │ │ │ │ │ │ │ │ ├─ > 
Lluís
 (1473-1520), príncep de La Roche-sur-Yon
│ │ │ │ │ │ │ │ │ │ │ │ │ │ │ │ X 
Lluïsa de Montpensier
 (1482-1561)
│ │ │ │ │ │ │ │ │ │ │ │ │ │ │ │ │
│ │ │ │ │ │ │ │ │ │ │ │ │ │ │ │ ├─>Susana (1508-1570)
│ │ │ │ │ │ │ │ │ │ │ │ │ │ │ │ │ Claudi de Rieux, comte d'Harcourt i d'Aumâle (mort el 1532)
│ │ │ │ │ │ │ │ │ │ │ │ │ │ │ │ │
│ │ │ │ │ │ │ │ │ │ │ │ │ │ │ │ ├─ > 
Lluís III
 (1513-1582), duc de Montpensier
│ │ │ │ │ │ │ │ │ │ │ │ │ │ │ │ │ X 1) Jacquelina de Longwy (mort el 1561)
│ │ │ │ │ │ │ │ │ │ │ │ │ │ │ │ │ X 2) Caterina de Lorena (1552-1596)
│ │ │ │ │ │ │ │ │ │ │ │ │ │ │ │ │ │
│ │ │ │ │ │ │ │ │ │ │ │ │ │ │ │ │ ├1>Francesca (1539-1587)
│ │ │ │ │ │ │ │ │ │ │ │ │ │ │ │ │ │ X 
Enric -Robert de La Mark
, duc de Bouillon, príncep de Sedan (mort el 1574)
│ │ │ │ │ │ │ │ │ │ │ │ │ │ │ │ │ │
│ │ │ │ │ │ │ │ │ │ │ │ │ │ │ │ │ ├1>Anna (1540-1572)
│ │ │ │ │ │ │ │ │ │ │ │ │ │ │ │ │ │ X Francesc de Clèveris, duc de Nevers (mort el 1562)
│ │ │ │ │ │ │ │ │ │ │ │ │ │ │ │ │ │
│ │ │ │ │ │ │ │ │ │ │ │ │ │ │ │ │ ├1>Joana (1541-1620), abadessa de Jouarre
│ │ │ │ │ │ │ │ │ │ │ │ │ │ │ │ │ │
│ │ │ │ │ │ │ │ │ │ │ │ │ │ │ │ │ ├1 > 
Francesc
 (1542-1592), duc de Montpensier
│ │ │ │ │ │ │ │ │ │ │ │ │ │ │ │ │ │ X Renata (1550-1590), marquesa de Mezières
│ │ │ │ │ │ │ │ │ │ │ │ │ │ │ │ │ │ │
│ │ │ │ │ │ │ │ │ │ │ │ │ │ │ │ │ │ └─ > 
Enric
 (1573-1608), duc de Montpensier
│ │ │ │ │ │ │ │ │ │ │ │ │ │ │ │ │ │ X Enriqueta Caterina (1585-1656), duquessa de Joyeuse
│ │ │ │ │ │ │ │ │ │ │ │ │ │ │ │ │ │ │
│ │ │ │ │ │ │ │ │ │ │ │ │ │ │ │ │ │ └─ > 
Maria
 (1605-1627), duquessa de Montpensier
│ │ │ │ │ │ │ │ │ │ │ │ │ │ │ │ │ │ x 
Gastó de França

│ │ │ │ │ │ │ │ │ │ │ │ │ │ │ │ │ │
│ │ │ │ │ │ │ │ │ │ │ │ │ │ │ │ │ ├1>Carlota (1547-1582)
│ │ │ │ │ │ │ │ │ │ │ │ │ │ │ │ │ │ X Guillem I de Orange-Nassau (mort el 1584)
│ │ │ │ │ │ │ │ │ │ │ │ │ │ │ │ │ │
│ │ │ │ │ │ │ │ │ │ │ │ │ │ │ │ │ └1>Lluïsa (1548-1586), abadessa de Faremoutier
│ │ │ │ │ │ │ │ │ │ │ │ │ │ │ │ │
│ │ │ │ │ │ │ │ │ │ │ │ │ │ │ │ └─>Carles (1515-1565), príncep de la Roche sur Yon
│ │ │ │ │ │ │ │ │ │ │ │ │ │ │ │ X Felip de Montespedon, senyorade Beaupreau (mort el 1578)
│ │ │ │ │ │ │ │ │ │ │ │ │ │ │ │ │
│ │ │ │ │ │ │ │ │ │ │ │ │ │ │ │ ├─>Enric, marquès de Beaupreau (154?-1560)
│ │ │ │ │ │ │ │ │ │ │ │ │ │ │ │ │
│ │ │ │ │ │ │ │ │ │ │ │ │ │ │ │ └─>Joana (1547-1548)
│ │ │ │ │ │ │ │ │ │ │ │ │ │ │ │
│ │ │ │ │ │ │ │ │ │ │ │ │ │ │ ├─>Carlota (1474-1520)
│ │ │ │ │ │ │ │ │ │ │ │ │ │ │ │ X Engelbert de Clèveris, comte de Nevers (mort el 1506)
│ │ │ │ │ │ │ │ │ │ │ │ │ │ │ │
│ │ │ │ │ │ │ │ │ │ │ │ │ │ │ └─>Isabel (1475-1531), abadessa
│ │ │ │ │ │ │ │ │ │ │ │ │ │ │

Branca dels senyor s de Carency

│ │ │ │ │ │ │ │ │ │ │ │ │ │ ├─>Joan (1378-1457), senyor de Carency
│ │ │ │ │ │ │ │ │ │ │ │ │ │ │ X 1) Caterina d'Artois (1397-1420)
│ │ │ │ │ │ │ │ │ │ │ │ │ │ │ X 2) Joana de Vendomois
│ │ │ │ │ │ │ │ │ │ │ │ │ │ │ │
│ │ │ │ │ │ │ │ │ │ │ │ │ │ │ ├2>Lluís (1417-1457)
│ │ │ │ │ │ │ │ │ │ │ │ │ │ │ │
│ │ │ │ │ │ │ │ │ │ │ │ │ │ │ ├2>Joan (1418-)
│ │ │ │ │ │ │ │ │ │ │ │ │ │ │ │
│ │ │ │ │ │ │ │ │ │ │ │ │ │ │ ├2>Joana (1419-)
│ │ │ │ │ │ │ │ │ │ │ │ │ │ │ │
│ │ │ │ │ │ │ │ │ │ │ │ │ │ │ ├2>Caterina (1421-)
│ │ │ │ │ │ │ │ │ │ │ │ │ │ │ │
│ │ │ │ │ │ │ │ │ │ │ │ │ │ │ ├2>Pere (1424-1481), senyor de Carency
│ │ │ │ │ │ │ │ │ │ │ │ │ │ │ │ X Felipota de Plaines
│ │ │ │ │ │ │ │ │ │ │ │ │ │ │ │
│ │ │ │ │ │ │ │ │ │ │ │ │ │ │ ├2>Jaume (1425-1494), senyor de Carency
│ │ │ │ │ │ │ │ │ │ │ │ │ │ │ │ X Antonieta de la Tour (mort el 1450)
│ │ │ │ │ │ │ │ │ │ │ │ │ │ │ │ │
│ │ │ │ │ │ │ │ │ │ │ │ │ │ │ │ ├─>Carles (1444-1505), príncep de Carency
│ │ │ │ │ │ │ │ │ │ │ │ │ │ │ │ │ X 1) Didera de Vergy
│ │ │ │ │ │ │ │ │ │ │ │ │ │ │ │ │ X 2) Antonieta de Chabannes (mort el 1490)
│ │ │ │ │ │ │ │ │ │ │ │ │ │ │ │ │ X 3) Caterina de Tourzel 
│ │ │ │ │ │ │ │ │ │ │ │ │ │ │ │ │
│ │ │ │ │ │ │ │ │ │ │ │ │ │ │ │ ├3>Bertran, príncep de Carency (1494-1515)
│ │ │ │ │ │ │ │ │ │ │ │ │ │ │ │ │
│ │ │ │ │ │ │ │ │ │ │ │ │ │ │ │ ├3>Joan (1500-1520), príncep de Carency
│ │ │ │ │ │ │ │ │ │ │ │ │ │ │ │ │
│ │ │ │ │ │ │ │ │ │ │ │ │ │ │ │ ├3>Lluïsa, princesa de Carency
│ │ │ │ │ │ │ │ │ │ │ │ │ │ │ │ │ X Francesc de Perusse des Cars (mort el 1550)
│ │ │ │ │ │ │ │ │ │ │ │ │ │ │ │ │
│ │ │ │ │ │ │ │ │ │ │ │ │ │ │ │ └3>Joan (1446-), senyor de Rochefort
│ │ │ │ │ │ │ │ │ │ │ │ │ │ │ │ X Joana de Lille
│ │ │ │ │ │ │ │ │ │ │ │ │ │ │ │
│ │ │ │ │ │ │ │ │ │ │ │ │ │ │ ├2>Eleonor (1426-)
│ │ │ │ │ │ │ │ │ │ │ │ │ │ │ │
│ │ │ │ │ │ │ │ │ │ │ │ │ │ │ ├2>Andriette (1427-)
│ │ │ │ │ │ │ │ │ │ │ │ │ │ │ │
│ │ │ │ │ │ │ │ │ │ │ │ │ │ │ └2>Felip, senyor de Delisant (1429-1492)
│ │ │ │ │ │ │ │ │ │ │ │ │ │ │ X Joana de Lalaing (mort el 1475)
│ │ │ │ │ │ │ │ │ │ │ │ │ │ │ │
│ │ │ │ │ │ │ │ │ │ │ │ │ │ │ ├─>Antoni, senyor de Delisant
│ │ │ │ │ │ │ │ │ │ │ │ │ │ │ │ X Joana de Habart
│ │ │ │ │ │ │ │ │ │ │ │ │ │ │ │
│ │ │ │ │ │ │ │ │ │ │ │ │ │ │ ├─>Pere 
│ │ │ │ │ │ │ │ │ │ │ │ │ │ │ │
│ │ │ │ │ │ │ │ │ │ │ │ │ │ │ ├─>Felip II, senyor de Delisant (mort el 1530)
│ │ │ │ │ │ │ │ │ │ │ │ │ │ │ │
│ │ │ │ │ │ │ │ │ │ │ │ │ │ │ └─>Joana
│ │ │ │ │ │ │ │ │ │ │ │ │ │ │ X Francesc Rolin, senyor d'Aymerie
│ │ │ │ │ │ │ │ │ │ │ │ │ │ │
│ │ │ │ │ │ │ │ │ │ │ │ │ │ ├─>Maria, senyorade Bréthencourt (1386-)
│ │ │ │ │ │ │ │ │ │ │ │ │ │ │ X Joan de Baynes, senyor des Creix
│ │ │ │ │ │ │ │ │ │ │ │ │ │ │
│ │ │ │ │ │ │ │ │ │ │ │ │ │ └─ > 
Carlota
 (1388-1422)
│ │ │ │ │ │ │ │ │ │ │ │ │ │ X 
Janus de Xipre
 (1378-1432)
│ │ │ │ │ │ │ │ │ │ │ │ │ │
│ │ │ │ │ │ │ │ │ │ │ │ │ └─>Jaume I, senyor de Preaux (1346-1417)
│ │ │ │ │ │ │ │ │ │ │ │ │ X Margarida de Preaux (mort el 1417)
│ │ │ │ │ │ │ │ │ │ │ │ │ │
│ │ │ │ │ │ │ │ │ │ │ │ │ ├─>Lluís, senyor de Preaux (1389-1415)
│ │ │ │ │ │ │ │ │ │ │ │ │ │
│ │ │ │ │ │ │ │ │ │ │ │ │ ├─>Pere, senyor de Preaux (1390-1422)
│ │ │ │ │ │ │ │ │ │ │ │ │ │Elisabet de Montagu (1397-1429) 
│ │ │ │ │ │ │ │ │ │ │ │ │ │
│ │ │ │ │ │ │ │ │ │ │ │ │ ├─>Jaume II, senyor de Preaux, baró de Thury (1391-1429)
│ │ │ │ │ │ │ │ │ │ │ │ │ │ X Joana de Montagu
│ │ │ │ │ │ │ │ │ │ │ │ │ │
│ │ │ │ │ │ │ │ │ │ │ │ │ ├─>Carles, senyor de Combles
│ │ │ │ │ │ │ │ │ │ │ │ │ │
│ │ │ │ │ │ │ │ │ │ │ │ │ ├─>Joan (1394-)
│ │ │ │ │ │ │ │ │ │ │ │ │ │
│ │ │ │ │ │ │ │ │ │ │ │ │ └─>Maria, senyora de Preaux (1387-1442)
│ │ │ │ │ │ │ │ │ │ │ │ │
│ │ │ │ │ │ │ │ │ │ │ │ └─>Beatriu (1320-1383)
│ │ │ │ │ │ │ │ │ │ │ │ X 1) 
Joan de Luxemburg
 (mort el 1346), rei de Bohèmia
│ │ │ │ │ │ │ │ │ │ │ │ X 2) Eudes II de Grancey (mort el 1389)
│ │ │ │ │ │ │ │ │ │ │ │
│ │ │ │ │ │ │ │ │ │ │ ├─>Blanca (1281-1304) 
│ │ │ │ │ │ │ │ │ │ │ │ X 
Robert VII
 comte d'Alvèrnia (mort el 1325)
│ │ │ │ │ │ │ │ │ │ │ │
│ │ │ │ │ │ │ │ │ │ │ ├─>Joan (1283-1316), baró de Charolais 
│ │ │ │ │ │ │ │ │ │ │ │ X Joana d'Argies
│ │ │ │ │ │ │ │ │ │ │ │ │
│ │ │ │ │ │ │ │ │ │ │ │ ├─>Beatriu (1310-1364), senyora de Charolais 
│ │ │ │ │ │ │ │ │ │ │ │ │ X 
Joan I d'Armanyac
 (mort el 1373)
│ │ │ │ │ │ │ │ │ │ │ │ │
│ │ │ │ │ │ │ │ │ │ │ │ └─>Joana (1312-1383) 
│ │ │ │ │ │ │ │ │ │ │ │ X 
Joan I d'Alvèrnia
 (mort el 1386)
│ │ │ │ │ │ │ │ │ │ │ │
│ │ │ │ │ │ │ │ │ │ │ ├─>Pere (1287-després de 1330) sacerdot
│ │ │ │ │ │ │ │ │ │ │ │
│ │ │ │ │ │ │ │ │ │ │ ├─>Maria (1285-1372), prior de Poissy
│ │ │ │ │ │ │ │ │ │ │ │
│ │ │ │ │ │ │ │ │ │ │ └─>Margarida (1289-1309)
│ │ │ │ │ │ │ │ │ │ │ X Joan I (1267-1330), 
marcgravi de Namur

Final de la branca dels Borbons

│ │ │ │ │ │ │ │ │ │ │
│ │ │ │ │ │ │ │ │ │ └─ > 
Agnès de França
 (1260-1327)
│ │ │ │ │ │ │ │ │ │ x 
Robert II de Borgonya

│ │ │ │ │ │ │ │ │ │
│ │ │ │ │ │ │ │ │ │

 Branca d'Artois
 
(
final de la branca
)

│ │ │ │ │ │ │ │ │ ├─ > 
Robert I
 (1216-1250), comte d'Artois
│ │ │ │ │ │ │ │ │ │ x 
Matilde de Brabant

│ │ │ │ │ │ │ │ │ │ │
│ │ │ │ │ │ │ │ │ │ ├─ > 
Blanca
 (1248-1302)
│ │ │ │ │ │ │ │ │ │ │ x 1) 
Enric I de Navarra

│ │ │ │ │ │ │ │ │ │ │ x 2) Edmond, comte de Lancaster
│ │ │ │ │ │ │ │ │ │ │
│ │ │ │ │ │ │ │ │ │ └─ > 
Robert II
 (1250-1302), comte d'Artois
│ │ │ │ │ │ │ │ │ │ x 1) 
Amícia de Courtenay

│ │ │ │ │ │ │ │ │ │ x 2) Agnès de Dampierre 
│ │ │ │ │ │ │ │ │ │ x 3) Margarida d'Hainaut
│ │ │ │ │ │ │ │ │ │ │
│ │ │ │ │ │ │ │ │ │ ├─ > 
Mafalda
 (1268-1329), comtessa d'Artois
│ │ │ │ │ │ │ │ │ │ │ x 
Otó IV de Borgonya

│ │ │ │ │ │ │ │ │ │ │
│ │ │ │ │ │ │ │ │ │ ├─ > 
Felip
 (1269-1298)
│ │ │ │ │ │ │ │ │ │ │ x 
Blanca de Bretanya

│ │ │ │ │ │ │ │ │ │ │ │
│ │ │ │ │ │ │ │ │ │ │ ├─>Margarida (1285-1311)
│ │ │ │ │ │ │ │ │ │ │ │ x 
Lluís de França
 (1276-1319), comte d'Évreux
│ │ │ │ │ │ │ │ │ │ │ │
│ │ │ │ │ │ │ │ │ │ │ ├─ > 
Robert III d'Artois
 (1287-1342), comte de Beaumont-le-Roger
│ │ │ │ │ │ │ │ │ │ │ │ x 
Joana de Valois
 (1304-1363) 
│ │ │ │ │ │ │ │ │ │ │ │ │
│ │ │ │ │ │ │ │ │ │ │ │ ├─ > 
Joan d'Artois
 (1321-1387), comte d'Eu
│ │ │ │ │ │ │ │ │ │ │ │ │ x Isabel de Melun
│ │ │ │ │ │ │ │ │ │ │ │ │ │
│ │ │ │ │ │ │ │ │ │ │ │ │ ├─>Joana (1353-1368)
│ │ │ │ │ │ │ │ │ │ │ │ │ │ x Simó de Thouars, comte de Dreux
│ │ │ │ │ │ │ │ │ │ │ │ │ │
│ │ │ │ │ │ │ │ │ │ │ │ │ ├─>Joan (1355-1363)
│ │ │ │ │ │ │ │ │ │ │ │ │ │
│ │ │ │ │ │ │ │ │ │ │ │ │ ├─ > 
Robert IV
 (1356-1387), comte d'Eu
│ │ │ │ │ │ │ │ │ │ │ │ │ │
│ │ │ │ │ │ │ │ │ │ │ │ │ ├─ > 
Felip d'Artois
 (1358-1397), comte d'Eu
│ │ │ │ │ │ │ │ │ │ │ │ │ │ │
│ │ │ │ │ │ │ │ │ │ │ │ │ │ ├─ > 
Carles
 (1394-1472), comte d'Eu
│ │ │ │ │ │ │ │ │ │ │ │ │ │ │ x 1) Joana de Saveuse
│ │ │ │ │ │ │ │ │ │ │ │ │ │ │ x 2) Elena de Melun
│ │ │ │ │ │ │ │ │ │ │ │ │ │ │
│ │ │ │ │ │ │ │ │ │ │ │ │ │ ├─>Felip (1395-1397)
│ │ │ │ │ │ │ │ │ │ │ │ │ │ │
│ │ │ │ │ │ │ │ │ │ │ │ │ │ ├─ > 
Bona d'Artois
 (1396-1425)
│ │ │ │ │ │ │ │ │ │ │ │ │ │ │ x 1) 
Felip II de Borgonya
, comte de Nevers i de Rethel
│ │ │ │ │ │ │ │ │ │ │ │ │ │ │ x 2) 
Felip III el Bo
, duc de Borgonya
│ │ │ │ │ │ │ │ │ │ │ │ │ │ │
│ │ │ │ │ │ │ │ │ │ │ │ │ │ └─>Caterina (1397-1420)
│ │ │ │ │ │ │ │ │ │ │ │ │ │ x Joan de Borbó, senyor de Carency 
│ │ │ │ │ │ │ │ │ │ │ │ │ │
│ │ │ │ │ │ │ │ │ │ │ │ │ ├─>Carles (1359-1368)
│ │ │ │ │ │ │ │ │ │ │ │ │ │
│ │ │ │ │ │ │ │ │ │ │ │ │ └─>Isabel (1361-1379)
│ │ │ │ │ │ │ │ │ │ │ │ │
│ │ │ │ │ │ │ │ │ │ │ │ ├─>Joana (1323-1324)
│ │ │ │ │ │ │ │ │ │ │ │ │
│ │ │ │ │ │ │ │ │ │ │ │ ├─>Jaume (1325-després de 1347)
│ │ │ │ │ │ │ │ │ │ │ │ │
│ │ │ │ │ │ │ │ │ │ │ │ ├─>Robert (1326-després de 1347)
│ │ │ │ │ │ │ │ │ │ │ │ │
│ │ │ │ │ │ │ │ │ │ │ │ └─>Carles (1328-1385), comte de Pezenas
│ │ │ │ │ │ │ │ │ │ │ │ x Joana de Baucay
│ │ │ │ │ │ │ │ │ │ │ │ │
│ │ │ │ │ │ │ │ │ │ │ │ └─>Lluís (1362-1362)
│ │ │ │ │ │ │ │ │ │ │ │
│ │ │ │ │ │ │ │ │ │ │ ├─>Isabel (1288-1344), monja à Poissy 
│ │ │ │ │ │ │ │ │ │ │ │
│ │ │ │ │ │ │ │ │ │ │ ├─>Joana (1289-després de 1347)
│ │ │ │ │ │ │ │ │ │ │ │ x 
Gastó I de Foix-Béarn

│ │ │ │ │ │ │ │ │ │ │ │
│ │ │ │ │ │ │ │ │ │ │ ├─>Maria (1291-1365)
│ │ │ │ │ │ │ │ │ │ │ │ x Joan de Dampierre, comte de Namur
│ │ │ │ │ │ │ │ │ │ │ │
│ │ │ │ │ │ │ │ │ │ │ └─>Caterina (mort el 1368)
│ │ │ │ │ │ │ │ │ │ │ x Joan II, comte de Ponthieu i d'Aumâle
│ │ │ │ │ │ │ │ │ │ │
│ │ │ │ │ │ │ │ │ │ └─>Robert (1271-1272)

Final de la branca d'Artois
 
│ │ │ │ │ │ │ │ │ │
│ │ │ │ │ │ │ │ │ │
│ │ │ │ │ │ │ │ │ ├─>Felip (1218-1220)
│ │ │ │ │ │ │ │ │ │
│ │ │ │ │ │ │ │ │ ├─>Joan (1219-1232), comte d'Anjou i del Maine
│ │ │ │ │ │ │ │ │ │
│ │ │ │ │ │ │ │ │ ├─ > 
Alfons
 (1220-1271), comte de Poitiers i de Toulouse
│ │ │ │ │ │ │ │ │ │ x 
Joana de Toulouse

│ │ │ │ │ │ │ │ │ │
│ │ │ │ │ │ │ │ │ ├─>Felip Dagobert (1222-1232)
│ │ │ │ │ │ │ │ │ │
│ │ │ │ │ │ │ │ │ ├─>Isabel (1224-1269), monja à Longchamps
│ │ │ │ │ │ │ │ │ │
│ │ │ │ │ │ │ │ │ ├─>Esteve (1225-)
│ │ │ │ │ │ │ │ │ │
│ │ │ │ │ │ │ │ │ │

 Branca d'Anjou-Sicília
 
(
final de la branca
)

│ │ │ │ │ │ │ │ │ └─ > 
Carles I de Sicília
 (1226-1285), comte d'Anjou i del Maine, rei de Sicília i de Jerusalem
│ │ │ │ │ │ │ │ │ X 1) Beatriu de Provença
│ │ │ │ │ │ │ │ │ X 2) Margarida de Borgonya
│ │ │ │ │ │ │ │ │ │
│ │ │ │ │ │ │ │ │ ├1>Lluís (1248-1248)
│ │ │ │ │ │ │ │ │ │
│ │ │ │ │ │ │ │ │ ├1 > Blanca d'Anjou (1250-1269)
│ │ │ │ │ │ │ │ │ │ X 
Robert III de Flandes

│ │ │ │ │ │ │ │ │ │
│ │ │ │ │ │ │ │ │ ├1>Beatriu (1252-1275)
│ │ │ │ │ │ │ │ │ │ X 
Felip I de Courtenay
, empereur llatí de Constantinoble
│ │ │ │ │ │ │ │ │ │
│ │ │ │ │ │ │ │ │ ├1 > 
Carles II d'Anjou
 (1254-1309), comte d'Anjou i del Maine, rei de Nàpols 
│ │ │ │ │ │ │ │ │ │ X Maria de Hongria
│ │ │ │ │ │ │ │ │ │ │

Branca d'Anjou-Hongria

│ │ │ │ │ │ │ │ │ │ ├─ > 
Carles Martel
 (1271-1295)
│ │ │ │ │ │ │ │ │ │ │ X Clemència d'Habsburg
│ │ │ │ │ │ │ │ │ │ │ │
│ │ │ │ │ │ │ │ │ │ │ ├─ > 
Carles Robert de Hongria
 (1288-1342), rei de Hongria 
│ │ │ │ │ │ │ │ │ │ │ │ X 1) Maria de Halicz
│ │ │ │ │ │ │ │ │ │ │ │ X 2) Maria de Silèsia
│ │ │ │ │ │ │ │ │ │ │ │ X 3) Beatriu de Luxemburg 
│ │ │ │ │ │ │ │ │ │ │ │ X 4) Elisabet de Polònia
│ │ │ │ │ │ │ │ │ │ │ │ │
│ │ │ │ │ │ │ │ │ │ │ │ ├3>un infant (1319-1319)
│ │ │ │ │ │ │ │ │ │ │ │ │
│ │ │ │ │ │ │ │ │ │ │ │ ├4>Carles (1321-1321)
│ │ │ │ │ │ │ │ │ │ │ │ │
│ │ │ │ │ │ │ │ │ │ │ │ ├4>Ladislau (1324-1329)
│ │ │ │ │ │ │ │ │ │ │ │ │
│ │ │ │ │ │ │ │ │ │ │ │ ├4 > 
Lluís I d'Hongria
 (1326-1382), rei d'Hongria i de Polònia
│ │ │ │ │ │ │ │ │ │ │ │ │ X 1) Margarida de Luxemburg 
│ │ │ │ │ │ │ │ │ │ │ │ │ X 2) Elisabet de Bòsnia
│ │ │ │ │ │ │ │ │ │ │ │ │ │
│ │ │ │ │ │ │ │ │ │ │ │ │ ├2>Maria (1365-1366)
│ │ │ │ │ │ │ │ │ │ │ │ │ │
│ │ │ │ │ │ │ │ │ │ │ │ │ ├2>Caterina (1366-1377)
│ │ │ │ │ │ │ │ │ │ │ │ │ │
│ │ │ │ │ │ │ │ │ │ │ │ │ ├2 > 
Maria I d'Hongria
 (1371-1385), reina d' Hongria 
│ │ │ │ │ │ │ │ │ │ │ │ │ │ X 
Segimon de Luxemburg

│ │ │ │ │ │ │ │ │ │ │ │ │ │
│ │ │ │ │ │ │ │ │ │ │ │ │ └2 > 
Hedwigis I de Polònia
 (1372-1399), reina de Polònia
│ │ │ │ │ │ │ │ │ │ │ │ │ X 
Ladislas II Jagellon
, gran duc de Lituània
│ │ │ │ │ │ │ │ │ │ │ │ │
│ │ │ │ │ │ │ │ │ │ │ │ ├4 > 
Andreu I de Nàpols
 (1327-1345), duc de Calàbria
│ │ │ │ │ │ │ │ │ │ │ │ │ x 
Joana I de Nàpols

│ │ │ │ │ │ │ │ │ │ │ │ │ │
│ │ │ │ │ │ │ │ │ │ │ │ │ └─>Carles (1345-1348), duc de Calàbria
│ │ │ │ │ │ │ │ │ │ │ │ │
│ │ │ │ │ │ │ │ │ │ │ │ ├4>Caterina (-1355)
│ │ │ │ │ │ │ │ │ │ │ │ │ X Enric II duc de Schweidnitz
│ │ │ │ │ │ │ │ │ │ │ │ │
│ │ │ │ │ │ │ │ │ │ │ │ └4>Esteve (1332-1354), duc de Transsilvània, Eslavònia, Croàcia i Dalmàcia
│ │ │ │ │ │ │ │ │ │ │ │ X Margarida de Baviera
│ │ │ │ │ │ │ │ │ │ │ │ │
│ │ │ │ │ │ │ │ │ │ │ │ ├─>Elisabet d'Eslavònia (1352-1380)
│ │ │ │ │ │ │ │ │ │ │ │ │ X Felip II de Tàrent
│ │ │ │ │ │ │ │ │ │ │ │ │
│ │ │ │ │ │ │ │ │ │ │ │ └─>Joan de'Eslavònia (1354-1363)
│ │ │ │ │ │ │ │ │ │ │ │
│ │ │ │ │ │ │ │ │ │ │ ├─>Beatriu (1290-1354)
│ │ │ │ │ │ │ │ │ │ │ │ X Joan II, delfí del Vienès
│ │ │ │ │ │ │ │ │ │ │ │
│ │ │ │ │ │ │ │ │ │ │ └─ > 
Clemència d' Hongria
 (1293-1328)
│ │ │ │ │ │ │ │ │ │ │ x 
Lluís X de França

│ │ │ │ │ │ │ │ │ │ │
│ │ │ │ │ │ │ │ │ │ ├─>Margarida (1273-1299), comtessa d'Anjou i del Maine
│ │ │ │ │ │ │ │ │ │ │ X 
Carles de Valois

│ │ │ │ │ │ │ │ │ │ │
│ │ │ │ │ │ │ │ │ │ ├─>Lluís (1275-1298), bisbe de Toulouse
│ │ │ │ │ │ │ │ │ │ │

Branca d'Anjou-Nàpols

│ │ │ │ │ │ │ │ │ │ ├─ > 
Robert el savi
 (1277-1343), rei de Nàpols
│ │ │ │ │ │ │ │ │ │ │ X 1) Iolanda d'Aragó 
│ │ │ │ │ │ │ │ │ │ │ X 2)Sància de Mallorca
│ │ │ │ │ │ │ │ │ │ │ │
│ │ │ │ │ │ │ │ │ │ │ ├1 > 
Carles
 (1298-1328), duc de Calàbria
│ │ │ │ │ │ │ │ │ │ │ │ X 1) Caterina d'Habsburg
│ │ │ │ │ │ │ │ │ │ │ │ X 2) Maria de Valois
│ │ │ │ │ │ │ │ │ │ │ │ │
│ │ │ │ │ │ │ │ │ │ │ │ ├1>Maria (1322-1328)
│ │ │ │ │ │ │ │ │ │ │ │ │
│ │ │ │ │ │ │ │ │ │ │ │ ├2 > 
Joana I de Nàpols
 (1326-1382), reina de Nàpols
│ │ │ │ │ │ │ │ │ │ │ │ │ x 1) 
Andreu I de Nàpols

│ │ │ │ │ │ │ │ │ │ │ │ │ x 2) 
Lluís de Tàrent

│ │ │ │ │ │ │ │ │ │ │ │ │ x 3) 
Jaume III de Mallorca

│ │ │ │ │ │ │ │ │ │ │ │ │ x 4) Otó de Brunswick-Grubenhagen
│ │ │ │ │ │ │ │ │ │ │ │ │
│ │ │ │ │ │ │ │ │ │ │ │ ├2>Carles Martí (1327-1327)
│ │ │ │ │ │ │ │ │ │ │ │ │
│ │ │ │ │ │ │ │ │ │ │ │ └2 > 
Maria
 (1328-1366)
│ │ │ │ │ │ │ │ │ │ │ │ x 1) 
Carles de Durazzo

│ │ │ │ │ │ │ │ │ │ │ │ x 2) Robert dels Baus
│ │ │ │ │ │ │ │ │ │ │ │ x 3) 
Felip II de Tàrent

│ │ │ │ │ │ │ │ │ │ │ │
│ │ │ │ │ │ │ │ │ │ │ └2>Lluís (1301-1310)
│ │ │ │ │ │ │ │ │ │ │

Branca d'Anjou-Tàrent

│ │ │ │ │ │ │ │ │ │ ├─ > 
Felip I de Tàrent
 (1278-1332), príncep de Tàrent i d'Acaia
│ │ │ │ │ │ │ │ │ │ │ x 1) Tamara Àngel
│ │ │ │ │ │ │ │ │ │ │ x 2) Caterina de Valois-Courtenay
│ │ │ │ │ │ │ │ │ │ │ │
│ │ │ │ │ │ │ │ │ │ │ ├1>Carles (1296-1315)
│ │ │ │ │ │ │ │ │ │ │ │
│ │ │ │ │ │ │ │ │ │ │ ├1>Felip (1297-1330)
│ │ │ │ │ │ │ │ │ │ │ │ X Iolanda d'Aragó 
│ │ │ │ │ │ │ │ │ │ │ │
│ │ │ │ │ │ │ │ │ │ │ ├1>Margarida (1298-1340)
│ │ │ │ │ │ │ │ │ │ │ │ X Gautier VI de Brienne, duc d'Atenes
│ │ │ │ │ │ │ │ │ │ │ │
│ │ │ │ │ │ │ │ │ │ │ ├1>Blanca (-1338)
│ │ │ │ │ │ │ │ │ │ │ │ X Ramon Berenguer, comte d'Ampúries
│ │ │ │ │ │ │ │ │ │ │ │
│ │ │ │ │ │ │ │ │ │ │ ├1>Maria, morta jove
│ │ │ │ │ │ │ │ │ │ │ │
│ │ │ │ │ │ │ │ │ │ │ ├2>Robert (1316-1364), príncep de Tàrent i d'Acaia
│ │ │ │ │ │ │ │ │ │ │ │ X Maria de Borbó
│ │ │ │ │ │ │ │ │ │ │ │
│ │ │ │ │ │ │ │ │ │ │ ├2 > 
Lluís
 (1320-1362), rei de Nàpols
│ │ │ │ │ │ │ │ │ │ │ │ x 
Joana I de Nàpols

│ │ │ │ │ │ │ │ │ │ │ │ │
│ │ │ │ │ │ │ │ │ │ │ │ ├─>Caterina (1347-1364)
│ │ │ │ │ │ │ │ │ │ │ │ │
│ │ │ │ │ │ │ │ │ │ │ │ └─>Francesca (1349-1352)
│ │ │ │ │ │ │ │ │ │ │ │
│ │ │ │ │ │ │ │ │ │ │ ├2>Margarida (1325-1380)
│ │ │ │ │ │ │ │ │ │ │ │ x Francesc dels Baus
│ │ │ │ │ │ │ │ │ │ │ │
│ │ │ │ │ │ │ │ │ │ │ ├2>Maria (-1368) abadessa de Conversano
│ │ │ │ │ │ │ │ │ │ │ │
│ │ │ │ │ │ │ │ │ │ │ └2 > 
Felip II de Tàrent
 (1329-1374), príncep de Tàrent 
│ │ │ │ │ │ │ │ │ │ │ X 1) 
Maria de Nàpols

│ │ │ │ │ │ │ │ │ │ │ X 2) Elisabet d'Eslavònia
│ │ │ │ │ │ │ │ │ │ │ │
│ │ │ │ │ │ │ │ │ │ │ ├1>Felip (1356-jove)
│ │ │ │ │ │ │ │ │ │ │ │
│ │ │ │ │ │ │ │ │ │ │ ├1>Carles (1358-jove)
│ │ │ │ │ │ │ │ │ │ │ │
│ │ │ │ │ │ │ │ │ │ │ ├1>Felip (1360-jove)
│ │ │ │ │ │ │ │ │ │ │ │
│ │ │ │ │ │ │ │ │ │ │ ├1>un infant (1362-1362)
│ │ │ │ │ │ │ │ │ │ │ │
│ │ │ │ │ │ │ │ │ │ │ ├1>un infant (1364-1364)
│ │ │ │ │ │ │ │ │ │ │ │
│ │ │ │ │ │ │ │ │ │ │ └2>Felip (1371-jove)
│ │ │ │ │ │ │ │ │ │ │
│ │ │ │ │ │ │ │ │ │ ├─>Blanca (1280-1310)
│ │ │ │ │ │ │ │ │ │ │ X 
Jaume II d'Aragó

│ │ │ │ │ │ │ │ │ │ │
│ │ │ │ │ │ │ │ │ │ ├─>Ramon Berenger (1281-1307)
│ │ │ │ │ │ │ │ │ │ │
│ │ │ │ │ │ │ │ │ │ ├─>Joan (1283-), sacerdot
│ │ │ │ │ │ │ │ │ │ │
│ │ │ │ │ │ │ │ │ │ ├─>Tristà (1284-1286)
│ │ │ │ │ │ │ │ │ │ │
│ │ │ │ │ │ │ │ │ │ ├─>Eleonor (1289-1341)
│ │ │ │ │ │ │ │ │ │ │ X 
Frederic I de Sicília

│ │ │ │ │ │ │ │ │ │ │
│ │ │ │ │ │ │ │ │ │ ├─>Maria (1290-1347)
│ │ │ │ │ │ │ │ │ │ │ X 1) 
Sanç I de Mallorca

│ │ │ │ │ │ │ │ │ │ │ X 2) Jaume de Xèrica
│ │ │ │ │ │ │ │ │ │ │
│ │ │ │ │ │ │ │ │ │ ├─>Pere (1292-1315), comte de Gravina
│ │ │ │ │ │ │ │ │ │ │

Branca d'Anjou-Durazzo

│ │ │ │ │ │ │ │ │ │ ├─ > 
Joan de Durazzo
 (1294-1336), duc de Durazzo, príncep d'Achaïe
│ │ │ │ │ │ │ │ │ │ │ X 1) Matilde d'Avesnes
│ │ │ │ │ │ │ │ │ │ │ X 2) Agnès de Périgord
│ │ │ │ │ │ │ │ │ │ │ │
│ │ │ │ │ │ │ │ │ │ │ ├2 > 
Carles de Durazzo
 (1323-1348), duc de Durazzo
│ │ │ │ │ │ │ │ │ │ │ │ x 
Maria de Nàpols

│ │ │ │ │ │ │ │ │ │ │ │ │
│ │ │ │ │ │ │ │ │ │ │ │ ├─>Lluís (1343-1344)
│ │ │ │ │ │ │ │ │ │ │ │ │
│ │ │ │ │ │ │ │ │ │ │ │ ├─>Joana (1344-1387), duquessa de Durazzo
│ │ │ │ │ │ │ │ │ │ │ │ │ X 1) Lluís de Navarra, comte de Beaumont
│ │ │ │ │ │ │ │ │ │ │ │ │ X 2) 
Robert IV d'Artois
, comte d'Eu
│ │ │ │ │ │ │ │ │ │ │ │ │
│ │ │ │ │ │ │ │ │ │ │ │ ├─>Agnès (1345-1383)
│ │ │ │ │ │ │ │ │ │ │ │ │ X 1) Cansignore della Scala, senyor de Verona
│ │ │ │ │ │ │ │ │ │ │ │ │ X 2) Jaume dels Baus, príncep de Tàrent i d'Acaia
│ │ │ │ │ │ │ │ │ │ │ │ │
│ │ │ │ │ │ │ │ │ │ │ │ ├─>Clemència(1346-1363)
│ │ │ │ │ │ │ │ │ │ │ │ │
│ │ │ │ │ │ │ │ │ │ │ │ └─>Margarida (1347-1412)
│ │ │ │ │ │ │ │ │ │ │ │ X 
Carles III de Nàpols

│ │ │ │ │ │ │ │ │ │ │ │
│ │ │ │ │ │ │ │ │ │ │ ├2 > 
Lluís
 (1324-1362), comte de Gravina
│ │ │ │ │ │ │ │ │ │ │ │ X Margarida de San-Severino
│ │ │ │ │ │ │ │ │ │ │ │ │
│ │ │ │ │ │ │ │ │ │ │ │ ├─>Lluís (1344-jove)
│ │ │ │ │ │ │ │ │ │ │ │ │
│ │ │ │ │ │ │ │ │ │ │ │ ├─ > 
Carles III de Nàpols
 (1345-1385), rei de Nàpols i d'Hongria 
│ │ │ │ │ │ │ │ │ │ │ │ │ X Margarida de Durazzo
│ │ │ │ │ │ │ │ │ │ │ │ │ │
│ │ │ │ │ │ │ │ │ │ │ │ │ ├─>Maria (1369-1371)
│ │ │ │ │ │ │ │ │ │ │ │ │ │
│ │ │ │ │ │ │ │ │ │ │ │ │ ├─ > 
Joana II de Nàpols
 (1373-1435)
│ │ │ │ │ │ │ │ │ │ │ │ │ │ X 1) Guillem d'Àustria 
│ │ │ │ │ │ │ │ │ │ │ │ │ │ X 2) 
Jaume II de Borbó
, comte de la Marca
│ │ │ │ │ │ │ │ │ │ │ │ │ │
│ │ │ │ │ │ │ │ │ │ │ │ │ └─ > 
Ladislau I de Nàpols
 (1377-1414)
│ │ │ │ │ │ │ │ │ │ │ │ │ X 1) Constança de Clermont
│ │ │ │ │ │ │ │ │ │ │ │ │ X 2) Maria de Lusignan
│ │ │ │ │ │ │ │ │ │ │ │ │ X 3) Maria d'Enghien
│ │ │ │ │ │ │ │ │ │ │ │ │
│ │ │ │ │ │ │ │ │ │ │ │ └─>Agnès (1347-jove)
│ │ │ │ │ │ │ │ │ │ │ │
│ │ │ │ │ │ │ │ │ │ │ ├2>Robert (1326-1356)
│ │ │ │ │ │ │ │ │ │ │ │
│ │ │ │ │ │ │ │ │ │ │ └2>Esteve (1328-)
│ │ │ │ │ │ │ │ │ │ │
│ │ │ │ │ │ │ │ │ │ └─>Beatriu (1295-1321)
│ │ │ │ │ │ │ │ │ │ X 1) Azzo VIII d'Este
│ │ │ │ │ │ │ │ │ │ X 2) Bertrand dels Baus
│ │ │ │ │ │ │ │ │ │
│ │ │ │ │ │ │ │ │ ├1> Felip (1256-1277), príncep d'Acaia
│ │ │ │ │ │ │ │ │ │ X Isabel de Villehardouin
│ │ │ │ │ │ │ │ │ │
│ │ │ │ │ │ │ │ │ ├1> Robert (1258-1265)
│ │ │ │ │ │ │ │ │ │
│ │ │ │ │ │ │ │ │ └1> Elisabet (1261-1300)
│ │ │ │ │ │ │ │ │ X 
Ladislau IV d' Hongria

Final de la branca d'Anjou-Sicília 

│ │ │ │ │ │ │ │ │ 
│ │ │ │ │ │ │ │ ├1>dos bessons (1190-1190)
│ │ │ │ │ │ │ │ │ 
│ │ │ │ │ │ │ │ ├3>Maria (1198-1223)
│ │ │ │ │ │ │ │ │ x 1) Felip 
comte de Namur

│ │ │ │ │ │ │ │ │ x 2) 
Enric I de Brabant

│ │ │ │ │ │ │ │ │ 
│ │ │ │ │ │ │ │ └3 > 
Felip Hurepel
 (1200-1234)
│ │ │ │ │ │ │ │ x 
Matilde de Dammartin
, comtessa de Boulogne
│ │ │ │ │ │ │ │ │ 
│ │ │ │ │ │ │ │ ├─>Joana Hurepel (1219-1252)
│ │ │ │ │ │ │ │ │ x Gaucher de Châtillon, senyor de Montjay
│ │ │ │ │ │ │ │ │ 
│ │ │ │ │ │ │ │ └─>Alberic (1222-després de 1284), comte de Clermont
│ │ │ │ │ │ │ │ 
│ │ │ │ │ │ │ └3 > 
Agnès de França
 (1171-1240)
│ │ │ │ │ │ │ x 1) 
Aleix II Comnè

│ │ │ │ │ │ │ x 2) 
Andrònic I Comnè

│ │ │ │ │ │ │ x 3) 
Teodor Branàs

│ │ │ │ │ │ │
│ │ │ │ │ │ ├─ > 
Enric de França i de Savoia
 (1121-1175), arquebisbe de Reims
│ │ │ │ │ │ │
│ │ │ │ │ │ ├─>Hug (1123-1124)
│ │ │ │ │ │ │

 Inici de la branca de Dreux
 
(
final de la branca
)

│ │ │ │ │ │ ├─ > 
Robert I
 (1123-1188), comte de Dreux
│ │ │ │ │ │ │ x 1) Agnès de Garlande
│ │ │ │ │ │ │ x 2) Hedwigis d'Évreux
│ │ │ │ │ │ │ x 3) Agnès, comtessa de Braine
│ │ │ │ │ │ │ │
│ │ │ │ │ │ │ ├1>Simon (1141-avers 1182), senyor de La Noue
│ │ │ │ │ │ │ │
│ │ │ │ │ │ │ ├2>Adela (1145-després de 1210)
│ │ │ │ │ │ │ │ x 1) Valerà III, comte de Breteuil
│ │ │ │ │ │ │ │ x 2) Guiu II, senyor de Châtillon
│ │ │ │ │ │ │ │ x 3) Joan I de Thorotte
│ │ │ │ │ │ │ │ x 4) Raül I de Nesle, comte de Soissons
│ │ │ │ │ │ │ │
│ │ │ │ │ │ │ ├3 > 
Robert II
 (1154-1218), comte de Dreux i de Braine
│ │ │ │ │ │ │ │ x 1) Mafalda de Borgonya
│ │ │ │ │ │ │ │ x 2) Iolanda de Coucy
│ │ │ │ │ │ │ │ │
│ │ │ │ │ │ │ │ ├─ > 
Robert III 
Gasteblé
 (1185-1234), comte de Dreux
│ │ │ │ │ │ │ │ │ x Aenor, senyora de Saint-Valéry
│ │ │ │ │ │ │ │ │ │
│ │ │ │ │ │ │ │ │ ├─>
Iolanda
 (1212-1248)
│ │ │ │ │ │ │ │ │ │ x 
Hug IV de Borgonya

│ │ │ │ │ │ │ │ │ │
│ │ │ │ │ │ │ │ │ ├─ > 
Joan I
, comte de Dreux, (1215-1249)
│ │ │ │ │ │ │ │ │ │ X 
Maria de Borbó-Dampierre

│ │ │ │ │ │ │ │ │ │ │
│ │ │ │ │ │ │ │ │ │ ├─ > 
Robert IV
 (1241-1282), comte de Dreux i de Montfort
│ │ │ │ │ │ │ │ │ │ │ X 
Beatriu de Montfort

│ │ │ │ │ │ │ │ │ │ │ │
│ │ │ │ │ │ │ │ │ │ │ ├─>Maria (1261-1276)
│ │ │ │ │ │ │ │ │ │ │ │ x Mateu IV de Montmorency
│ │ │ │ │ │ │ │ │ │ │ │
│ │ │ │ │ │ │ │ │ │ │ ├─ > 
Iolanda
 (1263-1322), comtessa de Montfort
│ │ │ │ │ │ │ │ │ │ │ │ x 1) 
Alexandre III d'Escòcia

│ │ │ │ │ │ │ │ │ │ │ │ x 2) 
Artur II de Bretanya

│ │ │ │ │ │ │ │ │ │ │ │
│ │ │ │ │ │ │ │ │ │ │ ├─ > 
Joan II
 (1265-1309), comte de Dreux i de Montfort
│ │ │ │ │ │ │ │ │ │ │ │ x 1) Joana de Beaujeu
│ │ │ │ │ │ │ │ │ │ │ │ x 2) Peronella de Sully
│ │ │ │ │ │ │ │ │ │ │ │ │
│ │ │ │ │ │ │ │ │ │ │ │ ├1 > 
Robert V
 (1293-1329), comte de Dreux 
│ │ │ │ │ │ │ │ │ │ │ │ │ x Maria d'Enghien
│ │ │ │ │ │ │ │ │ │ │ │ │
│ │ │ │ │ │ │ │ │ │ │ │ ├1 > 
Joan III
 (1295-1331), comte de Dreux 
│ │ │ │ │ │ │ │ │ │ │ │ │ x Ida de Rosny
│ │ │ │ │ │ │ │ │ │ │ │ │
│ │ │ │ │ │ │ │ │ │ │ │ ├1 > 
Pere I de Dreux
 (1298-1345), comte de Dreux 
│ │ │ │ │ │ │ │ │ │ │ │ │ x Isabel de Melun
│ │ │ │ │ │ │ │ │ │ │ │ │ │
│ │ │ │ │ │ │ │ │ │ │ │ │ └─ > 
Joana I
 (1345-1346), comtessa de Dreux 
│ │ │ │ │ │ │ │ │ │ │ │ │
│ │ │ │ │ │ │ │ │ │ │ │ ├1>Simó, sacerdot
│ │ │ │ │ │ │ │ │ │ │ │ │
│ │ │ │ │ │ │ │ │ │ │ │ ├1>Beatriu 
│ │ │ │ │ │ │ │ │ │ │ │ │
│ │ │ │ │ │ │ │ │ │ │ │ └2 > 
Joana II
 (1309-1355), comtessa de Dreux 
│ │ │ │ │ │ │ │ │ │ │ │ x Lluís de Thouars
│ │ │ │ │ │ │ │ │ │ │ │
│ │ │ │ │ │ │ │ │ │ │ ├─>Joana, comtessa de Braine
│ │ │ │ │ │ │ │ │ │ │ │ x 1) 
Joan IV de Pierrepont
, comte de Roucy
│ │ │ │ │ │ │ │ │ │ │ │ x 2) 
Joan de Bar
, senyor de Puisaye
│ │ │ │ │ │ │ │ │ │ │ │
│ │ │ │ │ │ │ │ │ │ │ ├─>Beatriu (1270-1328), abadessa 
│ │ │ │ │ │ │ │ │ │ │ │
│ │ │ │ │ │ │ │ │ │ │ └─>Robert, senyor de Câteau-del-Loir
│ │ │ │ │ │ │ │ │ │ │ 
│ │ │ │ │ │ │ │ │ │ ├─>Iolanda (1243-després de 1304)
│ │ │ │ │ │ │ │ │ │ │ x 1) Amauri II de Craon
│ │ │ │ │ │ │ │ │ │ │ x 2) Joan de Trie, comte de Dammartin
│ │ │ │ │ │ │ │ │ │ │
│ │ │ │ │ │ │ │ │ │ └─>Joan (1245-després de 1275), templari
│ │ │ │ │ │ │ │ │ │

Branca de Beu

│ │ │ │ │ │ │ │ │ ├─>Robert I (1217-1264), senyor de Beu, vescomte de Châteaudun
│ │ │ │ │ │ │ │ │ │ x 1) Clemència, vescomtessa de Châteaudun
│ │ │ │ │ │ │ │ │ │ x 2) Isabel de Villebéon
│ │ │ │ │ │ │ │ │ │ │
│ │ │ │ │ │ │ │ │ │ ├1>Alix (1255-després de 1296), vescomtessa de Châteaudun
│ │ │ │ │ │ │ │ │ │ │ x Raül II de Clermont, senyor de Nesle
│ │ │ │ │ │ │ │ │ │ │
│ │ │ │ │ │ │ │ │ │ ├2>Clemència (1257-després de 1300)
│ │ │ │ │ │ │ │ │ │ │ x 1) Gautier de Nemours
│ │ │ │ │ │ │ │ │ │ │ x 2) Joan des Barres
│ │ │ │ │ │ │ │ │ │ │
│ │ │ │ │ │ │ │ │ │ ├2>Isabel (1264-1300)
│ │ │ │ │ │ │ │ │ │ │ x Gaucher de Châtillon, comte de Porcien
│ │ │ │ │ │ │ │ │ │ │
│ │ │ │ │ │ │ │ │ │ └2>Robert II (1265-1306), senyor de Beu, comte de Squillache
│ │ │ │ │ │ │ │ │ │ x 1) Iolanda de Vendôme
│ │ │ │ │ │ │ │ │ │ x 2) Margarida de Beaumont
│ │ │ │ │ │ │ │ │ │ │
│ │ │ │ │ │ │ │ │ │ ├1>Robert III (1288-1351), senyor de Beu
│ │ │ │ │ │ │ │ │ │ │ x 1) Beatriu de Courlandon
│ │ │ │ │ │ │ │ │ │ │ x 2) Isabel de Saquenville
│ │ │ │ │ │ │ │ │ │ │ x 3) Agnès de Thianges
│ │ │ │ │ │ │ │ │ │ │ │
│ │ │ │ │ │ │ │ │ │ │ ├1>Robert IV (1317-1366) senyor de Beu
│ │ │ │ │ │ │ │ │ │ │ │ x Isabel des Barres
│ │ │ │ │ │ │ │ │ │ │ │ │
│ │ │ │ │ │ │ │ │ │ │ │ ├─>Robert V (1339-1360), senyor de Bagneux
│ │ │ │ │ │ │ │ │ │ │ │ │
│ │ │ │ │ │ │ │ │ │ │ │ ├─>Joan (1340-1366), senyor de Beu
│ │ │ │ │ │ │ │ │ │ │ │ │ x Joana de Plancy
│ │ │ │ │ │ │ │ │ │ │ │ │
│ │ │ │ │ │ │ │ │ │ │ │ └─>Robert VI (1348-1398), senyor de Beu
│ │ │ │ │ │ │ │ │ │ │ │ x Iolanda de Trie
│ │ │ │ │ │ │ │ │ │ │ │
│ │ │ │ │ │ │ │ │ │ │ ├1>Isabel (1316-després de 1341)
│ │ │ │ │ │ │ │ │ │ │ │ x Pere Trousseau
│ │ │ │ │ │ │ │ │ │ │ │
│ │ │ │ │ │ │ │ │ │ │ ├1>Beatriu (1319-1356)
│ │ │ │ │ │ │ │ │ │ │ │ x Tibald IV de Mathefelon
│ │ │ │ │ │ │ │ │ │ │ │
│ │ │ │ │ │ │ │ │ │ │ ├1>Margarida (1320-1349), abadessa
│ │ │ │ │ │ │ │ │ │ │ │
│ │ │ │ │ │ │ │ │ │ │ ├2>Joana (1326-1358)
│ │ │ │ │ │ │ │ │ │ │ │ x 1) Joan III de Brie
│ │ │ │ │ │ │ │ │ │ │ │ x 2) Drouin de Trainel
│ │ │ │ │ │ │ │ │ │ │ │
│ │ │ │ │ │ │ │ │ │ │ └3>Margarida (1350-1400)
│ │ │ │ │ │ │ │ │ │ │ x Roger d'Hellenvilliers
│ │ │ │ │ │ │ │ │ │ │
│ │ │ │ │ │ │ │ │ │ ├1>Joan I (1290-1347), senyor de Bossart
│ │ │ │ │ │ │ │ │ │ │ x Margarida de Châteauneuf
│ │ │ │ │ │ │ │ │ │ │ │
│ │ │ │ │ │ │ │ │ │ │ ├─>Felipa (1317-després de 1370)
│ │ │ │ │ │ │ │ │ │ │ │ x Joan de Ponteau-sur-Mer
│ │ │ │ │ │ │ │ │ │ │ │
│ │ │ │ │ │ │ │ │ │ │ ├─>Eleonor (1318-1340)
│ │ │ │ │ │ │ │ │ │ │ │ x Nicolas Behucher
│ │ │ │ │ │ │ │ │ │ │ │
│ │ │ │ │ │ │ │ │ │ │ ├─>Maria (1319-després de 1350)
│ │ │ │ │ │ │ │ │ │ │ │ x Amauri de Vendôme
│ │ │ │ │ │ │ │ │ │ │ │

Branca de Bossart

│ │ │ │ │ │ │ │ │ │ │ └─>Gauvain I (1330-1394), senyor de Bossart
│ │ │ │ │ │ │ │ │ │ │ x 
│ │ │ │ │ │ │ │ │ │ │ │
│ │ │ │ │ │ │ │ │ │ │ ├─>Simó (mort el 1420), senyor de Bossard
│ │ │ │ │ │ │ │ │ │ │ │ x Joana de Vendôme
│ │ │ │ │ │ │ │ │ │ │ │
│ │ │ │ │ │ │ │ │ │ │ ├─>Joan (1366-1415) senyor d'Houlbec
│ │ │ │ │ │ │ │ │ │ │ │ x Joana del Plessis
│ │ │ │ │ │ │ │ │ │ │ │
│ │ │ │ │ │ │ │ │ │ │ ├─>Maria (1362-1413)
│ │ │ │ │ │ │ │ │ │ │ │ Guillem Morin
│ │ │ │ │ │ │ │ │ │ │ │
│ │ │ │ │ │ │ │ │ │ │ ├─>Alix (1364-)
│ │ │ │ │ │ │ │ │ │ │ │ x Massa de Gemage
│ │ │ │ │ │ │ │ │ │ │ │
│ │ │ │ │ │ │ │ │ │ │ ├─>Joana (1370-després de 1424)
│ │ │ │ │ │ │ │ │ │ │ │ x Guillem II Le Roy
│ │ │ │ │ │ │ │ │ │ │ │
│ │ │ │ │ │ │ │ │ │ │ ├─>Gauvain II (1372-1415), baró d'Esneval
│ │ │ │ │ │ │ │ │ │ │ │ x Joana d'Esneval
│ │ │ │ │ │ │ │ │ │ │ │ │
│ │ │ │ │ │ │ │ │ │ │ │ └─>Robert (1406-1498), baró d'Esneval
│ │ │ │ │ │ │ │ │ │ │ │ x Guillemeta de Morainville
│ │ │ │ │ │ │ │ │ │ │ │ │
│ │ │ │ │ │ │ │ │ │ │ │ ├─>Joan II (1437-1498), baró d'Esneval
│ │ │ │ │ │ │ │ │ │ │ │ │ x Gillette Picard
│ │ │ │ │ │ │ │ │ │ │ │ │ │
│ │ │ │ │ │ │ │ │ │ │ │ │ └─>Caterina, senyora d'Esneval i de Bossart
│ │ │ │ │ │ │ │ │ │ │ │ │ x Lluís de Brézé, comte de Maulévrier
│ │ │ │ │ │ │ │ │ │ │ │ │
│ │ │ │ │ │ │ │ │ │ │ │ ├─>Gauvain III (1438-1508), baró del Fresne
│ │ │ │ │ │ │ │ │ │ │ │ │ x Margarida de Fourneaux
│ │ │ │ │ │ │ │ │ │ │ │ │ │
│ │ │ │ │ │ │ │ │ │ │ │ │ ├─>Lluïsa (1468-)
│ │ │ │ │ │ │ │ │ │ │ │ │ │ x Joan II d'Ache
│ │ │ │ │ │ │ │ │ │ │ │ │ │
│ │ │ │ │ │ │ │ │ │ │ │ │ └─>Jaume (1470-1521) baró del Fresne i d'Esneval
│ │ │ │ │ │ │ │ │ │ │ │ │ x 1) Magdalena d'Hames
│ │ │ │ │ │ │ │ │ │ │ │ │ x 2) Margarida de Marincourt
│ │ │ │ │ │ │ │ │ │ │ │ │ │
│ │ │ │ │ │ │ │ │ │ │ │ │ ├1>un fill (1500-1507)
│ │ │ │ │ │ │ │ │ │ │ │ │ │
│ │ │ │ │ │ │ │ │ │ │ │ │ ├1>una filla (1502-)
│ │ │ │ │ │ │ │ │ │ │ │ │ │ x Antoni Payen
│ │ │ │ │ │ │ │ │ │ │ │ │ │
│ │ │ │ │ │ │ │ │ │ │ │ │ ├1>Nicolas (1504-1540), baró d'Esneval
│ │ │ │ │ │ │ │ │ │ │ │ │ │ x 1) Caterina de Brézé
│ │ │ │ │ │ │ │ │ │ │ │ │ │ x 2) Carlota de Mouy
│ │ │ │ │ │ │ │ │ │ │ │ │ │
│ │ │ │ │ │ │ │ │ │ │ │ │ ├1>Anna (1506-), baronessa d'Esneval
│ │ │ │ │ │ │ │ │ │ │ │ │ │ x Renat de Prunele
│ │ │ │ │ │ │ │ │ │ │ │ │ │
│ │ │ │ │ │ │ │ │ │ │ │ │ └1>Carlota 
│ │ │ │ │ │ │ │ │ │ │ │ │ x Carles de Mouy
│ │ │ │ │ │ │ │ │ │ │ │ │
│ │ │ │ │ │ │ │ │ │ │ │ ├─>Joana (1439-)
│ │ │ │ │ │ │ │ │ │ │ │ │ x Joan II de Pisseleu
│ │ │ │ │ │ │ │ │ │ │ │ │
│ │ │ │ │ │ │ │ │ │ │ │ ├─>Austroberta (1440-)
│ │ │ │ │ │ │ │ │ │ │ │ │ x Esteve de Tremblay
│ │ │ │ │ │ │ │ │ │ │ │ │
│ │ │ │ │ │ │ │ │ │ │ │ ├─>Lluís Percival (1440-després de 1493)
│ │ │ │ │ │ │ │ │ │ │ │ │ x Caterina d'Auxy
│ │ │ │ │ │ │ │ │ │ │ │ │ │
│ │ │ │ │ │ │ │ │ │ │ │ │ ├─>Maria (1472-)
│ │ │ │ │ │ │ │ │ │ │ │ │ │ x Filibert de Clermont
│ │ │ │ │ │ │ │ │ │ │ │ │ │
│ │ │ │ │ │ │ │ │ │ │ │ │ └─>Jèssica (1474-)
│ │ │ │ │ │ │ │ │ │ │ │ │
│ │ │ │ │ │ │ │ │ │ │ │ ├─>Francesc, senyor de Creiset
│ │ │ │ │ │ │ │ │ │ │ │ │
│ │ │ │ │ │ │ │ │ │ │ │ ├─>Lluís, senyor d'Aussonville
│ │ │ │ │ │ │ │ │ │ │ │ │ x Anna del Frenay
│ │ │ │ │ │ │ │ │ │ │ │ │
│ │ │ │ │ │ │ │ │ │ │ │ ├─>Magdalena (1447-)
│ │ │ │ │ │ │ │ │ │ │ │ │ x Jordi aux Espaules
│ │ │ │ │ │ │ │ │ │ │ │ │
│ │ │ │ │ │ │ │ │ │ │ │ ├─>Caterina (1448-)
│ │ │ │ │ │ │ │ │ │ │ │ │ x Enric de Carbonnel
│ │ │ │ │ │ │ │ │ │ │ │ │
│ │ │ │ │ │ │ │ │ │ │ │ ├─>Jaume (1450-després de 1519), senyor de Morainville
│ │ │ │ │ │ │ │ │ │ │ │ │ x Agnès de Mareul
│ │ │ │ │ │ │ │ │ │ │ │ │ │
│ │ │ │ │ │ │ │ │ │ │ │ │ ├─>Joana (1478-1516) 
│ │ │ │ │ │ │ │ │ │ │ │ │ │ x Antoni Macquerel
│ │ │ │ │ │ │ │ │ │ │ │ │ │
│ │ │ │ │ │ │ │ │ │ │ │ │ ├─>Francesc (1480-després de 1548), senyor de Morainville
│ │ │ │ │ │ │ │ │ │ │ │ │ │ │
│ │ │ │ │ │ │ │ │ │ │ │ │ │ ├─>Gilles (1520-1562), senyor de Bonnetot i de Morainville
│ │ │ │ │ │ │ │ │ │ │ │ │ │ │ x Antonieta de Preteval
│ │ │ │ │ │ │ │ │ │ │ │ │ │ │
│ │ │ │ │ │ │ │ │ │ │ │ │ │ ├─>Margarida (1516-després de 1596)
│ │ │ │ │ │ │ │ │ │ │ │ │ │ │ x 1) Felip de Guiry
│ │ │ │ │ │ │ │ │ │ │ │ │ │ │ x 2) Jaume de La Rivière
│ │ │ │ │ │ │ │ │ │ │ │ │ │ │
│ │ │ │ │ │ │ │ │ │ │ │ │ │ ├─>Jacqueline (1518-) 
│ │ │ │ │ │ │ │ │ │ │ │ │ │ │ x Joan de Mascaron
│ │ │ │ │ │ │ │ │ │ │ │ │ │ │
│ │ │ │ │ │ │ │ │ │ │ │ │ │ ├─>Yvonne
│ │ │ │ │ │ │ │ │ │ │ │ │ │ │ x Guillem Houel
│ │ │ │ │ │ │ │ │ │ │ │ │ │ │
│ │ │ │ │ │ │ │ │ │ │ │ │ │ └─>Joan IV (†1590), senyor de Morainville
│ │ │ │ │ │ │ │ │ │ │ │ │ │ x 1) Joana de Varennes
│ │ │ │ │ │ │ │ │ │ │ │ │ │ x 2) Carlota Motier de La Fayette
│ │ │ │ │ │ │ │ │ │ │ │ │ │
│ │ │ │ │ │ │ │ │ │ │ │ │ ├─>Robert (1482-)
│ │ │ │ │ │ │ │ │ │ │ │ │ │
│ │ │ │ │ │ │ │ │ │ │ │ │ ├─>Joan (1484-1540), senyor de la Loyere
│ │ │ │ │ │ │ │ │ │ │ │ │ │
│ │ │ │ │ │ │ │ │ │ │ │ │ ├─>Jacqueline (1486-després de 1526) 
│ │ │ │ │ │ │ │ │ │ │ │ │ │ x 1) Olivier des Hayes 
│ │ │ │ │ │ │ │ │ │ │ │ │ │ x 2) Joan d'Angerville
│ │ │ │ │ │ │ │ │ │ │ │ │ │
│ │ │ │ │ │ │ │ │ │ │ │ │ ├─>Blanca (1488-) 
│ │ │ │ │ │ │ │ │ │ │ │ │ │ x Guillem de Villiers
│ │ │ │ │ │ │ │ │ │ │ │ │ │
│ │ │ │ │ │ │ │ │ │ │ │ │ └─>Guillem (1490-després de 1566)
│ │ │ │ │ │ │ │ │ │ │ │ │
│ │ │ │ │ │ │ │ │ │ │ │ ├─>Anna (1452-), monja
│ │ │ │ │ │ │ │ │ │ │ │ │
│ │ │ │ │ │ │ │ │ │ │ │ └─>Margarida 
│ │ │ │ │ │ │ │ │ │ │ │ x Jaume de Guiry
│ │ │ │ │ │ │ │ │ │ │ │
│ │ │ │ │ │ │ │ │ │ │ └─>Pere, senyor de Gastillon-Niere
│ │ │ │ │ │ │ │ │ │ │
│ │ │ │ │ │ │ │ │ │ └1>Maria (1293-)
│ │ │ │ │ │ │ │ │ │ x Bartolome de Montbazon
│ │ │ │ │ │ │ │ │ │
│ │ │ │ │ │ │ │ │ └─>Pere (1220-1250), sacerdot 
│ │ │ │ │ │ │ │ │ 
│ │ │ │ │ │ │ │ ├─> Eleonor (1186-després de 1248)
│ │ │ │ │ │ │ │ │ x 1) Hug III de Châteauneuf
│ │ │ │ │ │ │ │ │ x 2) Robert de Saint-Clair
│ │ │ │ │ │ │ │ │ 
│ │ │ │ │ │ │ │ ├─> Isabel (1188-després de 1242)
│ │ │ │ │ │ │ │ │ x 
Joan II de Pierrepont
, comte de Roucy
│ │ │ │ │ │ │ │ │ 
│ │ │ │ │ │ │ │ ├─> Alix (1189-1258)
│ │ │ │ │ │ │ │ │ x 1) Gautier IV de Borgonya, senyor de Salins
│ │ │ │ │ │ │ │ │ x 2) Renald III de Choisel
│ │ │ │ │ │ │ │ │

Branca de Bretanya 

│ │ │ │ │ │ │ │ ├─ > 
Pere Mauclerc
 (1191-1250), duc de Bretanya 
│ │ │ │ │ │ │ │ │ x Alix de Bretanya, duquessa de Bretanya 
│ │ │ │ │ │ │ │ │ │
│ │ │ │ │ │ │ │ │ ├─ > 
Joan I
 (1217-1286), duc de Bretanya 
│ │ │ │ │ │ │ │ │ │ x 
Blanca de Navarra

│ │ │ │ │ │ │ │ │ │ │
│ │ │ │ │ │ │ │ │ │ ├─ > 
Joan II
 (1239-1305), duc de Bretanya 
│ │ │ │ │ │ │ │ │ │ │ x Beatriu d'Anglaterra
│ │ │ │ │ │ │ │ │ │ │ │
│ │ │ │ │ │ │ │ │ │ │ ├─ > 
Artur II
 (1262-1312), duc de Bretanya 
│ │ │ │ │ │ │ │ │ │ │ │ x 1) Maria de Llemotges
│ │ │ │ │ │ │ │ │ │ │ │ x 2) 
Iolanda de Montfort

│ │ │ │ │ │ │ │ │ │ │ │ │
│ │ │ │ │ │ │ │ │ │ │ │ ├1 > 
Joan III
 (1286-1341), duc de Bretanya 
│ │ │ │ │ │ │ │ │ │ │ │ │ x 1) Isabel de Valois
│ │ │ │ │ │ │ │ │ │ │ │ │ x 2) Isabel de Castella
│ │ │ │ │ │ │ │ │ │ │ │ │ x 3) Joana de Savoia
│ │ │ │ │ │ │ │ │ │ │ │ │
│ │ │ │ │ │ │ │ │ │ │ │ ├1>Guiu (1287-1331), comte de Penthièvre
│ │ │ │ │ │ │ │ │ │ │ │ │ x 1) Joana de Goëlo
│ │ │ │ │ │ │ │ │ │ │ │ │ x 2) Joana de Belleville
│ │ │ │ │ │ │ │ │ │ │ │ │ │
│ │ │ │ │ │ │ │ │ │ │ │ │ └1 > 
Joana
 (1319-1384), comtessa de Penthièvre
│ │ │ │ │ │ │ │ │ │ │ │ │ x 
Carles de Châtillon
, comte de Blois, duc de Bretanya 
│ │ │ │ │ │ │ │ │ │ │ │ │
│ │ │ │ │ │ │ │ │ │ │ │ ├1>Pere (1289-1312), senyor d'Avesnes
│ │ │ │ │ │ │ │ │ │ │ │ │
│ │ │ │ │ │ │ │ │ │ │ │ ├2 > 
Joan II de Montfort
 (1294-1345), comte de Montfort
│ │ │ │ │ │ │ │ │ │ │ │ │ x Joana de Flandes
│ │ │ │ │ │ │ │ │ │ │ │ │ │
│ │ │ │ │ │ │ │ │ │ │ │ │ ├─ > 
Joan IV
 (1339-1399), duc de Bretanya 
│ │ │ │ │ │ │ │ │ │ │ │ │ │ x 1) Maria d'Anglaterra
│ │ │ │ │ │ │ │ │ │ │ │ │ │ x 2) Joana d' Holanda
│ │ │ │ │ │ │ │ │ │ │ │ │ │ x 3) Joana de Navarra 
│ │ │ │ │ │ │ │ │ │ │ │ │ │ │
│ │ │ │ │ │ │ │ │ │ │ │ │ │ ├3>Joana (1387-1388)
│ │ │ │ │ │ │ │ │ │ │ │ │ │ │
│ │ │ │ │ │ │ │ │ │ │ │ │ │ ├3>una filla (1388-1388)
│ │ │ │ │ │ │ │ │ │ │ │ │ │ │
│ │ │ │ │ │ │ │ │ │ │ │ │ │ ├3 > 
Joan V
 (1389-1442), duc de Bretanya 
│ │ │ │ │ │ │ │ │ │ │ │ │ │ │ x Joana de França
│ │ │ │ │ │ │ │ │ │ │ │ │ │ │ │
│ │ │ │ │ │ │ │ │ │ │ │ │ │ │ ├─>Anna (1409-després de 1415)
│ │ │ │ │ │ │ │ │ │ │ │ │ │ │ │
│ │ │ │ │ │ │ │ │ │ │ │ │ │ │ ├─>Isabel (1411-1442)
│ │ │ │ │ │ │ │ │ │ │ │ │ │ │ │ x 
Guiu XIV de Laval

│ │ │ │ │ │ │ │ │ │ │ │ │ │ │ │
│ │ │ │ │ │ │ │ │ │ │ │ │ │ │ ├─>Margarida (1412-1421)
│ │ │ │ │ │ │ │ │ │ │ │ │ │ │ │
│ │ │ │ │ │ │ │ │ │ │ │ │ │ │ ├─ > 
Francesc I
 (1414-1450), duc de Bretanya 
│ │ │ │ │ │ │ │ │ │ │ │ │ │ │ │ x 1) Iolanda d'Anjou
│ │ │ │ │ │ │ │ │ │ │ │ │ │ │ │ x 2) Isabel d'Escòcia 
│ │ │ │ │ │ │ │ │ │ │ │ │ │ │ │ │
│ │ │ │ │ │ │ │ │ │ │ │ │ │ │ │ ├1>Royan 
│ │ │ │ │ │ │ │ │ │ │ │ │ │ │ │ │
│ │ │ │ │ │ │ │ │ │ │ │ │ │ │ │ ├2>Margarida (1443-1469)
│ │ │ │ │ │ │ │ │ │ │ │ │ │ │ │ │ x 
Francesc II de Bretanya

│ │ │ │ │ │ │ │ │ │ │ │ │ │ │ │ │
│ │ │ │ │ │ │ │ │ │ │ │ │ │ │ │ └2>Maria (1444-1508)
│ │ │ │ │ │ │ │ │ │ │ │ │ │ │ │ x Joan II de Rohan, comte de Porhoët
│ │ │ │ │ │ │ │ │ │ │ │ │ │ │ │
│ │ │ │ │ │ │ │ │ │ │ │ │ │ │ ├─>Caterina (1416-després de 1421)
│ │ │ │ │ │ │ │ │ │ │ │ │ │ │ │
│ │ │ │ │ │ │ │ │ │ │ │ │ │ │ ├─ > 
Pere II
 (1418-1457), duc de Bretanya 
│ │ │ │ │ │ │ │ │ │ │ │ │ │ │ │ x Francesca d'Amboise
│ │ │ │ │ │ │ │ │ │ │ │ │ │ │ │
│ │ │ │ │ │ │ │ │ │ │ │ │ │ │ └─>Gilles (1420-1450), senyor de Prince
│ │ │ │ │ │ │ │ │ │ │ │ │ │ │ x Francesca de Dinan
│ │ │ │ │ │ │ │ │ │ │ │ │ │ │
│ │ │ │ │ │ │ │ │ │ │ │ │ │ ├3 > 
Artur III
 (1393-1458), duc de Bretanya 
│ │ │ │ │ │ │ │ │ │ │ │ │ │ │ x 1) Margarida de Borgonya
│ │ │ │ │ │ │ │ │ │ │ │ │ │ │ x 2) Joana d'Albret
│ │ │ │ │ │ │ │ │ │ │ │ │ │ │ x 3) Caterina de Luxemburg 
│ │ │ │ │ │ │ │ │ │ │ │ │ │ │
│ │ │ │ │ │ │ │ │ │ │ │ │ │ ├3>Gilles (1394-1412) senyor de Chantocé
│ │ │ │ │ │ │ │ │ │ │ │ │ │ │
│ │ │ │ │ │ │ │ │ │ │ │ │ │ ├3>Margarida (1392-1428)
│ │ │ │ │ │ │ │ │ │ │ │ │ │ │ x Alan IX de Rohan
│ │ │ │ │ │ │ │ │ │ │ │ │ │ │
│ │ │ │ │ │ │ │ │ │ │ │ │ │ ├3>Ricard (1395-1438), comte de Vertus, d'Étampes i de Mantes
│ │ │ │ │ │ │ │ │ │ │ │ │ │ │ x Margarida d'Orleans
│ │ │ │ │ │ │ │ │ │ │ │ │ │ │ │
│ │ │ │ │ │ │ │ │ │ │ │ │ │ │ ├─>Maria (1424-1477), abadessa 
│ │ │ │ │ │ │ │ │ │ │ │ │ │ │ │
│ │ │ │ │ │ │ │ │ │ │ │ │ │ │ ├─>Isabel (1426-1438)
│ │ │ │ │ │ │ │ │ │ │ │ │ │ │ │
│ │ │ │ │ │ │ │ │ │ │ │ │ │ │ ├─>Caterina (1428-després de 1476)
│ │ │ │ │ │ │ │ │ │ │ │ │ │ │ │ x Guillem de Châlon, príncep d'Orange
│ │ │ │ │ │ │ │ │ │ │ │ │ │ │ │
│ │ │ │ │ │ │ │ │ │ │ │ │ │ │ ├─ > 
Francesc II
 (1435-1488), duc de Bretanya 
│ │ │ │ │ │ │ │ │ │ │ │ │ │ │ │ x 1) Margarida de Bretanya 
│ │ │ │ │ │ │ │ │ │ │ │ │ │ │ │ x 2) Margarida de Foix
│ │ │ │ │ │ │ │ │ │ │ │ │ │ │ │ │
│ │ │ │ │ │ │ │ │ │ │ │ │ │ │ │ ├1>Francesc (1463-1463)
│ │ │ │ │ │ │ │ │ │ │ │ │ │ │ │ │
│ │ │ │ │ │ │ │ │ │ │ │ │ │ │ │ ├2 > 
Anna de Bretanya
 (1477-1514), duquessa de Bretanya 
│ │ │ │ │ │ │ │ │ │ │ │ │ │ │ │ │ x 1) Maximilià de Habsburg, emperador 
│ │ │ │ │ │ │ │ │ │ │ │ │ │ │ │ │ x 2) 
Carles VIII de França

│ │ │ │ │ │ │ │ │ │ │ │ │ │ │ │ │ x 3) 
Lluís XII de França

│ │ │ │ │ │ │ │ │ │ │ │ │ │ │ │ │
│ │ │ │ │ │ │ │ │ │ │ │ │ │ │ │ └2>Isabel (1481-1490)
│ │ │ │ │ │ │ │ │ │ │ │ │ │ │ │
│ │ │ │ │ │ │ │ │ │ │ │ │ │ │ ├─>un fill (1436-1436)
│ │ │ │ │ │ │ │ │ │ │ │ │ │ │ │
│ │ │ │ │ │ │ │ │ │ │ │ │ │ │ ├─>Margarida (1437-després de 1466), monja
│ │ │ │ │ │ │ │ │ │ │ │ │ │ │ │
│ │ │ │ │ │ │ │ │ │ │ │ │ │ │ └─>Magdalena (-1462)
│ │ │ │ │ │ │ │ │ │ │ │ │ │ │
│ │ │ │ │ │ │ │ │ │ │ │ │ │ └3>Blanca (1397-després de 1419)
│ │ │ │ │ │ │ │ │ │ │ │ │ │ x 
Joan IV d'Armanyac

│ │ │ │ │ │ │ │ │ │ │ │ │ │
│ │ │ │ │ │ │ │ │ │ │ │ │ └─>Joana (1341-1399), comtessa de Richemont 
│ │ │ │ │ │ │ │ │ │ │ │ │ x Ralph Basset de Drayton
│ │ │ │ │ │ │ │ │ │ │ │ │
│ │ │ │ │ │ │ │ │ │ │ │ ├2>Beatriu (1295-1384)
│ │ │ │ │ │ │ │ │ │ │ │ │ x 
Guiu X de Laval

│ │ │ │ │ │ │ │ │ │ │ │ │
│ │ │ │ │ │ │ │ │ │ │ │ ├2>Joana (1296-1364)
│ │ │ │ │ │ │ │ │ │ │ │ │ x Robert de Flandes, comte de Marle
│ │ │ │ │ │ │ │ │ │ │ │ │
│ │ │ │ │ │ │ │ │ │ │ │ ├2>Alix (1298-1377)
│ │ │ │ │ │ │ │ │ │ │ │ │ x 
Bucard VI de Vendôme

│ │ │ │ │ │ │ │ │ │ │ │ │
│ │ │ │ │ │ │ │ │ │ │ │ ├2>Blanca (1300-jove)
│ │ │ │ │ │ │ │ │ │ │ │ │
│ │ │ │ │ │ │ │ │ │ │ │ └2>Maria (1302-1371)
│ │ │ │ │ │ │ │ │ │ │ │
│ │ │ │ │ │ │ │ │ │ │ ├─>Joan (1266-1334), comte de Richemont
│ │ │ │ │ │ │ │ │ │ │ │ │
│ │ │ │ │ │ │ │ │ │ │ │ └─>Isabel x Sir Stapylton
│ │ │ │ │ │ │ │ │ │ │ │
│ │ │ │ │ │ │ │ │ │ │ ├─>Maria (1268-1339)
│ │ │ │ │ │ │ │ │ │ │ │ x Guiu III de Châtillon, comte de Saint-Pol
│ │ │ │ │ │ │ │ │ │ │ │
│ │ │ │ │ │ │ │ │ │ │ ├─>Pere (1269-1312), vescomte de Léon
│ │ │ │ │ │ │ │ │ │ │ │
│ │ │ │ │ │ │ │ │ │ │ └─ > 
Blanca de Bretanya
 (1270-1327)
│ │ │ │ │ │ │ │ │ │ │ x 
Felip d'Artois

│ │ │ │ │ │ │ │ │ │ │
│ │ │ │ │ │ │ │ │ │ ├─>Pere (1241-1268) senyor d' Hede
│ │ │ │ │ │ │ │ │ │ │
│ │ │ │ │ │ │ │ │ │ ├─>Alix (1243-1288)
│ │ │ │ │ │ │ │ │ │ │ x Joan I de Châtillon, comte de Saint-Pol
│ │ │ │ │ │ │ │ │ │ │
│ │ │ │ │ │ │ │ │ │ ├─>Tibald (1245-1246)
│ │ │ │ │ │ │ │ │ │ │
│ │ │ │ │ │ │ │ │ │ ├─>Tibald (1247-jove)
│ │ │ │ │ │ │ │ │ │ │
│ │ │ │ │ │ │ │ │ │ ├─>Eleonor (1248-jove)
│ │ │ │ │ │ │ │ │ │ │
│ │ │ │ │ │ │ │ │ │ ├─>Nicolas (1249-1261)
│ │ │ │ │ │ │ │ │ │ │
│ │ │ │ │ │ │ │ │ │ └─>Robert (1251-1259)
│ │ │ │ │ │ │ │ │ │
│ │ │ │ │ │ │ │ │ ├─>Iolanda (1218-1272)
│ │ │ │ │ │ │ │ │ │ x 
Hug XI de Lusignan

│ │ │ │ │ │ │ │ │ │
│ │ │ │ │ │ │ │ │ ├─>Artur (1220-1224)
│ │ │ │ │ │ │ │ │ │

Branca de Machecoul

│ │ │ │ │ │ │ │ │ └─>Oliver I de Machecoul (1231-1279), senyor de Machecoul
│ │ │ │ │ │ │ │ │ x 1) Amícia de Coché
│ │ │ │ │ │ │ │ │ x 2) Eustàquia de 
Vitré

│ │ │ │ │ │ │ │ │ │
│ │ │ │ │ │ │ │ │ ├1>Joan I de Machecoul (1255-1308), senyor de Machecoul
│ │ │ │ │ │ │ │ │ │ x Eustàquia Chabot
│ │ │ │ │ │ │ │ │ │ │
│ │ │ │ │ │ │ │ │ │ ├─>Girard I de Machecoul (1278-1343) senyor de Machecoul
│ │ │ │ │ │ │ │ │ │ │ x Eleonor de Thouars
│ │ │ │ │ │ │ │ │ │ │ │
│ │ │ │ │ │ │ │ │ │ │ ├─>Lluís I de Machecoul (1317-1360) senyor de Machecoul
│ │ │ │ │ │ │ │ │ │ │ │ x 1) Joana de Bauçay
│ │ │ │ │ │ │ │ │ │ │ │ x 2) Ne
│ │ │ │ │ │ │ │ │ │ │ │ │
│ │ │ │ │ │ │ │ │ │ │ │ ├1>Caterina de Machecoul (1344-1410)
│ │ │ │ │ │ │ │ │ │ │ │ │ x Pere de Craon
│ │ │ │ │ │ │ │ │ │ │ │ │
│ │ │ │ │ │ │ │ │ │ │ │ └1>Girard de Machecoul (1349-1350)
│ │ │ │ │ │ │ │ │ │ │ │
│ │ │ │ │ │ │ │ │ │ │ ├─>Joan de Machecoul (1318-1403), senyor de 
Vieillevigne
 (
Loira Atlàntic
) 
│ │ │ │ │ │ │ │ │ │ │ │ x Esquiva de Vivonne
│ │ │ │ │ │ │ │ │ │ │ │ │
│ │ │ │ │ │ │ │ │ │ │ │ ├─>Miló de Machecoul (1345-després de 1397), senyor de 
Vieillevigne
 (Loira Atlàntic) 
│ │ │ │ │ │ │ │ │ │ │ │ │ x Joana Gâtineau
│ │ │ │ │ │ │ │ │ │ │ │ │ │
│ │ │ │ │ │ │ │ │ │ │ │ │ ├─>Girard II de Machecoul (1370-), senyor de 
Vieillevigne
 (Loira Atlàntic) 
│ │ │ │ │ │ │ │ │ │ │ │ │ │ x Marquesa de Penhoët
│ │ │ │ │ │ │ │ │ │ │ │ │ │ │
│ │ │ │ │ │ │ │ │ │ │ │ │ │ ├─>Joan II de Machecoul (1394-1426), senyor de 
Vieillevigne
 (Loira Atlàntic) 
│ │ │ │ │ │ │ │ │ │ │ │ │ │ │ x Joana de Bazauges
│ │ │ │ │ │ │ │ │ │ │ │ │ │ │
│ │ │ │ │ │ │ │ │ │ │ │ │ │ └─>Lluís II de Machecoul (1396-després de 1434), senyor de 
Vieillevigne
 (Loira Atlàntic)
│ │ │ │ │ │ │ │ │ │ │ │ │ │ x Francesca de Châteaubriant
│ │ │ │ │ │ │ │ │ │ │ │ │ │
│ │ │ │ │ │ │ │ │ │ │ │ │ ├─>Plàcida de Machecoul (1372-)
│ │ │ │ │ │ │ │ │ │ │ │ │ │
│ │ │ │ │ │ │ │ │ │ │ │ │ └─>Margarida de Machecoul (1374-1464), senyora de 
Vieillevigne
 (Loira Atlàntic) 
│ │ │ │ │ │ │ │ │ │ │ │ │ x Joan de La Lande
│ │ │ │ │ │ │ │ │ │ │ │ │
│ │ │ │ │ │ │ │ │ │ │ │ └─> Eustaqui de Machecoul (1350-després de 1400) senyor de Volvire
│ │ │ │ │ │ │ │ │ │ │ │
│ │ │ │ │ │ │ │ │ │ │ ├─> Girard de Machecoul (1320-després de 1342)
│ │ │ │ │ │ │ │ │ │ │ │
│ │ │ │ │ │ │ │ │ │ │ ├─>Eleonor de Machecoul (1325-després de 1361)
│ │ │ │ │ │ │ │ │ │ │ │
│ │ │ │ │ │ │ │ │ │ │ ├─>Caterina de Machecoul (1327-)
│ │ │ │ │ │ │ │ │ │ │ │ x Tibald VIII Chabot, senyor de La Grève
│ │ │ │ │ │ │ │ │ │ │ │
│ │ │ │ │ │ │ │ │ │ │ ├─>Margarida de Machecoul (1329-1416)
│ │ │ │ │ │ │ │ │ │ │ │ x Guiu de La Forêt
│ │ │ │ │ │ │ │ │ │ │ │
│ │ │ │ │ │ │ │ │ │ │ └─>Isabel de Machecoul (1332-després de 1352)
│ │ │ │ │ │ │ │ │ │ │ x Guiu de Chemillé
│ │ │ │ │ │ │ │ │ │ │
│ │ │ │ │ │ │ │ │ │ ├─>Joan de Machecoul (1279-1343) 
│ │ │ │ │ │ │ │ │ │ │ x Joana de La Gaisne
│ │ │ │ │ │ │ │ │ │ │
│ │ │ │ │ │ │ │ │ │ ├─>Guillem de Machecoul (1280-després de 1343), sacerdot
│ │ │ │ │ │ │ │ │ │ │
│ │ │ │ │ │ │ │ │ │ ├─>Raül de Machecoul (1281-1358), bisbe d'
Angers

│ │ │ │ │ │ │ │ │ │ │
│ │ │ │ │ │ │ │ │ │ ├─>Lluïsa de Machecoul (1282-1303)
│ │ │ │ │ │ │ │ │ │ │
│ │ │ │ │ │ │ │ │ │ ├─>
filla
 de Machecoul (1283-1342)
│ │ │ │ │ │ │ │ │ │ │
│ │ │ │ │ │ │ │ │ │ ├─> Briant de Machecoul (1284-després de 1350), monja
│ │ │ │ │ │ │ │ │ │ │
│ │ │ │ │ │ │ │ │ │ └─>Isabel de Machecoul (1285-1337) 
│ │ │ │ │ │ │ │ │ │ x Oliver II de Tournemine
│ │ │ │ │ │ │ │ │ │
│ │ │ │ │ │ │ │ │ ├2>Tomassa de Machecoul (1270-després de 1333)
│ │ │ │ │ │ │ │ │ │
│ │ │ │ │ │ │ │ │ ├2> Isabel de Machecoul (1272-1316)
│ │ │ │ │ │ │ │ │ │ x Geoffroy VI de Châteaubriant
│ │ │ │ │ │ │ │ │ │
│ │ │ │ │ │ │ │ │ ├2>Oliver II de Machecoul (1273-1310), senyor de 
Saint-Philbert

│ │ │ │ │ │ │ │ │ │ x Isabel Chabot
│ │ │ │ │ │ │ │ │ │
│ │ │ │ │ │ │ │ │ └2> Anna Lluïsa de Machecoul (1276-1307)
│ │ │ │ │ │ │ │ │ x Guillem de Rieux
│ │ │ │ │ │ │ │ │ 
│ │ │ │ │ │ │ │ ├─>Felipa (1192-1242)
│ │ │ │ │ │ │ │ │ x 
Enric II de Bar

│ │ │ │ │ │ │ │ │ 
│ │ │ │ │ │ │ │ ├─ > 
Enric de Dreux
 (1193-1240), arquebisbe de Reims (1193-1240)
│ │ │ │ │ │ │ │ │ 
│ │ │ │ │ │ │ │ ├─>Agnès (1195-1258)
│ │ │ │ │ │ │ │ │ x Esteve III comte d'Auxonne
│ │ │ │ │ │ │ │ │ 
│ │ │ │ │ │ │ │ ├─>Iolanda (1196-1239)
│ │ │ │ │ │ │ │ │ x 
Raül II de Lusignan
, comte d'Eu
│ │ │ │ │ │ │ │ │ 
│ │ │ │ │ │ │ │ ├─ > 
Joan
 (1198-1239), comte de Mâcon i de Vienne
│ │ │ │ │ │ │ │ │ X Alix, 
comtessa de Mâcon

│ │ │ │ │ │ │ │ │ 
│ │ │ │ │ │ │ │ ├─>Joana (1199-1272) religiosa 
│ │ │ │ │ │ │ │ │ 
│ │ │ │ │ │ │ │ └─>Jofré (1200-1219)
│ │ │ │ │ │ │ │
│ │ │ │ │ │ │ ├3 > 
Enric de Dreux
 (1155-1199), bisbe d'Orleans
│ │ │ │ │ │ │ │
│ │ │ │ │ │ │ ├3>Alix (1156 després de 1217)
│ │ │ │ │ │ │ │ X 
Raül I de Coucy

│ │ │ │ │ │ │ │
│ │ │ │ │ │ │ ├3 > 
Felip
 (1158-1217), bisbe de Beauvais
│ │ │ │ │ │ │ │
│ │ │ │ │ │ │ ├3>Isabel (1160-1239)
│ │ │ │ │ │ │ │ X 
Hug III de Broyes

│ │ │ │ │ │ │ │
│ │ │ │ │ │ │ ├3>Pere (1161-1186)
│ │ │ │ │ │ │ │
│ │ │ │ │ │ │ ├3>Guillem (1163-després de 1189), senyor de Braye, de Torcy i de Chilly
│ │ │ │ │ │ │ │
│ │ │ │ │ │ │ ├3>Joan (1164-després de 1189)
│ │ │ │ │ │ │ │
│ │ │ │ │ │ │ ├3>Mamília (1166-1200)
│ │ │ │ │ │ │ │
│ │ │ │ │ │ │ └3>Margarida (1167-), religiosa

Final de la branca dels Dreux

│ │ │ │ │ │ │
│ │ │ │ │ │ │
│ │ │ │ │ │ ├─ > 
Constança de França
 (1124-1180)
│ │ │ │ │ │ │ x 1) 
Eustaqui IV de Boulogne

│ │ │ │ │ │ │ x 2) 
Ramon V de Tolosa

│ │ │ │ │ │ │
│ │ │ │ │ │ ├─>Felip (1125-1161), arxidiaca a París
│ │ │ │ │ │ │

Inici de la branca de Courtenay
 
(
final de la branca
)

│ │ │ │ │ │ └─ > 
Pere I
 (1126-1183)
│ │ │ │ │ │ x Elisabet de Courtenay (1127-1205), senyora de Courtenay
│ │ │ │ │ │ │
│ │ │ │ │ │ ├─ > 
Pere II
 (1155-1219), emperador llatí de Constantinoble
│ │ │ │ │ │ │ x 1) 
Agnès I
, comtessa de Nevers, d'Auxerre i de Tonnere
│ │ │ │ │ │ │ x 2) 
Iolanda d'Hainaut

│ │ │ │ │ │ │ │
│ │ │ │ │ │ │ ├1 > 
Matilde de Courtenay
 (1188-1257), comtessa de Nevers, d'Auxerre i de Tonnere
│ │ │ │ │ │ │ │ x 1) 
Hervé IV de Donzy

│ │ │ │ │ │ │ │ x 2) 
Guigó IV de Forez

│ │ │ │ │ │ │ │
│ │ │ │ │ │ │ ├2 > 
Margarida
 (1194-1270)
│ │ │ │ │ │ │ │ x 1) 
Raül de Lusignan
, comte d'Issoudun
│ │ │ │ │ │ │ │ x 2) Enric, senyor de Vianden
│ │ │ │ │ │ │ │
│ │ │ │ │ │ │ ├2 > 
Felip II
 (1195-1266), marcgravi de Namur
│ │ │ │ │ │ │ │
│ │ │ │ │ │ │ ├2>Sibilla (1197-1210), monja
│ │ │ │ │ │ │ │
│ │ │ │ │ │ │ ├2>Elisabet (1199-després de 1269)
│ │ │ │ │ │ │ │ x 1) Gaucher, comte de Bar sur Seine
│ │ │ │ │ │ │ │ x 2) Eudes de Borgonya, senyor de Montaigu
│ │ │ │ │ │ │ │
│ │ │ │ │ │ │ ├2>Iolanda (1200-1233)
│ │ │ │ │ │ │ │ x 
Andreu II d'Hongria

│ │ │ │ │ │ │ │
│ │ │ │ │ │ │ ├2 > 
Robert I
 (1201-1228), emperador llatí de Constantinoble
│ │ │ │ │ │ │ │
│ │ │ │ │ │ │ ├2>Agnès (1202-després de 1247)
│ │ │ │ │ │ │ │ x 
Godofreu II d'Acaia
, príncep de Morea
│ │ │ │ │ │ │ │
│ │ │ │ │ │ │ ├2>Maria (1204-1222)
│ │ │ │ │ │ │ │ x 
Teodor I Làscaris

│ │ │ │ │ │ │ │
│ │ │ │ │ │ │ ├2 > 
Enric II de Courtenay-Namur
 (1206-1229)
│ │ │ │ │ │ │ │
│ │ │ │ │ │ │ ├2>Eleonor (1208-1230)
│ │ │ │ │ │ │ │ x Felip I de Montfort, senyor de Castres
│ │ │ │ │ │ │ │
│ │ │ │ │ │ │ ├2>Constança (1210-), monja a Fontrevault
│ │ │ │ │ │ │ │
│ │ │ │ │ │ │ └2 > 
Balduí II
 (1218-1273), emperador llatí de Constantinoble
│ │ │ │ │ │ │ x Maria de Brienne
│ │ │ │ │ │ │ │
│ │ │ │ │ │ │ └─ > 
Felip
 (1243-1283)
│ │ │ │ │ │ │ x Beatriu de Nàpols
│ │ │ │ │ │ │ │
│ │ │ │ │ │ │ └─ > 
Caterina

│ │ │ │ │ │ │ x 
Carles de Valois

│ │ │ │ │ │ │
│ │ │ │ │ │ ├─>Ne (1158-)
│ │ │ │ │ │ │ x Eudes de la Marca
│ │ │ │ │ │ │
│ │ │ │ │ │ ├─>Alícia de Courtenay (1160-1218)
│ │ │ │ │ │ │ x 1) Guillem de Joigny
│ │ │ │ │ │ │ x 2) 
Aimar Tallaferro

│ │ │ │ │ │ │
│ │ │ │ │ │ ├─>Eustàquia (1164-1235)
│ │ │ │ │ │ │ x 1) Guillem de Brienne, senyor de Ramerupt
│ │ │ │ │ │ │ x 2) Guillem I de Champlitte, príncep d'Acaia
│ │ │ │ │ │ │ x 3) 
Guillem I de Sancerre
, comte de Sancerre
│ │ │ │ │ │ │
│ │ │ │ │ │ ├─>Clemència
│ │ │ │ │ │ │ x Guiu VI, vescomte de Thouars
│ │ │ │ │ │ │

Branca de Champigneules

│ │ │ │ │ │ ├─>Robert (1168-1239), senyor de Champignelles-en-Puisaye
│ │ │ │ │ │ │ x 1) Constança de Toucy
│ │ │ │ │ │ │ x 2) Mafalda de Mehun-sur-Yevre
│ │ │ │ │ │ │ │
│ │ │ │ │ │ │ ├1>Clemència(1202-1250)
│ │ │ │ │ │ │ │ x Joan II del Donjon
│ │ │ │ │ │ │ │
│ │ │ │ │ │ │ ├1>Agnès (1204-)
│ │ │ │ │ │ │ │ x Raül del Fresne
│ │ │ │ │ │ │ │
│ │ │ │ │ │ │ ├2>Blanca (1217-)
│ │ │ │ │ │ │ │ x Lluís I, comte de Sancerre
│ │ │ │ │ │ │ │
│ │ │ │ │ │ │ ├2>Pere (1218-1250), senyor de Conches i de Mehun
│ │ │ │ │ │ │ │ x Peronella de Joigny
│ │ │ │ │ │ │ │ │
│ │ │ │ │ │ │ │ └─ > 
Amícia
 (1250-1275)
│ │ │ │ │ │ │ │ x 
Robert II d'Artois

│ │ │ │ │ │ │ │
│ │ │ │ │ │ │ ├2>Isabel (1219-1257)
│ │ │ │ │ │ │ │ x 1) Renald II de Montfaucon
│ │ │ │ │ │ │ │ x 2) 
Joan I de Borgonya
, comte de Châlon
│ │ │ │ │ │ │ │
│ │ │ │ │ │ │ ├2>Felip (1221-1246), senyor de Champignelles
│ │ │ │ │ │ │ │
│ │ │ │ │ │ │ ├2>Raül (1223-1271), senyor d'Illiers en Auxerreois, comte de Chieti
│ │ │ │ │ │ │ │ x Alix de Montfort, comtessa de Bigorra
│ │ │ │ │ │ │ │ │
│ │ │ │ │ │ │ │ └2>Mafalda (1254-1303)
│ │ │ │ │ │ │ │ x Felip de Dampierre, comte de Teano
│ │ │ │ │ │ │ │
│ │ │ │ │ │ │ ├2 > 
Robert de Courtenay
 (1224-1279), bisbe d'Orleans
│ │ │ │ │ │ │ │
│ │ │ │ │ │ │ ├2 > 
Joan
 (1226-1271), arquebisbe de Reims
│ │ │ │ │ │ │ │
│ │ │ │ │ │ │ └2>Guillem (1228-1280), senyor de Champignelles
│ │ │ │ │ │ │ x 1) Margarida de Borgonya-Auxonne
│ │ │ │ │ │ │ x 2) Agnès de Toucy
│ │ │ │ │ │ │ │
│ │ │ │ │ │ │ ├1 > 
Robert
 (1251-1324), arquebisbe de Reims
│ │ │ │ │ │ │ │
│ │ │ │ │ │ │ ├1>Isabel (1253-1296)
│ │ │ │ │ │ │ │ x Guillem de Dampierre, senyor de Bessay
│ │ │ │ │ │ │ │
│ │ │ │ │ │ │ ├1>Margarida (1256-després de 1290)
│ │ │ │ │ │ │ │ x 1) Raül d'Estrées
│ │ │ │ │ │ │ │ x 2) Renald de Trie
│ │ │ │ │ │ │ │
│ │ │ │ │ │ │ ├1>Pere (1259-1290)
│ │ │ │ │ │ │ │
│ │ │ │ │ │ │ └2>Joan I (1265-1318), senyor de Champignelles
│ │ │ │ │ │ │ x Joana de Sancerre
│ │ │ │ │ │ │ │
│ │ │ │ │ │ │ ├─>Joan II (1291-1334), senyor de Champignelles
│ │ │ │ │ │ │ │ x Margarida de Saint-Verain
│ │ │ │ │ │ │ │ │
│ │ │ │ │ │ │ │ ├─>Alix (1329-1370)
│ │ │ │ │ │ │ │ │ x Erard de Thianges
│ │ │ │ │ │ │ │ │
│ │ │ │ │ │ │ │ ├─>Joan III (1330-1392), senyor de Champignelles
│ │ │ │ │ │ │ │ │ x Margarida de Thianges
│ │ │ │ │ │ │ │ │
│ │ │ │ │ │ │ │ └─>Pere II (1334-1394), senyor de Champignelles
│ │ │ │ │ │ │ │ x Agnès de Mehun
│ │ │ │ │ │ │ │ │
│ │ │ │ │ │ │ │ ├─>Pere III (1377-1411), senyor de Champignelles
│ │ │ │ │ │ │ │ │ x Joana de Châtillon-sur-Loing
│ │ │ │ │ │ │ │ │ │
│ │ │ │ │ │ │ │ │ └─>Joan IV (1410-1472)
│ │ │ │ │ │ │ │ │ x 1) Isabel de Châtillon-sur-Marne
│ │ │ │ │ │ │ │ │ x 2) Margarida de Longval
│ │ │ │ │ │ │ │ │
│ │ │ │ │ │ │ │ ├─>Maria (1373-després de 1409)
│ │ │ │ │ │ │ │ │ x Guillem de la Grange
│ │ │ │ │ │ │ │ │
│ │ │ │ │ │ │ │ ├─>Agnès (1375-després de 1414)
│ │ │ │ │ │ │ │ │ x 1) Hug d'Autry
│ │ │ │ │ │ │ │ │ x 2) Joan de Saint-Julien
│ │ │ │ │ │ │ │ │
│ │ │ │ │ │ │ │ ├─>Joan I (1379-1460), senyor de Bleneau
│ │ │ │ │ │ │ │ │ x Caterina de l'Hopital
│ │ │ │ │ │ │ │ │ │
│ │ │ │ │ │ │ │ │ ├─>Joan II (1425-1480), senyor de Bleneau
│ │ │ │ │ │ │ │ │ │ x Margarida de Boucard
│ │ │ │ │ │ │ │ │ │ │
│ │ │ │ │ │ │ │ │ │ ├─>Margarida (1459-després de 1479) monja 
│ │ │ │ │ │ │ │ │ │ │
│ │ │ │ │ │ │ │ │ │ ├─>Lluïsa (1460-després de 1510)
│ │ │ │ │ │ │ │ │ │ │ x Claudi de Chamigny
│ │ │ │ │ │ │ │ │ │ │
│ │ │ │ │ │ │ │ │ │ ├─>Antonieta (1462-després de 1485)
│ │ │ │ │ │ │ │ │ │ │ x Joan de Longeau
│ │ │ │ │ │ │ │ │ │ │
│ │ │ │ │ │ │ │ │ │ └─>Joan III (1465-1511), senyor de Bléneau
│ │ │ │ │ │ │ │ │ │ x 1) Caterina de Boulainvilliers
│ │ │ │ │ │ │ │ │ │ x 2) Magdalena de Plancy
│ │ │ │ │ │ │ │ │ │ │
│ │ │ │ │ │ │ │ │ │ ├2>Francesc I (1495-1561), senyor de Bléneau
│ │ │ │ │ │ │ │ │ │ │ x 1) Margarida de La Barre
│ │ │ │ │ │ │ │ │ │ │ x 2) Edmée de Quinquet
│ │ │ │ │ │ │ │ │ │ │ │
│ │ │ │ │ │ │ │ │ │ │ ├1>Francesca (1538-després de 1566) 
│ │ │ │ │ │ │ │ │ │ │ │ x Antoni de Linières
│ │ │ │ │ │ │ │ │ │ │ │
│ │ │ │ │ │ │ │ │ │ │ ├1>Margarida (1540-jove)
│ │ │ │ │ │ │ │ │ │ │ │
│ │ │ │ │ │ │ │ │ │ │ ├2>Susana (1548-després de 1584) 
│ │ │ │ │ │ │ │ │ │ │ │ x Joaquim de Chastenay
│ │ │ │ │ │ │ │ │ │ │ │
│ │ │ │ │ │ │ │ │ │ │ ├2>Gaspar (1550-1609), senyor de Bléneau
│ │ │ │ │ │ │ │ │ │ │ │ x 1) Edmée del Chesnay
│ │ │ │ │ │ │ │ │ │ │ │ x 2) Lluís d'Orleans
│ │ │ │ │ │ │ │ │ │ │ │ │
│ │ │ │ │ │ │ │ │ │ │ │ ├1>Joana (1573-1638), priora a Montargis
│ │ │ │ │ │ │ │ │ │ │ │ │
│ │ │ │ │ │ │ │ │ │ │ │ ├1>Francesc II (1575-1602)
│ │ │ │ │ │ │ │ │ │ │ │ │
│ │ │ │ │ │ │ │ │ │ │ │ ├1>Edmé (1577-1640), senyor de Bléneau 
│ │ │ │ │ │ │ │ │ │ │ │ │ x Caterina del Sart-de-Thury
│ │ │ │ │ │ │ │ │ │ │ │ │ │
│ │ │ │ │ │ │ │ │ │ │ │ │ ├─>Isabel Angèlica (1601-), monja
│ │ │ │ │ │ │ │ │ │ │ │ │ │
│ │ │ │ │ │ │ │ │ │ │ │ │ └─>Gaspar II (1602-1655), senyor de Bléneau
│ │ │ │ │ │ │ │ │ │ │ │ │ x Magdalena de Châtillon
│ │ │ │ │ │ │ │ │ │ │ │ │
│ │ │ │ │ │ │ │ │ │ │ │ ├1>Edmée (1580-1641), priora à Montargis
│ │ │ │ │ │ │ │ │ │ │ │ │
│ │ │ │ │ │ │ │ │ │ │ │ ├1>Claudi (1582-1612) 
│ │ │ │ │ │ │ │ │ │ │ │ │ x Antoni de Brenne
│ │ │ │ │ │ │ │ │ │ │ │ │
│ │ │ │ │ │ │ │ │ │ │ │ └1>Gaspara (1585-després de 1636) 
│ │ │ │ │ │ │ │ │ │ │ │ x 1) Claudi de Bigny 
│ │ │ │ │ │ │ │ │ │ │ │ x 2) Jaume de Bossu 
│ │ │ │ │ │ │ │ │ │ │ │ x 3) Pau de Thianges
│ │ │ │ │ │ │ │ │ │ │ │
│ │ │ │ │ │ │ │ │ │ │ ├2>Odet (1552-després de 1595) senyor de Parc-Viel
│ │ │ │ │ │ │ │ │ │ │ │
│ │ │ │ │ │ │ │ │ │ │ ├2>Magdalena (1555-després de 1599) 
│ │ │ │ │ │ │ │ │ │ │ │ x Jaume de Lenfernat
│ │ │ │ │ │ │ │ │ │ │ │
│ │ │ │ │ │ │ │ │ │ │ ├2>Carles (1557-)
│ │ │ │ │ │ │ │ │ │ │ │
│ │ │ │ │ │ │ │ │ │ │ ├2>Joan (1559-després de 1624) senyor de Salles i de Coudray 
│ │ │ │ │ │ │ │ │ │ │ │ x Magdalena de Preuilly
│ │ │ │ │ │ │ │ │ │ │ │ │
│ │ │ │ │ │ │ │ │ │ │ │ ├2>Jaume (1606-)
│ │ │ │ │ │ │ │ │ │ │ │ │
│ │ │ │ │ │ │ │ │ │ │ │ ├2>Magdalena (1607-)
│ │ │ │ │ │ │ │ │ │ │ │ │ x Adrià de Gentils
│ │ │ │ │ │ │ │ │ │ │ │ │
│ │ │ │ │ │ │ │ │ │ │ │ └2>Joana (1609-)
│ │ │ │ │ │ │ │ │ │ │ │
│ │ │ │ │ │ │ │ │ │ │ └2>Maria Elisabet (1560-després de 1595) 
│ │ │ │ │ │ │ │ │ │ │ x Francesc de Loron
│ │ │ │ │ │ │ │ │ │ │
│ │ │ │ │ │ │ │ │ │ ├2>Felip (1497-1547), abat de Lauroy
│ │ │ │ │ │ │ │ │ │ │
│ │ │ │ │ │ │ │ │ │ ├2>Edmé (1501-1553), senyor de Villars
│ │ │ │ │ │ │ │ │ │ │ x Vendelina de Nicey
│ │ │ │ │ │ │ │ │ │ │ │
│ │ │ │ │ │ │ │ │ │ │ └─>una filla (1532-1552)
│ │ │ │ │ │ │ │ │ │ │
│ │ │ │ │ │ │ │ │ │ ├2>Joan (1505-), cavaller de Malta
│ │ │ │ │ │ │ │ │ │ │
│ │ │ │ │ │ │ │ │ │ └2>Antonieta (1510-després de 1550)
│ │ │ │ │ │ │ │ │ │ x Francesc de Monceau
│ │ │ │ │ │ │ │ │ │
│ │ │ │ │ │ │ │ │ ├─>Guillem de Courtenay (1427-després de 1485), senyor de Coquetaine-en-Brie
│ │ │ │ │ │ │ │ │ │ x Antonieta des Marquets
│ │ │ │ │ │ │ │ │ │
│ │ │ │ │ │ │ │ │ ├─>Pere (1429-1504), senyor de la Ferté-Loupière
│ │ │ │ │ │ │ │ │ │ │
│ │ │ │ │ │ │ │ │ │ ├─>Hèctor (1475-1549), senyor de la Ferté-Loupière 
│ │ │ │ │ │ │ │ │ │ │ x Claudi d'Ancienville
│ │ │ │ │ │ │ │ │ │ │ │
│ │ │ │ │ │ │ │ │ │ │ ├─>Renat (1510-1562), senyor de la Ferté-Loupière 
│ │ │ │ │ │ │ │ │ │ │ │ x Anna de la Magdeleine
│ │ │ │ │ │ │ │ │ │ │ │
│ │ │ │ │ │ │ │ │ │ │ ├─>Felip (1512-1552) senyor de la Villeneuve
│ │ │ │ │ │ │ │ │ │ │ │
│ │ │ │ │ │ │ │ │ │ │ ├─>Joana (1514-després de 1597) 
│ │ │ │ │ │ │ │ │ │ │ │ x 1) Felip de Saint-Phalle
│ │ │ │ │ │ │ │ │ │ │ │ x 2) Tita de Castelnau
│ │ │ │ │ │ │ │ │ │ │ │ x 3) Francesc de Verneuil
│ │ │ │ │ │ │ │ │ │ │ │
│ │ │ │ │ │ │ │ │ │ │ ├─>Barba (1515-després de 1550)
│ │ │ │ │ │ │ │ │ │ │ │ x 1) Felip de Boisserans
│ │ │ │ │ │ │ │ │ │ │ │ x 2) Gil de Coullon
│ │ │ │ │ │ │ │ │ │ │ │
│ │ │ │ │ │ │ │ │ │ │ ├─>Maria (1517-després de 1565)
│ │ │ │ │ │ │ │ │ │ │ │ x Joan de Sailly
│ │ │ │ │ │ │ │ │ │ │ │
│ │ │ │ │ │ │ │ │ │ │ └─>Carlota (1520-després de 1565)
│ │ │ │ │ │ │ │ │ │ │ x 1) Joan des Marins
│ │ │ │ │ │ │ │ │ │ │ x 2) Julià de Condé
│ │ │ │ │ │ │ │ │ │ │ x 3) Nicolau de la Creix
│ │ │ │ │ │ │ │ │ │ │
│ │ │ │ │ │ │ │ │ │ ├─>Joan (1477-1534), senyor de Chevillon 
│ │ │ │ │ │ │ │ │ │ │ x Louette Le Chantier
│ │ │ │ │ │ │ │ │ │ │ │
│ │ │ │ │ │ │ │ │ │ │ ├─>Jaume (1515-1557), senyor de Chevillon
│ │ │ │ │ │ │ │ │ │ │ │
│ │ │ │ │ │ │ │ │ │ │ ├─>Marta (1517-després de 1545)
│ │ │ │ │ │ │ │ │ │ │ │ x Marc-Eduard de Giverlay
│ │ │ │ │ │ │ │ │ │ │ │
│ │ │ │ │ │ │ │ │ │ │ └─>Guillem (1520-1592) senyor de Chevillon 
│ │ │ │ │ │ │ │ │ │ │ x Margarida Fretel
│ │ │ │ │ │ │ │ │ │ │ │
│ │ │ │ │ │ │ │ │ │ │ ├─>Francesc (1555-jove)
│ │ │ │ │ │ │ │ │ │ │ │
│ │ │ │ │ │ │ │ │ │ │ ├─>Jaume II (1556-1617) senyor de Chevillon
│ │ │ │ │ │ │ │ │ │ │ │
│ │ │ │ │ │ │ │ │ │ │ ├─>Renat (1561-després de 1638) abat 
│ │ │ │ │ │ │ │ │ │ │ │
│ │ │ │ │ │ │ │ │ │ │ ├─>Joan II (1566-1639) senyor de Chevillon
│ │ │ │ │ │ │ │ │ │ │ │ │
│ │ │ │ │ │ │ │ │ │ │ │ ├─>Magdalena (1601-1670)
│ │ │ │ │ │ │ │ │ │ │ │ │
│ │ │ │ │ │ │ │ │ │ │ │ ├─>Amícia (1606-després de 1650)
│ │ │ │ │ │ │ │ │ │ │ │ │ x Jaume del Belloy
│ │ │ │ │ │ │ │ │ │ │ │ │
│ │ │ │ │ │ │ │ │ │ │ │ ├─>Lluís I (1610-1672), senyor de Chevillon
│ │ │ │ │ │ │ │ │ │ │ │ │ x Lucrècia Cristina de Césy
│ │ │ │ │ │ │ │ │ │ │ │ │ │
│ │ │ │ │ │ │ │ │ │ │ │ │ ├─>Gabriela Carlota (1639-1652)
│ │ │ │ │ │ │ │ │ │ │ │ │ │
│ │ │ │ │ │ │ │ │ │ │ │ │ ├─>Lluís-Carles (1640-1723), senyor de Chevillon
│ │ │ │ │ │ │ │ │ │ │ │ │ │ x 1) Maria de Lameth
│ │ │ │ │ │ │ │ │ │ │ │ │ │ x 2) Maria Elena de Besançon
│ │ │ │ │ │ │ │ │ │ │ │ │ │ │
│ │ │ │ │ │ │ │ │ │ │ │ │ │ ├1>Lluís Gastó (1669-1691)
│ │ │ │ │ │ │ │ │ │ │ │ │ │ │
│ │ │ │ │ │ │ │ │ │ │ │ │ │ ├1>Carles Roger (1671-1730), senyor de Chevillon
│ │ │ │ │ │ │ │ │ │ │ │ │ │ │ x Maria de Bretanya 
│ │ │ │ │ │ │ │ │ │ │ │ │ │ │
│ │ │ │ │ │ │ │ │ │ │ │ │ │ ├1>un fill (1676-1676)
│ │ │ │ │ │ │ │ │ │ │ │ │ │ │
│ │ │ │ │ │ │ │ │ │ │ │ │ │ └2>Elena (1689-1768)
│ │ │ │ │ │ │ │ │ │ │ │ │ │ x Lluís-Benigne de Bauffremont
│ │ │ │ │ │ │ │ │ │ │ │ │ │
│ │ │ │ │ │ │ │ │ │ │ │ │ ├─>Cristina (1641-)
│ │ │ │ │ │ │ │ │ │ │ │ │ │
│ │ │ │ │ │ │ │ │ │ │ │ │ ├─>Lucrècia (1643-), monja à Sens
│ │ │ │ │ │ │ │ │ │ │ │ │ │
│ │ │ │ │ │ │ │ │ │ │ │ │ ├─>un fill (1644-1645)
│ │ │ │ │ │ │ │ │ │ │ │ │ │
│ │ │ │ │ │ │ │ │ │ │ │ │ ├─>Roger (1647-1733), abat a Auxerre
│ │ │ │ │ │ │ │ │ │ │ │ │ │
│ │ │ │ │ │ │ │ │ │ │ │ │ └─>Joan Armand (1652-1677)
│ │ │ │ │ │ │ │ │ │ │ │ │
│ │ │ │ │ │ │ │ │ │ │ │ └─>Robert (1619-després de 1647)
│ │ │ │ │ │ │ │ │ │ │ │
│ │ │ │ │ │ │ │ │ │ │ └─>Caterina (1568-després de 1600)
│ │ │ │ │ │ │ │ │ │ │ x Edme de Chevry
│ │ │ │ │ │ │ │ │ │ │
│ │ │ │ │ │ │ │ │ │ ├─>Carles (1480-1511), senyor de Bontin
│ │ │ │ │ │ │ │ │ │ │
│ │ │ │ │ │ │ │ │ │ ├─>Edmée (1483-1561) 
│ │ │ │ │ │ │ │ │ │ │ x Guillaume de Quinquet
│ │ │ │ │ │ │ │ │ │ │ │
│ │ │ │ │ │ │ │ │ │ │ └─>
Edmée de Quinquet

│ │ │ │ │ │ │ │ │ │ │ x Francesc I de Courtenay (1495-1561), senyor de Bléneau
│ │ │ │ │ │ │ │ │ │ │
│ │ │ │ │ │ │ │ │ │ ├─>Lluís I (1485-1540), senyor de la Ville-au-Tartre
│ │ │ │ │ │ │ │ │ │ │ x Carlota del Mesnil-Simon
│ │ │ │ │ │ │ │ │ │ │ │
│ │ │ │ │ │ │ │ │ │ │ ├─>Barba (1524-) 
│ │ │ │ │ │ │ │ │ │ │ │ x 1) Felip de Saint-Phale 
│ │ │ │ │ │ │ │ │ │ │ │ x 2) Francesc de Thianges
│ │ │ │ │ │ │ │ │ │ │ │
│ │ │ │ │ │ │ │ │ │ │ ├─>Francesc (1526-1578) senyor de Boutin
│ │ │ │ │ │ │ │ │ │ │ │ x Lluïsa de Jaucourt
│ │ │ │ │ │ │ │ │ │ │ │ │
│ │ │ │ │ │ │ │ │ │ │ │ ├─>Francesca (1558-després de 1583)
│ │ │ │ │ │ │ │ │ │ │ │ │ x Guiu de Bethune, senyor de Mareuil
│ │ │ │ │ │ │ │ │ │ │ │ │
│ │ │ │ │ │ │ │ │ │ │ │ └─>Anna (1564-1589)
│ │ │ │ │ │ │ │ │ │ │ │ x Maximilià de Béthune, duc de Sully
│ │ │ │ │ │ │ │ │ │ │ │
│ │ │ │ │ │ │ │ │ │ │ ├─>Lluís II (1527-1565) senyor de Bontin
│ │ │ │ │ │ │ │ │ │ │ │
│ │ │ │ │ │ │ │ │ │ │ └─>Joana (1529-després de 1583)
│ │ │ │ │ │ │ │ │ │ │ x Francesc de Rochefort
│ │ │ │ │ │ │ │ │ │ │
│ │ │ │ │ │ │ │ │ │ ├─>Pere (1487-1525), senyor de Martroy
│ │ │ │ │ │ │ │ │ │ │
│ │ │ │ │ │ │ │ │ │ ├─>Edme (1489-1516), senyor de Frauville
│ │ │ │ │ │ │ │ │ │ │
│ │ │ │ │ │ │ │ │ │ └─>Blanca (1492-després de 1552) 
│ │ │ │ │ │ │ │ │ │ x Marc de Mathelan
│ │ │ │ │ │ │ │ │ │
│ │ │ │ │ │ │ │ │ ├─>Agnès (1431-després de 1482) 
│ │ │ │ │ │ │ │ │ │ x Joan de Pierre -es-Champs
│ │ │ │ │ │ │ │ │ │
│ │ │ │ │ │ │ │ │ ├─>Pere (1433-1461), senyor d'Arrablay
│ │ │ │ │ │ │ │ │ │
│ │ │ │ │ │ │ │ │ ├─>Carles (1434-1488), senyor d'Arrablay 
│ │ │ │ │ │ │ │ │ │ x Joana de Chéry
│ │ │ │ │ │ │ │ │ │ │
│ │ │ │ │ │ │ │ │ │ ├─>Francesc (1485-després de 1540), senyor d'Arrablay 
│ │ │ │ │ │ │ │ │ │ │ x Francesca de Menipeny
│ │ │ │ │ │ │ │ │ │ │ │
│ │ │ │ │ │ │ │ │ │ │ └─>Gilberta (1521-després de 1590) 
│ │ │ │ │ │ │ │ │ │ │ x Francesc de Champigny
│ │ │ │ │ │ │ │ │ │ │
│ │ │ │ │ │ │ │ │ │ └─>Joana (1487-) 
│ │ │ │ │ │ │ │ │ │ x Joan de Guerchy
│ │ │ │ │ │ │ │ │ │
│ │ │ │ │ │ │ │ │ ├─>Isabel (1436-després de 1461) 
│ │ │ │ │ │ │ │ │ │ x Joan des Fours
│ │ │ │ │ │ │ │ │ │
│ │ │ │ │ │ │ │ │ └─>Caterina (1440-després de 1510) 
│ │ │ │ │ │ │ │ │ x Simó d'Ache,senyor de Serquigny
│ │ │ │ │ │ │ │ │
│ │ │ │ │ │ │ │ └─>Anna (1385-després de 1415)
│ │ │ │ │ │ │ │

Branca de la Ferté Loupière

│ │ │ │ │ │ │ ├─>Felip (1292-1346), senyor de la Ferté-Loupière
│ │ │ │ │ │ │ │ x 1) Margarida d'Arrablay
│ │ │ │ │ │ │ │ x 2) Alix Mannessier
│ │ │ │ │ │ │ │ │
│ │ │ │ │ │ │ │ ├1>Margarida (1326-)
│ │ │ │ │ │ │ │ │ x Raül de Senlis
│ │ │ │ │ │ │ │ │
│ │ │ │ │ │ │ │ ├1>Joana (1345-després de 1455)
│ │ │ │ │ │ │ │ │ x Gaucher de Bruillart
│ │ │ │ │ │ │ │ │
│ │ │ │ │ │ │ │ └2>Joan I (1346-1412), senyor de la Ferté-Loupière
│ │ │ │ │ │ │ │ x 1) Peronella de Manchecourt
│ │ │ │ │ │ │ │ x 2) Anna de Thianges
│ │ │ │ │ │ │ │ │
│ │ │ │ │ │ │ │ └─>Joan II (1388-1438), senyor de la Ferté-Loupière
│ │ │ │ │ │ │ │ │
│ │ │ │ │ │ │ │ ├─>Joana (1421-després de 1455)
│ │ │ │ │ │ │ │ │ x Guiu de Gournay
│ │ │ │ │ │ │ │ │
│ │ │ │ │ │ │ │ └─>Michelle (1423-després de 1455)
│ │ │ │ │ │ │ │ x Michel Bourdin
│ │ │ │ │ │ │ │
│ │ │ │ │ │ │ ├─>Margarida (1294-després de 1335)
│ │ │ │ │ │ │ │ x Robert de Châtillon en Bazois
│ │ │ │ │ │ │ │
│ │ │ │ │ │ │ ├─>Robert (1296-1331), monjo
│ │ │ │ │ │ │ │
│ │ │ │ │ │ │ ├─>Joana (1298-després de 1318)
│ │ │ │ │ │ │ │
│ │ │ │ │ │ │ ├─>Guillem (1299-després de 1331), consenyora de Reims
│ │ │ │ │ │ │ │
│ │ │ │ │ │ │ ├─>Esteve (1305-1348), sacerdot
│ │ │ │ │ │ │ │

Branca d'Autry

│ │ │ │ │ │ │ └─>Pere (1305-1348), senyor d'Autry
│ │ │ │ │ │ │ x Margarida de la Louptière-sur-Toulon
│ │ │ │ │ │ │ │
│ │ │ │ │ │ │ ├─>Joana (1338-després de 1362)
│ │ │ │ │ │ │ │ x Joan de Beaumont, senyor de Coudray
│ │ │ │ │ │ │ │
│ │ │ │ │ │ │ ├─>Isabel (1340-)
│ │ │ │ │ │ │ │ x 1) Guillem de Reigny
│ │ │ │ │ │ │ │ x 2) Enriqueta Eullet
│ │ │ │ │ │ │ │ x 3) Pere de la Tour
│ │ │ │ │ │ │ │
│ │ │ │ │ │ │ └─>Joana (1342-)
│ │ │ │ │ │ │

Branca de Tanlay

│ │ │ │ │ │ ├─>Guillem (1172-1248), senyor de Tanlay
│ │ │ │ │ │ │ x 1) Adelina de Noyers, senyora de Tanlay
│ │ │ │ │ │ │ x 2) Nicolau
│ │ │ │ │ │ │ │
│ │ │ │ │ │ │ ├1>Robert I (1205-1260), senyor de Tanlay
│ │ │ │ │ │ │ │ x 1) Margarida de Mello
│ │ │ │ │ │ │ │ x 2) Margarida de Ravières
│ │ │ │ │ │ │ │ │
│ │ │ │ │ │ │ │ ├1>Maria (1228-1282)
│ │ │ │ │ │ │ │ │ x Guillem de Joinville
│ │ │ │ │ │ │ │ │
│ │ │ │ │ │ │ │ └1>Joan I (1230-1285), senyor de Tanlay
│ │ │ │ │ │ │ │ x Margarida de Plancey 
│ │ │ │ │ │ │ │ │
│ │ │ │ │ │ │ │ ├─>Maria (1258-després de 1306)
│ │ │ │ │ │ │ │ │ x Guiu de Montréal
│ │ │ │ │ │ │ │ │
│ │ │ │ │ │ │ │ ├─>Robert II (1260-1310), senyor de Tanlay
│ │ │ │ │ │ │ │ │ x Agnès de Saint-Yon
│ │ │ │ │ │ │ │ │ │
│ │ │ │ │ │ │ │ │ ├─>Guillem II (1285-), senyor de Tanlay
│ │ │ │ │ │ │ │ │ │ x Agnès de Mornay
│ │ │ │ │ │ │ │ │ │ │
│ │ │ │ │ │ │ │ │ │ ├─>Robert III (1307-1346), senyor de Tanlay
│ │ │ │ │ │ │ │ │ │ │ x Laura de Bordeaux
│ │ │ │ │ │ │ │ │ │ │
│ │ │ │ │ │ │ │ │ │ ├─>Joan II (1308-1342), senyor de Tanlay
│ │ │ │ │ │ │ │ │ │ │ x Odette de Pleepape
│ │ │ │ │ │ │ │ │ │ │
│ │ │ │ │ │ │ │ │ │ └─>Felip II (1320-1384), senyor de Tanlay
│ │ │ │ │ │ │ │ │ │ x Filibert de Châteauneuf
│ │ │ │ │ │ │ │ │ │ │
│ │ │ │ │ │ │ │ │ │ ├─>Pere (1352-1383)
│ │ │ │ │ │ │ │ │ │ │
│ │ │ │ │ │ │ │ │ │ ├─>Joana (1354-1404)
│ │ │ │ │ │ │ │ │ │ │ x 1) Joan de Champigny
│ │ │ │ │ │ │ │ │ │ │ x 2) Hug Postel, senyor d'Ailly
│ │ │ │ │ │ │ │ │ │ │
│ │ │ │ │ │ │ │ │ │ ├─>Esteve (1356-1383), senyor de Ravières
│ │ │ │ │ │ │ │ │ │ │ x 1) Joana de Marmeaux
│ │ │ │ │ │ │ │ │ │ │ x 2) Margarida de Thianges
│ │ │ │ │ │ │ │ │ │ │ │
│ │ │ │ │ │ │ │ │ │ │ └1>Joana (1377-1404), senyora de Tanlay
│ │ │ │ │ │ │ │ │ │ │ x 1) Guillem de Blaisy
│ │ │ │ │ │ │ │ │ │ │ x 2) Robert de Chaslus
│ │ │ │ │ │ │ │ │ │ │
│ │ │ │ │ │ │ │ │ │ └─>Alixant (1358-després de 1409) abadessa de Nostra Senyora de Crisenon
│ │ │ │ │ │ │ │ │ │
│ │ │ │ │ │ │ │ │ ├─>Agnès (1289-després de 1315)
│ │ │ │ │ │ │ │ │ │ x Robert de Rochefort
│ │ │ │ │ │ │ │ │ │
│ │ │ │ │ │ │ │ │ └─>Felip (1292-després de 1315), prior
│ │ │ │ │ │ │ │ │
│ │ │ │ │ │ │ │ ├─>Esteve (1262-després de 1332), senyor de Tanerre
│ │ │ │ │ │ │ │ │ x Magdalena de Valéry
│ │ │ │ │ │ │ │ │
│ │ │ │ │ │ │ │ ├─>Felip (1264-1300), senyor de Ravières
│ │ │ │ │ │ │ │ │
│ │ │ │ │ │ │ │ └─>Joan (1266-1300) abat de Quincey
│ │ │ │ │ │ │ │
│ │ │ │ │ │ │ ├1>Joan (120--després de 1248)
│ │ │ │ │ │ │ │
│ │ │ │ │ │ │ ├1>Joana (1208-després de 1250)
│ │ │ │ │ │ │ │ x Pere de Coral
│ │ │ │ │ │ │ │
│ │ │ │ │ │ │ ├1>Alix (1209-després de 1243)
│ │ │ │ │ │ │ │ x Miló de Tonnerre
│ │ │ │ │ │ │ │
│ │ │ │ │ │ │ └1>Balduí (1211-després de 1222)
│ │ │ │ │ │ │
│ │ │ │ │ │ ├─>Felip 
│ │ │ │ │ │ │
│ │ │ │ │ │ ├─>Isabel
│ │ │ │ │ │ │ x Aimó III, senyor de Charost
│ │ │ │ │ │ │
│ │ │ │ │ │ └─>Constança 
│ │ │ │ │ │ x 1) Gasca de Poissy
│ │ │ │ │ │ x 2) Guillem de Breteuil

Final de la branca dels Courtenay

│ │ │ │ │ │
│ │ │ │ │ │
│ │ │ │ │ ├1>Enric (1083-)
│ │ │ │ │ │
│ │ │ │ │ ├1>Carles (1085-)
│ │ │ │ │ │
│ │ │ │ │ ├1>Eudes (1087-)
│ │ │ │ │ │
│ │ │ │ │ ├2>Felip (1093-després de 1129), comte de Mantes
│ │ │ │ │ │ x Elisabet de Montlhéry
│ │ │ │ │ │
│ │ │ │ │ ├2>Fleury (1093-1147), senyor de Nagis
│ │ │ │ │ │ │
│ │ │ │ │ │ └─>Isabel de Nagis (1118-)
│ │ │ │ │ │ x Anseau de Venisy
│ │ │ │ │ │
│ │ │ │ │ ├2>Eustàquia
│ │ │ │ │ │ x Joan, comte d'Étampes
│ │ │ │ │ │
│ │ │ │ │ └2 > 
Cecília de França
 (1097-després de 1145)
│ │ │ │ │ x 1) 
Tancred de Galilea
, regent d'Antioquia
│ │ │ │ │ x 2) 
Pons de Trípoli

│ │ │ │ │
│ │ │ │ ├─>Emma (1054-)
│ │ │ │ │
│ │ │ │ ├─>Robert (1055-1060)
│ │ │ │ │
│ │ │ │ │

Inici de la branca de Vermandois
 
(
Final de la branca
)

│ │ │ │ └─ > 
Hug
 (1057-1102), comte de Vermandois i de Valois
│ │ │ │ │
│ │ │ │ ├─>Mafalda
│ │ │ │ │ x Raül I de Beaugency 
│ │ │ │ │
│ │ │ │ ├─>Beatriu 
│ │ │ │ │ x Hug III de Gournay
│ │ │ │ │
│ │ │ │ ├─ > 
Raül I
 (1085-1152), comte de Vermandois i de Valois
│ │ │ │ │ x 1) 
Eleonor de Blois

│ │ │ │ │ x 2) 
Petronila d'Aquitània

│ │ │ │ │ x 3) 
Laureta d'Alsàcia

│ │ │ │ │ │
│ │ │ │ │ ├1 > 
Hug II
 (1127-1212), comte de Vermandois i de Valois
│ │ │ │ │ │
│ │ │ │ │ ├2 > 
Elisabet
 (1143-1183), comtessa de Vermandois i de Valois
│ │ │ │ │ │ x 
Felip d'Alsàcia
, comte de Flandes
│ │ │ │ │ │
│ │ │ │ │ ├2 > 
Raül II
 (1145-1167), comte de Vermandois i de Valois
│ │ │ │ │ │ x 
Margarida d'Alsàcia

│ │ │ │ │ │
│ │ │ │ │ └3>
Elionor
 (1152-després de 1222)
│ │ │ │ │ x 1) Godofreu d'Hainaut, comte d'Ostrevant
│ │ │ │ │ x 2) 
Guillem IV de Nevers

│ │ │ │ │ x 3) 
Mateu d'Alsàcia
, comte de Boulogne
│ │ │ │ │ x 4) Mateu de Beaumont-sur-Oise
│ │ │ │ │ x 5) Esteve II de Blois, senyor de Châtillon-sur-Loing 
│ │ │ │ │
│ │ │ │ ├─>Elisabet (1085-1131)
│ │ │ │ │ x 1) 
Robert I de Beaumont
, comte de Meulan
│ │ │ │ │ x 2) Guillem II de Warenne, comte de Surrey
│ │ │ │ │
│ │ │ │ ├─>Enric (mort el 1130), senyor de Chaumont en Vexin
│ │ │ │ │ │
│ │ │ │ │ ├─>Hug I, senyor de Chaumont en Vexin
│ │ │ │ │ │ │
│ │ │ │ │ │ ├─>Hug II, senyor de Chaumont en Vexin
│ │ │ │ │ │ │ │
│ │ │ │ │ │ │ ├─>Felip, senyor de Chaumont en Vexin
│ │ │ │ │ │ │ │ │
│ │ │ │ │ │ │ │ ├─>Guiu, senyor de Louvery, vivia el 1250
│ │ │ │ │ │ │ │ │
│ │ │ │ │ │ │ │ ├─>Jaume 
│ │ │ │ │ │ │ │ │
│ │ │ │ │ │ │ │ ├─>Renald 
│ │ │ │ │ │ │ │ │
│ │ │ │ │ │ │ │ └─>Margarida 
│ │ │ │ │ │ │ │
│ │ │ │ │ │ │ ├─>Renald 
│ │ │ │ │ │ │ │ x Beatriu 
│ │ │ │ │ │ │ │
│ │ │ │ │ │ │ ├─>Tibald
│ │ │ │ │ │ │ │
│ │ │ │ │ │ │ ├─>Robert
│ │ │ │ │ │ │ │
│ │ │ │ │ │ │ └─>Matilde
│ │ │ │ │ │ │
│ │ │ │ │ │ └─>Felip 
│ │ │ │ │ │
│ │ │ │ │ └─>Gautier
│ │ │ │ │
│ │ │ │ ├─>Simó (mort el 1148), bisbe de Noyon 
│ │ │ │ │
│ │ │ │ ├─>Guillem
│ │ │ │ │
│ │ │ │ ├─>Constança 
│ │ │ │ │ x Godofreu de la Ferté-Gaucher
│ │ │ │ │
│ │ │ │ └─>Agnès
│ │ │ │ x Bonifaci de Savone

Final de la branca dels Vermandois

│ │ │ │ 
│ │ │ │ 
│ │ │ ├3> Adelaida (1009-1079)
│ │ │ │ x 1) 
Ricard III de Normandia

│ │ │ │ x 2) 
Balduí V de Flandes

│ │ │ │ 

Inici de la branca de Borgonya
 
(
Final de la branca
)

│ │ │ ├3 > 
Robert I
 (1011-1076), duc de Borgonya
│ │ │ │ X 1) Elies de Sémur
│ │ │ │ X 2) Ermengarda Blanca d'Anjou-Gâtinais
│ │ │ │ │
│ │ │ │ ├1>Hug (1034-1060)
│ │ │ │ │
│ │ │ │ ├1 > 
Enric de Borgonya
 (1035-1066)
│ │ │ │ │ X Sibilla de Barcelona
│ │ │ │ │ │
│ │ │ │ │ ├─ > 
Hug I
 (1057-1093), duc de Borgonya
│ │ │ │ │ │ X Iolanda de Nevers
│ │ │ │ │ │
│ │ │ │ │ ├─ > 
Eudes I
 (1058-1103), duc de Borgonya
│ │ │ │ │ │ X Sibilla de Borgonya
│ │ │ │ │ │ │
│ │ │ │ │ │ ├─ > 
Helena
 (1080-1142)
│ │ │ │ │ │ │ X 1) 
Bertran de Trípoli
 (-1112)
│ │ │ │ │ │ │ X 2) 
Guillem III Talvas
, comte d'Alençon
│ │ │ │ │ │ │
│ │ │ │ │ │ ├─>Florina (1083-1097)
│ │ │ │ │ │ │ X Sven (-1097), príncep danès
│ │ │ │ │ │ │
│ │ │ │ │ │ ├─ > 
Hug II
 (1084-1143), duc de Borgonya
│ │ │ │ │ │ │ X Matilde de Mayenne
│ │ │ │ │ │ │ │
│ │ │ │ │ │ │ ├─>Angelina (1116-1163)
│ │ │ │ │ │ │ │ X 
Hug I de Vaudémont
 (-1155)
│ │ │ │ │ │ │ │
│ │ │ │ │ │ │ ├─>Clemència (1117-)
│ │ │ │ │ │ │ │ X Enric III de Donzy (-1187)
│ │ │ │ │ │ │ │
│ │ │ │ │ │ │ ├─ > 
Eudes II
 (1118-1162), duc de Borgonya
│ │ │ │ │ │ │ │ X Maria de Blois
│ │ │ │ │ │ │ │ │
│ │ │ │ │ │ │ │ ├─>Alix (1146-1192)
│ │ │ │ │ │ │ │ │ X 
Arquimbald de Borbó

│ │ │ │ │ │ │ │ │
│ │ │ │ │ │ │ │ ├─ > 
Hug III
 (1148-1192), duc de Borgonya
│ │ │ │ │ │ │ │ │ X 1) 
Alix de Lorena
 (1145-1200)
│ │ │ │ │ │ │ │ │ X 2) 
Beatriu d'Albon
 (1161-1228)
│ │ │ │ │ │ │ │ │ │
│ │ │ │ │ │ │ │ │ ├1 > 
Eudes III
 (1166-1218), duc de Borgonya
│ │ │ │ │ │ │ │ │ │ X Teresa de Portugal
│ │ │ │ │ │ │ │ │ │ │
│ │ │ │ │ │ │ │ │ │ ├─>Joana (1200-1223)
│ │ │ │ │ │ │ │ │ │ │ X 
Raül II de Lusignan
 († 1250), comte d'Eu
│ │ │ │ │ │ │ │ │ │ │
│ │ │ │ │ │ │ │ │ │ ├─>Alix (1204-1266) 
│ │ │ │ │ │ │ │ │ │ │ X 
Robert I Delfí, comte de Clermont
 († 1262)
│ │ │ │ │ │ │ │ │ │ │
│ │ │ │ │ │ │ │ │ │ ├─ > 
Hug IV
 (1213-1272), duc de Borgonya
│ │ │ │ │ │ │ │ │ │ │ X 1) 
Iolanda de Dreux
 (1212-1248)
│ │ │ │ │ │ │ │ │ │ │ X 2) 
Beatriu de Xampanya
 (1242 -1295)
│ │ │ │ │ │ │ │ │ │ │ │
│ │ │ │ │ │ │ │ │ │ │ ├1 > 
Eudes de Borgonya (1230-1269)
, comte de Nevers, d'Auxerre i de Tonnerre
│ │ │ │ │ │ │ │ │ │ │ │ X 
Matilde de Dampierre
 (1234-1262)
│ │ │ │ │ │ │ │ │ │ │ │ │
│ │ │ │ │ │ │ │ │ │ │ │ ├─ > 
Iolanda
 (1247-1280), comtessa de Nevers
│ │ │ │ │ │ │ │ │ │ │ │ │ X 1) 
Joan Tristà de Valois
 (1250-1270)
│ │ │ │ │ │ │ │ │ │ │ │ │ X 2) 
Robert III de Flandes

│ │ │ │ │ │ │ │ │ │ │ │ │
│ │ │ │ │ │ │ │ │ │ │ │ ├─ > 
Margarida
 (1249-1308), comtessa de Tonnerre
│ │ │ │ │ │ │ │ │ │ │ │ │ x 
Carles I de Sicília

│ │ │ │ │ │ │ │ │ │ │ │ │
│ │ │ │ │ │ │ │ │ │ │ │ └─ > 
Alix
 (1254-1290), comtessa d'Auxerre
│ │ │ │ │ │ │ │ │ │ │ │ x 
Joan I de Chalon
 (-1309)
│ │ │ │ │ │ │ │ │ │ │ │
│ │ │ │ │ │ │ │ │ │ │ ├1 > 
Joan de Borgonya
 (1231-1267), senyor de Borbó
│ │ │ │ │ │ │ │ │ │ │ │ X 
Agnès de Dampierre

│ │ │ │ │ │ │ │ │ │ │ │ │
│ │ │ │ │ │ │ │ │ │ │ │ └─ > 
Beatriu de Borgonya
 (1257-1310), senyora de Borbó
│ │ │ │ │ │ │ │ │ │ │ │ x 
Robert de França
 (1256-1317), comte de Clermont
│ │ │ │ │ │ │ │ │ │ │ │
│ │ │ │ │ │ │ │ │ │ │ ├1>Alix (1233-1273)
│ │ │ │ │ │ │ │ │ │ │ │ X 
Enric III de Brabant

│ │ │ │ │ │ │ │ │ │ │ │
│ │ │ │ │ │ │ │ │ │ │ ├1>Margarida (-1277)
│ │ │ │ │ │ │ │ │ │ │ │ X 1) Guillem III de Mont-St-Joan (mort el 1256)
│ │ │ │ │ │ │ │ │ │ │ │ X 2) 
Guiu VI de Llemotges

│ │ │ │ │ │ │ │ │ │ │ │
│ │ │ │ │ │ │ │ │ │ │ ├1 > 
Robert II
 (1248-1306), duc de Borgonya
│ │ │ │ │ │ │ │ │ │ │ │ X 
Agnès de França
 (1260-1325)
│ │ │ │ │ │ │ │ │ │ │ │ │
│ │ │ │ │ │ │ │ │ │ │ │ ├─>Joan (1279-1283)
│ │ │ │ │ │ │ │ │ │ │ │ │
│ │ │ │ │ │ │ │ │ │ │ │ ├─>Margarida (1285-jove)
│ │ │ │ │ │ │ │ │ │ │ │ │
│ │ │ │ │ │ │ │ │ │ │ │ ├─ > 
Blanca de Borgonya
 (1288-1348)
│ │ │ │ │ │ │ │ │ │ │ │ │ X 
Eduard I de Savoia

│ │ │ │ │ │ │ │ │ │ │ │ │
│ │ │ │ │ │ │ │ │ │ │ │ ├─ > 
Margarida de Borgonya
 (1290-1315)
│ │ │ │ │ │ │ │ │ │ │ │ │ X 
Lluís X de França

│ │ │ │ │ │ │ │ │ │ │ │ │
│ │ │ │ │ │ │ │ │ │ │ │ ├─ > 
Joana de Borgonya i de França
 (vers 1293-1349)
│ │ │ │ │ │ │ │ │ │ │ │ │ X 
Felip VI de França

│ │ │ │ │ │ │ │ │ │ │ │ │
│ │ │ │ │ │ │ │ │ │ │ │ ├─ > 
Hug V
 (1294-1315), duc de Borgonya
│ │ │ │ │ │ │ │ │ │ │ │ │
│ │ │ │ │ │ │ │ │ │ │ │ ├─ > 
Eudes IV
 (1295-1349), duc de Borgonya
│ │ │ │ │ │ │ │ │ │ │ │ │ X 
Joana de França

│ │ │ │ │ │ │ │ │ │ │ │ │ │
│ │ │ │ │ │ │ │ │ │ │ │ │ ├─>un fill (1322-1322)
│ │ │ │ │ │ │ │ │ │ │ │ │ │
│ │ │ │ │ │ │ │ │ │ │ │ │ ├─ > 
Felip Monsieur
 (1323-1346)
│ │ │ │ │ │ │ │ │ │ │ │ │ │ X 
Joana I d'Alvèrnia

│ │ │ │ │ │ │ │ │ │ │ │ │ │ │
│ │ │ │ │ │ │ │ │ │ │ │ │ │ ├─>Joana (1344-1360)
│ │ │ │ │ │ │ │ │ │ │ │ │ │ │
│ │ │ │ │ │ │ │ │ │ │ │ │ │ ├─>Margarida (1345-jove)
│ │ │ │ │ │ │ │ │ │ │ │ │ │ │
│ │ │ │ │ │ │ │ │ │ │ │ │ │ └─ > 
Felip I de Rouvres
 (1346-1361), duc de Borgonya
│ │ │ │ │ │ │ │ │ │ │ │ │ │ X 
Margarida III de Flandes

│ │ │ │ │ │ │ │ │ │ │ │ │ │
│ │ │ │ │ │ │ │ │ │ │ │ │ ├─>Joan (1325-1328)
│ │ │ │ │ │ │ │ │ │ │ │ │ │
│ │ │ │ │ │ │ │ │ │ │ │ │ ├─>un fill (1327-jove)
│ │ │ │ │ │ │ │ │ │ │ │ │ │
│ │ │ │ │ │ │ │ │ │ │ │ │ ├─>un fill (1330-jove)
│ │ │ │ │ │ │ │ │ │ │ │ │ │
│ │ │ │ │ │ │ │ │ │ │ │ │ └─>un fill (1335-jove)
│ │ │ │ │ │ │ │ │ │ │ │ │
│ │ │ │ │ │ │ │ │ │ │ │ ├─ > 
Maria de Borgonya
 (1298-)
│ │ │ │ │ │ │ │ │ │ │ │ │ X 
Eduard I de Bar

│ │ │ │ │ │ │ │ │ │ │ │ │
│ │ │ │ │ │ │ │ │ │ │ │ ├─ > 
Lluís de Borgonya
 (1297-1316), príncep d'Acaia, rei titular de Tessalònica
│ │ │ │ │ │ │ │ │ │ │ │ │ X Matilde d'Hainaut
│ │ │ │ │ │ │ │ │ │ │ │ │
│ │ │ │ │ │ │ │ │ │ │ │ └─>Robert de Borgonya (1302-1334)
│ │ │ │ │ │ │ │ │ │ │ │ X 
Joana de Chalon
, comtessa de Tonnerre
│ │ │ │ │ │ │ │ │ │ │ │
│ │ │ │ │ │ │ │ │ │ │ ├2 > 
Beatriu de Borgonya
 (1260-1328)
│ │ │ │ │ │ │ │ │ │ │ │ X 
Hug XIII de Lusignan
, comte de la Marca i d'Angulema (1259-1310)
│ │ │ │ │ │ │ │ │ │ │ │
│ │ │ │ │ │ │ │ │ │ │ ├2>Hug (1260-1288), senyor de Montréal i vescomte d'Avallon
│ │ │ │ │ │ │ │ │ │ │ │ X Margarida de Chalon (-1328) senyora de Montréal
│ │ │ │ │ │ │ │ │ │ │ │ │
│ │ │ │ │ │ │ │ │ │ │ │ ├─>Beatriu (1281-1291), senyorade Montréal
│ │ │ │ │ │ │ │ │ │ │ │ │
│ │ │ │ │ │ │ │ │ │ │ │ └─>un fill (1284-jove)
│ │ │ │ │ │ │ │ │ │ │ │
│ │ │ │ │ │ │ │ │ │ │ ├2>Margarida (-1300)
│ │ │ │ │ │ │ │ │ │ │ │ X Joan I de Chalon, senyor d'Arlay (1259-1316)
│ │ │ │ │ │ │ │ │ │ │ │
│ │ │ │ │ │ │ │ │ │ │ ├2>Joana, monja, (-1295)
│ │ │ │ │ │ │ │ │ │ │ │
│ │ │ │ │ │ │ │ │ │ │ └2>Isabel, (1270 † 1323)
│ │ │ │ │ │ │ │ │ │ │ X 1) 
Rodolf I d'Habsburg
 (1218-1291)
│ │ │ │ │ │ │ │ │ │ │ X 2) Pere de Chambly, senyor de Nàuplia
│ │ │ │ │ │ │ │ │ │ │
│ │ │ │ │ │ │ │ │ │ └─>Beatriu (1216-)
│ │ │ │ │ │ │ │ │ │ X Humbert III de Thoire (-1279)
│ │ │ │ │ │ │ │ │ │

Rameau de Montagu

│ │ │ │ │ │ │ │ │ ├1>Alexandre (1170 † 1205), senyor de Montagu
│ │ │ │ │ │ │ │ │ │ X Beatriu de Rion
│ │ │ │ │ │ │ │ │ │ │
│ │ │ │ │ │ │ │ │ │ ├─>Eudes I (1196-1245), senyor de Montagu
│ │ │ │ │ │ │ │ │ │ │ X Elisabet de Courtenay 
│ │ │ │ │ │ │ │ │ │ │ │
│ │ │ │ │ │ │ │ │ │ │ ├─>Alexandre II (1221-1249), senyor de Bussy
│ │ │ │ │ │ │ │ │ │ │ │ X Margarida de Mont-Saint-Jean
│ │ │ │ │ │ │ │ │ │ │ │
│ │ │ │ │ │ │ │ │ │ │ ├─>Guillem I (1222-1300), senyor de Montagu
│ │ │ │ │ │ │ │ │ │ │ │ X 1) Jacquette, senyora de Sombernon 
│ │ │ │ │ │ │ │ │ │ │ │ X 2) Maria des Barres
│ │ │ │ │ │ │ │ │ │ │ │ │
│ │ │ │ │ │ │ │ │ │ │ │ ├1>Alexandre III (1250-1296), senyor de Sombernon
│ │ │ │ │ │ │ │ │ │ │ │ │ X 1) Agnès de Neuchatel
│ │ │ │ │ │ │ │ │ │ │ │ │ X 2) Agnès de Noyers
│ │ │ │ │ │ │ │ │ │ │ │ │ │
│ │ │ │ │ │ │ │ │ │ │ │ │ ├2>Esteve I (1273-1315), senyor de Sombernon
│ │ │ │ │ │ │ │ │ │ │ │ │ │ X Maria de Bauffremont, senyora de Couches
│ │ │ │ │ │ │ │ │ │ │ │ │ │ │
│ │ │ │ │ │ │ │ │ │ │ │ │ │ ├─>Esteve II (1296-1339), senyor de Sombernon
│ │ │ │ │ │ │ │ │ │ │ │ │ │ │ X Joana de Verdun, senyora de Chevigny 
│ │ │ │ │ │ │ │ │ │ │ │ │ │ │ │
│ │ │ │ │ │ │ │ │ │ │ │ │ │ │ ├─>Guillem II (1320-1350), senyor de Sombernon
│ │ │ │ │ │ │ │ │ │ │ │ │ │ │ │ X 1) N
│ │ │ │ │ │ │ │ │ │ │ │ │ │ │ │ X 2) Laura de Bordeus
│ │ │ │ │ │ │ │ │ │ │ │ │ │ │ │ │
│ │ │ │ │ │ │ │ │ │ │ │ │ │ │ │ ├─>Joan (1341-1410), senyor de Sombernon
│ │ │ │ │ │ │ │ │ │ │ │ │ │ │ │ │ X Maria de Beaujeu
│ │ │ │ │ │ │ │ │ │ │ │ │ │ │ │ │ │
│ │ │ │ │ │ │ │ │ │ │ │ │ │ │ │ │ ├─>Caterina (1365-després de 1431), senyora de Sombernon i de Malain
│ │ │ │ │ │ │ │ │ │ │ │ │ │ │ │ │ │ X 1) Guillem de Villersexel (mort el 1396)
│ │ │ │ │ │ │ │ │ │ │ │ │ │ │ │ │ │ X 2) Gerard, senyor de Ternier (mort el 1418)
│ │ │ │ │ │ │ │ │ │ │ │ │ │ │ │ │ │
│ │ │ │ │ │ │ │ │ │ │ │ │ │ │ │ │ └─>Joana (1366-1426)
│ │ │ │ │ │ │ │ │ │ │ │ │ │ │ │ │ X Guiu de Rougemont
│ │ │ │ │ │ │ │ │ │ │ │ │ │ │ │ │
│ │ │ │ │ │ │ │ │ │ │ │ │ │ │ │ └─>Pere (1343-1419), senyor de Malain
│ │ │ │ │ │ │ │ │ │ │ │ │ │ │ │ X Margarida de Chappes
│ │ │ │ │ │ │ │ │ │ │ │ │ │ │ │
│ │ │ │ │ │ │ │ │ │ │ │ │ │ │ ├─>Pere I (1322-), senyor de Malain
│ │ │ │ │ │ │ │ │ │ │ │ │ │ │ │ X Margarida de Chappes
│ │ │ │ │ │ │ │ │ │ │ │ │ │ │ │ │
│ │ │ │ │ │ │ │ │ │ │ │ │ │ │ │ ├─>Maria (1344-)
│ │ │ │ │ │ │ │ │ │ │ │ │ │ │ │ │ X 1) Enric II de Sauvement
│ │ │ │ │ │ │ │ │ │ │ │ │ │ │ │ │ X 2) Guiu de Boval, senyor de Naveuse
│ │ │ │ │ │ │ │ │ │ │ │ │ │ │ │ │
│ │ │ │ │ │ │ │ │ │ │ │ │ │ │ │ └─>Esteve (1345-1367), sacerdot
│ │ │ │ │ │ │ │ │ │ │ │ │ │ │ │
│ │ │ │ │ │ │ │ │ │ │ │ │ │ │ └─>Hug (1324-després de 1359), monjo
│ │ │ │ │ │ │ │ │ │ │ │ │ │ │
│ │ │ │ │ │ │ │ │ │ │ │ │ │ └─>Filibert I (1300-després de 1362), senyor de Couches
│ │ │ │ │ │ │ │ │ │ │ │ │ │ X Maria de Frolois
│ │ │ │ │ │ │ │ │ │ │ │ │ │ │
│ │ │ │ │ │ │ │ │ │ │ │ │ │ ├─>Hug de Montagu (1325-), senyor de Couches
│ │ │ │ │ │ │ │ │ │ │ │ │ │ │ X 1) Joana, de Seignelay
│ │ │ │ │ │ │ │ │ │ │ │ │ │ │ X 2) Joana de Vaux 
│ │ │ │ │ │ │ │ │ │ │ │ │ │ │ │
│ │ │ │ │ │ │ │ │ │ │ │ │ │ │ ├1>Joan de Montagu, (1346-1382)
│ │ │ │ │ │ │ │ │ │ │ │ │ │ │ │
│ │ │ │ │ │ │ │ │ │ │ │ │ │ │ ├1>Filibert II (1348-1406), senyor de Couches
│ │ │ │ │ │ │ │ │ │ │ │ │ │ │ │ X 1) Margarida de Seignelay
│ │ │ │ │ │ │ │ │ │ │ │ │ │ │ │ X 2) Joana de Vienne
│ │ │ │ │ │ │ │ │ │ │ │ │ │ │ │ │
│ │ │ │ │ │ │ │ │ │ │ │ │ │ │ │ ├2>Joan II (1380-després de 1435), senyor de Couches
│ │ │ │ │ │ │ │ │ │ │ │ │ │ │ │ │ X Isabel de Mello
│ │ │ │ │ │ │ │ │ │ │ │ │ │ │ │ │ │
│ │ │ │ │ │ │ │ │ │ │ │ │ │ │ │ │ ├─>Claudi (1404-1471), senyor de Couches
│ │ │ │ │ │ │ │ │ │ │ │ │ │ │ │ │ │ X Lluïsa de La Tour d'Alvèrnia 
│ │ │ │ │ │ │ │ │ │ │ │ │ │ │ │ │ │ │
│ │ │ │ │ │ │ │ │ │ │ │ │ │ │ │ │ │ └i>Joana 
│ │ │ │ │ │ │ │ │ │ │ │ │ │ │ │ │ │ X Hug de Rabutin, senyor d'Epiry i de Balon
│ │ │ │ │ │ │ │ │ │ │ │ │ │ │ │ │ │
│ │ │ │ │ │ │ │ │ │ │ │ │ │ │ │ │ └─>Filipina (1410-1462)
│ │ │ │ │ │ │ │ │ │ │ │ │ │ │ │ │ X Lluís de La Trémoille, comte de Joigny
│ │ │ │ │ │ │ │ │ │ │ │ │ │ │ │ │
│ │ │ │ │ │ │ │ │ │ │ │ │ │ │ │ ├2>Odot (-1406)
│ │ │ │ │ │ │ │ │ │ │ │ │ │ │ │ │ X Margarida de Sennecey
│ │ │ │ │ │ │ │ │ │ │ │ │ │ │ │ │
│ │ │ │ │ │ │ │ │ │ │ │ │ │ │ │ ├2>Odeta 
│ │ │ │ │ │ │ │ │ │ │ │ │ │ │ │ │ X Berald II de Coligny, senyor de Cressia
│ │ │ │ │ │ │ │ │ │ │ │ │ │ │ │ │
│ │ │ │ │ │ │ │ │ │ │ │ │ │ │ │ ├2>Caterina (1383-)
│ │ │ │ │ │ │ │ │ │ │ │ │ │ │ │ │ X Alexandre III de Blaizy
│ │ │ │ │ │ │ │ │ │ │ │ │ │ │ │ │
│ │ │ │ │ │ │ │ │ │ │ │ │ │ │ │ ├2>Maria 
│ │ │ │ │ │ │ │ │ │ │ │ │ │ │ │ │ X Joan I Damas, senyor de Villiers
│ │ │ │ │ │ │ │ │ │ │ │ │ │ │ │ │
│ │ │ │ │ │ │ │ │ │ │ │ │ │ │ │ └2>Filiberta
│ │ │ │ │ │ │ │ │ │ │ │ │ │ │ │ X Guillem II, senyor d'Etrabonne (mort el 1453)
│ │ │ │ │ │ │ │ │ │ │ │ │ │ │ │
│ │ │ │ │ │ │ │ │ │ │ │ │ │ │ ├1>Joana (1350-després de 1400), abadessa de Crisenon
│ │ │ │ │ │ │ │ │ │ │ │ │ │ │ │
│ │ │ │ │ │ │ │ │ │ │ │ │ │ │ ├1>Hug (1351-després de 1380)
│ │ │ │ │ │ │ │ │ │ │ │ │ │ │ │
│ │ │ │ │ │ │ │ │ │ │ │ │ │ │ └1>Alexandre (-1417), abat de Flavigny
│ │ │ │ │ │ │ │ │ │ │ │ │ │ │
│ │ │ │ │ │ │ │ │ │ │ │ │ │ └─>Filiberta (1328-després de 1356)
│ │ │ │ │ │ │ │ │ │ │ │ │ │ X Enric de Longwy (mort el 1396)
│ │ │ │ │ │ │ │ │ │ │ │ │ │
│ │ │ │ │ │ │ │ │ │ │ │ │ ├2>Guillem (1276-després de 1313)
│ │ │ │ │ │ │ │ │ │ │ │ │ │
│ │ │ │ │ │ │ │ │ │ │ │ │ ├2>Joana (1280-1316), abadessa d'Autun
│ │ │ │ │ │ │ │ │ │ │ │ │ │
│ │ │ │ │ │ │ │ │ │ │ │ │ └2>Eudes (1290-1349), senyor de Marigny-le-Cahouet
│ │ │ │ │ │ │ │ │ │ │ │ │ X Joana de La Roche-VAnnaau
│ │ │ │ │ │ │ │ │ │ │ │ │ │
│ │ │ │ │ │ │ │ │ │ │ │ │ ├─>Agnès (1330-)
│ │ │ │ │ │ │ │ │ │ │ │ │ │ X Joan de Villars, senyor de Montelier i de Belvoir
│ │ │ │ │ │ │ │ │ │ │ │ │ │
│ │ │ │ │ │ │ │ │ │ │ │ │ ├─>Girard (1332-després de 1367), senyor de Montoiilot
│ │ │ │ │ │ │ │ │ │ │ │ │ │ │
│ │ │ │ │ │ │ │ │ │ │ │ │ │ ├─>Joan (1363-després de 1410), senyor de Montoillot
│ │ │ │ │ │ │ │ │ │ │ │ │ │ │ X Margarida de Germolles
│ │ │ │ │ │ │ │ │ │ │ │ │ │ │
│ │ │ │ │ │ │ │ │ │ │ │ │ │ ├─>Oudot (1365-1400)
│ │ │ │ │ │ │ │ │ │ │ │ │ │ │ X 1) Margarida de Sennecey
│ │ │ │ │ │ │ │ │ │ │ │ │ │ │ X 2) Joana de Mimeurs
│ │ │ │ │ │ │ │ │ │ │ │ │ │ │
│ │ │ │ │ │ │ │ │ │ │ │ │ │ └─>Agnès (1362-1367)
│ │ │ │ │ │ │ │ │ │ │ │ │ │
│ │ │ │ │ │ │ │ │ │ │ │ │ └─>Guillem (1335-després de 1380), senyor de Marigny
│ │ │ │ │ │ │ │ │ │ │ │ │ X Joana de Dracy 
│ │ │ │ │ │ │ │ │ │ │ │ │
│ │ │ │ │ │ │ │ │ │ │ │ ├2>Oudard (1264-després de 1333), senyor de Montagu
│ │ │ │ │ │ │ │ │ │ │ │ │ X 1) Joana de Sainte-Creix
│ │ │ │ │ │ │ │ │ │ │ │ │ X 2) Joana de la Roche-del-Vaoel
│ │ │ │ │ │ │ │ │ │ │ │ │ │
│ │ │ │ │ │ │ │ │ │ │ │ │ ├1>Joana (1301-després de 1375), Senyorade Villers-sur-Saone, de Savigny i de Beaumont
│ │ │ │ │ │ │ │ │ │ │ │ │ │ X Rainaldo Orsini
│ │ │ │ │ │ │ │ │ │ │ │ │ │
│ │ │ │ │ │ │ │ │ │ │ │ │ ├1>Margarida (1303-)
│ │ │ │ │ │ │ │ │ │ │ │ │ │ X Giordano Orsini
│ │ │ │ │ │ │ │ │ │ │ │ │ │
│ │ │ │ │ │ │ │ │ │ │ │ │ ├1>Joana (1304-després de 1347), monja à Chalons
│ │ │ │ │ │ │ │ │ │ │ │ │ │
│ │ │ │ │ │ │ │ │ │ │ │ │ ├1>Enric (1306-1349), senyor de Montagu
│ │ │ │ │ │ │ │ │ │ │ │ │ │ X Joana de Vienne
│ │ │ │ │ │ │ │ │ │ │ │ │ │ │
│ │ │ │ │ │ │ │ │ │ │ │ │ │ └─>Hugueta (1330-1347)
│ │ │ │ │ │ │ │ │ │ │ │ │ │
│ │ │ │ │ │ │ │ │ │ │ │ │ ├1>Isabel (1308-), senyorade Leisot
│ │ │ │ │ │ │ │ │ │ │ │ │ │ X Robert II Damas, vescomte de Chalon-sur-Saone
│ │ │ │ │ │ │ │ │ │ │ │ │ │
│ │ │ │ │ │ │ │ │ │ │ │ │ ├1>Oudard (1312-1340), monjo a Reims
│ │ │ │ │ │ │ │ │ │ │ │ │ │
│ │ │ │ │ │ │ │ │ │ │ │ │ └1>Agnès de Montagu
│ │ │ │ │ │ │ │ │ │ │ │ │ X 1) Joan de Villars
│ │ │ │ │ │ │ │ │ │ │ │ │ X 2) Godofreu II de Clermont-en-Viennois
│ │ │ │ │ │ │ │ │ │ │ │ │
│ │ │ │ │ │ │ │ │ │ │ │ ├2>Alix (1266-després de 1332), senyora de Saint-Maurice-en-Thizoueilles
│ │ │ │ │ │ │ │ │ │ │ │ │ X Guillem de Joigny
│ │ │ │ │ │ │ │ │ │ │ │ │
│ │ │ │ │ │ │ │ │ │ │ │ └2>Agnès (1268-després de 1298)
│ │ │ │ │ │ │ │ │ │ │ │
│ │ │ │ │ │ │ │ │ │ │ ├─>una filla (1223-jove)
│ │ │ │ │ │ │ │ │ │ │ │
│ │ │ │ │ │ │ │ │ │ │ ├─>una filla (1225-jove)
│ │ │ │ │ │ │ │ │ │ │ │
│ │ │ │ │ │ │ │ │ │ │ ├─>Felip (1227-després de 1277), senyor de Chagny
│ │ │ │ │ │ │ │ │ │ │ │ X 1) Flora, senyora d'Antigny
│ │ │ │ │ │ │ │ │ │ │ │ X 2) N
│ │ │ │ │ │ │ │ │ │ │ │ │
│ │ │ │ │ │ │ │ │ │ │ │ ├1>Joana (1257-després de 1290), senyorad'Antigny
│ │ │ │ │ │ │ │ │ │ │ │ │ X Dieteric de Mömpelgard 
│ │ │ │ │ │ │ │ │ │ │ │ │
│ │ │ │ │ │ │ │ │ │ │ │ ├2>Isabel (1261-després de 1282)
│ │ │ │ │ │ │ │ │ │ │ │ │
│ │ │ │ │ │ │ │ │ │ │ │ ├2>Margarida (1262-1328), senyora de Gergy
│ │ │ │ │ │ │ │ │ │ │ │ │ X Eudes de Frolois, senyor de Molinot 
│ │ │ │ │ │ │ │ │ │ │ │ │
│ │ │ │ │ │ │ │ │ │ │ │ └2>Alixant (1264-després de 1282)
│ │ │ │ │ │ │ │ │ │ │ │
│ │ │ │ │ │ │ │ │ │ │ ├─>Gaucher (1230-després de 1255), senyor de Jambles
│ │ │ │ │ │ │ │ │ │ │ │
│ │ │ │ │ │ │ │ │ │ │ ├─>Eudes (1231-després de 1255), senyor de Cortiambles
│ │ │ │ │ │ │ │ │ │ │ │
│ │ │ │ │ │ │ │ │ │ │ ├─>una filla (1229-jove)
│ │ │ │ │ │ │ │ │ │ │ │
│ │ │ │ │ │ │ │ │ │ │ └─>Margarida (1232-després de 1255), senyora de Villeneuve
│ │ │ │ │ │ │ │ │ │ │ X Pere de Palleau 
│ │ │ │ │ │ │ │ │ │ │
│ │ │ │ │ │ │ │ │ │ ├─>una filla (1197-jove)
│ │ │ │ │ │ │ │ │ │ │
│ │ │ │ │ │ │ │ │ │ ├─>Alix (1198-després de 1265), abadessa a Pralon
│ │ │ │ │ │ │ │ │ │ │
│ │ │ │ │ │ │ │ │ │ ├─>una filla (1199-jove)
│ │ │ │ │ │ │ │ │ │ │
│ │ │ │ │ │ │ │ │ │ ├─>Alexandre (1201-1261), bisbe de Chalon-sur-Saone
│ │ │ │ │ │ │ │ │ │ │
│ │ │ │ │ │ │ │ │ │ ├─>Girard (1203-després de 1222), senyor de Gergy
│ │ │ │ │ │ │ │ │ │ │ X Esquiva de Mömpelgard
│ │ │ │ │ │ │ │ │ │ │
│ │ │ │ │ │ │ │ │ │ └─>una filla (1205-jove)
│ │ │ │ │ │ │ │ │ │
│ │ │ │ │ │ │ │ │ ├1>Dolça (1175 † després de 1219)
│ │ │ │ │ │ │ │ │ │ X Simó de Sémur († 1219) senyor de Luzy
│ │ │ │ │ │ │ │ │ │
│ │ │ │ │ │ │ │ │ ├1>Alix (1177 †) 
│ │ │ │ │ │ │ │ │ │ X Berald VII, senyor de Mercoeur
│ │ │ │ │ │ │ │ │ │

Branca del Delfinat

│ │ │ │ │ │ │ │ │ ├2 > 
Andreu Guigó VI
 (1184 † 1237), delfí del Vienès
│ │ │ │ │ │ │ │ │ │ X 1) Beatriu de Sabran 
│ │ │ │ │ │ │ │ │ │ X 2) Beatriu of Montferrat
│ │ │ │ │ │ │ │ │ │ │
│ │ │ │ │ │ │ │ │ │ ├1>Beatriu (1205-després de 1248)
│ │ │ │ │ │ │ │ │ │ │ X 
Amauri VI de Montfort

│ │ │ │ │ │ │ │ │ │ │
│ │ │ │ │ │ │ │ │ │ ├2 > 
Guigó VII
 (1225-1270), delfí de Viennois
│ │ │ │ │ │ │ │ │ │ │ X Beatriu de Savoia
│ │ │ │ │ │ │ │ │ │ │ │
│ │ │ │ │ │ │ │ │ │ │ ├─>Joan (1264-1282), delfí del Vienès
│ │ │ │ │ │ │ │ │ │ │ │ X Bona de Savoia
│ │ │ │ │ │ │ │ │ │ │ │
│ │ │ │ │ │ │ │ │ │ │ ├─>Andreu (1267-després de 1270)
│ │ │ │ │ │ │ │ │ │ │ │
│ │ │ │ │ │ │ │ │ │ │ └─>Anna (-1301), Delfina del Vienès
│ │ │ │ │ │ │ │ │ │ │ X Humbert de la Tour del Pin
│ │ │ │ │ │ │ │ │ │ │
│ │ │ │ │ │ │ │ │ │ └2>Joan (1227-1239)
│ │ │ │ │ │ │ │ │ │
│ │ │ │ │ │ │ │ │ ├2>Mafalda (1190 † 1242)
│ │ │ │ │ │ │ │ │ │ X 
Joan I de Châlon

│ │ │ │ │ │ │ │ │ │
│ │ │ │ │ │ │ │ │ └2>Anna (1192 † 1243)
│ │ │ │ │ │ │ │ │ X 
Amadeu IV de Savoia
 (1197 - 1253)
│ │ │ │ │ │ │ │ │
│ │ │ │ │ │ │ │ └─>Mafalda (-1202)
│ │ │ │ │ │ │ │ X 
Robert IV
 comte d'Alvèrnia
│ │ │ │ │ │ │ │
│ │ │ │ │ │ │ ├─>Gauthier (1120-1180), arquebisbe de Besançon
│ │ │ │ │ │ │ │
│ │ │ │ │ │ │ ├─>Hug (1121-1171) “el Ros”, senyor de Navilly
│ │ │ │ │ │ │ │ X Isabel de Thiern
│ │ │ │ │ │ │ │ │
│ │ │ │ │ │ │ │ ├─>Guillem
│ │ │ │ │ │ │ │ │
│ │ │ │ │ │ │ │ └─>Sibilla
│ │ │ │ │ │ │ │ X Anséric IV de Montréal
│ │ │ │ │ │ │ │
│ │ │ │ │ │ │ ├─>Robert (1122-1140) bisbe d'Autun
│ │ │ │ │ │ │ │
│ │ │ │ │ │ │ ├─>Enric (1124-1170) senyor de Flavigny, bisbe d'Autun
│ │ │ │ │ │ │ │
│ │ │ │ │ │ │ ├─>Ramon (1125-1156), senyor de Grignon i de Montpensier
│ │ │ │ │ │ │ │ X Alix de Thiern
│ │ │ │ │ │ │ │ │
│ │ │ │ │ │ │ │ ├─>Hug (1147-1156)
│ │ │ │ │ │ │ │ │
│ │ │ │ │ │ │ │ └─ > 
Matilde
 (1150-1192)
│ │ │ │ │ │ │ │ X 1) Eudes d'Issoudun
│ │ │ │ │ │ │ │ X 2) 
Guiu de Nevers

│ │ │ │ │ │ │ │ X 3) Pere de Flandes
│ │ │ │ │ │ │ │ X 4) 
Robert II de Dreux

│ │ │ │ │ │ │ │
│ │ │ │ │ │ │ ├─>Sibilla (1126-1150)
│ │ │ │ │ │ │ │ X 
Roger II de Sicília
 (-1154)
│ │ │ │ │ │ │ │
│ │ │ │ │ │ │ ├─>Dolça (1128-)
│ │ │ │ │ │ │ │ X Ramon de Grancey
│ │ │ │ │ │ │ │
│ │ │ │ │ │ │ ├─>Matilde (1130-)
│ │ │ │ │ │ │ │ X 
Guillem VII
, 
senyor de Montpellier

│ │ │ │ │ │ │ │
│ │ │ │ │ │ │ └─>Aremburga (1132-), monja
│ │ │ │ │ │ │
│ │ │ │ │ │ └─>Enric (1087-1131), sacerdot
│ │ │ │ │ │
│ │ │ │ │ ├─>Robert (1059-1111), bisbe de Langres
│ │ │ │ │ │
│ │ │ │ │ ├─>Renald (1065-1092), abat de Saint-Pere a Flavigny
│ │ │ │ │ │

Branca de Portugal

│ │ │ │ │ └─ > 
Enric de Borgonya
, comte de Portugal (1066-1112)
│ │ │ │ │ X Teresa de Portugal
│ │ │ │ │ │
│ │ │ │ │ ├─>Alfons (1094-després de 1110)
│ │ │ │ │ │
│ │ │ │ │ ├─>Urraca (1096-després de 1130)
│ │ │ │ │ │ X Beremund Pérez de Trava, comte de Trastamara
│ │ │ │ │ │
│ │ │ │ │ ├─>Sància (1098-després de 1129)
│ │ │ │ │ │ X Méndez, senyor de Bragance
│ │ │ │ │ │
│ │ │ │ │ ├─>Teresa (1102-)
│ │ │ │ │ │ X Sanç Nunes de Barbosa
│ │ │ │ │ │
│ │ │ │ │ ├─>Enric (1106-després de 1110)
│ │ │ │ │ │
│ │ │ │ │ └─ > 
Alfons I de Portugal
 (1110-1185), rei de Portugal
│ │ │ │ │ X 
Matilde de Savoia

│ │ │ │ │ │
│ │ │ │ │ ├─>Enric (1147-després de 1156)
│ │ │ │ │ │
│ │ │ │ │ ├─>Mafalda (1149-1173)
│ │ │ │ │ │ X 
Alfons II d'Aragó
 (mort el 1196)
│ │ │ │ │ │
│ │ │ │ │ ├─>Urraca (1151-1188)
│ │ │ │ │ │ X 
Ferran II de Lleó
 (mort el 1188)
│ │ │ │ │ │
│ │ │ │ │ ├─>Sància (1153-després de 1159)
│ │ │ │ │ │
│ │ │ │ │ ├─ > 
Sanç I de Portugal
 (1154-1212), rei de Portugal
│ │ │ │ │ │ X Dolça de Barcelona
│ │ │ │ │ │ │
│ │ │ │ │ │ ├─>Teresa (1176-1250)
│ │ │ │ │ │ │ X 
Alfons IX de Castella
 (1171 -1230)
│ │ │ │ │ │ │
│ │ │ │ │ │ ├─>Sància (1178-1229), abadessa de Lorvano
│ │ │ │ │ │ │
│ │ │ │ │ │ ├─>Ramon (1180-1189)
│ │ │ │ │ │ │
│ │ │ │ │ │ ├─>Constança (1182-1202)
│ │ │ │ │ │ │
│ │ │ │ │ │ ├─ > 
Alfons II de Portugal
 (1185-1223), rei de Portugal
│ │ │ │ │ │ │ X Urraca de Castella (1186-1220)
│ │ │ │ │ │ │ │
│ │ │ │ │ │ │ ├─ > 
Sanç II de Portugal
 (1207-1248), rei de Portugal
│ │ │ │ │ │ │ │ X Mància de Biscaia
│ │ │ │ │ │ │ │
│ │ │ │ │ │ │ ├─ > 
Alfons III de Portugal
 (1210-1279), rei de Portugal
│ │ │ │ │ │ │ │ X 1) Matilde de Boulogne
│ │ │ │ │ │ │ │ X 2) Beatriu de Castella
│ │ │ │ │ │ │ │ │
│ │ │ │ │ │ │ │ ├1>Robert (1239-jove)
│ │ │ │ │ │ │ │ │
│ │ │ │ │ │ │ │ ├1>un fill (1240-jove)
│ │ │ │ │ │ │ │ │
│ │ │ │ │ │ │ │ ├2>Blanca (1259-1321), abadessa de Lorvano
│ │ │ │ │ │ │ │ │
│ │ │ │ │ │ │ │ ├2>Ferran (1260-1262)
│ │ │ │ │ │ │ │ │
│ │ │ │ │ │ │ │ ├2 > 
Dionís I de Portugal
 (1261-1325), rei de Portugal
│ │ │ │ │ │ │ │ │ X Isabel d'Aragó 
│ │ │ │ │ │ │ │ │ │
│ │ │ │ │ │ │ │ │ ├─>Constança (1290-1313)
│ │ │ │ │ │ │ │ │ │ X 
Ferran IV de Castella

│ │ │ │ │ │ │ │ │ │
│ │ │ │ │ │ │ │ │ └─ > 
Alfons IV de Portugal
 (1291-1357), rei de Portugal
│ │ │ │ │ │ │ │ │ X Beatriu de Castella
│ │ │ │ │ │ │ │ │ │
│ │ │ │ │ │ │ │ │ ├─>Maria (1313-1357)
│ │ │ │ │ │ │ │ │ │ X 
Alfons XI de Castella

│ │ │ │ │ │ │ │ │ │
│ │ │ │ │ │ │ │ │ ├─>Alfons (1315-1315)
│ │ │ │ │ │ │ │ │ │
│ │ │ │ │ │ │ │ │ ├─>Denis (1317-1318)
│ │ │ │ │ │ │ │ │ │
│ │ │ │ │ │ │ │ │ ├─ > 
Pere I de Portugal
 (1320-1367), rei de Portugal
│ │ │ │ │ │ │ │ │ │ X 1) Blanca de Castella
│ │ │ │ │ │ │ │ │ │ X 2) Constança de Peñafiel
│ │ │ │ │ │ │ │ │ │ X 3) Ines de Castro (descendència fora de la dinastia)
│ │ │ │ │ │ │ │ │ │ │
│ │ │ │ │ │ │ │ │ │ ├2>Lluís (1340-1340)
│ │ │ │ │ │ │ │ │ │ │
│ │ │ │ │ │ │ │ │ │ ├2 > 
Ferran I de Portugal
 (1345-1383), rei de Portugal
│ │ │ │ │ │ │ │ │ │ │ X Eleonor de Menezes
│ │ │ │ │ │ │ │ │ │ │ │
│ │ │ │ │ │ │ │ │ │ │ ├─>Pere (1370-1370)
│ │ │ │ │ │ │ │ │ │ │ │
│ │ │ │ │ │ │ │ │ │ │ ├─>Alfons (1371-1371)
│ │ │ │ │ │ │ │ │ │ │ │
│ │ │ │ │ │ │ │ │ │ │ └─ > 
Beatriu de Portugal
 (1372-1410), reina de Portugal
│ │ │ │ │ │ │ │ │ │ │ x 
Joan I de Castella

│ │ │ │ │ │ │ │ │ │ │
│ │ │ │ │ │ │ │ │ │ ├3>Beatriu (1347-1381)
│ │ │ │ │ │ │ │ │ │ │ X Sanç de Castella, comte d'Albuquerque
│ │ │ │ │ │ │ │ │ │ │
│ │ │ │ │ │ │ │ │ │ ├3>Alfons (1348-)
│ │ │ │ │ │ │ │ │ │ │
│ │ │ │ │ │ │ │ │ │ ├3>Joan, duc de Valencia de Campos
│ │ │ │ │ │ │ │ │ │ │ 
(descendència)

│ │ │ │ │ │ │ │ │ │ │
│ │ │ │ │ │ │ │ │ │ ├3>Dionís, duc de Cifuentes i Escalona
│ │ │ │ │ │ │ │ │ │ │ 
(descendència)

│ │ │ │ │ │ │ │ │ │ │
│ │ │ │ │ │ │ │ │ │ └i > 
Joan I de Portugal

│ │ │ │ │ │ │ │ │ │ │
│ │ │ │ │ │ │ │ │ │ └─>
Dinastia d'Avis

│ │ │ │ │ │ │ │ │ │
│ │ │ │ │ │ │ │ │ ├─>Isabel (1324-1326)
│ │ │ │ │ │ │ │ │ │
│ │ │ │ │ │ │ │ │ ├─>Joan (1326-1327)
│ │ │ │ │ │ │ │ │ │
│ │ │ │ │ │ │ │ │ └─>Eleonor (1328-1348)
│ │ │ │ │ │ │ │ │ X 
Pere IV d'Aragó

│ │ │ │ │ │ │ │ │
│ │ │ │ │ │ │ │ ├2>Alfons (1263-1312), senyor de Portalegre
│ │ │ │ │ │ │ │ │ X Iolanda de Peñafiel (1265-1314)
│ │ │ │ │ │ │ │ │ │
│ │ │ │ │ │ │ │ │ ├─>Alfons (1288-1300), senyor de Leiria
│ │ │ │ │ │ │ │ │ │
│ │ │ │ │ │ │ │ │ ├─>Maria (1290-)
│ │ │ │ │ │ │ │ │ │ X 1) Tello III de Molina (mort el 1315), senyor de Montalegre
│ │ │ │ │ │ │ │ │ │ X 2) Ferran d'Haro, senyor de Ordono
│ │ │ │ │ │ │ │ │ │
│ │ │ │ │ │ │ │ │ ├─>Isabel (1292-1367)
│ │ │ │ │ │ │ │ │ │ X Joan de Castilla (mort el 1326), senyor de Biscaia
│ │ │ │ │ │ │ │ │ │
│ │ │ │ │ │ │ │ │ ├─>Constança (1294-)
│ │ │ │ │ │ │ │ │ │ X Núnez de Lara
│ │ │ │ │ │ │ │ │ │
│ │ │ │ │ │ │ │ │ └─>Beatriu (1298-)
│ │ │ │ │ │ │ │ │ X Pere de Castro (mort el 1343), senyor de Lemos
│ │ │ │ │ │ │ │ │
│ │ │ │ │ │ │ │ ├2>Sància (1264-1302)
│ │ │ │ │ │ │ │ │
│ │ │ │ │ │ │ │ ├2>Maria (1264-1304)
│ │ │ │ │ │ │ │ │
│ │ │ │ │ │ │ │ ├2>Constança (1266-1271)
│ │ │ │ │ │ │ │ │
│ │ │ │ │ │ │ │ └2>Vincenç (1268-1271)
│ │ │ │ │ │ │ │
│ │ │ │ │ │ │ ├─>Ferran (1217-1246), senyor de Serpa i de Lamego
│ │ │ │ │ │ │ │ X Sància de Lara
│ │ │ │ │ │ │ │ │
│ │ │ │ │ │ │ │ └─>Eleonor (1244-jove)
│ │ │ │ │ │ │ │
│ │ │ │ │ │ │ ├─>Vincenç (1219-jove)
│ │ │ │ │ │ │ │
│ │ │ │ │ │ │ └─ > 
Eleonor de Portugal
 (1211-1231)
│ │ │ │ │ │ │ X 
Valdemar III de Dinamarca
 (mort el 1231)
│ │ │ │ │ │ │
│ │ │ │ │ │ ├─ > 
Pere de Portugal
 (1187-1256), senyor de Mallorca
│ │ │ │ │ │ │ X Aurembiaix, comtessa d'Urgel (1180-1231)
│ │ │ │ │ │ │
│ │ │ │ │ │ ├─ > 
Ferran
 (1188-1233), comte de Flandes
│ │ │ │ │ │ │ X 
Joana de Flandes

│ │ │ │ │ │ │ │
│ │ │ │ │ │ │ └─>Maria (1224-1236)
│ │ │ │ │ │ │
│ │ │ │ │ │ ├─>Enric (1189-1191)
│ │ │ │ │ │ │
│ │ │ │ │ │ ├─>Blanca (1192-1240)
│ │ │ │ │ │ │
│ │ │ │ │ │ ├─>Berenguer (1194-1221)
│ │ │ │ │ │ │ X 
Valdemar II de Dinamarca
 (mort el 1241)
│ │ │ │ │ │ │
│ │ │ │ │ │ └─>Mafalda (1197-1257)
│ │ │ │ │ │ 
Enric I de Castella
 (1204-1217)
│ │ │ │ │ │
│ │ │ │ │ ├─>Joan (1156-jove)
│ │ │ │ │ │
│ │ │ │ │ └─>Teresa (1157-1218)
│ │ │ │ │ X 1) 
Felip d'Alsàcia
, comte de Flandes
│ │ │ │ │ X 2) 
Eudes III de Borgonya

│ │ │ │ │
│ │ │ │ ├1>Robert (1040-1113)
│ │ │ │ │
│ │ │ │ ├1>Simó (1044-1088)
│ │ │ │ │
│ │ │ │ ├1>Constança (1046-1093)
│ │ │ │ │ X 1) 
Hug II de Chalon
 (-1078)
│ │ │ │ │ X 2) 
Alfons VI de Castella
 (1040-1109)
│ │ │ │ │
│ │ │ │ └2>Hildegarda, (1050-després de 1104)
│ │ │ │ X 
Guillem VIII de Poitiers
 (1025-1086)
│ │ │ │

Final de la branca dels Borgonya

│ │ │ │
│ │ │ └3>Eudes (1013-després de 1056)
│ │ │
│ │ └─> Adelaida (973-1068)
│ │
│ ├3>Emma
│ │ X 
Ricard I de Normandia

│ │
│ ├3 > 
Otó
, 
duc de Borgonya

│ │ X Lietgarda de Chalon
│ │
│ └3 > 
Enric I
, duc de Borgonya
│
├? > 
Eudes I
 (mort el 871), 
comte de Troyes

│ X Wandilmodis, filla d'Aleran I, comte de Troyes
│ │
│ ├─ > 
Eudes II
, comte de Troyes 
│ │
│ ├─ > 
Robert Porte-carquois
, comte de Troyes
│ │ X Gisela, filla de 
Lluís II el Tartamut

│ │
│ └─>Ne
│ X 
Emenó
, 
comte de Poitiers

│
└?? > 
Adalelm
 (?- † 891), 
comte de Laon

│
└─ > 
Gautier
 o Waltger († 892), 
comte de Laon
```